# A Magyar Érdemrend lovagkeresztje

A Magyar Érdemrend lovagkeresztje 40 mm széles szalagján a 34 mm széles sötét smaragdzöld sávot jobbról-balról 1,5 mm széles fehér és 1,5 mm széles vörös sáv szegélyezi (polgári tagozat).

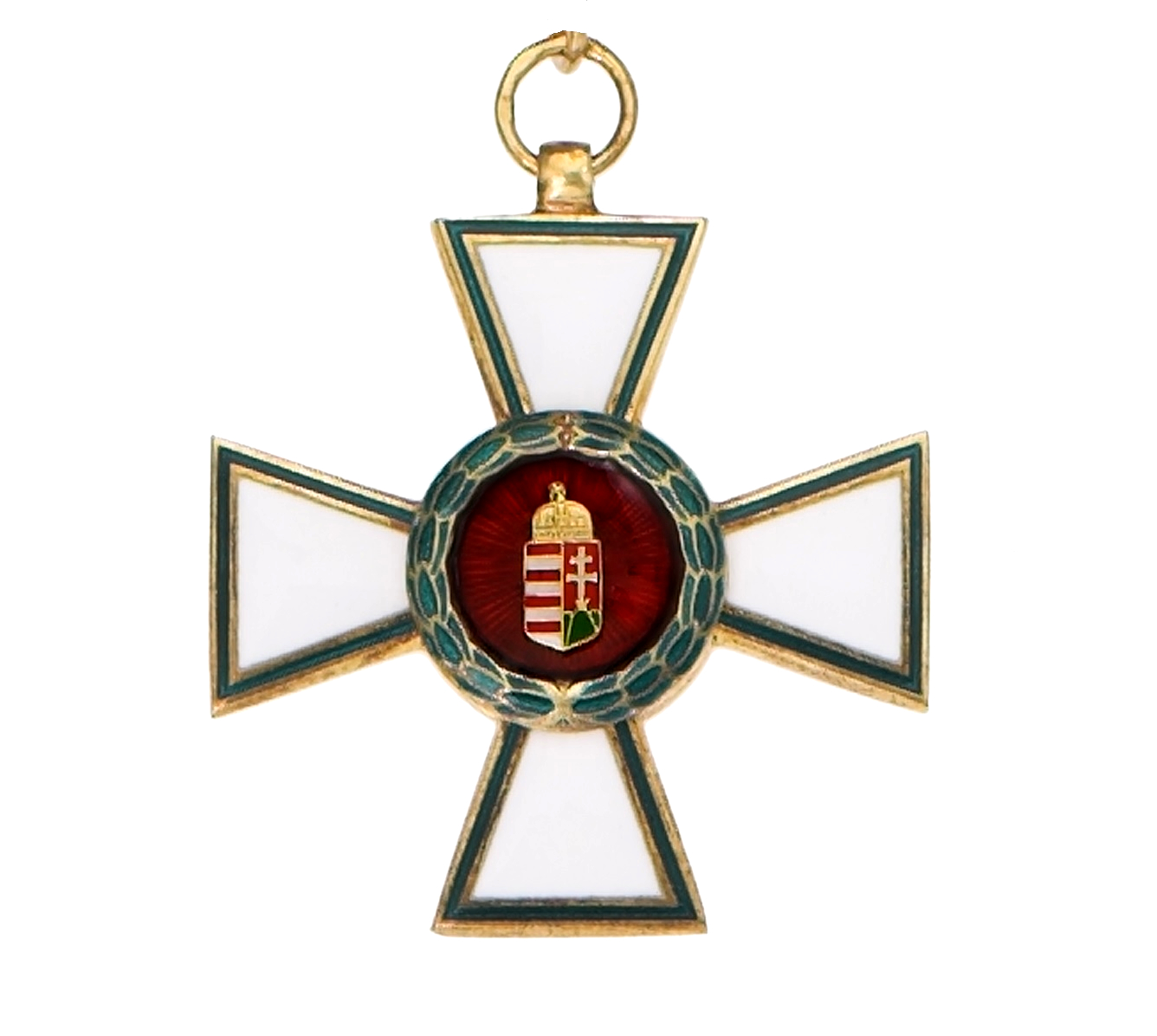
A Magyar Érdemrend fehér zománcozású görög kereszt, a Magyar Érdemrend lovagkeresztje 42 mm átmérőjű

A Magyar Érdemrend lovagkeresztje a magyar állam által adományozható legmagasabb kitüntetések egyikének, a Magyar Érdemrendnek az  osztálya. A Magyar Érdemrend fehér zománcozású görög kereszt.
Magyarország 2011. évi új Alaptörvényének 9. cikk (4) pontja értelmében a köztársasági elnök a törvényben meghatározott kitüntetéseket, díjakat és címeket adományozhatja. A 2011. évi CCII. törvény elfogadásával az addig 1991 óta adományozott és a 2000. évi XI. törvényben Magyar Köztársasági Érdemrend lovagkeresztjévé átnevezett „Magyar Köztársasági Érdemrend kiskeresztje” megszűnt létezni.
Az Érdemrend fokozatait, így a lovagkeresztet is, olyan személyeknek ítélik oda, akik a kultúra, a tudomány, a művészet, továbbá egyéb szakterületek terén – Magyarország érdekeinek előmozdítása, az egyetemes emberi értékek gyarapítása érdekében – példamutató tevékenységet folytatnak. A kitüntetéseket minden esetben a köztársasági elnök adományozza a miniszterelnök vagy az adott miniszter felterjesztése és ellenjegyzése mellett. A kitüntetéseket általában valamilyen nevezetes – Magyarország történelme szempontjából lényeges esemény tiszteletére tartott – ünnepen, így március 15-én, augusztus 20-án vagy október 23-án adják át.
A Magyar Érdemrend lovagkeresztjével kitüntetett személy jogosult magát a megfelelő állami kitüntetés tulajdonosának nevezni. A Magyar Érdemrend lovagkeresztjéből évenként legfeljebb kettőszáznyolcvan adományozható.
A Köztársasági Elnöki Hivatal 2016-os állásfoglalása szerint „a hatályos jogszabályok nem biztosítják egy kitüntetés visszavonásának lehetőségét, és azt sem teszik lehetővé, hogy a kitüntetés birtokosát a kitüntetettek listájáról töröljék. Ha valaki visszaküldi a kitüntetését, azzal lemond a kitüntetés viselésének jogáról – de ezt a döntését bármikor módosíthatja”.

## A Magyar Érdemrend lovagkeresztje[5]
A Magyar Érdemrend lovagkeresztje 42 mm átmérőjű. A polgári tagozat lovagkeresztjének a háromszög alakban összehajtott 40 mm széles szalagján a 34 mm széles sötét smaragdzöld sávot jobbról-balról 1,5 mm széles fehér és 1,5 mm széles vörös sáv szegélyezi. A katonai tagozat lovagkeresztjének háromszög alakban összehajtott 40 mm széles szalagján a 34 mm széles vörös sávot jobbról-balról 1,5 mm széles fehér és 1,5 mm széles zöld sáv szegélyezi.

## Díjazottak

### 2025

#### 2025. augusztus 20.[6][7][8][9][10][11][12][13]
- Ancza Erzsébet okleveles gépészmérnök, az Óbudai Egyetem Bánki Donát Gépész és Biztonságtechnikai Mérnöki Karának korábbi oktatási dékánhelyettese, egyetemi docens
- Antal Péter mérnökinformatikus, a Budapesti Műszaki és Gazdaságtudományi Egyetem Mesterséges Intelligencia és Rendszertervezés Tanszék Mesterséges Intelligencia Kutatócsoportjának és Bioinformatikai laboratóriumának vezetője
- Bart Marietta reumatológus, a Vasútegészségügyi Nonprofit Közhasznú Kft. főorvosa
- Benke Éva, az egykori szombathelyi Berzsenyi Dániel Tanárképző Főiskola docense
- Czipáné Kovács Mária építészmérnök, a Hajdú-Bihar Vármegyei Mérnöki Kamara titkára, az egykori Hajdú-Bihar Megyei Közigazgatási Hivatal Építésfelügyelet vezetője
- Csanády Etele Sándor okleveles faipari mérnök, a Soproni Egyetem Faipari Mérnöki és Kreatívipari Karának egyetemi tanára
- Csonka Tibor erdőmérnök, a Gemenci Erdő- és Vadgazdaság Zrt. vezérigazgatója
- Csontos Gyula István, Nagyhegyes község háziorvosa
- Dittel Gábor, a Magánvállalkozók Nemzeti Fuvarozó Ipartestülete – NiT Hungary ügyvezető főtitkára
- Fábián Adrián jogász, a Pécsi Tudományegyetem Állam- és Jogtudományi Karának korábbi dékánja, egyetemi tanár
- Fehér István erdőmérnök, a SEFAG Erdészeti és Faipari Zrt. vezérigazgatója
- Fekete Albert tájépítész mérnök, kertészmérnök, a Magyar Agrár- és Élettudományi Egyetem Tájépítészeti, Településtervezési és Díszkertészeti Intézetének intézetigazgató egyetemi tanára, volt dékán
- Fodor András, a Debrecen-Nyíregyházi Egyházmegye nyugalmazott püspöki helynöke, pápai káplán, a Magyar Máltai Szeretetszolgálat Észak-alföldi Régiója korábbi vezetője
- Friedrichné Haader Lea kódexkutató, nyelvtörténész, az Eötvös Loránd Tudományegyetem Bölcsészettudományi Karának nyugalmazott egyetemi docense, a HUN-REN Nyelvtudományi Kutatóközpont volt tudományos főmunkatársa
- Gortka-Rákó Erzsébet okleveles szociálpolitikus, a Debreceni Egyetem Gyermeknevelési és Gyógypedagógiai Karának dékánja, tanszékvezető főiskolai tanára
- Hegedűs 2 László Munkácsy Mihály- és Balázs Béla-díjas képző- és fotóművész, filmrendező
- Horváth Erzsébet református lelkipásztor, egyháztörténész, a Károli Gáspár Református Egyetem Hittudományi Karának nyugalmazott tanszékvezető egyetemi docense, a Magyarországi Református Egyház Zsinati Levéltárának igazgatója
- Horváth Gábor DLA, karvezető, karmester, a Liszt Ferenc Zeneművészeti Egyetem egyetemi docense, a Szent István Király Zeneművészeti Szakgimnázium és Alapfokú Művészeti Iskola zenetanára, a Duna Szimfonikus Zenekar és a Szent István Filharmonikusok karmestere, a Nemzeti Ifjúsági Zenekar vezető karnagya
- Horváth Zita történész, a Miskolci Egyetem rektora, volt felsőoktatásért felelős helyettes államtitkár
- Imre János István, a Magyar Vadgazdálkodásért Alapítvány kuratóriumi tagja, az Országos Magyar Vadászati Védegylet és az Országos Magyar Vadászkamara Felügyelőbizottságának elnöke
- Jakab Albert Zsolt néprajzkutató, a Kriza János Néprajzi Társaság elnöke, a Nemzeti Kisebbségkutató Intézet Tudományos Tanácsának tagja, tudományos főmunkatársa
- Kálnoky Boris Gregor, a Mathias Corvinus Collegium Média Iskolája és Újságírás Műhelye vezetője
- Kiss Attila kutató vegyész, a Széchenyi István Egyetem Albert Kázmér Mosonmagyaróvári Karának dékánhelyettese, a Debreceni Egyetem Mezőgazdaság-, Élelmiszertudományi és Környezetgazdálkodási Kar Agrár- és Élelmiszeripari Tudáshasznosítási Központjának igazgatója
- Kováts András Miklós Ybl Miklós-díjas építészmérnök, a KATERV Tervező és Szervező Kft. ügyvezetője és vezető tervezője, a Debreceni Egyetem Műszaki Karának címzetes egyetemi docense
- Kovács Antal dermatológus, a Komárom-Esztergom Vármegyei Szent Borbála Kórház bőrgyógyász főorvosa
- Kovács Emőke történész, a tabi Városi Könyvtár intézményvezetője
- Kulcsár Noémi Harangozó Gyula-díjas táncművész, koreográfus, a Magyar Táncművészeti Egyetem egyetemi docense, a Kulcsár Noémi Tellabor társulat alapítója
- Kupusz Arsenia, a Konstantinápolyi Egyetemes Patriarchátus Magyarországi Orthodox Exarchátusa szerzetese
- Kürti György, a Ceglédi Kossuth Lajos Gimnázium nyugalmazott igazgatója, volt önkormányzati képviselő
- Makovényi Ferenc építészmérnök, az egykori Szent István Egyetem Ybl Miklós Építéstudományi Karának dékánja, a Magyar Építész Kamara elnökségi tagja
- Mali István klarinétművész, a Nemzeti Filharmonikus Zenekar konzultánsa, korábbi vezető zenekari menedzsere, a Magyar Állami Operaház volt zenekari igazgatója
- Máthé Áron történész, szociológus, a Nemzeti Emlékezet Bizottsága elnökhelyettese
- Mester Tamás, a Budapesti Zsidó Hitközség elnöke, a Magyarországi Zsidó Hitközségek Szövetsége alelnöke
- Mészner Zsófia csecsemő- és gyermekgyógyás, infektológus, a Heim Pál Országos Gyermekgyógyászati Intézet módszertani igazgatója
- Monszpart Zsolt György, a Monspart Sarolta Egészséges Életmódért Alapítvány elnöke
- Nádasi György, az egyházi és vallásközi kapcsolatok nemzetközi tanácsadója
- Pogátsnik Monika vegyészmérnök, marketing-szakközgazdász, mérnöktanár, az Óbudai Egyetem Alba Regia Karának dékánhelyettese, Mérnöki Intézetének igazgatója, egyetemi docens
- Pongor László építészmérnök, a POND Mérnöki Iroda, Tervező és Szolgáltató Kft. alapítója, statikus mérnöke
- Rajnai Zoltán, Magyarország nemzeti kiberkoordinátora, a Katasztrófavédelmi Koordinációs Tárcaközi Bizottság Tudományos Tanácsának tagja, az Óbudai Egyetem általános rektorhelyettese, egyetemi tanár
- Remsei Sándor közgazdász, a Széchenyi István Egyetem Kautz Gyula Gazdaságtudományi Karának dékánja tanszékvezető egyetemi docens
- Rohonyi Anikó Liszt Ferenc-díjas operaénekes, a Magyar Művészeti Akadémia rendes tagja, a Magyar Állami Operaház örökös tagja
- Samu Krisztián, a Budapesti Műszaki és Gazdaságtudományi Egyetem Gépészmérnöki Karának dékánhelyettese, tanszékvezető-helyettes egyetemi docens
- Sasné Dr. Grósz Annamária, a Pannon Egyetem Gazdaságtudományi Karának oktatási dékánhelyettese, tanszékvezető egyetemi docens
- Szabó Miklós, a Tranzit Csoport alapító tulajdonosa
- Szabó Norbert Péter geofizikus mérnök, a Magyar Tudományos Akadémia doktora, a Miskolci Egyetem Műszaki Föld- és Környezettudományi Kara Nyersanyagkutató Földtudományi Intézetének tanszékvezető egyetemi tanára
- Szabó Szabolcs karvezető, a Komlói Pedagógus Kamarakórus alapító karnagya, a Pécsi Leőwey Klára Női Kar és a szekszárdi Gagliarda Kamarakórus karvezetője, a Pécsi Leőwey Klára Gimnázium nyugalmazott tanára
- Székely László, a Magyar Vadgazdálkodásért Alapítvány Kuratóriumának és a Borsodi Bányász Vadásztársaság elnöke, az Országos Magyar Vadászkamara Borsod-Abaúj-Zemplén Megyei Területi Szervezetének tiszteletbeli elnöke, az Országos Magyar Vadászati Védegylet volt elnöke
- Szenczi Árpád, a Károli Gáspár Református Egyetem Pedagógiai Karának nyugalmazott dékánja, főiskolai tanára, az Arany János Református Általános Iskola és Óvoda korábbi igazgatója, volt önkormányzati képviselő
- Szilvai József Attila, a Magyar Közút Nonprofit Zrt. vezérigazgatója
- Szolnoki Tibor Jászai Mari-díjas színművész, énekes, az Operettvilág Együttes művészeti vezetője
- Unger András tejipari szakmérnök, a Magyar Tejgazdasági Kísérleti Intézet Kft. nyugalmazott igazgatója, a Széchenyi István Egyetem címzetes egyetemi docense
- Vajda László tűzkovács népi iparművész, a népművészet mestere, a Magyar Művészeti Akadémia rendes tagja, Tiszaeszlár község polgármestere
- Végh Andor hangszerkészítő népi iparművész, a Pécsi Tudományegyetem Bölcsészet- és Társadalomtudományi Karának egyetemi docense, a Liszt Ferenc Zeneművészeti Egyetem oktatója
- Vörös Katalin területi szakfelügyelő főorvos, az Országos Vérellátó Szolgálat Győri Regionális Vérellátó Központja nyugalmazott igazgatója

#### 2025. március 15.[14][15][16][17][18][19][20]
- Agócs László mellkassebész szakorvos, az Országos Onkológiai Intézet Mellkasi Központ Onkológiai Mellkassebészeti Egység vezető főorvosa és a Semmelweis Egyetem Általános Orvostudományi Kar Mellkassebészeti Klinika főorvosa,
- Antal Ferenc, a Mezőtúri Kórház és Rendelőintézet Csecsemő- és Gyermekosztályának osztályvezető főorvosa,
- Aswin Techajareonvikul, a Berli Jucker Public Company Ltd. BigC Csoport elnök-vezérigazgatója,
- Babochay György díjugrató versenybíró, a Magyar Lovassport Szövetség Díjugrató Szakágának tanácsadója, a Magyar Állattenyésztők Szövetsége Történeti Szakbizottságának tagja, a sárvári Huszár Múzeum Baráti Kör ügyvezető elnöke,
- Balczó Barnabás, a Magyar Posta Zrt. volt elnök-vezérigazgatója,
- Baranyay László Liszt Ferenc-díjas zongoraművész, a Liszt Ferenc Zeneművészeti Egyetem Billentyűs és Akkordikus Hangszerek Tanszékének egyetemi tanára,
- Becsei László Richárd sebész főorvos, a Békés Vármegyei Központi Kórház főigazgató főorvosa,
- Bodáné dr. Viktor Éva címzetes főügyészségi ügyész, a Debreceni Járási Ügyészség nyugalmazott vezetőhelyettes ügyésze,
- Bódy Magdi zeneszerző, énekes, szövegíró, producer, zenetanár,
- Böröndi Lajos költő, író, szerkesztő, a Győri Szakképzési Centrum Hunyadi Mátyás Technikum tanára, a Mosonvármegye Lap- és Könyvkiadó Kft. ügyvezetője,
- Csécs Márton Lőrinc, a Torockói Unitárius Egyházközség lelkésze, a Magyar Unitárius Egyház Kolozs-Tordai Egyházkörének esperese,
- Csornay Boldizsár, a Magyarságkutató Intézet tudományos főigazgató-helyettese,
- Dekrét Marta, a Gál Ferenc Egyetem Pedagógiai Karának nyelvtanára,
- Dominkovits Péter történész, főlevéltáros, a Magyar Nemzeti Levéltár Győr-Moson-Sopron Vármegye Soproni Levéltárának címzetes igazgatója,
- Écsy Gábor, a Katolikus Karitász országos igazgatója, az Esztergom-Budapesti Főegyházmegye diakonális szakterület püspöki helynöke, a budapesti Magyar Szentek Plébánia plébánosa,
- Farkas Csaba, a Szülőföld Könyvkiadó Kft. ügyvezetője, az Őrvidék Kulturális és Sport Egyesület elnöke,
- Fedeles Tamás történész, a Magyar Tudományos Akadémia doktora, a Pécsi Tudományegyetem oktatási rektorhelyettese, Bölcsészet- és Társadalomtudományi Kara Történettudományi Intézetének tanszékvezető egyetemi tanára,
- Filó Gábor fogorvos, a Külföldi Magyar Cserkészszövetség Egészségügyi Osztályának vezetője,
- Fleiner Rita Dominika, az Óbudai Egyetem Neumann János Informatikai Kara Kiberfizikai Rendszerek Intézetének intézetigazgatója, egyetemi docens,
- Friedrich Rödler, az Erste Group Bank AG felügyelőbizottsági elnöke és az Erste Bank Hungary Zrt. felügyelőbizottsági tagja,
- Gál Tamás Liszt Ferenc-díjas karmester, érdemes művész, a Debreceni Egyetem Zeneművészeti Karának mesteroktatója,
- Győrffy Edit Márta radiológus, a Keszthelyi Kórház Radiológiai Osztálya osztályvezető főorvosa,
- Hadik György sebész főorvos,
- Hajnal Lajos belgyógyász, hematológus, klinikai onkológus, a Bács-Kiskun Vármegyei Oktatókórház Onkoradiológiai Központ főorvosa,
- Hidvégi Máté biokémikus, tudománytörténész, címzetes egyetemi tanár,
- Homolay Károly, az Újbudai Gárdonyi Géza Általános Iskola igazgatója,
- Honvári János gazdaságtörténész, a Széchenyi István Egyetem professor emeritusa,
- Horváth Lajos, Királyhegyes község korábbi polgármestere,
- Ireneusz Wysokiński történész, a  Szent Domonkos Rend szerzetese, a Lengyel Domonkos Tartomány Levéltárának igazgatója, a Vasvári Domonkos Történeti Központ volt munkatársa, a Debreceni Római Katolikus Egyetemi Lelkészség volt lelkésze,
- Jakab Eleonóra biológus, tanár, a II. Rákóczi Ferenc Kárpátaljai Magyar Főiskola adjunktusa, a Beregszászi Keresztény Értelmiségiek Szövetségének elnöke,
- Kajtár Edvárd teológus, a Pécsi Püspöki Hittudományi Főiskola Szenátusának tagja, főiskolai docense, a Pázmány Péter Katolikus Egyetem Hittudományi Karának tanszékvezető egyetemi docense,
- Kanizsai Péter László, a Pécsi Tudományegyetem Klinikai Központja Sürgősségi Klinikájának igazgatója, egyetemi docens,
- Kivovics Péter, fog- és szájbetegségek szakorvosa, a Semmelweis Egyetem Fogorvostudományi Kara Fogászati és Szájsebészeti Oktató Intézetének részlegvezető főorvosa, címzetes egyetemi tanár,
- Kónya Péter történész, az Eperjesi Egyetem rektora, egyetemi tanár,
- Korányi Katalin Ágnes, a Semmelweis Egyetem Általános Orvostudományi Kar Szemészeti Klinika klinikai főorvosa,
- Kószó Péter Tamás csecsemő- és gyermekgyógyász,  a Szegedi Újszülött Életmentő Szolgálat Alapítvány alapítója, a Johannita Segítő Szolgálat tagja,
- Kovács Hertelendy Maria Susana, a Paraguayi Magyar Egyesület elnöke,
- Králik Gábor László közgazdász, a  Magyar Energetikai és Közmű-szabályozási Hivatal energetikáért felelős elnökhelyettese,
- Kunetz Szabolcs, a VERITAS Történetkutató Intézet és Levéltár Igazgatási és Jogi Főosztályának vezetője,
- Lengyel Balázs közgazdász, a HUN-REN Közgazdaság- és Regionális Tudományi Kutatóközpont Közgazdaságtudományi Intézete Agglomeráció és Társadalmi Kapcsolathálózatok Kutatócsoportjának vezetője, tudományos főmunkatársa,
- Lontai Márton, a Nemzeti Szakértői és Kutató Központ főigazgatója, igazságügyi ujjnyomatszakértő,
- Luis José Godoy González, Magyarország magallanesi tiszteletbeli konzulja,
- Lükő István mérnöktanár, a Pécsi Tudományegyetem volt intézetigazgatója, nyugalmazott egyetemi magántanára,
- Madarász Tamás Sámuel geológusmérnök, a Miskolci Egyetem Műszaki Föld- és Környezettudományi Kara Víz- és Környezetgazdálkodás Intézetének intézetigazgatója, egyetemi docens,
- Magyar Gábor Béla villamosmérnök, informatikus, a  Nemzeti Adó- és Vámhivatal Mesterséges Intelligencia Munkacsoportjának elnöke, a Budapesti Műszaki és Gazdaságtudományi Egyetem Villamosmérnöki és Informatikai Karának volt tanszékvezetője, címzetes egyetemi tanára,
- Mándoki Tamás László címzetes fellebbviteli főügyészségi ügyész, a Szegedi Regionális Nyomozó Ügyészség vezető ügyésze,
- Mátrai Tibor Miklós, a Bajai Szent Rókus Kórház orvosigazgatója, a Szülészet-Nőgyógyászati Osztály osztályvezető főorvosa,
- Mayer Gizella újszülött- csecsemő- és gyermekkardiológus, a Fejér Vármegyei Szent György Egyetemi Oktató Kórház Újszülött-, Csecsemő- és Gyermekgyógyászati Osztály főorvosa,
- Molnár András, az Óbudai Egyetem informatikáért és minőségbiztosításért felelős rektorhelyettese, egyetemi tanár,
- Nagy Anna újságíró, mentálhigiénés szakember, az Egyedülálló Szülők Klubja Alapítvány kuratóriumi elnöke, az Egyszülős Központok alapítója, korábbi kormányszóvivő, volt helyettes államtitkár,
- Némedi Imre, a Szabadkai Műszaki Szakfőiskola tanszékvezető főiskolai tanára, a  Szabadkai Magyar Rádió volt munkatársa,
- Németh Róbert, a Soproni Egyetem egyetemi tanára,
- Obreczán Ferenc, a Magyar Nemzeti Vidéki Hálózat elnökségi tagja, a Nemzeti Agrárgazdasági Kamara Pest Vármegyei és Fővárosi Szervezetének általános alelnöke, a Pest Megyei Gazdakörök és Gazdaszövetkezetek Szövetségének elnöke, volt országgyűlési képviselő
- Ómolnár Miklós, a Mediaworks Hungary Zrt. igazgatója,
- Pekár István, agrármérnök, újságíró, a Cserhát Natúrpark Közhasznú Alapítvány kuratóriumi elnöke, a Pekár Családi Gazdaság vezetője, a Duna Televízió volt elnöke
- Perczel-Forintos Dóra, klinikai szakpszichológus, pszichoterapeuta, a Semmelweis Egyetem Általános Orvostudományi Karának tanszékvezető egyetemi tanára és Klinikai Pszichológiai Szakambulanciájának vezetője,
- Portillo-Torres Adriana Valéria, Magyarország korábbi nicaraguai tiszteletbeli konzulja,
- Pusztainé Fischl Klára, a HUN-REN Bölcsészettudományi Kutatóközpontja Régészeti Intézetének tudományos főmunkatársa, a Miskolci Egyetem Bölcsészet- és Társadalomtudományi Kara Történettudományi Intézetének egyetemi docense,
- Raskin Shmuel rabbi, az Egységes Magyarországi Izraelita Hitközség Keren Or központja alapítója és vezetője,
- Redl Károly, az Országgyűlés Hivatalának főosztályvezetője,
- Rónai Pál András, a Budapesti Operettszínház nyugalmazott karmestere,
- Scheuer Gyula közgazdász, az Eötvös Loránd Tudományegyetem kancellárja,
- Silló István karmester, a Győri Nemzeti Színház zeneigazgatója,
- Sudár Annamária tanár, előadóművész, irodalmi szerkesztő, a  Magyar Nemzeti Múzeum Közgyűjteményi Központ Országos Széchényi Könyvtár munkatársa,
- Szalai József, biológus, igazságügyi szakértő, szakíró, a Magyar Agrár- és Élettudományi Egyetem Budai Campusának nyugalmazott egyetemi docense,
- Szentmártoni János Babérkoszorú- és József Attila-díjas költő, író, a Magyar Művészeti Akadémia rendes tagja, a Magyar Írószövetség volt elnöke, korábbi helyettes államtitkár,
- Szép János szerkezetépítő mérnök, a Széchenyi István Egyetem Építész-, Építő- és Közlekedésmérnöki Karának dékánja, tanszékvezető egyetemi docens,
- Sztachó-Pekáry István gépészmérnök, az egykori Kecskeméti Főiskola rektora, professor emeritus, Kecskemét város korábbi alpolgármestere,
- Szunyogh Gábor, bányagépész és bányavillamossági mérnök, az Óbudai Egyetem Bánki Donát Gépész és Biztonságtechnikai Mérnöki Karának nyugalmazott egyetemi docense, a Magyar Műszaki és Közlekedési Múzeum nyugalmazott muzeológusa,
- Thanusak Phungdet, Magyarország phuketi tiszteletbeli konzulja,
- Torda Balázs okleveles villamosmérnök, az Opus Tigáz és Titász Zrt. vezérigazgatója és Igazgatóságának elnöke, az Opus Optesz Zrt. Igazgatóságának elnöke, az  Opus Global Nyrt. Igazgatóságának tagja és energetikai divízióvezetője,
- Tóth Gergely diaszpórakutató, nyelvi lektor, a Florida Atlantic University oktatója,
- Tóth Lászlóné Sólyom Enikő gyermekgyógyász, gasztroenterológus és lipidológus, a Borsod-Abaúj-Zemplén Vármegyei Központi Kórház és Egyetemi Oktatókórház Velkey László Gyermekegészségügyi Központ intézetvezető főorvosa,
- Váginé Varga Zsuzsanna, a Széchenyi István Egyetem Humánerőforrás Igazgatóságának igazgatója,
- Varró Bernadett, az Eszterházy Károly Katolikus Egyetem főiskolai tanára és Jászberényi Campusának korábbi oktatási és kutatási főigazgatója, intézetigazgatója,
- Veres Gábor Munkácsy Mihály-díjas szobrászművész, a Szombathelyi Művészeti Szakgimnázium és Technikum volt tanára és művészeti igazgatóhelyettese,
- Vu Hoai Chuong villamosmérnök-matematikus, a Vietnámi Tudományos és Technológiai Akadémia Információtechnológiai Intézetének nyugalmazott osztályvezetője,
- Zana István építész, a Koppányvölgye Idősek Otthona ügyvezető igazgatója, Törökkoppány község önkormányzati képviselője.

##### Katonai tagozat
- Balogh László rendőr ezredes, a Baranya Vármegyei Rendőr-főkapitányság rendészeti rendőrfőkapitány-helyettese,
- Boros István ezredes, a Honvédelmi Minisztérium Védelemgazdasági Hivatalának költségvetési és pénzügyi főigazgató-helyettese,
- Elekes Csaba ezredes, a Magyar Honvédség Összhaderőnemi Műveleti Parancsnokság törzsfőnök-helyettese,
- Grécs György ezredes, a Magyar Honvédség vitéz Szentgyörgyi Dezső 101. Repülődandár törzsfőnöke,
- Halász Péter rendőr ezredes, a Veszprém Vármegyei Rendőr-főkapitányság gazdasági rendőrfőkapitány-helyettese,
- Hegedűs János ezredes, a Magyar Honvédség Területvédelmi és Hadkiegészítő Parancsnokság személyügyi főnöke,
- Kis Péter rendőr ezredes, a Békés Vármegyei Rendőr-főkapitányság bűnügyi rendőrfőkapitány-helyettese,
- Óberling József rendőr ezredes, az Országos Rendőr-főkapitányság Rendészeti Főigazgatósága Közlekedésrendészeti Főosztályának vezetője, Országos Balesetmegelőzési Bizottságának ügyvezető elnöke, a Széchenyi István Egyetem címzetes egyetemi docense,
- Szabó Róbert ezredes, a Magyar Honvédség Bocskai István 11. Páncélozott Hajdúdandár törzsfőnöke,
- Vagyon László ezredes, a Honvéd Vezérkar Logisztikai Csoportfőnökség Infrastrukturális Főnökségének főnöke.

### 2024

#### 2024 folyamán
- Gémesi Csanád világ- és Európa-bajnok, olimpiai ezüstérmes magyar kardvívó
- Hajmási Éva paralimpiai ezüst- és bronzérmes, világ- és hatszoros Európa-bajnok tőr- és kardvívó

#### 2024. augusztus 20.[21]
- Anthony John Gall Ybl Miklós-díjas építészmérnök, egyetemi tanár, az Óbudai Egyetem Ybl Miklós Építéstudományi Karának dékánja
- Balázs Klára, a Budapesti Corvinus Egyetem Kertészettudományi Karának címzetes egyetemi tanára, a Környezetbarát Növényvédelemért Alapítvány kuratóriumi elnöke
- Balogh Attila orvos, a XVI. kerület Kertvárosi Egészségügyi Szolgálata és a Terézvárosi Egészségügyi Szolgálat sebésze
- Bárth János néprajzkutató, történész, muzeológus, a Kecskeméti Katona József Múzeum nyugalmazott megyei múzeumigazgatója, a Szegedi Tudományegyetem címzetes egyetemi docense
- Battyáni István radiológus, a Pécsi Tudományegyetem Általános Orvostudományi Karának egyetemi docense
- Biczók András közgazdász, a MAVIR Magyar Villamosenergia-ipari Átviteli Rendszerirányító Zrt. volt vezérigazgatója
- Birher Nándor Máté, a Pázmány Péter Katolikus Egyetem Bölcsészettudományi Karának dékánja, egyetemi tanár
- Bódi Illés árvízvédelmi tanácsadó, a Közép-Tisza-vidéki Vízügyi Igazgatóság nyugalmazott szolgálatvezetője
- Bodoky György onkológus, a Dél-pesti Centrumkórház – Országos Hematológiai és Infektológiai Intézet, Onkológiai Centrum centrumvezető főorvosa, egyetemi magántanár, a Magyar Klinikai Onkológiai Társaság alapítója és tiszteletbeli elnöke
- Bodonovits István, a Szent-Györgyi Albert Klinikai Központ Dr. Bugyi István Szentesi Multidiszciplináris Centrum osztályvezető főorvosa
- Bognár Lajos Levente, állatorvos, az Agrárminisztérium Élelmiszeriparért és Kereskedelempolitikáért Felelős Államtitkárságának tanácsadója, volt élelmiszerláncfelügyeletért felelős helyettes államtitkár és országos tiszti főállatorvos
- Boleman István szülész-nőgyógyász főorvos, a Magyar Szülészeti-Nőgyógyászati Ultrahang Társaság tagja
- ifj. Chikán Attila közgazdász, az Alteo Energiaszolgáltató Nyrt. elnök-vezérigazgatója
- Csató Gábor, az Országos Mentőszolgálat főigazgatója
- Csóka György Levente, a Soproni Egyetem Erdészeti Tudományos Intézetének tudományos tanácsadója
- Fábián Ferenc jogász, a Károli Gáspár Református Egyetem Állam- és Jogtudományi Karának címzetes egyetemi tanára, korábbi rektorhelyettese, a Pázmány Péter Katolikus Egyetem Jog- és Államtudományi Karának nyugalmazott docense, az Alkotmánybíróság nyugalmazott főtanácsadója
- Fásy Ádám kulturális szervező, műsorvezető, a Munkácsy Alapítvány elnöke
- Fekete Ferenc gyermekgyógyász, infektológus, klinikai farmakológus, a Heim Pál Országos Gyermekgyógyászati Intézet orvosigazgatója
- Felsmann Tamás Munkácsy Mihály-díjas tervezőgrafikus-művész, a Magyar Művészeti Akadémia levelező tagja, a Magyar Képzőművészeti Egyetem egyetemi docense
- Fenyvesi Ottó József Attila-díjas költő
- Ferencz I. Szabolcs közgazdász, az FGSZ Földgázszállító Zrt. elnök-vezérigazgatója
- Friedrich László Ferenc, a Magyar Agrár- és Élettudományi Egyetem Élelmiszertudományi és Technológiai Intézetének intézetigazgatója
- Gaál József Munkácsy Mihály-díjas képzőművész, a Magyar Művészeti Akadémia rendes tagja, a Magyar Képzőművészeti Egyetem egyetemi docense
- Gáti István, a Pécsi Tudományegyetem Egészségtudományi Kara Táplálkozástudományi és Dietetikai Intézetének egyetemi tanára
- Gerhátné Udvary Eszter, a Budapesti Műszaki és Gazdaságtudományi Egyetem Villamosmérnöki és Informatikai Karának nemzetközi dékánhelyettese, egyetemi docens
- Gy. Horváth László József Attila-díjas műfordító, író, esszéista, az Európa Könyvkiadó nyugalmazott főszerkesztője
- Hegedűs Ferenc autószerelő mester, a rétsági Műszeres Vizsgálóállomás tulajdonosa, Rétság város önkormányzati képviselője
- Holnapy László üzemmérnök, közgazdász, a Magyar Közút Nonprofit Zrt. vezérigazgatója főtanácsadója, a Miniszterelnöki Kormányiroda parlamenti államtitkárának volt kabinetfőnöke
- Homonnay Ádám, a Mol-csoport kutatás-termelés üzletágának operációs vezetője
- Hortobágyi Ildikó, a Pannon Egyetem Humántudományi Karának oktatási és felnőttképzési dékánhelyettese, egyetemi docens
- Horváth Ildikó, a Magyar Corvin-lánc Testület titkárságvezetője
- Horváth Lászlóné, a Magyar Katolikus Püspöki Konferencia Titkársága volt gazdasági vezetője, az Esztergom-Budapesti Főegyházmegye volt belső ellenőre
- Horváth Tamás sebész, baleseti sebész, oxyológus szakorvos, a Váci Jávorszky Ödön Kórház, Baleseti Sebészeti Osztály osztályvezető főorvosa, a Magyar Máltai Szeretetszolgálat Mentőszolgálata volt főorvosa
- Horváth Zoltán, a Magyar Agrár- és Élettudományi Egyetem Szent István Campusa Agrár- és Élelmiszergazdasági Intézetének egyetemi docense, a Gödöllői Fiatal Művészek Egyesületének alapító elnöke
- Hunyadkürti István Jászai Mari-díjas színművész, a Thália Színház művésze
- Joanna Maria Urbańska hungarológus, műfordító, a budapesti Lengyel Intézet volt igazgatója
- Juha Richárd Attila Munkácsy Mihály-díjas szobrászművész
- Kis Imre, a Magyar Politikai Foglyok Szövetségének elnökhelyettese
- Kiss Csaba, az MVM Zrt. termelési vezérigazgató-helyettese
- Lakatos Benjámin közgazdász, a MET Holding AG vezérigazgatója
- Landgráf Katalin textilművész, a Magyar Művészeti Akadémia rendes tagja, a Fóti Népművészeti Szakgimnázium és Gimnázium nyugalmazott tanára
- Lanszki Anita, a Magyar Táncművészeti Egyetem Tudományos Tanácsának elnöke, a Vályi Rózsi Könyvtár, Levéltár és Tánctudományi Kutatóközpont igazgatója, tanszékvezető egyetemi docens
- Lukács Gábor gazdasági agrármérnök, a Magyar Agrár- és Élettudományi Egyetem Agrár- és Élelmiszergazdasági Intézetének tanszékvezető egyetemi docense
- Melczer Mária Ágnes gyógyszerész, a békéscsabai Isteni Gondviselés Gyógyszertára tulajdonosa, a Magyar Gyógyszerészi Kamara Békés Vármegyei Szervezete elnöke
- Mihálykó Lajos Csaba matematikus, szakinformatikus, a Pannon Egyetem Műszaki Informatika Karának egyetemi docense
- Misák Sándor mérnök-fizikus, a Debreceni Egyetem Természettudományi és Technológiai Kara Fizikai Intézetének főiskolai docense
- Nagy Csaba Zoltán oboaművész, a Debreceni Egyetem Zeneművészeti Karának megbízott tanszékvezető egyetemi tanára
- Nagy Szilárd fül-orr-gégész, a Semmelweis Egyetem klinikai főorvosa, a Nemzeti Egészségmegőrző Központ Nkft. ügyvezetője, a Soproni Egyetem címzetes egyetemi docense
- Osvay Károly fizikus, a Szegedi Tudományegyetem Természettudományi és Informatikai Kara Fizikai Intézetének egyetemi docense
- Ősz Katalin, a Pécsi Tudományegyetem Természettudományi Karának oktatási dékánhelyettese, egyetemi docens
- Holczinger Ferenc jezsuita szerzetes pap, a Fényi Gyula Jezsuita Gimnázium, Kollégium és Óvoda igazgatója
- Pászthy Bea gyermek- és ifjúságpszichiáter, csecsemő- és gyermekgyógyász, klinikai farmakológus, pszichoterapeuta szakorvos, kiképző családterapeuta, a Semmelweis Egyetem Általános Orvostudományi Kara Gyermekgyógyászati Klinikájának osztályvezető egyetemi docense
- Pásztorné Huszár Klára okleveles tartósítóipari mérnök, a Magyar Agrár- és Élettudományi Egyetem Élelmiszertudományi és Technológiai Intézetének oktatási ügyekért felelős intézetigazgató-helyettese, egyetemi docens
- Pécs Miklós László vegyészmérnök, a Budapesti Műszaki és Gazdaságtudományi Egyetem Vegyészmérnöki és Biomérnöki Karának nyugalmazott egyetemi docense
- Péterffy András Balázs Béla-díjas filmrendező, operatőr, producer
- Pethő Gábor orvos, a Pécsi Tudományegyetem Általános Orvostudományi Kara Farmakológiai és Farmakoterápiai Intézetének intézetigazgató-helyettese, egyetemi tanár
- Petrasovits Anna, az 1956-os Magyar Szabadságharcosok Világszövetsége alelnöke
- Piffkó József arc,- állcsont és szájsebész szakorvos, a Szegedi Tudományegyetem Szent-Györgyi Albert Orvostudományi Kara Arc- Állcsont- és Szájsebészeti Klinikájának igazgatója, tanszékvezető egyetemi tanár
- Póser Valéria, az Óbudai Egyetem Neumann János Informatikai Karának oktatási dékánhelyettese, egyetemi docens
- Printz János Károly közgazdász, könyvvizsgáló, a Nemzeti Közszolgálati Egyetem címzetes egyetemi tanára, a Budapesti Corvinus Egyetem címzetes egyetemi docense, a Magyar Olimpiai Akadémia tanácsának tagja, a Zsivótzky Gyula Olimpiai Kör Egyesület elnöke
- Rácz Gyuláné Szereday Ildikó, a Jász-Nagykun-Szolnok Vármegyei Hetényi Géza Kórház-Rendelőintézet Tüdőgondozója vezető főorvosa
- Rajcsányi-Molnár Mónika, a Dunaújvárosi Egyetem intézményfejlesztési és általános rektorhelyettese
- Rákóczi Ildikó védőnő, a Debreceni Egyetem Egészségtudományi Kara Egészségtudományi Intézetének tanszékvezető főiskolai docense, a Magyar Védőnők Szakmai Szövetségének alelnöke, a Prevenciós Kutatás-fejlesztési Központ igazgatója, az Aranypajzs tudományos folyóirat főszerkesztője
- Rébék-Nagy Gábor, a Pécsi Tudományegyetem Általános Orvostudományi Kara Egészségügyi Nyelvi és Kommunikációs Intézetének egyetemi docense
- Rosdy Beáta gyermekgyógyász, gyermekneurológus, a Heim Pál Országos Gyermekgyógyászati Intézet osztályvezető főorvosa
- Rosta Szabolcs régész, a Kecskeméti Katona József Múzeum igazgatója
- Sárai-Szabó Kelemen bencés szerzetes, a győri Szent Mór Bencés Perjelség elöljárója, hittanárnak, a Czuczor Gergely Bencés Gimnázium és Kollégium kollégiumi igazgatóhelyettese
- Sárkány Péter, az Eszterházy Károly Katolikus Egyetem Gazdaság- és Társadalomtudományi Kara Társadalomtudományi Intézetének intézetvezető egyetemi tanára
- Szabó Péter László Liszt Ferenc-díjas gordonkaművész, a Budapesti Fesztiválzenekar szólócsellistája, a Weiner Leó Katolikus Zeneiskola-Alapfokú Művészeti Iskola és Zeneművészeti Szakgimnázium tanára, a Szabó Csaba Nemzetközi Társaság elnöke
- Szabóné Balogh Ágota Márta, a Gál Ferenc Egyetem Pedagógiai Karának dékánhelyettese, egyetemi docens
- Szakács Zoltán, a Balassagyarmati Dr. Kenessey Albert Kórház - Rendelőintézet nyugalmazott szülész-nőgyógyász főorvosa
- Számadó Emese régész, történész, a Komáromi Klapka György Múzeum igazgatója
- Szapáry László neurológus, a Pécsi Tudományegyetem Általános Orvostudományi Kara Neurológiai Klinikájának tanszékvezető egyetemi tanára, a Magyar Stroke Társaság elnöke
- Szarka Péter, a Gál Ferenc Egyetem Pedagógiai Karának főiskolai docense
- Szári Zsolt, a Balatoni Halgazdálkodási Nonprofit Zrt. vezérigazgatója
- Szebedy Tas András, a Városmajori Gimnázium igazgatója
- Szente Viktória, a Magyar Agrár- és Élettudományi Egyetem Kaposvári Campusa Agrár- és Élelmiszergazdasági Intézetének egyetemi tanára
- Szentirmai László grafikus, művészetpedagógus, bábjátékos-oktató, az egri Eszterházy Károly Katolikus Egyetem Sárospataki Comenius Campusának nyugalmazott dékánhelyettese, a Magyar Bábjátékos Egyesület alapítója és volt elnöke
- Szikora József, a Magyar Katolikus Rádió főszerkesztője, a Magyar Katolikus Újságírók Szövetségének elnöke
- Szilasi Alex Liszt Ferenc-díjas zongoraművész, a Gödöllői Királyi Kastély művészeti igazgatója, a Károli Gáspár Református Egyetem Bölcsészet- és Társadalomtudományi Kara Művészettudományi és Szabadbölcsészeti Intézetének oktatója
- Szulovszky János történész, etnográfus, a HUN-REN Bölcsészettudományi Kutatóközpont Történettudományi Intézete tudományos főmunkatársa
- Tamándl László építészmérnök, közgazdász, a Széchenyi István Egyetem egyetemi fejlesztésekért és pályázatokért felelős elnöki megbízottja, Kautz Gyula Gazdaságtudományi Karának egyetemi docense
- Tarpai Viktória Jászai Mari-díjas színművész, a Déryné Társulat és a Kárpátaljai Megyei Magyar Drámai Színház tagja
- Tóth József Péter, a Pannon Egyetem Humántudományi Karának tudományos és akkreditációs dékánhelyettese, Germanisztikai és Fordítástudományi Intézetének intézetigazgatója
- Vámos György, az Országos Kereskedelmi Szövetség nyugalmazott főtitkára
- Végső Miklós Harangozó Gyula-díjas néptáncművész és -pedagógus, a Magyar Táncművészeti Egyetem nyugalmazott címzetes főiskolai docense
- Villányi Judit gazdasági agrármérnök, a Magyar Agrár- és Élettudományi Egyetem Szent István Campusa Agrár- és Élelmiszergazdasági Intézetének egyetemi docense
- Viskolcz Béla Tibor vegyész, a Miskolci Egyetem Anyag- és Vegyészmérnöki Kara Kémiai Intézetének intézetigazgatója, egyetemi tanár
- Wilhelm Márta Marianna, a Pécsi Tudományegyetem Természettudományi Kara Sporttudományi és Testnevelési Intézetének egyetemi tanára
- Zeller Gyula közgazdász, a Pécsi Tudományegyetem Közgazdaságtudományi Karának címzetes egyetemi tanára, a Pécsi Tudományegyetem volt rektorhelyettese

##### Katonai tagozat
- Csonka Ildikó r. o. ezredes, az Észak-Pesti Centrumkórház-Honvédkórház, Speciális Rendeltetésű Centrum centrumvezető főorvosa
- Sallai János r. ezredes, a Nemzeti Közszolgálati Egyetem, Rendészettudományi Kar egyetemi tanára, a Rendészettudományi Doktori Iskola vezetőhelyettese

#### 2024. március 15.[22][23][24]
- Ágh Ernő Péterné, a Vas Vármegyei Kormányhivatal nyugalmazott főigazgatója,
- Androsits Beáta Mária, a Magyar Kémikusok Egyesületének nyugalmazott ügyvezető igazgatója,
- Bács Zoltán, okleveles agrármérnök, közgazdász, a Debreceni Egyetem kancellárja, Gazdaságtudományi Kara Számviteli és Pénzügyi Intézetének igazgatója, egyetemi tanár,
- Barta Dóra, Harangozó Gyula-díjas táncművész, koreográfus, érdemes művész, a Kecskeméti City Balett, a Kecskeméti Katona József Nemzeti Színház balett tagozatának vezetője, a Hírös Agóra Nonprofit Kft. ügyvezető igazgatója,
- Bartha Károly, klinikai főorvos, a Semmelweis Egyetem Fogorvostudományi Karának volt dékánhelyettese, egyetemi docense, a Magyar Preventív Fogászati Társaság alapító elnöke,
- Berhidai Piusz ferences szerzetes, a Magyarok Nagyasszonya Ferences Rendtartomány tartományfőnöke,
- Berzeviczy-Fehér Jánosné, hímző és viseletkészítő népi iparművész, a népművészet mestere,
- Berzsenyi Krisztina, jelmez- és díszlettervező, a Színház- és Filmművészeti Egyetem Zsigmond Vilmos Mozgóképművészeti Intézetének oktatója,
- Biczó Piroska, a Magyar Nemzeti Múzeum nyugalmazott főmuzeológusa,
- Choi In Su, a Széchenyi István Egyetem egyetemi docense,
- Cseh Gergő Bendegúz, történész, levéltáros, az Állambiztonsági Szolgálatok Történeti Levéltárának főigazgatója, levéltári vezető szakfelügyelő, a Magyar Levéltárak Vezetőinek Tanácsa elnöke,
- Csurgai Horváth József, főlevéltáros, a székesfehérvári Városi Levéltár és Kutatóintézet igazgatója, a Kodolányi János Egyetem Nemzetközi Tanulmányok és Történelem Tanszékének főiskolai tanára,
- Derdák Éva festőrestaurátor művész, hazánk középkori, új- és legújabb kori freskóinak, falképeinek és festményeinek feltárásában, illetve restaurálásában vállalt szerepe elismeréseként,
- Dr. Dienes Dénes református lelkész, a Sárospataki Református Kollégium Tudományos Gyűjteménye igazgatója, a Sárospataki Református Hittudományi Egyetem Rendszeres Teológiai és Egyháztörténeti Tudományok Intézete vezetője, a Sárospataki Református Kollégium intézményeinek nemzetközileg is elismert szellemi és tudományos központtá alakításában vállalt meghatározó szerepe, valamint az európai és a magyar kora újkor teológiatörténetének kutatásában elért eredményei elismeréseként,
- Éltető József, költő, szerkesztő, dramaturg, műfordító,
- Erdész Ádám István, történész, levéltáros, a Magyar Nemzeti Levéltár Békés Vármegyei Levéltárának nyugalmazott igazgatója,
- Fehérvölgyi Beáta, közgazdász, a Pannon Egyetem Gazdaságtudományi Karának dékánja, az Innovációmenedzsment Tanszék egyetemi docense,
- Forrai-Werling Márta, okleveles közgazdász, a Pécsi Tudományegyetem Általános Orvostudományi Kara Szak- és Továbbképző Központjának igazgatója,
- Görög Márta, a Szegedi Tudományegyetem Állam- és Jogtudományi Karának dékánja és Civilisztikai Tudományok Intézetének intézetvezető egyetemi tanára,
- Kádár Ignác táncművész, koreográfus, a Veszprém-Bakony Táncegyüttes művészeti vezetője;
- Kékedi László, népi iparművész, a népművészet mestere, a Magyar Művészeti Akadémia rendes tagja, Kisgyőr község polgármestere,
- Kecze István közlekedésgépész-mérnök, mérnöktanár, közoktatási vezető, Kisújszállás város polgármestere,
- Kenyeres István, történész, főlevéltáros, Budapest Főváros Levéltárának főigazgatója, a Magyar Levéltárosok Egyesületének elnöke, címzetes egyetemi tanár,
- Kovács Béla Róbert, okleveles vegyész, a Debreceni Egyetem Mezőgazdaság-, Élelmiszertudományi és Környezetgazdálkodási Kara Élelmiszertudományi Intézetének vezetője, egyetemi tanár,
- Lakatos Mihály, József Attila-díjas költő, író, műfordító,
- Lenk Géza György, közgazdász, az OTP Bank Nyrt. nyugalmazott vezérigazgató-helyettese,
- Markovits Alíz közgazdász, a Veszprém-Balaton 2023 Zrt. vezérigazgatója,
- dr. Melis János, a Szarvasi Polgármesteri Hivatal címzetes főjegyzője,
- Mészáros Márta, a Széchenyi István Egyetem Nemzetközi Programok és Alumni Központjának vezetője,
- Molnár István, a Magyar Közút Nonprofit Zrt. Fejér Vármegyei Igazgatósága igazgatója;
- dr. Molnár Krisztián, a Fejér Vármegyei Közgyűlés elnöke,
- Móró Csilla Beatrix, a Magyar Mezőgazdasági Múzeum és Könyvtár tápiószelei Blaskovich Múzeumának nyugalmazott igazgatója,
- Müncz László, a Budapesti Zsidó Hitközség Hegedűs Gyula utcai körzete elnöke, a Budapesti Zsidó Hitközség elöljárója,
- Nagy Erika, a Magyar Kutatási Hálózat Közgazdaság- és Regionális Tudományi Kutatóközpontja Regionális Kutatások Intézetének tudományos főmunkatársa,
- Őrsi Ferenc ipari formatervező,
- Paripás Béla, a Miskolci Egyetem Gépészmérnöki és Informatikai Kara Fizikai és Elektrotechnikai Intézetének volt vezetője, egyetemi tanára,
- Pejtsik Péter zeneszerző, karmester, előadóművész, az After Crying zenekar alapító tagja,
- Philipp Frigyes, Kós Károly-díjas építész, címzetes egyetemi docens, a Pest Vármegyei Építész Kamara elnöke, Kismaros főépítésze, Vác, Hatvan és Esztergom volt főépítésze, az Országos Főépítészi Kollégium volt elnöke,
- Pindroch Csaba Jászai Mari-díjas színművész,
- Piszter Péter Pál, a Balatongyöröki Honismereti Kör Egyesülete elnöke.
- Rudolf Éva, a Nyíregyházi Egyetem kancellárja,
- Schwarcz Attila idegsebész, a Pécsi Tudományegyetem Általános Orvostudományi Kar Klinikai Központja Idegsebészeti Klinikájának igazgatója, egyetemi tanár,
- Dr. Soós Viktor Attila egyháztörténész, a Nemzeti Emlékezet Bizottsága tagja, a Pázmány Péter Katolikus Egyetem Bölcsészet- és Társadalomtudományi Kara Történettudományi Intézete oktatója, a 20. századi magyar történelem és egyháztörténet területén végzett kiemelkedő kutatói-oktatói munkája elismeréseként,
- Szűcs Erzsébet, az Eszterházy Károly Katolikus Egyetem oktatási főigazgatója,
- Terdik Katalin Mária, címzetes fellebbviteli főügyészségi ügyész, Pest vármegyei főügyészségi osztályvezető ügyész,
- Toronykőy Attila, a Magyar Állami Operaház rendezője,
- Vakler Lajos újságíró, a Fehérvár Médiacentrum munkatársa,
- Veisz Ottó agrármérnök, a Magyar Tudományos Akadémia levelező tagja, a Magyar Kutatási Hálózat Agrártudományi Kutatóközpontja Mezőgazdasági Intézetének volt igazgatója, kutatóprofesszora, a Pannon Egyetem címzetes egyetemi tanára, a Széchenyi István Egyetem tiszteletbeli doktora,
- Vida Rolland okleveles informatikus, a Budapesti Műszaki és Gazdaságtudományi Egyetem Villamosmérnöki és Informatikai Kara Távközlési és Médiainformatikai Tanszékének egyetemi docense, High Speed Networks kutatólaboratóriumának vezetője.

### 2023

#### 2023. augusztus 20.
Polgári tagozat
- dr. Ábrám Zoltán orvos, a Marosvásárhelyi George Emil Palade Orvosi, Gyógyszerészeti, Tudomány- és Technológiai Egyetem Orvostudományi Kara Közegészségtani Tanszékének tanszékvezető egyetemi tanára
- Alfons Dieter Dintner, az Audi Hungaria Zrt. Igazgatóságának elnöke
- dr. Árendás Péter Attila brácsaművész, zenepedagógus, a Liszt Ferenc Zeneművészeti Egyetem Népzene Tanszékének egyetemi docense, a  Hagyományok Háza Népzenei szakcsoportjának vezetője, a  Tükrös zenekar alapító tagja
- dr. Assani Omar, a Gyöngyösi Bugát Pál Kórház orvosigazgatója
- Áts Márton, Magyarország panamavárosi tiszteletbeli konzulja
- Bacsa Ferenc, a Kozma István Magyar Birkózó Akadémia mesteredzője, szakmai tanácsadója
- dr. Balogh Ágnes Rózsa ügyvéd, a Pécsi Tudományegyetem Állam- és Jogtudományi Kara Büntetőjogi Tanszékének egyetemi docense, a Pécsi Egyházmegye és a Pécsi Püspöki Hittudományi Főiskola jogásza
- Barbay Ferenc balettművész, koreográfus
- Bartha Tünde, a Cseh Köztársaság Kormányhivatalának volt vezetője
- Básthy Béla, Kőszeg város polgármestere
- dr. Békefy Lajos református lelkész, egyházi közíró, szociáletika-kutató
- Benedek Lászlóné Micsinay Mária, az Argentínai Magyar Református Egyház főgondnoka, cserkésztiszt, magyartanár
- dr. Bereczki András, az  Észt Köztársaság budapesti tiszteletbeli főkonzulja, az  Eötvös Loránd Tudományegyetem Bölcsészettudományi Kara Finnugor Tanszékének tanszékvezető egyetemi docense
- dr. Blazovichné dr. Gellén Klára jogász, a  Szegedi Tudományegyetem oktatási rektorhelyettese, az  Állam- és Jogtudományi Kar Üzleti Jogi Intézetének intézetvezető egyetemi tanára
- dr. Bohaty Ilona Mária belgyógyász, az  Országos Vérellátó Szolgálat Debreceni Regionális Vérellátó Központjának regionális igazgató főorvosa, a Nemzeti Népegészségügyi Központ területi transzfuziológiai szakfelügyelője
- dr. Bui Minh Phong, az Eötvös Loránd Tudományegyetem Informatikai Kara Komputeralgebra Tanszékének egyetemi tanára
- Chubak Tetyana Leonidivna, Magyarország ternopili tiszteletbeli konzulja
- dr. Czopf László belgyógyász, kardiológus, a  Pécsi Tudományegyetem Általános Orvostudományi Karának oktatási dékánhelyettese és az egyetem Klinikai Központja I. sz. Belgyógyászati Klinikájának egyetemi docense
- Csáky Károly etnográfus, helytörténeti író, nyugalmazott tanár, a  Magyar Néprajzi Társaság tiszteleti és a  Magyar Tudományos Akadémia külső köztestületi tagja
- Csepregi Éva, előadóművész a Neoton Família Sztárjai együttes énekese
- Dalmay Árpád nyugalmazott középiskolai tanár, újságíró, a  Rákóczi Szövetség Nyíregyházi Szervezetének elnöke, a Beregszászért Alapítvány kuratóriumi elnöke
- Darvas István, az  Országos Rabbiképző – Zsidó Egyetem főtitkára, Szentírás és Talmudtudományi Tanszékének mestertanára, a  Budapesti Zsidó Hitközség Hegedűs Gyula utcai zsinagógájának főrabbija, a  Kárpát-medencei Tehetségkutató Alapítvány alapítója
- Demkó Ferenc, a Munkácsi görögkatolikus egyházmegye püspöki helynöke, kerületi esperes[25]
- Dobsa Aranka, a Kárpátaljai Magyar Pedagógusszövetség Nagyszőlősi Járási Szervezetének elnöke, a Tiszakeresztúri Általános Iskola nyugalmazott igazgatója
- Dusza János kutatófizikus, a  Magyar Tudományos Akadémia külső tagja, az  Óbudai Egyetem professor emeritusa, a Szlovákiai Magyar Akadémiai Tanács alelnöke
- Elek István jazz előadóművész, klarinéttanár, a  Liszt Ferenc Zeneművészeti Egyetem Jazz Tanszékének szaxofontanára
- dr. Ender Ferenc sebész, a  Dél-pesti Centrumkórház – Országos Hematológiai és Infektológiai Intézete Sebészeti Osztályának osztályvezető főorvosa, a  Semmelweis Egyetem Általános Orvostudományi Karának egyetemi magántanára
- dr. Engert Zoltán Vendel országos urológus szakfelügyelő szakfőorvos, a  Vas Vármegyei Markusovszky Egyetemi Oktatókórház stratégiai igazgatója, Urológiai Sebészeti Osztályának osztályvezető főorvosa, címzetes egyetemi tanár
- dr. Eniszné dr. Bódogh Margit vegyészmérnök, a Pannon Egyetem Mérnöki Kara Anyagmérnöki Intézeti Tanszékének nyugalmazott egyetemi docense
- Enrique Friedrich Beckhoff, Magyarország caracasi tiszteletbeli konzulja
- dr. Erdős Ferenc Gábor matematikus mérnök, az Eötvös Loránd Kutatási Hálózat Számítástechnikai és Automatizálási Kutatóintézete kutatólaborjának vezetőhelyettese, a  Budapesti Műszaki és Gazdaságtudományi Egyetem Gépészmérnöki Kar Gyártástudomány és -technológia Tanszékének egyetemi docense
- Fekete Gizi, Jászai Mari-díjas színművész a Szegedi Nemzeti Színház örökös tagja
- dr. Ficzere Andrea neurológus, reumatológus, a  Budapesti Uzsoki Utcai Kórház főigazgatója, a  Magyar Kórházszövetség elnökhelyettese
- Filákovity István koreográfus, a Mohács Nemzetiségi Néptáncegyüttes művészeti vezetője
- Dr. Forisek Péter, történész, klasszika-filológus, a Debreceni Egyetem Tanárképzési Központjának főigazgatója és a Bölcsészettudományi Kar Történelmi Intézete Klasszika filológiai és Ókortörténeti nem önálló Tanszékének egyetemi docense, a kolozsvári Babes-Bolyai Tudományegyetem oktatója[26]
- dr. Friedl Katalin matematikus, a  Budapesti Műszaki és Gazdaságtudományi Egyetem Villamosmérnöki és Informatikai Kara Számítástudományi és Információelméleti Tanszékének egyetemi docense
- Furuta Hajime, Gifu tartomány kormányzója
- Fülöp István Sándor pedagógus, presbiter, volt országgyűlési és önkormányzati képviselő, a Szabolcs-Szatmár-Bereg Vármegyei Kormányhivatal Mátészalkai Járási Hivatala nyugalmazott hivatalvezetője, a  Reformátusok Szatmárért Egyesület elnöke
- Gabriel Boschung, a Marcel Boschung AG ügyvezető igazgatója
- Gajáry Péter Tibor, az Amerikai Magyar Kulturális Egyesület alelnöke
- Gelegdorj Eregzen régész, a Mongol Tudományos Akadémia Régészeti Intézetének igazgatója
- Giuseppe Michele Giacomini, Magyarország genovai tiszteletbeli konzulja
- dr. Harter Mária Aranka, a Kúria nyugalmazott tanácselnöke
- dr. Hecker Walter hippológus, a kaposvári Pannon Lovas Akadémia nyugalmazott alapító igazgatója
- Holovits György Huba, Balatonföldvár város polgármestere, a Balatonföldvári Vízisport Egyesület alapítója és korábbi elnöke
- dr. Horák Péter, a Budapesti Műszaki és Gazdaságtudományi Egyetem Gépészmérnöki Kara Gép- és Terméktervezés Tanszékének tanszékvezető egyetemi docense
- Hornyák Béla, az Eperjesi görögkatolikus főegyházmegye nyugalmazott érdemes esperese[25]
- dr. Horváth Balázs közlekedésmérnök, a  Széchenyi István Egyetem Építész-, Építő- és Közlekedésmérnöki Karának dékánja, Közlekedési Tanszékének tanszékvezető egyetemi docense
- dr. Horváth Géza germanista, műfordító, a Károli Gáspár Református Egyetem Bölcsészet- és Társadalomtudományi Karának dékánja, Német és Holland Nyelvű Kultúrák Intézetének vezetője, egyetemi docens, a  Magyar Goethe Társaság alapító tagja
- dr. Horváth Iván Gábor, a Pécsi Tudományegyetem Általános Orvostudományi Kar Klinikai Központja Szívgyógyászati Klinikájának intézetigazgató-helyettese és Intervencionális Kardiológia Osztályának vezetője, egyetemi tanár
- dr. Horváth Mihály, a Békés Vármegyei Önkormányzati Hivatal nyugalmazott jegyzője
- dr. Iván Kristóf biomérnök, a  Pázmány Péter Katolikus Egyetem Információs Technológiai és Bionikai Karának prodékánja, egyetemi docens
- dr. Jürgen Hogeforster, a Hanza Parlament alapítója, senior projektigazgatója, korábbi elnöke
- Kemenes Gábor, a Nagykovácsi Nagyboldogasszony Római Katolikus Plébánia plébánosa
- Kenyeres Oszkár, a Hazajáró című műsor szerkesztője, a Hazajáró Egylet alapítója
- Kertész Péter pápai káplán, kanonok, a Csepel-Belvárosi Kisboldogasszony Plébánia esperes-plébánosa
- Király Attila, az Esztergom-Budapesti főegyházmegye Pestszentlőrinc-Soroksári Espereskerületének esperese, a Budapest-Soroksár-Újtelepi Szent István Király Plébánia plébánosa[25]
- Kovalcsik Zoltán P. Cirill ferences szerzetes, a szentendrei Ferences Gimnázium nyugalmazott tanára[25]
- dr. Kiss Ferenc, a Nyíregyházi Egyetem volt megbízott rektora és Környezettudományi Intézete Környezettan Intézeti Tanszékének tanszékvezető főiskolai tanára
- Kiss Ilona orsolyita szerzetesnő, iskolai dokumentalista, a Rhone-Alpoki Francia Magyar Baráti Egyesület könyvtárosa
- Kócán Géza, a Szlovéniai Református Keresztyén Egyház világi elnöke
- dr. Kolláth Gábor villamosmérnök, a  NISZ Nemzeti Infokommunikációs Szolgáltató Zrt. nyugalmazott igazgatója, stratégiai főtanácsadója, a Hírközlési és Informatikai Tudományos Egyesület főtitkára
- dr. Kovács Zsolt közgazdász, a  Széchenyi István Egyetem általános és oktatási elnökhelyettese és Kautz Gyula Gazdaságtudományi Kara Statisztika, Pénzügyi és Kontrolling Tanszékének egyetemi docense
- Kovácsné dr. Kaposvári Gyöngyi Gizella irodalomtörténész, muzeológus, a  szolnoki Damjanich János Múzeum igazgatóhelyettese
- Kovalcsik Zoltán P. Cirill ferences szerzetes, a szentendrei Ferences Gimnázium nyugalmazott tanára
- dr. Kőmíves Sándor Imre, a  Sátoraljaújhelyi Erzsébet Kórház Krónikus Belgyógyászati Osztályának osztályvezető főorvosa
- dr. Kőrösi Mária Piroska, a  Budapesti Műszaki és Gazdaságtudományi Egyetem, az  Óbudai Egyetem és a  Partiumi Keresztény Egyetem nyugalmazott egyetemi docense
- László Boldizsár operaénekes, előadóművész, a Cotton Club Singers alapító tagja, vezetője
- Latkóczy-Osváth Emese, a  New York-i Magyar Emberi Jogok Alapítványának ügyvezető igazgatója, a  washingtoni Kossuth Alapítvány igazgatósági tagja, a New York-i Amerikai Magyar Könyvtár és Történelmi Társulat igazgatósági tagja
- Lázár Alpár Tibor, a Magyar Máltai Szeretetszolgálat Forrásközpontjának vezetője[25]
- dr. Le Minh Triet nyugalmazott egyetemi tanár, a Ho Si Minh-városi Vietnámi–Magyar Baráti Társaság elnöke
- Légli Ottó kertészmérnök, bortermelő, a Hegyközségek Nemzeti Tanácsának volt elnöke
- dr. Leitold Adrien Ilona vegyészmérnök, a Pannon Egyetem Műszaki Informatikai Karának dékánhelyettese, egyetemi docens
- dr. Lengyel László, a Magyar Tudományos Akadémia doktora, a Budapesti Műszaki és Gazdaságtudományi Egyetem Villamosmérnöki és Informatikai Kar Automatizálási és Alkalmazott Informatikai Tanszékének tanszékvezetőhelyettese, egyetemi tanár
- Limbacher Gábor Zoltán etnográfus, muzeológus, a  Magyar Nemzeti Múzeum Forgách-Lipthay Kastélymúzeum intézményvezetője
- dr. Lipcsei Imre László, a  Gál Ferenc Egyetem Pedagógiai Kara Gyermeknevelési és Módszertani Tanszékének tanszékvezető főiskolai tanára
- Lóth Erika, a  Pécsi Tudományegyetem Általános Orvostudományi Kar Klinikai Központja Ápolásszakmai Igazgatóságának ápolási igazgatója
- Lovas Péter, az UVSE Vízilabda Sportegyesület elnöke, a Magyar Vízilabda Szövetség elnökségi tagja
- Marcin Wielec, a  varsói Stefan Wyszyński Bíboros Egyetem Jogi és Közigazgatási Karának professzora, dékánhelyettes, a Büntetőeljárás-jogi Tanszék vezetője, a varsói Igazságügyi Intézet igazgatója
- Mihályi László cukrászmester, a váci Mihályi Patisserie tulajdonosa
- Moys Zoltán író, rendező, a Hazajáró Egylet alapító elnöke, a Börzsöny Akciócsoport alapítója
- dr. Nagy Judit, a  Károli Gáspár Református Egyetem Bölcsészet- és Társadalomtudományi Karának nemzetközi dékánhelyettese, egyetemi docens
- Nagy Miklós, a  Szabolcs-Szatmár-Bereg Vármegyei Kormányhivatal Csengeri Járási Hivatalának nyugalmazott hivatalvezetője, Tyukod nagyközség korábbi polgármestere
- Németh Gyula István, a  csobánci vár kapitánya, a  Gyulaffy László Hagyományőrző Lovas Bandérium – Csobánc Váráért Alapítvány kuratóriumi elnöke, a Gyulavezér Lovasbirodalma Kft. ügyvezetője
- dr. Nikolaus Joseph Hipp, a  Hipp élelmiszer- és bébiételgyártó vállalat tulajdonosa, nyugalmazott ügyvezető igazgatója
- Ónodi Béla DLA okleveles néptáncpedagógus, a  Magyar Táncművészeti Egyetem Néptánc Tanszékének megbízott tanszékvezető egyetemi tanára
- dr. Paczolayné dr. Szilágyi Erzsébet, a Fővárosi Törvényszék Cégbíróságának nyugalmazott bírója
- Pajor Sándor, Magyarország chacói tiszteletbeli konzulja
- dr. Pásztor Zsuzsanna Apáczai Csere János-díjas zongoraművész-tanár, a  Liszt Ferenc Zeneművészeti Egyetem Tanárképzési Tanszékének és az Eötvös Loránd Tudományegyetem Bölcsészettudományi Kara Művészetközvetítő és Zenei Intézetének egyetemi oktatója
- Pechtol Lajos, az Országos Magyar Vadászkamara Fejér vármegyei Területi Szervezetének titkára
- Pécsi Györgyi József Attila-díjas irodalomtörténész, szerkesztő, kritikus, a Magyar Művészeti Akadémia rendes tagja, az MMA Kiadó Nonprofit Kft. ügyvezetője
- Perényi Tamás DLA Ybl Miklós- és Pro Architectura díjas építész, a Budapesti Műszaki Egyetem Építészmérnöki Kara Lakóépülettervezési Tanszékének egyetemi docense
- Peter De Cuyper, a Resilux NV vezérigazgatója
- dr. Péter György gyermekorvos, gyermek onko-hematológus, a  Heim Pál Országos Gyermekgyógyászati Intézet Dr. Kemény Pál Gyermek Onko-Hematológiai Osztályának főorvosa
- Dr. Pető Károly agrármérnök, a Debreceni Egyetem általános rektorhelyettese és Gazdaságtudományi Kara Vidékfejlesztés, Regionális Gazdaságtan és Turizmusmenedzsment Intézetének intézetigazgatója, egyetemi tanár[26]
- dr. Petri András sebész, a Szegedi Tudományegyetem professor emeritusa és Szent-Györgyi Albert Klinikai Központja Sebészeti Klinikájának igazgatóhelyettese
- Pojjana Paniangvait, a Thai President Foods igazgatója
- Polics József, Komló város polgármestere, volt országgyűlési képviselő
- dr. Pomozi Péter, az  Eötvös Loránd Tudományegyetem Bölcsészettudományi Kar Magyar Nyelvtudományi és Finnugor Intézete Finnugor Tanszékének egyetemi docense, a  Magyarságkutató Intézet Magyar Nyelvtörténeti Kutatóközpontjának igazgatója
- dr. Pósa István László sebész, klinikai onkológus, egészségügyi menedzser, a Nagyatádi Kórház intézményvezetője, a Pro Futuro Nagyatád Alapítvány elnöke
- dr. Prisztóka Gyöngyvér, a Pécsi Tudományegyetem Természettudományi Karának korábbi oktatási dékánhelyettese, Sporttudományi és Testnevelési Intézete Sportelméleti és Sportszervezési Tanszékének tanszékvezető egyetemi docense
- Rácz István Liszt Ferenc-díjas operaénekes
- Rádi József Sándor erdőmérnök, a  Gemenci Erdő- és Vadgazdaság Zrt. nyugalmazott termelési vezérigazgatóhelyettese
- Romhányi Ágnes Nádasdy Kálmán-díjas dramaturg, költő, műfordító
- Rudy Cuzzetto, Ontario tartomány Mississauga-Lakeshore körzetének parlamenti képviselője
- Sára Ferenc koreográfus, néptánc- és népzenekutató
- Dr. Sasváry Erzsébet endokrinológus, diabetológus, a Nógrád Vármegyei Szent Lázár Kórház főorvosa, a Keresztény Értelmiségiek Szövetsége salgótarjáni csoportjának elnöke, a Keresztény Orvosok Magyarországi Társasága időszaki lapjának főszerkesztője[25]
- Sato Akihiro, a MegaHouse elnök-vezérigazgatója
- Schmidt Jenő, Tab város polgármestere, a Települési Önkormányzatok Országos Szövetségének elnöke
- dr. Sebe Mária, a Kúria nyugalmazott tanácselnöke
- Selmeczi Zoltán Miklós, a váci Egyházmegyei Katolikus Iskolák Főhatóságának főigazgatója, a Keresztény Értelmiségiek Szövetsége balassagyarmati csoportja elnöke[25]
- Solymári Dániel, a Magyar Máltai Szeretetszolgálat nemzetközi kapcsolatokért felelős vezetője[25]
- dr. Soós Ágnes Katalin radiológus, sportorvos, az Országos Sportegészségügyi Intézet főigazgató főorvosa
- Stéphan Sonneville, az Atenor vezérigazgatója
- Szabó Sándor tárogatóművész, a Gregus Tárogató Kvartett alapítója, zenei vezetője
- Szécsényiné dr. Fekete Irén, a  Magyar Testnevelési és Sporttudományi Egyetem nyugalmazott tanszékvezető egyetemi docense, a Szécsényi Fitness Mozgásművészeti Stúdió alapítója és vezetője
- dr. Székács Anna, a Budapesti Gazdasági Egyetem Külkereskedelmi Kara Nemzetközi Üzleti Szaknyelvek Tanszékének óraadója
- Szélyes Ferenc Jászai Mari-díjas színművész, a Marosvásárhelyi Nemzeti Színház Tompa Miklós Társulatának volt tagja, a mikházi Csűrszínházi Egyesület elnöke
- dr. Szilvási József adventista lelkész, az  Adventista Teológiai Főiskola professor emeritusa és Rendszeres Teológiai Tanszékének megbízott tanszékvezető egyetemi tanára
- Takács István József, Sajósenye község polgármestere, a  Sajósenye Ökumenikus Templomáért Alapítvány elnöke
- Tihanyi Sándor páros világbajnoki bronzérmes salakmotorozó
- Tomasz Zieliński, a Szejm képviselője
- Torda Katalin gyöngyművész
- dr. Tóth László urológus, nephrológus, a  Borsod-Abaúj-Zemplén Vármegyei Központi Kórház és Egyetemi Oktatókórház igazgatói szaktanácsadó főorvosa
- dr. Tóth Viktória neurológus, a Nógrád Vármegyei Szent Lázár Kórház Neurológiai-Stroke Osztályának osztályvezető főorvosa
- dr. Törő Sándor címzetes fellebbviteli főügyészségi ügyész, a Csongrád-Csanád Vármegyei Főügyészség büntetőjogi főügyészhelyettese, a  Szegedi Tudományegyetem Állam- és Jogtudományi Karának címzetes egyetemi docense
- Varga László kanonok, a Váci Székesegyház karnagya, zeneszerző, az  Országos Magyar Cecília Egyesület központi igazgatója, a Váci Székesegyházi Kórusiskola alapítója és művészeti vezetője
- Varga László erdőmérnök, a Bakonyerdő Zrt. vezérigazgatója
- dr. Varga László, a Soproni Egyetem Benedek Elek Pedagógiai Karának dékánja, egyetemi docens
- Várkonyi György Olivér okleveles mérnök-közgazdász, az  EVAT Egri Vagyonkezelő és Távfűtő Zrt. nyugalmazott vezérigazgatója, az Egri Lokálpatrióta Egylet első elnöke
- Vas Bence gitárművész, a Pécsi Tudományegyetem Művészeti Karának dékánhelyettese és Zeneművészeti Intézete Szólóhangszerek Tanszékének tanszékvezető egyetemi tanára, a Magyar Kodály Társaság elnöke
- dr. Veres Gábor főmuzeológus, a Néprajzi Múzeum általános főigazgató-helyettese
- dr. Villányi Balázs belgyógyász, nephrológus, angiológus szakorvos, a  Győr-Moson-Sopron Vármegyei Petz Aladár Egyetemi Oktató Kórház orvosigazgatója
- Weidinger István agrármérnök, vadgazda, az Agrárminisztérium Vadgazdálkodási Főosztályának tájegységi fővadásza
- Sir William Cash, Nagy-Britannia és Észak-Írország Egyesült Királysága Parlamentjének alsóházi képviselője, az Európai Ügyek Bizottságának elnöke
- Zahorán-Széchényi Ákos, a  Chilei–Magyar Kulturális Egyesület és a  Chilei–Magyar Kereskedelmi Kamara elnöke
- dr. Zöldréti Attila közgazdász, a  Magyar Közgazdasági Társaság Mezőgazdasági és Élelmiszeripari Szakosztályának elnöke, a Nemzeti Közszolgálati Egyetem, a Magyar Agrár- és Élettudományi Egyetem és a Milton Friedman Egyetem oktatója
- Zundui Tumurtumuu, Ulánbátor város főpolgármester-helyettese
- Zsódi Viktor, a Piarista Rend Magyar Tartománya tartományfőnöke[25]

Katonai tagozat
- Barnai János rendőr ezredes, a Hajdú-Bihar Vármegyei Rendőr-főkapitányság Gazdasági Igazgatóságának gazdasági rendőrfőkapitány-helyettese
- Bognár Botond Nándor ezredes, a  Honvédelmi Minisztérium Kontrolling Főosztálya Költségvetés és Gazdálkodás Monitoring Osztályának vezetője
- Dickmann Irén rendőr ezredes, az  Országos Idegenrendészeti Főigazgatóság gazdasági főigazgató-helyettese
- dr. Gömbös Sándor rendőr dandártábornok, az Országos Rendőr-főkapitányság Hivatalának vezetője
- dr. Gulyás Zsolt rendőr dandártábornok, a Bács-Kiskun Vármegyei Rendőr-főkapitányság rendőrfőkapitánya
- Imre István ezredes, a Magyar Honvédség Tartalékképző és Támogató Parancsnokságának volt törzsfőnökhelyettese
- Samu Attila László rendőr dandártábornok, a Belügyminisztérium sajtófőnöke
- Szilágyi Zsolt Lajos ezredes, a Magyar Honvédség 1. Tűzszerész és Folyamőr Ezred parancsnoka
- dr. Tánczi Tibor rendőr ezredes, a  Vas Vármegyei Rendőr-főkapitányság Bűnügyi Igazgatóságának bűnügyi rendőrfőkapitány-helyettese
- Zsiga Tamás László dandártábornok, a Honvéd Vezérkar Személyzeti Csoportfőnökség volt csoportfőnöke

#### 2023. március 15.[27]

##### Polgári tagozat
- Albacker Vilmos etológus, a Magyar Tudományos Akadémia doktora, a Magyar Agrár- és Élettudományi Egyetem Vadgazdálkodási és Természetvédelmi Intézete Természetmegőrzési Tanszékének egyetemi tanára,
- Arató András gyermekgyógyász, gasztroenterológus, a Magyar Tudományos Akadémia doktora, a Semmelweis Egyetem Általános Orvostudományi Kara Gyermekklinikájának volt igazgatóhelyettese, egyetemi tanár,
- Bécsi Tamás közlekedésmérnök, a Budapesti Műszaki és Gazdaságtudományi Egyetem Közlekedésmérnöki és Járműmérnöki Kara Közlekedés- és Járműirányítási Tanszékének egyetemi docense,
- Boda Dezső fizikus, a Magyar Tudományos Akadémia doktora, a Pannon Egyetem Mérnöki Kara Természettudományi Központjának igazgatója, egyetemi tanár,
- Bodó Mária zongorapedagógus, a Temesvári Tudományegyetem Művészeti Karának nyugalmazott egyetemi docense,
- Bóna Krisztián okleveles közlekedésmérnök, logisztikai rendszertervező, a Budapesti Műszaki és Gazdaságtudományi Egyetem Közlekedésmérnöki és Járműmérnöki Kara Anyagmozgatási és Logisztikai Rendszerek Tanszékének tanszékvezető egyetemi docense,
- Csiki Gábor karnagy, a Magyar Állami Operaház Énekkarának karigazgatója,
- Ekler Elemér, a Zalatáj Kiadó kiadó-főszerkesztője,
- Fári Miklós Gábor kertészmérnök, biológus, a Magyar Tudományos Akadémia doktora, a Debreceni Egyetem Mezőgazdaság-, Élelmiszertudományi és Környezetgazdálkodási Kar Növénytudományi Intézete Alkalmazott Növénybiológiai Tanszékének egyetemi tanára,
- Fehér Helga, a Pannon Egyetem Gazdaságtudományi Kar Üzleti Tudományok Intézete Számvitel és Pénzügy Intézeti Tanszékének tanszékvezető egyetemi docense,
- Flaskó Tibor orvos, a Debreceni Egyetem Klinikai Központja Urológiai Klinikájának igazgatója, egyetemi docens,
- Füzesi Zsuzsanna orvos, szociológus, a Pécsi Tudományegyetem Általános Orvostudományi Kar Magatartástudományi Intézete Orvosi Oktatásfejlesztési és Kommunikációs Tanszékének tanszékvezető egyetemi tanára,
- Gácser Attila biológus, a Magyar Tudományos Akadémia doktora, a Szegedi Tudományegyetem Természettudományi és Informatikai Kara Biológia Intézetének vezetője, egyetemi tanár,
- Gál Zoltán, a Magyar Regionális Tudományi Társaság elnöke, a Pécsi Tudományegyetem Közgazdaságtudományi Kara Pénzügyi és Számviteli Intézetének egyetemi tanára, az Eötvös Loránd Kutatási Hálózat Közgazdaság- és Regionális Tudományi Kutatóközpontja Regionális Kutatások Intézetének tudományos főmunkatársa,
- Galli Csaba Béla gépészmérnök, a Széchenyi István Egyetem Audi Hungaria Járműmérnöki Kara Járműgyártás és Technológia Tanszékének főiskolai docense, szakmai tanácsadó,
- H. Bagó Ilona Móra Ferenc-díjas irodalomtörténész, a Petőfi Irodalmi Múzeum Kiállítás-szervezési és Rendezési Főosztályának nyugalmazott főosztályvezetője, főmuzeológusa,
- Hevesi Attila Lajos, a Magyar Tudományos Akadémia doktora, a Miskolci Egyetem professor emeritusa,
- Kállai János klinikai szakpszichológus, a Magyar Tudományos Akadémia doktora, a Pécsi Tudományegyetem professor emeritusa,
- Kálmán Endre klinikai főorvos, a Pécsi Tudományegyetem Általános Orvostudományi Kara Pathológiai Intézetének igazgatóhelyettese,
- Kaposi Zoltán történész, a Magyar Tudományos Akadémia doktora, a Pécsi Tudományegyetem Közgazdaságtudományi Karának egyetemi tanára,
- Kárpát István belgyógyász, nephrológus, a Debreceni Egyetem Általános Orvostudományi Kar Belgyógyászati Intézete Nephrológiai Tanszékének egyetemi docense,
- Kéri Laura Zita, a Liszt Ferenc Zeneművészeti Egyetem Kodály Zoltán Zenepedagógiai Intézetének igazgatóhelyettese,
- Kissné Zsámbori Réka, a Soproni Egyetem Benedek Elek Pedagógiai Karának tudományos és külügyi dékánhelyettese, Neveléstudományi és Pszichológiai Intézetének egyetemi docense,
- Klivényi Péter neurológus, a Magyar Tudományos Akadémia doktora, a Szegedi Tudományegyetem Szent-Györgyi Albert Klinikai Központ Neurológiai Klinikájának igazgatója, tanszékvezető egyetemi tanár,
- Kristóf Tamás vegyészmérnök, a Pannon Egyetem Mérnöki Kara Természettudományi Központja Korróziós Kutatócsoportjának vezetője, egyetemi docens,
- Lengyel Péter, a Pécsi Tudományegyetem Művészeti Karának dékánja és Képzőművészeti Intézete Szobrászat Tanszékének egyetemi docense,
- Lőrinc Katalin Harangozó Gyula-díjas táncművész, a Magyar Táncművészeti Egyetem Modern Tánc és Színházi Tánc Tanszékének egyetemi tanára,
- Lőrincz Katalin, a Pannon Egyetem Gazdaságtudományi Karának általános dékánhelyettese és Üzleti Tudományok Intézetének intézetigazgatója, egyetemi docens,
- Lőte Attila Jászai Mari-díjas színművész.
- Mader Béla, a Szegedi Tudományegyetem Klebelsberg Könyvtárának nyugalmazott főigazgatója
- Mandics György József Attila-díjas költő, író,
- Mezősi Emese endokrinológus, a Magyar Tudományos Akadémia doktora, a Pécsi Tudományegyetem Általános Orvostudományi Kar Klinikai Központja I.sz. Belgyógyászati Klinikájának általános igazgatóhelyettese, egyetemi tanár,
- Neumayer Károly Liszt Ferenc-díjas trombitaművész, fúvószenekari karnagy, a Pécsi Tudományegyetem Művészeti Karának nyugalmazott egyetemi docense,
- Neveda Amália Márta, az Agóra Veszprém Kulturális Központ igazgatója, a Kulturális Központok Országos Szövetségének alelnöke,
- Pap József, az Eszterházy Károly Katolikus Egyetem Történelemtudományi Intézetének igazgatója, Új- és Jelenkori Történeti Tanszékének tanszékvezető főiskolai tanára,
- Pécsváradi Ferenc Attila, a Szegedi Tudományegyetem Természettudományi és Informatikai Kara Növénybiológiai Tanszékének egyetemi docense,
- Pósánné Rácz Annamária, a Debreceni Egyetem oktatási igazgatója,
- Pődör Dóra, a Károli Gáspár Református Egyetem Bölcsészet- és Társadalomtudományi Kara Anglisztika Intézetének intézetvezető-helyettese, Angol Nyelvészeti Tanszékének egyetemi docense,
- Salamon Konrád történész, muzeológus, a Magyar Tudományos Akadémia doktora, az Eötvös Loránd Tudományegyetem Bölcsészettudományi Kar Történeti Intézete Új- és Jelenkori Magyar Történeti Tanszékének volt főiskolai tanára,
- Ifj. Sarkady Sándor tudományos kutató, a Soproni Egyetem főkönyvtárosa,
- Stettner Eleonóra a Magyar Agrár- és Élettudományi Egyetem Matematika és Természettudományi Alapok Intézete Matematika és Modellezés Tanszékének egyetemi docense,
- Szabó Gábor, a biológiai tudomány doktora, a Debreceni Egyetem Általános Orvostudományi Kar Biofizikai és Sejtbiológiai Intézete Sejtbiológiai Tanszékének egyetemi tanára,
- Szabó Imre, a Miskolci Egyetem professor emeritusa,
- S. Szabó Péter, ügyvéd, a Budapesti Ügyvédi Kamara elnökhelyettese, az Európai Ügyvédi Kamarák Szövetsége magyar delegációjának tagja,
- Szathmári Miklós belgyógyász, endokrinológus, a Magyar Tudományos Akadémia doktora, a Semmelweis Egyetem Klinikai Központja Orvosszakmai Főigazgatósága Egészségügyi Irányítási Igazgatóságának igazgatója, egyetemi tanár,
- Szauter Ferenc közlekedésmérnök, a Széchenyi István Egyetem Audi Hungaria Járműmérnöki Kara Közúti és Vasúti Járművek Tanszékének egyetemi docense, a Járműipari Kutatóközpontjának vezetője,
- Szekrényes András gépészmérnök, a Magyar Tudományos Akadémia doktora, a Budapesti Műszaki és Gazdaságtudományi Egyetem Gépészmérnöki Kara Műszaki Mechanikai Tanszékének egyetemi docense,
- Szíj Enikő, az Eötvös Loránd Tudományegyetem Bölcsészettudományi Kar Magyar Nyelvtudományi és Finnugor Intézete Finnugor Tanszékének nyugalmazott egyetemi docense,
- Szlávik János, a Magyar Tudományos Akadémia doktora, az Eszterházy Károly Katolikus Egyetem professor emeritusa,
- Szőke András filmrendező[28]
- Tóth Tibor szociálpolitikus,
- Trunkos András producer, az Omega együttes menedzsere.

Katonai tagozat
- Bogányi Gábor Ádám ezredes, a Katonai Nemzetbiztonsági Szolgálat referatúravezetője
- Dominek Attila ezredes, a Katonai Nemzetbiztonsági Szolgálat felderítő csoportfőnök-helyettese
- Gazsi Béla ezredes, a Honvéd Vezérkar Vezérkari Irodája Nemzetközi Kapcsolatok Osztályának osztályvezetője
- dr. Haid Tibor ezredes, a Honvédelmi Minisztérium Igazgatási és Jogi Képviseleti Főosztálya Jogi Képviseleti Osztályának osztályvezetője
- Horváth Géza Endre rendőr ezredes, a Nemzetközi Bűnügyi Együttműködési Központ igazgatója
- Molnár József tűzoltó alezredes, a Fejér Vármegyei Katasztrófavédelmi Igazgatóság Dunaújvárosi Katasztrófavédelmi Kirendeltségének polgári védelmi felügyelője
- Orgován Csaba alezredes, a Magyar Honvédség Parancsnoksága Személyzeti Csoportfőnökségének vezető szakreferense
- dr. Palik Mátyás ezredes, a Nemzeti Közszolgálati Egyetem Hadtudományi és Honvédtitsztképző Karának katonai repülési dékánhelyettese, Repülésirányító és Repülő-hajózó Tanszékének egyetemi docense
- dr. Szilágyi József rendőr ezredes, a Terrorelhárítási Központ Műveleti Igazgatóságának igazgatója
- Tornai Antal nyugállományú ezredes, a Honvédelmi Minisztérium Zrínyi Térképészeti és Kommunikációs Szolgáltató Közhasznú Nonprofit Kft. biztonsági vezetője
- dr. Vendrei Gábor ezredes, az Észak-Pesti Centrumkórház – Honvédkórház orvosigazgatója

### 2022

#### 2022. március 15.[30]
Polgári tagozat
- Abonyi János vegyészmérnök, a Magyar Tudományos Akadémia doktora, a Pannon Egyetem Mérnöki Karának tudományos és stratégiai dékánhelyettese, Bio-, Környezet- és Vegyészmérnöki Kutató-Fejlesztő Központjának egyetemi tanára
- Ádám Laska, a Magyar–Norvég Kereskedelmi Kamara elnöke
- Ágoston István, a Pécsi Tudományegyetem Egészségtudományi Kara Egészségbiztosítási Intézetének egyetemi docense, dékáni megbízottja
- Almási Gábor fizikus, a Pécsi Tudományegyetem Természettudományi Karának dékánhelyettese és Fizikai Intézetének igazgatója, egyetemi docense
- Antal Ildikó, a Johnson and Johnson Gyógyszeripari Intézete Immunológia Project Managementjének igazgatója
- Bácsfainé Hévizi Józsa történész, nyugalmazott középiskolai tanár, nemzetiségkutató, az Erdélyi Szövetség elnöke
- Bajdik Péter, az Országos Magyar Vadászkamara főtitkára
- Balczár Lajos orvos, a Csolnoky Ferenc Kórház Pszichiátriai Gondozójának vezető főorvosa, a Horgony Pszichiátriai Betegekért Közhasznú Alapítvány alapítója és kuratóriumi elnöke, a Magyar Pszichiátriai Gondozók Regionális Egyesületének alelnöke
- Baliga Kornél Ferenczy Noémi-díjas tervezőművész, építész
- Balogh László televíziós rendező, operatőr
- Bara Sándor, a Tiszántúli Vízügyi Igazgatóság igazgatója
- Barcsák Marianna, a Katolikus Pedagógiai Intézet intézetvezetője
- Bartha Zoltán biztosítástechnikai szakértő, a Willbot & Kopking’s Hungary Zrt. tulajdonos vezérigazgatója, a Társ A Bajban Személyi Sérültekért Egyesület alapítója és elnöke, a Biztosítási Almanach és a Biztosítás magazin alapítója
- Betlehem József, a Pécsi Tudományegyetem rektorhelyettese, az Egészségtudományi Kar Sürgősségi Ellátási és Egészségpedagógiai Intézetének igazgatója, egyetemi tanára
- Bognár Árpád építőmérnök, a Swietelsky Magyarország Kft. ügyvezető igazgatója
- Bóna István DLA Munkácsy Mihály-díjas festő-restaurátor művész, egyetemi docens, a Magyar Képzőművészeti Egyetem Restaurátor Tanszékének megbízott tanszékvezetője
- Borda Ferenc, a Bács-Kiskun Megyei Kórház, a Szegedi Tudományegyetem Általános Orvostudományi Kar Oktató Kórház Diabetes Szakrendelésének főorvosa, a Magyar Orvosi Kamara Bács-Kiskun Megyei Területi Szervezetének volt elnöke
- Eberhard Klemens Borghoff, a Meschedei Bencés Gimnázium tanára és tanulmányi igazgatója
- Borszéki János vegyészmérnök, a Pannon Egyetem Mérnöki Kar Környezettudományi Intézete Föld- és Környezettudományi Intézeti Tanszékének korábbi egyetemi docense
- Borvendég Zsuzsanna történész, a Magyarságkutató Intézet Történeti Kutatóközpontjának tudományos munkatársa
- Julie Bynens, a Flamand Külügyi Hivatal főtitkára
- Claessens Peter, a Claessens Group alapító ügyvezetője
- Czár Gergely Harangozó Gyula-díjas táncművész, a Szegedi Kortárs Balett koreográfus-asszisztense, próbavezetője
- Czibere Károly, a Református Szeretetszolgálat főigazgatója, a Károli Gáspár Református Egyetem címzetes egyetemi tanára, volt államtitkár
- Czigány Tamás DLA Ybl Miklós- és Pro Architectura díjas építészmérnök, a Széchenyi István Egyetem Építész-, Építő- és Közlekedésmérnöki Kara Épülettervezési Tanszékének egyetemi docense
- Czomba Csaba, az Első Keleti Műszaki Fejlesztő, Kereskedelmi és Szolgáltató Kft. alapító tulajdonosa, ügyvezetője, a Vállalkozók és Munkáltatók Országos Szövetségének társelnöke, Szabolcs-Szatmár-Bereg Megyei elnöke
- Császár Ildikó belgyógyász, nefrológus, a Csongrád-Csanád Megyei Egészségügyi Ellátó Központ Hódmezővásárhely Intézménye Sürgősségi Betegellátó Osztályának és a Covid Beteggyógyászati Osztályának osztályvezető főorvosa
- Csendes Tibor matematikus, a Magyar Tudományos Akadémia doktora, a Szegedi Tudományegyetem Természettudományi és Informatikai Kar Informatikai Intézete Számítógépes Optimalizálás Tanszékének egyetemi tanára
- Csepregi Beáta, az Országos Mentális, Ideggyógyászati és Idegsebészeti Intézet – Nyírő Gyula Kórház osztályvezető főorvosa, a Nemzetközi Gyermekmentő Szolgálat önkéntes orvosa
- Csernák Árpád színművész, író, szerkesztő, a Búvópatak című havilap alapító főszerkesztője
- Csernyus Lőrinc Ybl Miklós-díjas építész, művészeti szakíró, a Magyar Művészeti Akadémia rendes tagja, Csenger és Makó város főépítésze, a Kós Károly Egyesülés Vándoriskolájának volt vezetője
- Csigás Zoltán Ede, az 1956-os Magyar Szabadságharcosok Világszövetségének elnöke
- Dabóczi Tamás, a Magyar Tudományos Akadémia doktora, a Budapesti Műszaki és Gazdaságtudományi Egyetem Villamosmérnöki és Informatikai Kara Méréstechnika és Információs Rendszerek Tanszékének vezetője, egyetemi tanára
- Decsi István Sándor vívó, mesteredző, a junior kardválogatott korábbi vezetőedzője, a Kertvárosi Vívó Sport Egyesület alapító elnöke
- Detre Szabolcs Lóránt olimpiai bronzérmes, Európa-bajnoki kétszeres arany-, ezüst- és bronzérmes, harmincszoros magyar bajnok vitorlázó
- Detre Zsolt Álmos olimpiai bronzérmes, Európa-bajnoki kétszeres arany-, ezüst- és bronzérmes, harminckétszeres magyar bajnok vitorlázó
- Dobos Endre Zsolt, a Miskolci Egyetem Műszaki Földtudományi Kara Földrajz-Geoinformatika Intézetének tanszékvezetője és egyetemi docense
- Doszpolyné Mészáros Melinda munkajogi szakjogász, a LIGA Szakszervezetek elnöke
- Dudás Zoltán Szilárd, a Honvédelmi Minisztérium Parlamenti Államtitkári Titkárságának főosztályvezetője
- Dunai János olimpiai bronzérmes, válogatott labdarúgó, szakedző
- Estók János történész, muzeológus, a Magyar Mezőgazdasági Múzeum és Könyvtár főigazgatója, az Eötvös Loránd Tudományegyetem Bölcsészettudományi Kar Történeti Intézete Gazdaság- és Társadalomtörténeti Tanszékének főiskolai tanára
- Fábián Éva énekes-mesemondó, az Óbudai Népzenei Iskola népi énektanára
- Feller Antal okleveles vegyészmérnök, a Hungaropharma Gyógyszerkereskedelmi Zrt. vezérigazgatója
- Ferenc Postma, az Amszterdami Szabadegyetem nyugalmazott professzora
- Ferenczi Attila Mihály háziorvos, egészségügyi menedzser
- Fórizs Etelka fogorvos, a Nemzetközi Gyermekmentő Szolgálat önkéntes orvosa
- Földi Béla Harangozó Gyula-díjas táncművész, koreográfus, a Budapest Táncszínház alapító igazgatója
- Földváryné Kiss Réka, a Nemzeti Emlékezet Bizottság elnöke, a Károli Gáspár Református Egyetem Hittudományi Kara Egyháztörténeti Tanszékének vezetője, egyetemi docens
- Frenyó Zoltán Tamás filozófus, a történettudomány doktora, a Tomori Pál Főiskola Bölcsészettudományi Tanszékének vezetője, a Szent István Tudományos Akadémia tagja
- Francis Emmanuel Fynn-Thompson nyugalmazott orvos, Magyarország volt ghánai tiszteletbeli konzulja
- Gábos Judit zongoraművész, az Eszterházy Károly Katolikus Egyetem Bölcsészettudományi és Művészeti Kara Zenei Intézetének egyetemi tanára, volt tanszékvezetője
- Gárdonyi Zsolt zeneszerző, orgonaművész, a Würzburgi Zeneművészeti Főiskola nyugalmazott professzora
- Gelencsér Gábor Balázs Béla-díjas esztéta, az Eötvös Loránd Tudományegyetem Bölcsészettudományi Kara Művészetelméleti és Médiakutatási Intézetének egyetemi docense
- Gesztes Éva aneszteziológiai és intenzív terápiás szakorvos, a Magyar Gyermekmentő Alapítvány szakmai igazgatója
- Gyenes Ádám, a Tudományos Ismeretterjesztő Társulat Kossuth Klub Egyesület elnöke, a Nemzeti Gazdasági és Társadalmi Tanács Civil Oldal elnöke
- Gyorgyevics Benedek Tamás, a Városliget Ingatlanfejlesztő Zrt. vezérigazgatója
- Hadnagy Gábor tengerészkapitány, motoros és vitorlás hajóvezető, a Magyar Tengerészek Egyesületének első elnökhelyettese
- Hamari Zsuzsanna biológus, a Szegedi Tudományegyetem Természettudományi és Informatikai Kara Biológiai Intézete Mikrobiológiai Tanszékének egyetemi docense
- Harangozó Vilmos, a Kőszegi Római Katolikus Egyházközség nyugalmazott esperes-plébánosa
- Hardi Gábor Titusz bencés szerzetes, középiskolai tanár, a Pannonhalmi Főapátság oktatási igazgatója
- Harsányi Pál Ottó ferences szerzetes, biológia-kémia szakos középiskolai tanár, erkölcsteológus, a római Pápai Szent Antal Egyetem Hittudományi Karának dékánhelyettese
- Hegedüs Ákos István, a Linde Gáz Magyarország Zrt. vezérigazgatója
- Hegyi Csaba festőművész, a Pécsi Tudományegyetem Művészeti Karának dékánhelyettese, a Képzőművészeti Intézet Festészet Tanszékének egyetemi docense
- Heinerné Barzó Tímea Tünde, a Miskolci Egyetem Állam- és Jogtudományi Kar Civilisztikai Tudományok Intézete Polgári Jogi Intézeti Tanszékének vezetője, egyetemi tanára, valamint a Nemzeti Közszolgálati Egyetem Államtudományi és Nemzetközi Tanulmányok Kara Civilisztikai Tanszékének egyetemi tanára
- Herboly Domonkos, a Nemzeti Filharmonikusok főigazgatója, a Magyar Szimfonikus Zenekarok Szövetségének elnöke
- Horváth-Lugossy Gábor, a Magyarságkutató Intézet főigazgatója
- Hóz Erzsébet okleveles közlekedésmérnök, közgazdasági szakokleveles mérnök, a KTI Közlekedéstudományi Intézet Nonprofit Kft. vezető kutatója, tudományos főmunkatársa
- Igyártó Gabriella Bessenyei György-díjas kulturális menedzser, a Népművészeti Egyesületek Szövetségének ügyvezető igazgatója, a Folklórfesztiválok Magyarországi Szövetségének alelnöke, a Magyar Népművészeti Tanács tagja
- Incze Benjamin címzetes esperes, nyugalmazott plébános
- Insperger Tamás Antal gépészmérnök, a Magyar Tudományos Akadémia levelező tagja, a Budapesti Műszaki és Gazdaságtudományi Egyetem Gépészmérnöki Kara Műszaki Mechanikai Tanszékének vezetője, egyetemi tanára
- Jánoskuti Levente, a McKinsey & Company Budapesti Irodájának ügyvezető partnere
- Jarjabka Ákos közgazdász, a Pécsi Tudományegyetem Közgazdaságtudományi Kara Vezetés- és Szervezéstudományi Intézetének igazgatója, egyetemi docense és a Diaszpóra Projekt Hálózat vezetője, rektori megbízottja
- José Carlos Fernandes Justino agrármérnök, az Angolai Köztársaság Mezőgazdasági és Halászati Minisztériumának miniszteri főtanácsadója
- Ivanović Josip, az Újvidéki Egyetem Magyar Tannyelvű Tanítóképző Karának dékánja
- Jüllich Ádám mérnök, a Jüllich Glas Holding Zrt. alelnöke
- Kaiser Ottó fotográfus, fotóriporter, a Könyvjelző és a Hungaricum című kulturális magazinok alapító főszerkesztője
- Káldi Gyula Pro Architectura és Forster Gyula-díjas építész, a Teleki László Alapítvány kurátora
- Karácsonyi Miklós Béla nyugalmazott építész, az Ausztriai Magyarok Gazdasági Érdekközössége – Kaláka Club alapító tagja, elnökhelyettese
- Karamánné Pakai Annamária okleveles ápoló, a Pécsi Tudományegyetem Egészségtudományi Kar Ápolástudományi, Alapozó Egészségtudományi és Védőnői Intézete Védőnői és Prevenciós Tanszékének vezetője, egyetemi docense, valamint Szombathelyi Képzési Központjának igazgatója
- Karátson Endre író, irodalomtörténész, a Charles de Gaulle – Lille 3 Egyetem professor emeritusa
- Katona Gábor háziorvos, üzemorvos
- Kerékgyártó Attila építőmérnök, a Dömper Kft. projektvezetője, a Közlekedésfejlesztési Koordinációs Központ volt vezetője
- Kerpits Miklós, a Kalocsa-Kecskeméti Főegyházmegye Egyházmegyei Katolikus Iskolák Főhatóságának elnöke
- Király László informatikus, matematikus, a Magyar Tudományos Akadémia Számítástechnikai és Automatizálási Kutatóintézetének nyugalmazott főosztályvezetője
- Kis István bíró, a Szolnoki Törvényszék nyugalmazott tanácselnöke
- Kiss Zoltán, a Pécsi Tudományegyetem II. sz. Belgyógyászati Klinika és Nephrológiai, Diabetológiai Centrumának kutatóorvosa, az MSD Pharma Hungary Kft. orvosi szakértője, tudományos munkatársa, az Emberi Erőforrások Minisztériuma Epidemiológiai és Klinikai Kutatási Munkacsoportjának elnökhelyettese
- Klemm József, a Vajdasági Rádió és Televízió vezérigazgató-helyettese, a Külhoni Magyar Újságíró Egyesületek Konvenciójának egyik társelnöke
- Klima Gyula, a Magyarságkutató Intézet Eszmetörténeti Kutatóközpontjának tudományos főmunkatársa, tanácsadója, igazgatója és a New York-i Fordham University filozófiaprofesszora
- Kóczy Á. László, a Magyar Tudományos Akadémia doktora, az Eötvös Loránd Kutatási Hálózat Közgazdaság- és Regionális Tudományi Kutatóközpont Közgazdaság-tudományi Intézetének tudományos tanácsadója, a Budapesti Műszaki és Gazdaságtudományi Egyetem Gazdaság- és Társadalomtudományi Kar Pénzügyek Tanszékének egyetemi tanára, valamint Kvantitatív Társadalom- és Gazdaságtudományi Központjának igazgatója
- Kocserha István gépészmérnök, a Miskolci Egyetem Műszaki Anyagtudományi Kara Kerámia- és Polimermérnöki Intézetének igazgatója, Kerámia- és Szilikátmérnöki Tanszékének egyetemi docense
- Kocsis Imre Tibor gépészmérnök, a Debreceni Egyetem Műszaki Karának tudományos dékánhelyettese, az Ipari folyamatmenedzsment Intézet Műszaki Alaptárgyi Tanszékének vezetője, egyetemi tanára
- Kovács István Lukács mesteredző, a Szolnoki Dózsa Vízilabda Kft. szakmai igazgatója
- Kozlovszky Miklós programtervező matematikus, informatikus, az Óbudai Egyetem Neumann János Informatikai Karának volt dékánja, egyetemi tanár, a Bio-Tech Kutatóközpont vezetője
- Kozma Pál Fleischmann Rudolf és Darányi Ignác-díjas szőlőnemesítő, a Pécsi Tudományegyetem Szőlészeti és Borászati Kutatóintézetének korábbi igazgatója, Szőlőnemesítési és Génmegőrzési Osztályának vezetője
- Köbli Norbert Balázs Béla-díjas forgatókönyvíró, érdemes művész, a Magyar Forgatókönyvírók Egyesületének alapító elnöke
- Kövecsesné Gősi Viktória, a Széchenyi István Egyetem Apáczai Csere János Karának egyetemi docense, Tanárképzési és Módszertani Főigazgatóságának főigazgatója
- Kraft Zsolt ortopéd szakorvos, a Csíkszeredai Sürgősségi Kórház Ortopédia – Traumatológia Osztályának nyugalmazott osztályvezető főorvosa
- Láng Edit olimpiai ezüst- és bronzérmes nyugalmazott nemzetközi sakknagymester
- Kurali Zoltán közgazdász, az Államadósság Kezelő Központ Zrt. vezérigazgatója
- Lányi György, a Népművészet Ifjú Mestere díjas népzenész, zenetanár, a Magonc és a Téka Együttes alapító tagja
- Léko István, a Lidové noviny napilap vezető munkatársa, volt főszerkesztője
- Lukács Attila gépészmérnök, a Pannon Egyetem Mérnöki Kara Mechatronikai Képzési és Kutatási Intézetének igazgatója, egyetemi docense
- Lukács Imre Róbert, a Gyulafehérvári Főegyházmegye általános és bírósági helynöke, a Megtestesült Bölcsességről nevezett Szeminárium jogtanára, verespataki és abrudbányai plébános
- Madaras Botond építőmérnök, a Magyar Mérnöki Kamara volt alelnöke
- Major Balázs régész-történész, a Pázmány Péter Katolikus Egyetem Bölcsészet- és Társadalomtudományi Kara Régészettudományi Intézetének vezetője, az Arab Tanszék egyetemi docense
- Martorelli Renato ügyvéd, Magyarország torinói tiszteletbeli konzulja
- Mátyássy Andrea újságíró-szerkesztő, a Duna Médiaszolgáltató Nonprofit Zrt. főtanácsadója
- Mits Gergely jazz-zenész, a Kodolányi János Egyetem Kreatív Iparágak Intézete Modern Zene Tanszékének vezetője és marketing kapcsolatok igazgatója
- Jean Monney, a Laurastar SA alapító elnöke
- Motsai Géza, a Magyar Politikai Foglyok Szövetsége Országos Elnökségének elnökhelyettese és a Magyar Politikai Foglyok Szövetsége Budapesti Szervezetének III. kerületi elnöke
- Nagy Balázs Vince gépészmérnök, a Budapesti Műszaki és Gazdaságtudományi Egyetem Gépészmérnöki Kara Mechatronika, Optika és Gépészeti Informatika Tanszékének egyetemi docense
- Nagy Ferenc tudománytörténész és tudományszervező, a Tudóslexikon A-tól Z-ig megteremtője
- Nagy István volt országgyűlési képviselő, Budapest Főváros IV. kerület Újpest Önkormányzatának képviselője, korábbi alpolgármestere
- Nagy Kálmán, a Nemzeti Agrárgazdasági Kamara vidékfejlesztésért felelős megyei alelnöke, a Zalaerdő Zrt. Igazgatóságának korábbi elnöke
- Nagy Sándor, a Magyar Vakok és Gyengénlátók Országos Szövetségének, valamint a Látássérültek Észak-alföldi Regionális Egyesületének elnöke, az Országos Fogyatékosügyi Tanács társelnöke
- Nagy Sándor Alex hidrobiológus, a Debreceni Egyetem Természettudományi és Technológiai Kar Biológiai és Ökológiai Intézete Hidrobiológiai Tanszékének tudományos főmunkatársa
- Armash Nalbandian a Damaszkuszi Örmény Apostoli Egyházmegye prímás püspöke
- Navarrete József olimpiai ezüstérmes, kétszeres világbajnok kardvívó, a Magyar Agrár- és Élettudományi Egyetem – Gödöllői Egyetemi Atlétikai Club Vívószakosztályának vezetőedzője
- Németh Pál Liszt Ferenc-díjas fuvolaművész, karmester, a Savaria Barokk Zenekar alapítója
- Obermayer Nóra, a Pannon Egyetem Gazdaságtudományi Kar Menedzsment Intézete Szervezési és Vezetési Intézeti Tanszékének vezetője, egyetemi docense
- Orbán Csaba, a Nagyatádi Kórház Belgyógyászati Osztályának osztályvezető főorvosa, a Csurgói Egészségügyi Centrum ügyvezető igazgatója
- Paár Attila, a West Hungária Bau Kft. ügyvezető igazgatója
- Pietrzak Marek Andrzej építőmérnök, a BAUPOL Sp. z.o.o ügyvezető alelnöke, Magyarország bydgoszczi tiszteletbeli konzulja
- Polgár Lőrinc, a Moldvai Csángómagyarok Szövetségének elnöke
- Polonkai Mária, a Budapesti Corvinus Egyetem címzetes egyetemi docense, a Nemzeti Tehetségsegítő Tanács elnöke, a Magyar Tehetségsegítő Szervezetek Szövetségének alelnöke
- Pusztai Tamás régész, a Magyar Nemzeti Múzeum Régészeti Örökségvédelmi Igazgatóságának főigazgató-helyettese
- Rácz Pál aranykoszorús hegedűkészítő mester, a Paganini Music Kereskedelmi és Szolgáltató Kft. vezetője
- Rezi Kató Gábor, a Magyar Nemzeti Múzeum általános főigazgató-helyettese
- Rojkovich Bernadette orvos, a Budai Irgalmasrendi Kórház Reumatológia I. – Rehabilitáció Osztályának osztályvezető főorvosa, a Magyar Bioetikai Társaság elnöke
- Sándor József Batthyány-Strattmann László-díjas sebész, a Semmelweis Egyetem Általános Orvostudományi Kar Sebészeti, Transzplantációs és Gasztroenterológiai Klinikája, Sebészeti Tanszéki Oktató Csoportjának nyugalmazott egyetemi tanára, valamint a Városmajori Szív- és Érgyógyászati Klinika Kísérletes és Sebészeti Műtéttani Tanszékének tudományos szaktanácsadója
- Schnaider Lászlóné, az Osztrák–Magyar Akció Alapítvány ügyvezető igazgatója
- Sepsi Enikő műfordító, művészetelméleti szakíró, a Károli Gáspár Református Egyetem Bölcsészet- és Társadalomtudományi Kar Művészettudományi és Szabadbölcsészet Intézetének vezetője, a Benda Kálmán Bölcsészet- és Társadalomtudományi Szakkollégium alapító igazgatója, egyetemi tanára
- Seres István, a Magyar Agrár- és Élettudományi Egyetem Matematika és Természettudományi Alapok Intézete Fizika Tanszékének vezetője, egyetemi docense
- Soós Gyula nyugalmazott bíró
- Szabics István, a Bács-Kiskun Megyei Tudományos Ismeretterjesztő Társulat igazgatója
- Szabó István fizikus, a Debreceni Egyetem Természettudományi és Technológiai Karának egyetemi docense
- Szabó János, a Veszprémi Főegyházmegye gazdasági helynöke, főesperes, a veszprémi Szent László Plébánia plébánosa
- Szabó Lajos agrármérnök, a Magyar Agrár- és Élettudományi Egyetem professor emeritusa, valamint Fenntartható Fejlesztés és Gazdálkodás Intézetének témavezető oktatója
- Szabó László kommunikációs szakember, producer, a Magyar Teátrumi Társaság Közhasznú Egyesület titkára, a Magyar Paralimpiai Bizottság, a Magyar Sakkszövetség és a Fogyatékosok Országos Diák-, Verseny- és Szabadidősport Szövetségének elnöke
- Szabó Szilárd geográfus, a Magyar Tudományos Akadémia doktora, a Debreceni Egyetem Természettudományi és Technológiai Kara Földtudományi Intézetének vezetője, Természetföldrajzi és Geoinformatikai Tanszékének vezetője, egyetemi tanára
- Szabó Zoltán közgazdász-tanár, a Magyar Agrár- és Élettudományi Egyetem Vidékfejlesztés és Fenntartható Gazdaság Intézete Fenntartható Turizmus Tanszékének egyetemi docense
- Szabó Zoltán Béla programtervező matematikus, a Magyar Tudományos Akadémia doktora, az Eötvös Loránd Kutatási Hálózat Számítástechnikai és Automatizálási Kutatóintézete Rendszer és Irányításelméleti Kutató Laboratóriumának tudományos tanácsadója és a Széchenyi István Egyetem egyetemi tanára
- Szalai Marianna belgyógyász, kardiológus, háziorvos, foglalkozás-egészségügyi szakorvos
- Szarvas Zsuzsanna Veronika, a Néprajzi Múzeum főmuzeológusa, volt főigazgató-helyettes
- Szente Béla Bánffy Miklós-díjas közművelődési szakember, a Csabagyöngye Kulturális Központ igazgatója
- Szentkereszty Zoltán aneszteziológiai és intenzív terápiás szakorvos, a Debreceni Egyetem Klinikai Központ Kenézy Gyula Campusa Központi Aneszteziológiai és Intenzív Terápiás Osztályának vezető főorvosa
- Szepessy Béla István grafikusművész, a Nyíregyházi Egyetem Vizuális Kultúra Intézetének igazgatója, egyetemi tanár, a Nemzetközi Fametsző Művésztelep vezetője
- Szerencsés Károly történész, az Eötvös Loránd Tudományegyetem Bölcsészettudományi Kar Történeti Intézete Új- és Jelenkori Magyar Történeti Tanszékének egyetemi docense
- Tamás T. László, a győri Petz Aladár Egyetemi Oktató Kórház Fül-Orr-Gégészeti és Fej-, Nyaksebészeti Osztályának főorvosa
- Tancsik Rudolf ügyész, a Legfőbb Ügyészség Személyügyi, Továbbképzési és Igazgatási Főosztálya Igazgatási Osztályának vezetője
- Tarcali Gábor, a Debreceni Egyetem Mezőgazdaság-, Élelmiszertudományi és Környezetgazdálkodási Kara Növényvédelmi Intézetének tudományos főmunkatársa, a Magyar Növényvédő Mérnöki és Növényorvosi Kamara alelnöke
- Tarnai Julianna Katalin, a Nemzeti Egészségügyi Kutatási Ügynökség Nonprofit Kft. igazgatója
- Giresse Justin Tella, Magyarország elefántcsontparti tiszteletbeli konzulja
- Tercsi Mátyás nyugalmazott okleveles gépészmérnök, okleveles hegesztő szakmérnök, a Keresztény Értelmiségiek Szövetsége kecskeméti csoportjának elnöke
- Lawrence Tetteh, a World Miracle Outreach karizmatikus lelkipásztora
- Johan Thijs, a KBC Group vezérigazgatója
- Tomka Gábor, a Magyar Nemzeti Múzeum Főigazgatóságának gyűjteményi főigazgató-helyettese
- Andrej Tóth, a Prague University of Economics and Business egyetemi kancellárja, a prágai Charles University és a University of South Bohemia előadója, kutatója
- Tóth István címzetes legfőbb ügyészségi ügyész, a Debreceni Fellebbviteli Főügyészség főügyészhelyettese
- Tóth László József Attila-díjas költő, író, műfordító, a Magyar Művészeti Akadémia rendes tagja
- Totha Péter Joel, a Honvédelmi Minisztérium Tábori Lelkészi Szolgálata Tábori Rabbinátusának vezető tábori főrabbija
- Valérie Tóthová, a University of South Bohemia Faculty of Health and Social Sciences tudományos dékánhelyettese
- Tőke László Zoltán, a Pannon-Víz Zrt. nyugalmazott elnök-vezérigazgatója, a Magyar Víziközmű Szövetség elnökségi tagja
- Karsegenov Urazgalij Tuleugalievics, a kazahsztáni Atirau-Zsarik Rt. Igazgatóságának elnöke, Magyarország atiraui tiszteletbeli konzulja
- Ugron András Gábor nyugalmazott építészmérnök
- Uray Zoltán biológus, radiológus, vívó, sportíjász, a biológia tudományok doktora, a Magyar Tudományos Akadémia külső tagja, a Ion Chiricuta Onkológiai Intézet sugárbiológusa
- Urr Anita, a Magyar Paralimpiai Bizottság főtitkára
- Varga Gábor állatorvos, a Hegykői Mezőgazdasági Zrt. elnök-igazgatója, a gödöllői Szent István Egyetem Mezőgazdaság- és Környezettudományi Karának címzetes egyetemi docense
- Varga László kohómérnök, a Miskolci Egyetem Műszaki Anyagtudományi Kara Öntészeti Intézetének igazgatója és Járműipari Öntészeti Intézeti Tanszékének egyetemi docense
- Varga Péter Miklós mezőgazdasági gépészmérnök, a Digitális Jólét Nonprofit Kft. megbízott tanácsadója, az Informatikai, Távközlési és Elektronikai Vállalkozások Szövetsége Agrárinformatikai Munkacsoportjának vezetője
- Vasáros Zsolt Pro Architectura és Ybl Miklós-díjas építészmérnök, vezető tervező, a Budapesti Műszaki és Gazdaságtudományi Egyetem Építészmérnöki Kara Exploratív Építészeti Tanszékének vezetője, egyetemi tanára, a Narmer Építészeti Stúdió alapító ügyvezető igazgatója
- Végh Attila József Attila-díjas költő, próza- és esszéíró
- Leidi Veskis, az Észt Nyelv Intézetének nyugalmazott munkatársa, volt felelős szerkesztő
- Veszprémy László bölcsész, történelem–könyvtár–latin szakos kutató, a Magyar Tudományos Akadémia doktora, a Pázmány Péter Katolikus Egyetem Történettudományi Intézet Medievisztika Tanszékének tanszékvezető egyetemi tanára
- Virág Emese Liszt Ferenc-díjas zongoraművész, a Liszt Ferenc Zeneművészeti Egyetem Ének Tanszékének egyetemi docense
- Vizi Elemér jezsuita szerzetes, a Jézus Társasága Magyarországi Rendtartományának tartományfőnöke
- Volceanov George, a filológia doktora, műfordító, lexikográfus, a Bukaresti Spiru Haret és a Sapientia Erdélyi Magyar Tudományegyetem Csíkszeredai Karának egyetemi tanára
- Vörös János, a bioelektronika professzora, a Zürichi Műszaki Egyetem egyetemi professzora, Bioszenzorok és bioelektronikai Laboratóriumának vezetője
- Weisz Róbert parakenu szövetségi kapitány, a Magyar Kajak-Kenu Szövetség regionális működéséért felelős alelnöke
- Zóka Katalin, az Apor Vilmos Katolikus Főiskola tanulmányi rektorhelyettese, Anyanyelvi, Művészeti és Egyházzenei Tanszékének vezetője, főiskolai tanára
- Zsávolya Zoltán József Attila- és Gérecz Attila-díjas író, költő, irodalomtörténész, a Károli Gáspár Református Egyetem Bölcsészettudományi Karának könyvtárosa
- Zsigmond László Ybl Miklós-díjas építészmérnök, Veresegyház, Rácalmás és Mátészalka főépítésze, a Kvadrum Építésziroda, a Kós Károly Egyesülés és a Makona Egyesülés alapító tagja

Katonai tagozat
- Aulechla József ezredes, a Magyar Honvédség vitéz Szurmay Sándor Budapest Helyőrség Dandár Kulturális és Rekreációs Igazgatóság igazgatója
- Babud Jenő tűzoltó ezredes, a Bács-Kiskun Megyei Katasztrófavédelmi Igazgatóság Kiskunhalasi Katasztrófavédelmi Kirendeltségének vezetője
- Bozóki János ezredes, a Magyar Honvédség Légijármű Javítóüzem parancsnoka
- Csató Kornélia büntetés-végrehajtási ezredes, a Büntetés-végrehajtás Országos Parancsnoksága Hivatalának vezetője
- Földi Pál hadtörténeti író, a Magyar Honvédség nyugalmazott ezredese, a Magyar Huszár és Katonai Hagyományőrző Szövetség alapítója és korábbi vezetője
- Görög István nyugállományú ezredes, a Katonai Emlékpark Közhasznú Nonprofit Kft. ügyvezetője
- Hangya Gábor ezredes, a Magyar Honvédség Civil-katonai Együttműködési és Lélektani Műveleti Központ parancsnoka
- Kocsi László ezredes, a Honvédelmi Minisztérium Katonai és Társadalmi Kapcsolatok és Életpálya Menedzsment Főosztályának főosztályvezető-helyettese, Társadalmi Kapcsolatok Osztályának vezetője
- Koller József dandártábornok, a Magyar Honvédség 86. Szolnok Helikopter Bázis parancsnoka
- Kozmér István ezredes, a Magyar Honvédség Parancsnoksága Személyzeti Csoportfőnökség megbízott csoportfőnöke
- Könczöl Ferenc ezredes, a Magyar Honvédség 12. Arrabona Légvédelmi Rakétaezredének parancsnoka
- Ladányi István ezredes, a Magyar Honvédség Parancsnoksága Jogi és Igazgatási Főnökségének főnöke
- Major Béla nyugállományú alezredes, a VIV Villanyszerelőipari Tervező, Kivitelező és Szolgáltató Zrt. biztonsági vezetője
- Mudra József ezredes, a Magyar Honvédség vitéz Szurmay Sándor Budapest Helyőrség Dandár dandárparancsnoka
- Nagy Sándor ezredes, a Magyar Honvédség Transzformációs Parancsnokságának törzsfőnöke
- Palicz András rendőr ezredes, a Csongrád-Csanád Megyei Rendőr-főkapitányság bűnügyi rendőrfőkapitány-helyettese
- Szabó Károly ezredes, a Katonai Nemzetbiztonsági Szolgálat igazgatója
- Szászi Gábor Sándor ezredes, a Nemzeti Közszolgálati Egyetem Hadtudományi és Honvédtisztképző Karának oktatási dékánhelyettese és Hadtáp Pénzügyi és Katonai Közlekedési Tanszékének egyetemi docense
- Szloszjár Balázs dandártábornok, a Magyar Honvédség 5. Bocskai István Lövészdandár parancsnoka
- Tóth István ezredes, a Magyar Honvédség 5. Bocskai István Lövészdandárának dandárparancsok-helyettese, Hódmezővásárhely helyőrségparancsnoka
- Ugrik Csaba Iván dandártábornok, a Magyar Honvédség kecskeméti 59. Szentgyörgyi Dezső Repülőbázisának bázisparancsnoka
- Uzonyi Attila Sándor rendőr ezredes, a Hajdú-Bihar Megyei Rendőr-főkapitányság Debreceni Rendőrkapitányságának vezetője
- Varga Attila Ferenc ezredes, a Honvédelmi Minisztérium Védelmi Igazgatási Főosztályának vezetője

### 2021

#### 2021. augusztus 20.[31]
Polgári tagozat
- Adorján Zoltán, kétszeres Európa-bajnok salakmotor-versenyző részére,
- Agyaki Gábor, az Országos Magyar Vadászkamara Baranya Megyei Területi Szervezetének és a Baranya Megyei Vadásztársaságok Szövetségének elnöke, a Karasica Völgye Vadásztársaság hivatásos vadásza részére,
- Ando György, a békéscsabai Munkácsy Mihály Múzeum igazgatója részére,
- Apostu Adrian Dănuț, a Romsilva Országos Erdészeti Igazgatóság Igazgatótanácsának elnöke, a Marsenmart Kft. ügyvezetője részére,
- Aradi András Péter, a Békéscsabai Evangélikus Egyházközség nyugalmazott lelkésze részére,
- dr. Ballagi Farkas belgyógyász, angiológus, mozgásszervi rehabilitátor, a Lumniczer Sándor Kórház–Rendelőintézet nyugalmazott kórházigazgató főorvosa részére,
- dr. Balogh Ágnes vegyészmérnök, közgazdász, a Pannon Egyetem Gazdaságtudományi Kar Menedzsment Intézete Szervezési és Vezetési Intézeti Tanszékének egyetemi docense részére,
- dr. Barabás László, az Osztrák Köztársaság tiszteletbeli konzulja részére,
- dr.  Bánhidi Olivér okleveles vegyész, a Miskolci Egyetem Műszaki Anyagtudományi Kara Kémiai Intézetének nyugalmazott címzetes egyetemi tanára részére,
- Bánkuti Gyula építőmérnök, a Magyar Államvasutak Zrt. Pályavasúti Területi Igazgatóságának korábbi műszaki igazgatóhelyettese részére,
- Bányai György, a Felcsúti Letenyey Lajos Gimnázium Technikum és Szakképző Iskola igazgatója részére,
- dr. Bátai Mária nyugalmazott gyermekorvos, címzetes főorvos részére,
- dr. Bednanics Gábor irodalomtörténész, az Eszterházy Károly Egyetem Bölcsészettudományi és Művészeti Kara Magyar Irodalomtudományi Tanszékének habilitált főiskolai tanára részére,
- Bellai Eszter operaénekes részére,
- Bogár Rózsa pedagógus, a Sárvári Tinódi Gimnázium volt tanára, kollégiumvezetője részére,
- Brückner Ákos Előd ciszterci szerzetes, a székesfehérvári Nagyboldogasszony–Nepomuki Szent János Plébánia plébánosa részére,
- dr. Budavári Ágota sportpszichológus részére,
- dr. Burián László Imre jogász, a Pázmány Péter Katolikus Egyetem Jog- és Államtudományi Kara Nemzetközi Magánjogi Tanszékének egyetemi tanára részére,
- Buzai Sándor, a szegedi Forrás Felnőttoktatási Gimnázium biológia–kémia szakos középiskolai tanára részére,
- dr. Chován János Tibor, a Pannon Egyetem Mérnöki Karának korábbi dékánhelyettese, a
- Czabarka Péter operatőr, rendező, forgatókönyvíró részére,
- Czellér András mesterpedagógus, a debreceni Lilla Téri Általános Iskola intézményvezetője, matematika szakos tanára részére,
- Dányi Gábor Zoltán, a Miniszterelnökség európai uniós fejlesztések koordinációjáért felelős helyettes államtitkára részére,
- dr. Dér Katalin klasszika-filológus, teológus, az Eötvös Loránd Tudományegyetem Bölcsészettudományi Kar Ókortudományi Intézete Latin Tanszékének nyugalmazott egyetemi docense, a Mária Rádió és a Magyar Katolikus Rádió munkatársa részére,
- dr. Dobozy Imre pedagógus, a Sárvári Tinódi Gimnázium volt tanára részére,
- dr. Dobrowiecki Tadeusz Paweł, a Budapesti Műszaki Egyetem Villamosmérnöki és Informatikai Kara Méréstechnikai és Információs Rendszerek Tanszékének egyetemi tanára részére,
- Dorozsmai Éva Borbála, a Magyar Államvasutak Zrt. nyugalmazott humánerőforrás vezérigazgató-helyettese részére,
- Doucha Ferenc György, a Vállalkozók és Munkáltatók Országos Szövetsége Zala Megyei Szervezetének elnöke, a World-2000 Kft. tulajdonosa, ügyvezető igazgatója részére,
- Dumovits István, a Győri Egyházmegye horvátzsidányi Keresztelő Szent János Római Katolikus Plébániájának plébániai kormányzója, a Horvát Katolikus Ifjúság Vallási és Kulturális Egyesület elnöke részére,
- dr. Egresits Ferenc székesegyházi kanonok, pápai prelátus, teológiatanár, a győri Szent István Király Római Katolikus Plébánia plébánosa részére,
- dr. Elter József mérnök-fizikus, az MVM Paksi Atomerőmű Zrt. műszaki vezérigazgató-helyettese részére,
- dr. Fehér Sándor faipari mérnök, a Soproni Egyetem Simonyi Károly Műszaki, Faanyagtudományi és Művészeti Kara Faanyagtudományi Intézetének egyetemi docense részére,
- dr. Fejér Tibor Zoltán családorvos, üzemorvos, belgyógyász, a Non Nobis Pro Homine Bt. tulajdonosa részére,
- Fitos Zoltán mérnök-közgazdász, a Ganz Gépgyár Holding Zrt. elnök-vezérigazgatója részére,
- Fűke Géza klarinétművész, a Győri Filharmonikus Zenekar igazgatója részére,
- Fűrész Tünde, a Kopp Mária Intézet a Népesedésért és a Családokért elnöke, az Emberi Erőforrások Minisztériumának korábbi család- és népesedéspolitikáért felelős helyettes államtitkára részére,
- Gagyi István, az Országos Magyar Vadászkamara Vas Megyei Területi Szervezetének elnöke, a Vasi Vadgazdálkodók Védegyletének elnöke, az Ethofer Mezőgazdasági Termelő- és Szolgáltató Kft. Hegyfalu telephelyének telepvezetője részére,
- dr. Gasparics Gyula, az Apor Vilmos Katolikus Főiskola Anyanyelvi, Művészeti és Egyházzenei Tanszékének főiskolai tanára részére,
- dr. Gereben Ferenc szociológus, a Pázmány Péter Katolikus Egyetem nyugalmazott docense részére,
- dr. Gerendy Jenő tervezőgrafikus-művész, a Pécsi Tudományegyetem Művészeti Karának kapcsolati és arculatért felelős dékánhelyettese, a Design és Médiaművészeti Intézet Tervezőgrafika Tanszékének tanszékvezető egyetemi tanára részére,
- dr. Gergely István, a Gyulai Törvényszék nyugalmazott bírája, címzetes táblabíró részére,
- dr. Göböl Zsolt Viktor, a Semmelweis Egyetem Szent Rókus Klinikai Tömb orvos főigazgatója, rektori biztosa, a Semmelweis Egyetem Minimál Invazív és Egynapos Sebészeti Klinika megbízott igazgatója részére,
- Gömbös Lóránd Csaba, a Tracon Budapest Kft. ügyvezetője részére,
- Gregersen-Labossa György, a Johannita Lovagrend Magyar Tagozatának káplánja, a Keresztyén Ifjúsági Egyesület és a Fébé Evangélikus Diakonissza Egyesület elnöke részére,
- dr. Gulyás Béla állami díjas gépészmérnök, az egykori Magyar Hűtőipari Vállalat vezérigazgatója részére,
- Gulyás Gábor közgyűjteményi szakember, a szentendrei Ferenczy Múzeumi Centrum, a debreceni MODEM Modern és Kortárs Művészeti Központ, illetve a Műcsarnok volt igazgatója részére,
- dr. Gyárfás Ágnes magyarnyelv- és irodalomtanár, kutató, szerkesztő, a Miskolci Bölcsész Egyesület alapító elnöke részére,
- dr. Gyémánt Gyöngyi vegyész, a Debreceni Egyetem Természettudományi és Technológiai Kar Kémiai Intézete Szervetlen és Analitikai Kémiai Tanszékének egyetemi docense részére,
- Győri Józsefné, a Kőszikla Alapítvány munkatársa részére,
- dr. Gyurácz Ferenc író, a Vasi Szemle nyugalmazott főszerkesztője, a Magyar Nyugat Könyvkiadó vezetője részére,
- Hajdu János főesperes, szentszéki tanácsos, a sepsiszentgyörgyi III. Szent Benedek Plébánia plébánosa részére,
- Haraszti Gyula, az Ipoly Erdő Zrt. műszaki és erdőgazdálkodási vezérigazgató-helyettese, az Erdészeti Lapok Szerkesztőbizottságának elnöke részére,
- Harsányi István építészmérnök, a Magyarok Nagyasszonya Ferences Rendtartomány korábbi főépítésze részére,
- Hegyiné Mladoniczki Éva, a Szandaszőlősi Általános Iskola és Alapfokú Művészeti Iskola intézményvezetője, a Nemzeti Pedagógus Kar megyei elnöke részére,
- Horváth Anikó csembaló- és zongoraművész, a Clavicembalo Alapítvány elnöke, a Liszt Ferenc Zeneművészeti Egyetem nyugalmazott egyetemi docense részére,
- dr. Horváth Erzsébet geográfus, az Eötvös Loránd Tudományegyetem Természettudományi Kar Földrajz- és Földtudományi Intézete Természetrajzi Tanszékének egyetemi docense részére,
- dr. Horváth Mária Sarolta, a Miskolci Törvényszék nyugalmazott bírája, címzetes táblabíró részére,
- dr. Imre Attila Rikárd fizikus, a Magyar Tudományos Akadémia doktora, a Budapesti Műszaki és Gazdaságtudományi Egyetem tanszékvezető egyetemi tanára részére,
- dr. Isépy István botanikus, az Eötvös Loránd Tudományegyetem Botanikus Kertjének korábbi igazgatója és az egyetem volt egyetemi docense részére,
- dr. Jenei Terézia, a Nyíregyházi Egyetem Óvó- és Tanítóképző Intézetének főiskolai tanára részére,
- dr. Juhász György András szülész-nőgyógyász szakorvos, a csepeli Tóth Ilona Egészségügyi Szolgálat nyugalmazott főigazgatója részére,
- Kalmár Miklós építészmérnök, a Budapesti Műszaki és Gazdaságtudományi Egyetem Építészmérnöki Kara Építészettörténeti és Műemléki Tanszékének címzetes egyetemi tanára részére,
- Kapin István, a Debreceni Görögkatolikus Parókia parókusa részére,
- Kaan Karakaya, Magyarország antalyai tiszteletbeli konzulja részére,
- dr. Karlócai Kristóf András kardiológus, a Semmelweis Egyetem Pulmonológiai Klinikájának főorvosa részére,
- dr. Kathó Ágnes, a Magyar Tudományos Akadémia doktora, a Debreceni Egyetem Természettudományi és Technológiai Kar Kémiai Intézete Fizikai Kémiai Tanszékének nyugalmazott tudományos főmunkatársa részére,
- Károlyi Angelica, a Károlyi József Alapítvány kulturális igazgatója részére,
- dr. Keglevich György Tibor vegyészmérnök, a Budapesti Műszaki és Gazdaságtudományi Egyetem Vegyészmérnöki és Biomérnöki Kara Szerves Kémia és Technológia Tanszékének egyetemi tanára részére,
- Kelemen János, a Coop Szeged Zrt. elnök-vezérigazgatója részére,
- dr. Keresztes Péter Mihály villamosmérnök, a Széchenyi István Egyetem Gépészmérnöki, Informatikai és Villamosmérnöki Kara Automatizálási Tanszékének korábbi egyetemi docense, tanszékvezetője részére,
- Kereszty Rókus ciszterci szerzetes, a dallasi Miasszonyunk Ciszterci Apátság lelkésze részére,
- Keszeyné dr. Say Emma építőmérnök, az Óbudai Egyetem Ybl Miklós Építéstudományi Kar Építőmérnöki Intézete Geotechnikai és Tartószerkezeti Tanszékének egyetemi docense részére,
- Kiss-Borlase Egon, a Genfi Magyar Egyesület tiszteletbeli elnöke, a G. Salerno & Associes SA elnöke, a Genfi Magyar Protestáns Gyülekezet gondnoka részére,
- Koblencz Attila, a Szalézi Intézmény Fenntartó képviselője, a Don Bosco Keresztény Pedagógiai Szakkollégium vezetője részére,
- dr. Kocsis Gabriella fogorvos, szájsebész, az Ép Fogakért Bt. tulajdonosa részére,
- Komárominé dr. Horváth Ilona Ildikó legfőbb ügyészségi tanácsos, a Legfőbb Ügyészség Büntetőbírósági Ügyek Főosztálya Törvényességi Ügyek Osztályának osztályvezető ügyésze részére,
- Kondorosy Előd agrármérnök, a Magyar Agrár- és Élettudományi Egyetem Georgikon Campusának egyetemi tanára részére,
- Kosztyu János András, a Nemzeti Adó- és Vámhivatal Képzési, Egészségügyi és Kulturális Intézetének nyugalmazott igazgatója részére,
- Kothencz János szociológus, a Szeged-Csanádi Egyházmegye Szent Ágota Gyermekvédelmi Szolgáltató főigazgatója részére,
- Kovács Ágnes, a Mozgáskorlátozottak Egyesületeinek Országos Szövetsége és a Fogyatékos Emberek Szervezeteinek Tanácsa elnöke részére,
- dr. Kovács Éva fogorvos, Szolnok Megyei Jogú Város Önkormányzata Egészségügyi és Bölcsődei Igazgatóságának igazgatóhelyettese, egészségügyi intézményegység-vezetője részére,
- Koválszki Peter Antal orvos, az amerikai egyesült államokbeli Magyar Baráti Közösség elnöke részére,
- dr. Kozák Miklós László geológus mérnök, a Debreceni Egyetem Természettudományi és Technológiai Kara Ásvány- és Földtani Tanszékének korábbi egyetemi docense részére,
- dr. Kozma László matematikus, a Debreceni Egyetem Természettudományi és Technológiai Kar Matematikai Intézete Geometriai Tanszékének egyetemi docense részére,
- Kőszeghy Tamásné nyugalmazott tanár, evangélikus teológus, a Máriaremete-Hidegkúti Ökumenikus Általános Iskola alapítója és volt igazgatója részére,
- Kristóf Krisztián artistaművész, zsonglőr, a Recirquel Társulat nemzetközi menedzsere részére,
- dr. Kristófné dr. Kontra Erzsébet Márta, a Pesti Központi Kerületi Bíróság nyugalmazott csoportvezető bírója részére,
- dr. Kristófné dr. Makó Éva vegyészmérnök, a Pannon Egyetem Mérnöki Kara Műszaki Tudományok Kutató-Fejlesztő Központjának egyetemi docense részére,
- dr. Kuki Ákos villamosmérnök, a Debreceni Egyetem Természettudományi és Technológiai Kar Kémiai Intézete Alkalmazott Kémiai Tanszékének egyetemi docense részére,
- dr. Kurimay Tamás pszichiáter, pszichoterapeuta, addiktológus, az Észak-Közép-budai Centrum, Új Szent János Kórház és Szakrendelő Budai Családközpontú Lelki Egészség Centrumának osztályvezető főorvosa, az Eötvös Loránd Tudományegyetem címzetes egyetemi tanára részére,
- Rev. Msgr. Frank Leo Jr., a Kanadai Katolikus Püspöki Konferencia főtitkára részére,
- Lipthay Antal Miklós, a Pro Arte et Natura Alapítvány alapítója részére,
- Lucza Gyula építész, műszaki ellenőr, a Magorkút Kft. ügyvezetője részére,
- Ludmány Emil brácsaművész, a Pécsi Tudományegyetem Művészeti Kar Zeneművészeti Intézete Vonós hangszerek Tanszékének egyetemi docense részére,
- dr. Lukács Erzsébet matematikus, a Budapesti Műszaki és Gazdaságtudományi Egyetem Természettudományi Kar Matematika Intézete Algebra Tanszékének egyetemi docense részére,
- Lukács Gábor festőművész, a Nyíregyházi Egyetem Vizuális Kultúra Intézetének főiskolai docense részére,
- Makkai László görögkatolikus áldozópap, a Görögkatolikus Felsőoktatási és Kulturális Diákotthon és Roma Szakkollégium igazgatója, egyetemi lelkész, a Miskolci Egyházmegye volt cigánypasztorációs helynöke részére,
- Marton Bernát ciszterci szerzetes, a dallasi Miasszonyunk Ciszterci Apátság lelkésze, zirci perjel részére,
- dr. Marton József egyháztörténész, pápai prelátus, nagyprépost, a kolozsvári Babeş–Bolyai Tudományegyetem Római Katolikus Teológiai Karának alapítója és professor emeritusa, a Sapientia Erdélyi Magyar Tudományegyetem alapító kuratóriumának tagja részére,
- dr. Mertinger Valéria kohómérnök, anyagtudományi mérnök-fizikus, a Magyar Tudományos Akadémia doktora, a Miskolci Egyetem Műszaki Anyagtudományi Kara Fémtani, Képlékenyalakítási és Nanotechnológiai Intézetének intézetigazgatója, egyetemi tanár részére,
- dr. Mezős Tamás építőmérnök, műemlékvédelmi szakmérnök, a Budapesti Műszaki és Gazdaságtudományi Egyetem Építészmérnöki Kara Építészettörténeti és Műemléki Tanszékének egyetemi tanára, az M&M Architektész Építésziroda Kft. ügyvezetője, vezető tervezője részére,
- dr. Miklósné dr. Magyar Márta címzetes fellebbviteli főügyészségi ügyész, a Somogy Megyei Főügyészség Civil Ügyek Csoportjának főügyészségi csoportvezető ügyésze részére,
- dr. Minorics Marianna Tünde, a Pécsi Tudományegyetem Bölcsészet- és Társadalomtudományi Kar Humán Fejlesztési és Művelődéstudományi Intézete Művelődéstudományi Tanszékének adjunktusa részére,
- Mohayné Keresztes Ilona újságíró, szerkesztő, műsorvezető, az Egy.hu internetes oldal munkatársa, a Kossuth Rádió volt munkatársa részére,
- dr. Molnár Károly, Mezőkövesd 7. számú Háziorvosi Rendelőjének háziorvosa részére,
- David Treharne Morgan ügyvéd, a The Maritime Heritage Trust elnöke részére,
- David Moucheron, a K&H Bank Zrt. volt vezérigazgatója részére,
- Murányi Sándor logopédus, oligrofrén- és pszichopedagógus, az Illyés Gyuláné Óvoda, Általános Iskola, Szakiskola és Készségfejlesztő Iskola nyugalmazott intézményvezetője, címzetes igazgatója részére,
- H. Nándori Klára Ybl Miklós-díjas építészmérnök, a déBert Építészek Kft. ügyvezetője részére,
- Nagy Gyula okleveles gépészmérnök, a Magyar Mérnöki Kamara elnöke részére,
- Nagy Sándor közművelődési szakember, a Pécsi Ifjúsági Ház nyugalmazott címzetes főigazgatója részére,
- dr. Nébald György olimpiai bajnok és hatszoros világbajnok kardvívó részére,
- Németh István népzenegyűjtő, a Magyar Tudományos Akadémia Bölcsészettudományi Kutatóközpontja Zenetudományi Intézetének nyugalmazott munkatársa részére,
- dr. Ordasi Péter karnagy, a Debreceni Egyetem Zeneművészeti Karának főiskolai tanára részére,
- dr. Orlóci László, az Eötvös Loránd Tudományegyetem Füvészkertjének igazgatója, a Magyar Agrár- és Élettudományi Egyetem Dísznövénytermesztési és Zöldfelület-gazdálkodási Kutatócsoportjának tudományos főmunkatársa, a Budapesti Corvinus Egyetem és a Szent István Egyetem címzetes egyetemi docense részére,
- Ónodi-Szabó Lajos építészmérnök, a Bicske Építő Kft. ügyvezetője, vezető tervezője részére,
- dr. Ónodi-Szűcs Zoltán Gusztáv orvos, a Debreceni Egyetem Klinikai Központjának megbízott stratégiai és gazdasági alelnöke, korábbi egészségügyért felelős államtitkár részére,
- Palotai Gábor grafikusművész, a Moholy-Nagy Művészeti Egyetem címzetes egyetemi tanára részére,
- dr. Pap Ferenc református lelkész, a Károli Gáspár Református Egyetem Tanítóképző Főiskolai Karának dékánja, Alapozó Teológiai Tanszékének tanszékvezetője, a Hittudományi Kar Újszövetségi Tanszékének egyetemi tanára részére,
- dr. Papp Mária közgazdász, a Magyar Víz- és Szennyvíztechnikai Szövetség Felügyelő Bizottságának elnöke részére,
- dr. Parti Tamás közjegyző, a Budapesti Közjegyzői Kamara elnöke, a Magyar Országos Közjegyzői Kamara elnökhelyettese részére,
- dr. Pálfi György biológus, a Szegedi Tudományegyetem Természettudományi és Informatikai Kar Biológiai Intézete Embertani Tanszékének tanszékvezetője, egyetemi docens részére,
- dr. Pálos Gábor belgyógyász, infektológus, az Észak-Közép-budai Centrum, Új Szent János Kórház és Szakrendelő főorvosa, a Semmelweis Egyetem címzetes egyetemi docense részére,
- dr. Pázmány Annamária pszichiáter, neurológus, egészségügyi szakközgazdász, Szentendre Város Egészségügyi Intézményeinek nyugalmazott főigazgatója részére,
- Pereira Ruttkay Veronica, Magyarország Porto Alegre-i tiszteletbeli főkonzulja részére,
- Peter Albert Verhalen ciszterci szerzetes, a dallasi Miasszonyunk Ciszterci Apátság apátja részére,
- dr. Petraskó István közjegyző, a Miskolci Közjegyzői Kamara elnöke, a Magyar Országos Közjegyzői Kamara elnökhelyettese részére,
- dr. Pintér Ákos matematikus, a Magyar Tudományos Akadémia doktora, a Debreceni Egyetem általános rektorhelyettese, a Természettudományi és Technológiai Kar Matematikai Intézete Algebra és Számelmélet Tanszékének egyetemi tanára részére,
- dr. Pintér Márta Zsuzsanna irodalom- és színháztörténész, a Magyar Tudományos Akadémia doktora, az Eszterházy Károly Egyetem Bölcsészettudományi és Művészeti Karának dékánja, a Nyelv- és Irodalomtudományi Intézet Irodalomtudományi Tanszékének tanszékvezető egyetemi tanára részére,
- dr. Ráczné dr. Schneider Ildikó erdőmérnök, a Soproni Egyetem Erdőmérnöki Kara Erdészeti, Faipari és Földméréstörténeti Gyűjteményének volt igazgatója részére,
- Rusvay Balázs Kálmán, az Országos Mentőszolgálat Váci Mentőállomásának nyugalmazott vezető mentőtisztje részére,
- Sándor József ortopéd-traumatológus főorvos, a sepsiszentgyörgyi Dr. Fogolyán Kristóf Megyei Sürgősségi Kórház nyugalmazott kórházigazgatója részére,
- dr. Sándor József közjegyző, a Szegedi Közjegyzői Kamara elnöke részére,
- dr. Sáringer János történész, a Budapesti Gazdasági Egyetem Külkereskedelmi Kara Nemzetközi Kapcsolatok Tanszékének egyetemi docense, a Budapesti Gazdasági Egyetem Társadalomtudomány és Pedagógia Intézetének vezetője részére,
- dr. Sárosi György brácsaművész-tanár, a Debreceni Egyetem Zeneművészeti Kara Vonós Tanszékének egyetemi docense részére,
- Schumicky András Jenő gépészmérnök, az SCH-PS Kft. ügyvezető igazgatója, külügyminiszteri diplomáciai megbízott részére,
- dr. Sipos Gyula háziorvos, a Dr. Sipos Egészségügyi Szolgáltató Bt. ügyvezetője részére,
- Sipos József filmrendező, producer, forgatókönyvíró, a PCN Kommunikációs Kft. ügyvezetője részére,
- dr. Siska Judit Magdaléna, a Bükkábrányi Orvosi Rendelő háziorvosa részére,
- Somogyi János, a Szabolcs-Szatmár-Bereg Megyei Polgárőr Szövetség elnöke részére,
- dr. Somogyi László Géza élelmiszermérnök, az egykori Kertészeti és Élelmiszeripari Egyetem Gabona és Iparinövény Technológia Tanszékének tanszékvezetője részére,
- dr. Ivo Staničić, Magyarország spliti tiszteletbeli konzulja részére,
- Starkné dr. Werner Ágnes, a Pannon Egyetem Műszaki Informatikai Karának dékánhelyettese, Villamosmérnöki és Információs Rendszerek Tanszékének egyetemi docense részére,
- Stoll Gábor Péter, a Magyar Közút Nonprofit Zrt. Borsod-Abaúj-Zemplén Megyei Igazgatóságának nyugalmazott megyei igazgatója részére,
- dr. Szabó Gábor, a Pécsi Tudományegyetem Bölcsészet- és Társadalomtudományi Kar Anglisztika Intézete Angol Alkalmazott Nyelvészeti Tanszékének egyetemi docense részére,
- Szalay Miklós olimpiai bajnok labdarúgó, edző, a Salgótarjáni Városi Sport és Létesítmény Igazgatóság egykori sportszakmai igazgatóhelyettese részére,
- Szaniszló Róbert nyugalmazott mérnök részére,
- dr. Szendrői Miklós ortopéd sebész, a Semmelweis Egyetem Ortopédiai Klinikájának egyetemi tanára részére,
- dr. Szennyessy Judit közgazdász, az Edutus Egyetem professor emeritája részére,
- Szepesfalvy Ákos építőmérnök, a HaNSa Építőipari Fővállalkozási, Kereskedelmi és Szolgáltató Kft. projektmenedzsere részére,
- Szilágyi N. Sándor nyelvtudományi szakíró, szerkesztő, közéleti író, a Babeș–Bolyai Tudományegyetem Magyar és Általános Nyelvészeti Tanszékének nyugalmazott egyetemi tanára részére,
- dr. Szinetár Csaba Miklós, az Eötvös Loránd Tudományegyetem Savaria Egyetemi Központ Berzsenyi Dániel Pedagógusképző Központja Biológia Tanszékének főiskolai tanára részére,
- dr. Szörényi Erzsébet, a Rajna–Ruhr-vidéki Német–Magyar Társaság alelnöke részére,
- Szűcs Lászlóné, az 1956 Öröksége Alapítvány alapító tagja és elnöke, a Magyar Politikai Foglyok Szövetségének humánpolitikai elnökhelyettese részére,
- Tegzes Katalin, a Segítő Nővérek Kongregációjának szerzetesnővére, pasztorális asszisztens, a gyászolók lelki segítője részére,
- Teresa Worowska műfordító, filológus, a Magyar Diplomáciai Akadémia oktatója részére,
- dr. Tolnay Lajos szülész-nőgyógyász szakorvos, a Magyar Irgalmasrend Budai Irgalmasrendi Kórháza Keresztény Családi Centrum Nőgyógyászati Szakrendelésének ambulanciavezető főorvosa részére,
- dr. Tóth János, a Budapesti Műszaki és Gazdaságtudományi Egyetem Közlekedésmérnöki és Járműmérnöki Kara Közlekedéstechnológiai és Közlekedésgazdasági Tanszékének tanszékvezetője részére,
- Tóth László ötvös, tervezőgrafikus-művész, a Műtér Kft. ügyvezetője részére,
- Tsedev Unurbayan, a Mongol Pedagógiai Egyetem egyetemi tanára, az Eötvös Loránd Tudományegyetem Bölcsészettudományi Kara Mongol és Belső-ázsiai Tanszékének volt mongol nyelvi lektora részére,
- Ugray Tamás magashegyi vadász, író, a Torontói Magyar Ház volt alelnöke részére,
- dr. Ujj József közjegyző, a Pécsi Közjegyzői Kamara elnöke részére,
- dr. Urbán Róbert pszichológus, a Magyar Tudományos Akadémia doktora, az Eötvös Loránd Tudományegyetem Pedagógiai és Pszichológiai Kar Pszichológiai Intézete Személyiség- és Egészségpszichológia Tanszékének tanszékvezető egyetemi tanára részére,
- Vancsura Miklós mérnök-közgazdász, vízépítő mérnök, a Sárvári Gyógy- és Wellnessfürdő korábbi igazgatója, a Sárvári Szent László Kórház volt főigazgatója, a Pannon Egyetem címzetes egyetemi docense részére,
- dr. Viczián Edit Anna háziorvos, a Dr. Viczián Edit – Felnőtt Háziorvosi Praxis tulajdonosa, a Semmelweis Egyetem Családorvosi Tanszékének oktatója részére,
- dr. Vigh Annamária, a Szépművészeti Múzeum általános főigazgató-helyettese részére,
- Wagner Csijo, az Academia Humana Wagner Nándor Művész Hagyatékát Ápoló Alapítvány alapító elnöke részére,
- Wéber László okleveles építészmérnök, a Budapesti Műszaki és Gazdaságtudományi Egyetem címzetes egyetemi docense, a Wéber és Társa Tanácsadó és Szolgáltató Kft. ügyvezetője részére,
- Winkler Csaba, a Széchenyi István Egyetem címzetes egyetemi docense, a Kommunikációs és Alumni Iroda társadalmi kapcsolatokért felelős titkára részére,
- Zsigmond Győző néprajztudós, etnomikológus, a Bukaresti Tudományegyetem Idegen Nyelvek és Irodalmak Kara Hungarológiai, Judaisztikai és Romológiai Intézetének egyetemi tanára részére,
- Zsukovszky Miklós református esperes-lelkész, a Derceni Egyházi Önkéntes Tűzoltóság alapítója és parancsnoka részére.

Katonai tagozat
- Arató Gábor László rendőr ezredes, a Bács-Kiskun Megyei Rendőr-főkapitányság rendészeti rendőrfőkapitány-helyettese részére,
- dr. Bozsó Zoltán büntetés-végrehajtási dandártábornok, a Fővárosi Büntetés-végrehajtási Intézet parancsnoka részére,
- dr. Budai István büntetés-végrehajtási dandártábornok, a Balassagyarmati Fegyház és Börtön volt intézetparancsnoka részére,
- Fekete László ezredes, a Honvédelmi Minisztérium Katonai Irányítási és Válságkezelési Főosztály Katonai Irányítási Osztályának vezetője részére,
- dr. Horváth Csaba János ezredes, a Honvédelmi Minisztérium Hadtörténeti Intézet és Múzeumának parancsnokhelyettese, a Nemzeti Közszolgálati Egyetem Hadtudományi Doktori Iskolájának egyetemi docense részére,
- Király János István ezredes, a Magyar Honvédség Parancsnoksága Pénzügyi Gazdasági Főnökségének főnöke részére,
- Kovács János ezredes, a Magyar Honvédség Parancsnoksága Tervezési és Vezetési Főnökség főnöke részére,
- Kovács Krisztián ezredes, a Katonai Nemzetbiztonsági Szolgálat igazgatója részére,
- Makádi Katalin rendőr ezredes, a Budapesti Rendőr-főkapitányság XX. és XXIII. kerületi Rendőrkapitányságának kapitányságvezetője részére,
- dr. Mógor Mária Judit tűzoltó dandártábornok, a Belügyminisztérium Országos Katasztrófavédelmi Főigazgatóságának hatósági főigazgató-helyettese részére,
- Németh Éva büntetés-végrehajtási ezredes, a Veszprém Megyei Büntetés-végrehajtási Intézet parancsnoka részére,
- Papp Károly rendőr ezredes, a Csongrád-Csanád Megyei Rendőr-főkapitányság gazdasági rendőrfőkapitány-helyettese részére,
- Szabó Ferenc rendőr ezredes, a Készenléti Rendőrség Nyugat-magyarországi Határrendészeti Igazgatóságának megbízott igazgatója, parancsnokhelyettese részére.

#### 2021. március 15.[32]
Polgári tagozat
- Ablonczyné Dr. Mihályka Lívia, a Széchenyi István Egyetem Apáczai Csere János Kara Nemzetközi Tanulmányok és Kommunikáció Tanszékének társadalmi kapcsolatokért felelős elnöki megbízottja, egyetemi tanára részére,
- DR. Adamik Béla, az Eötvös Loránd Tudományegyetem Bölcsészettudományi Kar Ókortudományi Intézete Latin Tanszékének egyetemi docense, az Eötvös Loránd Kutatási Hálózat Nyelvtudományi Intézet Nyelvtörténeti és Uralisztikai Osztálya Lendület Számítógépes Latin Dialektológiai Kutatócsoportjának vezetője, tudományos tanácsadó részére,
- Arany János karnagy, zenetanár, a Tiszántúli Református Egyházkerület zeneigazgatója, a Debreceni Református Hittudományi Egyetem docense, a Psalterium Hungaricum Kórus alapítója és vezetője, a Kollégiumi Kórus karnagya részére,
- Baán Tibor költő, kritikus, esszéista részére,
- Babella Balázs, a szingapúri kajak-kenu válogatott vezetőedzője részére,
- Dr. Bacsi Zsuzsanna, a Magyar Agrár- és Élettudományi Egyetem Gazdaságtudományi Intézetének egyetemi tanára részére,
- Bacsmai László, a Mohácsi Esperesi Kerület esperese, a Mohácsi Római Katolikus Plébánia plébánosa részére,
- Bágyoni Szabó István költő, író, műfordítórészére,
- Dr. Balázs Pál címzetes apát, nyugalmazott plébános, az Apor Vilmos Katolikus Főiskola volt rektora részére,
- Balogh F. András, az Eötvös Loránd Tudományegyetem Bölcsészettudományi Kar Germanisztikai Intézete Német Nyelvű Irodalmak Tanszékének tanszékvezető egyetemi docense részére,
- Bata János író, költő, műfordító, az Aracs című folyóirat főszerkesztője a délvidéki magyarság identitásának és kultúrájának megőrzését szolgáló példaértékű tevékenysége elismeréseként részére,
- Beke Mihály András író, újságíró, műfordító, kultúrdiplomata részére,
- Belénessy Csaba újságíró részére,
- Dr. Bercsényi Lajos Batthyány-Strattmann László-díjas szülész-nőgyógyász, onkológus szakorvos, a salgótarjáni Szent Lázár Megyei Kórház nyugalmazott főigazgató főorvosa részére,
- Dr. Berde Csaba, a Debreceni Egyetem Gazdaságtudományi Kar Vezetés- és Szervezéstudományi Intézete Vezetéstudományi nem önálló Tanszékének egyetemi tanára részére,
- Dr. Blatnitzky László gyermekdiabetológus, az Észak-Közép-budai Centrum Új Szent János Kórház és Szakrendelő főorvosa részére,
- Dr. Bodonovich Jenő ügyvéd, volt média- és hírközlési biztos, az Országos Katolikus Rádió Alapítvány Kuratóriumának elnöke, a Magyar Katolikus Püspöki Konferencia korábbi jogi képviselője részére,
- Dr. Bognár Zalán történész, a Károli Gáspár Református Egyetem Bölcsészet- és Társadalomtudományi Kar Történettudományi Intézete Új- és Jelenkori Magyar Történeti Tanszékének tanszékvezető egyetemi docense részére,
- Boldoczki Pál, az Mb-I. Kertészeti Termelő, Kereskedő és Szolgáltató Kft. ügyvezetője részére,
- Dr. Burai-Kovács János, a Burai-Kovács, Perlaki, Stanka, Szikla és Társai Ügyvédi Iroda ügyvédje, a Kereskedelmi Választottbíróság elnöke részére,
- Claus Bernhold, a CDU baden-württembergi Szenior Uniójának helyettes tartományi elnöke, az Európai Szeniorok Uniójának alelnöke részére,
- Csécsi Barnabás Sándor gyógypedagógus, mestertanár, a pesterzsébeti Benedek Elek Egységes Gyógypedagógiai Módszertani Intézmény, Óvoda, Általános Iskola, Készségfejlesztő Iskola és Szakiskola nyugalmazott címzetes főigazgatója részére,
- Dr. Csete Jenő okleveles gázmérnök, a Miskolci Egyetem Műszaki Földtudományi Kar Kőolaj és Földgáz Intézete Gázmérnöki Intézeti Tanszékének nyugalmazott tanszékvezető egyetemi docense, a Magyar Mérnöki Kamara Gázipari Tagozatának alapító elnöke részére,
- Dávid György, a sepsiszentgyörgyi Krisztus Király Plébánia plébánosa részére,
- Dobozy Borbála Liszt Ferenc-díjas csembalóművész, a Magyar Művészeti Akadémia rendes tagja, a Liszt Ferenc Zeneművészeti Egyetem Billentyűs és Akkordikus Hangszerek Tanszékének egyetemi tanára részére,
- Egyed Emese irodalomtörténész, egyetemi tanár részére,
- Dr. Entz László érsebész, a Semmelweis Egyetem Általános Orvostudományi Kara Városmajori Szív- és Érgyógyászati Klinika Érsebészeti és Endovaszkuláris Tanszékének egyetemi tanára, az Egészségügyi Szakmai Kollégium Érsebészeti és Angiológiai Tagozatának volt vezetője részére,
- Dr. Fodor László, az Eszterházy Károly Egyetem Agrártudományi és Vidékfejlesztési Karának dékánja, Agrártudományi és Környezetgazdálkodási Intézetének főiskolai tanára részére,
- Galsi János római katolikus lelkipásztor, az ajaki Nagyboldogasszony Plébánia lelkésze részére,
- Dr. Görgényi Ilona jogász, a Miskolci Egyetem Állam- és Jogtudományi Kara Bűnügyi Tudományok Intézetének egyetemi tanára, korábbi intézetigazgatója és tanszékvezetője, a Debreceni Egyetem Állam- és Jogtudományi Kara Büntetőjogi és Kriminológiai Tanszékének tanára részére,
- Dr. Gubán Miklós, a Budapesti Gazdasági Egyetem Pénzügyi és Számviteli Karának főiskolai tanára, volt rektorhelyettese részére,
- Dr. Gulyás László, a Szegedi Tudományegyetem Juhász Gyula Pedagógusképző Karának egyetemi tanára, a Magyarságkutató Intézet tudományos tanácsadója részére,
- Guo Guoxiong, a Morgan Star Group vállalatcsoport igazgatósági tanácsának elnöke részére,
- Hacki Tamás fül-orr-gégész, foniáter, audiológus, a Regensburgi Egyetem Fül-orr-gégészeti Klinikájának nyugalmazott professzora, a Nemzetközi Gyermekmentő Szolgálat tagja részére,
- Dr. Hajnóczi Péter okleveles építészmérnök, a Magyar Építész Kamara elnöke, a Pest Megyei Építész Kamara alelnöke részére,
- Havas István Zoltán, a Brüsszeli Magyar Katolikus Közösség lelkipásztora részére,
- Hegedüs Tibor fizikus, csillagász, a Szegedi Tudományegyetem Bajai Obszervatóriumának igazgatója, a Pécsi Tudományegyetem Természettudományi Kar Fizikai Intézete Csillagászati Tanszékének vezetője, tiszteletbeli egyetemi docense részére,
- Dr. Heimo Scheuch, a Wienerberger AG elnök-vezérigazgatója részére,
- Helge Benda, a CDU észak-rajna-vesztfáliai Szenior Uniójának tartományi elnöke, a CDU Szenior Uniójának helyettes szövetségi elnöke, az Európai Szeniorok Uniójának elnökségi tagja részére,
- Dr. Horváth Ferenc, a Budapesti XX., XXI. és XXIII. kerületi Ügyészség nyugalmazott kerületi vezetőhelyettes ügyésze részére,
- Horváth Gergely Domonkos gépészmérnök, mérnök-közgazdász, a Norma Instruments Zrt. vezérigazgatója részére,
- Horváth Vilmos, a Soproni Kereskedelmi és Iparkamara elnöke, a Magyar Kereskedelmi és Iparkamara turizmusért felelős alelnöke részére,
- Horváth Zoltán István protonotárius kanonok, esperes, az Avilai Nagy Szent Teréz Templom plébánosa, a budapesti Szent Margit Gimnázium volt hittantanára részére,
- Huth Gergely, a Pesti TV programigazgatója, a PestiSrácok.hu főszerkesztője részére,
- Dr. HUZIÁN IDA tüdőgyógyász, a Dr. Hetés Ferenc Szakorvosi Rendelőintézet volt főorvosa részére,
- DR. Ihász Ferenc, az Eötvös Loránd Tudományegyetem Pedagógiai és Pszichológiai Kar Sporttudományi Intézet – Szombathely egyetemi tanára részére,
- Illés Albert jezsuita szerzetes részére,
- Ivanka Pavlova költő, műfordító részére,
- Dr. Janáky Csaba vegyész, a  Szegedi Tudományegyetem Természettudományi és Informatikai Kar Kémiai Intézete Fizikai Kémiai és Anyagtudományi Tanszékének egyetemi docense részére,
- Jeneiné Rubovszky Csilla Zsuzsanna, Belváros-Lipótváros Budapest Főváros V. kerület Önkormányzatának társadalmi megbízatású alpolgármestere, volt miniszteri biztos részére,
- Jordan Petkov Jordanov, Magyarország várnai tiszteletbeli főkonzulja részére,
- Kálomista Gábor Balázs Béla-díjas producer, a Thália Színház ügyvezető igazgatója részére,
- Dr. Kecskés László István Batthyány-Strattmann László-díjas orvos, a szombathelyi Markusovszky Egyetemi Oktatókórház Mellkassebészeti Osztályának osztályvezető főorvosa, címzetes egyetemi docens részére,
- Dr. Kelemen András rektori tanácsos, a Sapientia Erdélyi Magyar Tudományegyetem Marosvásárhelyi Karának volt dékánja, egyetemi adjunktus részére,
- Kelemen János vállalkozásfejlesztő közgazdász, a Magyar Református Cursillo Titkárságának elnöke, az SDG Konferenciaközpont műszaki igazgatója részére,
- Király Árpád, a Temesvári Egyházmegye főesperese, az arad-ségai Liseux-i Kis Szent Teréz Plébánia plébánosa részére,
- Kiss József, Zágon falu volt polgármestere részére,
- Kiss Tamás, a szolnoki McHale Hungária Mezőgazdasági Gépgyártó és Szolgáltató Kft. ügyvezető igazgatója részére,
- Dr. Klimon Zsuzsanna, a Borsod-Abaúj-Zemplén Megyei Főügyészség csoportvezető ügyésze részére,
- Dr. Kossa Attila, a Budapesti Műszaki és Gazdaságtudományi Egyetem Gépészmérnöki Kara Műszaki Mechanikai Tanszékének egyetemi docense, tanszékvezető-helyettese részére,
- Kovács P. József televíziós bemondó, műsorvezető, előadóművész, a Magyar Versmondók Egyesületének tagja részére,
- Dr. Kovácsné dR. Szabó Éva Anna, a Debreceni Egyetem Klinikai Központja Orvosi Rehabilitáció és Fizikális Medicina Klinika Rehabilitációs Osztályának főorvosa részére,
- Dr. Kozári József, a  Magyar Agrár- és Élettudományi Egyetem Fenntartható Fejlesztés és Gazdálkodás Intézetének egyetemi docense részére,
- Dr. Köhler Mihály Fleischmann Rudolf-díjas mezőgazdász, agronómus részére,
- Dr. Környei József László, a Pécsi Tudományegyetem Általános Orvostudományi Kara Élettani Intézetének egyetemi docense részére,
- Dr. Kristóf Gergely, a Budapesti Műszaki és Gazdaságtudományi Egyetem Gépészmérnöki Kara Áramlástan Tanszékének egyetemi docense részére,
- Küsmödi Attila, a szamosújvári Alkantarai Szent Péter Plébánia plébánosa részére,
- Legeza József, a Budapest-Újpesti Görögkatolikus Parókia parókusa, a Görögkatolikus Szemle havilap egyik alapítója részére,
- Dr. Lengyel Csaba Attila belgyógyász, a Szegedi Tudományegyetem Általános Orvostudományi Kara Belgyógyászati Klinikájának tanszékvezető egyetemi tanára, a Szent-Györgyi Albert Klinikai Központ elnöke részére,
- Lőrincz György író, a székelyudvarhelyi Erdély Magyar Irodalmáért Alapítvány alapító elnöke részére,
- Magyary Rozália közgazdász, a Pro Hungaris Kulturális Értékközvetítő Alapítvány ügyvezető igazgatója részére,
- Makoldi Miklós Zsombor régész, a Magyarságkutató Intézet Régészeti Kutatóközpontjának igazgatója részére,
- Mándy Zoltán Pál pápai prelátus, címzetes apát, főszékesegyházi kanonok, a Horti Római Katolikus Plébánia plébánosa részére,
- Dr. Mészáros Lajos Batthyány-Strattmann László-díjas tüdő- és belgyógyász, a Pécsi Tudományegyetem Egészségtudományi Karának emeritus főiskolai tanára részére,
- Miloje Brankovic, Magyarország nisi tiszteletbeli konzulja részére,
- Molnár Alajos protonotárius, kanonok, pápai káplán, a budapesti Regnum Marianum Plébánia plébánosa részére,
- Dr. Molnárné Dr. Barna Katalin, a Pannon Egyetem oktatási rektorhelyettese, a Gazdaságtudományi Kar Gazdálkodási Intézete Számvitel és Controlling Intézeti Tanszékének tanszékvezető egyetemi docense részére,
- Montano-Filho Francisco, a Pedra Forte Brasil Construtora e Incorporadora tulajdonosa és igazgatója részére,
- Dr. Nagy Géza okleveles agrármérnök, a Debreceni Egyetem Gazdaságtudományi Kar Vidékfejlesztés, Regionális Gazdaságtan és Turizmusmenedzsment Intézete Vidékfejlesztési és Regionális Gazdaságtani nem önálló Tanszékének nyugalmazott tanszékvezető egyetemi tanára részére,
- Nagytóthy-Tóth Ábel zeneszerző, gitárművész, az Amerikai Gitár Alapítvány alapítója és egykori igazgatója részére,
- Dr. Luu Lan Anh pszichológus, az Eötvös Loránd Tudományegyetem Pedagógiai és Pszichológiai Kara Interkulturális Pszichológiai és Pedagógiai Intézetének igazgatója, egyetemi docens részére,
- Dr. Novák László idegsebész, neurológus, a Debreceni Egyetem Klinikai Központja Idegsebészeti Klinikájának egyetemi docense részére,
- Orosz István görögkatolikus pap, a Máriapócsi Nemzeti Kegyhely igazgatója részére,
- Dr. Pap Tamás okleveles vegyészmérnök, a kémiai tudomány kandidátusa, a Pannon Egyetem Mérnöki Karának nyugalmazott egyetemi docense részére,
- Papp István „Gázsa”, a Honvéd Együttes és a Magyar Nemzeti Táncegyüttes zenekarának vezető prímása részére,
- Dr. Papp Miklós, a Hajdúdorogi Főegyházmegye parókusa, a Sapientia Szerzetesi Hittudományi Főiskola Morálteológiai Tanszékének tanszékvezető főiskolai docense részére,
- Dr. Papp Tibor görögkatolikus pap, a Nyíregyházi Egyházmegye főhelynöke részére,
- Pásztor Bazil Tibor nyugalmazott görögkatolikus esperes-parókus, a Jeruzsálemi Szent Lázár Katonai és Kórházi Lovagrend káplánja részére,
- Dr. Précsényi Árpád András korábbi diplomata, konzul részére,
- Dr. Püspöki Gabriella Batthyány-Strattmann László-díjas gyermekgyógyász, a Pikler Intézet nyugalmazott igazgató főorvosa részére,
- Radó Tamás, a kapuvári Szent Anna Római Katolikus Plébánia plébánosa részére,
- Rácz József mérnök, a Magyar Mérnöki Kamara Hírközlési és Informatikai Tagozatának elnöke részére,
- Rujsz Edit Harangozó Gyula-díjas táncművész, a Magyar Nemzeti Balett balettmestere és koreográfusa részére,
- Ryszard Kapuściński, a Gazeta Polska hetilap és a Gazeta Polska Codziennie napilap újságírója részére,
- Dr. Sója Szabolcs Cirill Batthyány-Strattmann László-díjas orvos, Tállya község háziorvosa részére,
- Somos László, a Kaposvári Egyházmegye általános helynöke, a kaposfői Szent Vendel Plébánia plébánosa részére,
- Dr. Stankovics Éva, a hatvani Albert Schweitzer Kórház-Rendelőintézet főigazgatója részére,
- Dr. Szánthó Miklós jogász, az Alapjogokért Központ jogi elemző- és kutatóintézet igazgatója részére,
- Dr. Szarvas Dalma Batthyány-Strattmann László-díjas orvos, a Heim Pál Gyermekkórház Sürgősségi Betegellátó Osztályának nyugalmazott osztályvezető főorvosa, a Nemzetközi Gyermekmentő Szolgálat tagja részére,
- Dr. Szekeres Márta gyermekszemész szakorvos, a Budai Gyermekkórház nyugalmazott rendelésvezető főorvosa, a Nemzetközi Gyermekmentő Szolgálat tagja részére,
- Dr. Szepesi János orvos, a Péterfy Sándor utcai Kórház Szülészeti- és Nőgyógyászati Osztályának nyugalmazott főorvosa, a Nemzetközi Gyermekmentő Szolgálat Egészségügyi Bizottságának vezetője részére,
- Szidiropulosz Archimédesz szociológus, a Trianon Kutatóintézet alapító elnöke, a Trianoni Szemle folyóirat alapítófőszerkesztője részére,
- Dr. Szigeti Orsolya, a Szent István Egyetem Kaposvári Campusa Gazdaságtudományi Karának megbízott dékánja, Marketing és Menedzsment Intézetének igazgatója részére,
- Szilvágyi Zsolt püspöki helynök, a Temesvár-Józsefváros Római Katolikus Plébánia plébánosa részére,
- Szirtes Gábor író, kritikus, irodalomtörténész, szerkesztő, a Pro Pannonia Kiadó igazgatója részére,
- Szondi György József Attila-díjas költő, bolgarista, műfordító, szerkesztő részére,
- Sztupkai Mihály, a Magyarországi Metodista Egyház nyugalmazott lelkésze, médiaszerkesztő részére,
- Dr. Szuchy Róbert jogász, a Károli Gáspár Református Egyetem Állam- és Jogtudományi Karának dékánhelyettese, a Kereskedelmi Jogi és Pénzügyi Jogi Tanszék tanszékvezető-helyettese, habilitált egyetemi docens részére,
- Tamasikné dr. Helyes Zsuzsanna klinikai farmakológus, a Magyar Tudományos Akadémia levelező tagja, a Pécsi Tudományegyetem Általános Orvostudományi Kara Farmakológiai és Farmakoterápiai Intézetének egyetemi tanára, a Szentágothai János Kutatóközpont elnöke részére,
- Thaisz Miklós, a Magyar Máltai Szeretetszolgálat Iskola Alapítványának ügyvezető igazgatója részére,
- Tomasz Józef Sakiewicz, a Gazeta Polska hetilap és a Gazeta Polska Codziennie napilap főszerkesztője részére,
- Dr. Tóth Zoltán, a Magyar Agrár- és Élettudományi Egyetem Növénytermesztési Tudományok Intézete Agronómia Tanszékének tanszékvezető egyetemi docense részére,
- Dr. Urbán László, a Mátrai Gyógyintézet főigazgató főorvosa részére,
- Vad Zsigmond György esperes, a Debrecen-Nagytemplomi Református Egyházközség nyugalmazott lelkipásztora részére,
- Dr. Varga Eszter Klára, a Borsod-Abaúj-Zemplén megyei Központi Kórház és Egyetemi Oktatókórház főorvosa részére,
- Varga János kanonok, főesperes, a budaörsi Nepomuki Szent János Plébánia plébánosa részére,
- Dr. Virág Rudolf, a Magyar Mérnöki Kamara főtitkára, az Országos Választási Iroda volt vezetője, az egykori Önkormányzati és Területfejlesztési Minisztérium volt szakállamtitkára, a korábbi Közigazgatási és Igazságügyi Minisztérium volt helyettes államtitkára részére,
- Virág László zeneszerző, költő, műfordító részére,
- Wee Hong Jie, a Patec Precision Industry Co. Ltd. vezérigazgató-helyettese részére,
- Wettstein József piarista szerzetes, a Váci Piarista Rendház házfőnöke, a váci és a budapesti Piarista Gimnázium tanára részére,
- Dr. Zlinszky János szakbiológus, a Nemzeti Közszolgálati Egyetem Víztudományi Kara Víz- és Környezetpolitikai Tanszékének egyetemi docense, a Pázmány Péter Katolikus Egyetem Jog- és Államtudományi Kara Környezetjogi és Versenyjogi Tanszékének egyetemi docense részére,
- Dr. Zsombik László, a Debreceni Egyetem Agrár Kutatóintézetek és Tangazdaság Nyíregyházi Kutatóintézetének igazgatója, tudományos főmunkatárs részre

katonai tagozat
- Czinege László rendőr dandártábornok, a Heves Megyei Rendőr-főkapitányság megyei rendőrfőkapitánya részére,
- Cseppentő József ezredes, a Honvédelmi Minisztérium Védelemgazdasági Hivatalának infrastrukturális főigazgatóhelyettese részére,
- Deme Tibor Endre ezredes, a Honvédelmi Minisztérium Honvédelmi Államtitkári Titkárságának vezetője részére,
- Farkas Gábor rendőr dandártábornok, a Komárom-Esztergom Megyei Rendőr-főkapitányság megyei rendőrfőkapitánya részére,
- Frankó Imre ezredes, a Magyar Honvédség Altiszti Akadémiájának parancsnokhelyettese, megbízott parancsnoka részére,
- Garas László vezérőrnagy, a Magyar Honvédség Parancsnoksága Stratégiai Központjának parancsnoka, a Magyar Honvédség törzsfőnökének műveleti helyettese részére,
- Dr. Izsák Péter Pál ezredes, a Katonai Nemzetbiztonsági Szolgálat főosztályvezetője részére,
- Lippai Péter dandártábornok, a Magyar Honvédség Kiképzési Csoportfőnökségének csoportfőnöke részére,
- Nagy Lajos tűzoltó alezredes, a Fejér Megyei Katasztrófavédelmi Igazgatóság Igazgatóhelyettesi Szervezet Megyei Főfelügyelőség polgári védelmi főfelügyelője részére,
- Dr. Nemes Nagy Anna büntetés-végrehajtási orvos ezredes, a Büntetés-végrehajtás Országos Parancsnoksága Egészségügyi Főosztályának vezetője részére,
- Vasvári Géza ezredes, a Magyar Honvédség Parancsnoksága Infokommunikációs és Információvédelmi Csoportfőnökség Elektronikus Információvédelmi Főnökség főnöke részére,
- Vokla János ezredes, a Magyar Honvédség 43. Nagysándor József Híradó és Vezetéstámogató Ezredének parancsnoka részére,
- Zsiros Miklós ezredes, a Honvédelmi Minisztérium Miniszteri Titkárságának vezetője részére.

#### Egyéb
Polgári tagozat
- Lelóczky Gyula Donát ciszterci szerzetes, katolikus pap, a dallasi Miasszonyunk Ciszterci Apátság Előkészítő Iskolájának nyugalmazott tanára[33]

### 2020

#### 2020. október 28.[34]
- Agócs Sándor költő, szerkesztő, az Antológia Kiadó és Nyomda Kft. ügyvezető igazgatója,
- Amemija Isszei szobrászművész, a Japán-Magyar Baráti Társaság tanácsadó tagja,
- Dr. Bajusz István régész, a kolozsvári Babes-Bolyai Tudományegyetem volt docense,
- Balatoni Éva operaénekes
- Bálint Lajos Loránt, a Romániai Magyar Cserkészszövetség elnöke,
- Dr. Bélteczki János, az ózdi Almási Balogh Pál Kórház főigazgatója,
- Dr. Benedek Zoltán, a kapuvári Lumniczer Sándor Kórház-Rendelőintézet főigazgatója részére,
- Dr. Bodnár József az Országos Magyar Vadászkamara Baranya megyei Területi Szervezetének korábbi elnöke részére,
- Bodor Dezső a Csongrád-Csanád megyei Mérnöki Kamara elnöke részére,
- Dr. Botlik József történész, teologus részére,
- Dr. Christian J. Winder, Magyarország tiroli tiszteletbeli konzulja részére,
- Császár Attila műsorvezető, szerkesztő-riporter részére,
- Dr. Császár Gabriella Edit adjunktus részére,
- Dr. Csiszér Eszter szakorvos részére,
- Dr. Csizmadia László, a  Civil Összefogás Közhasznú Alapítvány alapító kuratoriumi elnöke, a Civil Együttműködési Tanács alapítója, a Nemzeti Együttműködési Alap Tanácsának volt elnöke, az  Europai Uniós Civil Együttműködési Tanácskozás társalapítója részére,
- Csorba Gábor igazgató részére,
- Dr. Dányi Tamás háziorvos részére,
- gróf Dezasse Miklós a Bajor-Magyar Fórum elnökségi tagja részére,
- Dr. Diimaajav Erdenebaatar régész, történész részére,
- Dóra Zoltán a budapesti Pannonia Sacra Katolikus Általános Iskola igazgatója részére,
- Dusan Bavdek zeneszerző részére,
- Egerházi Attila táncművész részére,
- Elmer István iró, újságíró részére,
- Dr. Erdélyszky Zsigmondné  nyugalmazott pedagógus részére,
- Dr. Erőss Loránd György idegsebész részére,
- Fariz Iszmailzade, az Azerbaidzsáni Diplomáciai Akadémia rektorhelyettese részére,
- Dr. Farkas Ákos László jogász részére,
- Földesi István főépítész részére,
- Földi-Kovács Andrea, a HirTV Zrt. szerkesztő-műsorvezetője részére,
- Dr. Freska Ede orvos részére,
- Frittmann János részére,
- Galló Béla Endre szociológus részére,
- Gatter János építész részére,
- Dr. Gazsó L. Ferenc újságíró, író, jogász részére,
- Dr. Gécs Sándor főorvos részére,
- Gerhard Papke részére,
- Dr. Gerzson Miklós vegyészmérnök részére,
- Gianfranco Simonit részére,
- Dr. Gödör Éva Paula villamosmérnök részére,
- Gyene Piroska részére,
- György Károly István néptáncos részére,
- Dr. Sipos Árpád ügyvéd, az Állami Privatizációs és Vagyonkezelő Rt. Felügyelő Bizottságának volt elnöke részére,

#### 2020. március 15.
- dr. Ács Pongrác, a Pécsi Tudományegyetem Egészségtudományi Kara Fizioterápiás és Sporttudományi Intézetének megbízott igazgatója, általános és stratégiai dékánhelyettese, egyetemi tanára részére,
- Ahmed Al-Chihabi, Magyarország aleppói tiszteletbeli konzulja, az aleppói Alpha Gyógyszergyár alapító elnöke és tulajdonosa, a FRANSA Bank szíriai leányvállalatának elnöke részére,
- Alexander Zajcev, a BreMiNo Group LLC és a SOHRA vállalatcsoport alapítója részére,
- dr. Angi István zeneesztéta, kritikus, a kolozsvári Gheorghe Dima Zeneakadémia nyugalmazott professzora részére,
- dr. Aniszi Kálmán író, publicista, szerkesztő, a kolozsvári Képzőművészeti és Formatervezési Egyetem nyugalmazott egyetemi oktatója részére,
- dr. Anka Tibor, a Magyar Országos Közjegyzői Kamara elnökhelyettese és Jogi Bizottságának elnöke részére,
- Baja Sándor, a Randstad Hungary Kft. ügyvezető igazgatója részére,
- Bándi János operaénekes, érdemes művész részére,
- Barátné dr. Hajdu Ágnes, az Eötvös Loránd Tudományegyetem Bölcsészettudományi Kar Könyvtár- és Információtudományi Intézete Könyvtártudományi Tanszékének tanszékvezető egyetemi tanára részére,
- Bartha Mihály Úz-völgyi veterán katona részére,
- Basa Molnár Enikő, az Amerikai Magyar Tanárok Egyesületének alapítója és ügyvezető igazgatója, a washingtoni Magyar Piknik főszervezője részére,
- Benedikty Tamás író, költő részére,
- dr. Bereczky Ákos László, a Budapesti Műszaki és Gazdaságtudományi Egyetem – AUDI Hungaria Kooperációs Kutatóközpont igazgatója részére,
- Boér Imre Úz-völgyi veterán katona, nyugalmazott pedagógus részére,
- Boros Erzsébet Harangozó Gyula-díjas táncművész, a Magyar Táncművészeti Egyetem professor emeritája részére,
- dr. Bozsonyi Károly szociológus, a Károli Gáspár Református Egyetem Bölcsészet- és Társadalomtudományi Kara Társadalom- és Kommunikációtudományi Intézetének intézetvezető egyetemi docense részére,
- Bruce Atkinson, Ausztrália Victoria államának parlamenti képviselője részére,
- dr. Buzás Péter jogász, Makó város korábbi polgármestere, volt országgyűlési képviselő részére,
- dr. Csanád Máté fizikus, az Eötvös Loránd Tudományegyetem Természettudományi Kar Fizikai Intézete Atomfizikai Tanszékének habilitált egyetemi docense, a PHENIX-Magyarország és a STAR-Magyarország kutatócsoportok tudományos vezetője, CMS-ELTE kutatócsoport tagja részére,
- Csanádiné dr. Pestality Ibolya címzetes főügyészségi ügyész, a Bajai Járási Ügyészség vezető ügyésze részére,
- dr. Csapody Marcell, a Péterfy Kórház-Rendelőintézet és Manninger Jenő Országos Traumatológiai Intézet Intenzív és Aneszteziológiai Osztályának részlegvezető főorvosa részére,
- Darvasi Ilona, a Turay Ida Színház alapító igazgatója, díszlet- és jelmeztervező részére,
- Depaula Flavio Silvio, a Szentszék Magyarországi Nagykövetségének korábbi titkára részére,
- Dluhopolszky László grafikusművész, karikaturista részére,
- dr. Domokos Andrea büntetőjogász, a Károli Gáspár Református Egyetem Állam- és Jogtudományi Kara Bűnügyi Tudományok Intézetének intézetvezető egyetemi tanára, a Kúria büntetőjogi főtanácsadója részére,
- dr. Édes Veronika legfőbb ügyészségi tanácsos, a Legfőbb Ügyészség Személyügyi Továbbképzési és Igazgatási Főosztálya Jogszabály-előkészítő Osztályának osztályvezető ügyésze részére,
- dr. Egresi István, a Győri Járásbíróság bírája részére,
- Endrédy Cecília hitoktató, a Családakadémia-Óbudavár Egyesület társalapítója, a Magyar Schönstatti Családmozgalom egykori társelnöke részére,
- Farkas Róbert zenész, a Budapest Bár zenekar alapítója és vezetője részére,
- Fekete Attila Liszt Ferenc-díjas operaénekes részére,
- Fekete J. József József Attila-díjas irodalomtörténész, író, kritikus, publicista, a Magyar Művészeti Akadémia rendes tagja részére,
- Frideczky János építészmérnök, a Vidéo Alapítvány alapítója, a Pozsonyi Casino újraindítója és elnöke, az Agentura Pacis Posonium Egyesület alapítója és elnöke részére,
- dr. Galgóczy Gábor orvos, a Keresztény Értelmiségiek Szövetségének társelnöke, az egykori Országos Munka- és Üzemegészségügyi Intézet nyugalmazott igazgató főorvosa részére,
- dr. Gerle János, a Semmelweis Egyetem Fogorvostudományi Kara Oktatási Centrum Igazgatóságának igazgatója, a Kútvölgyi Kórház egyetemi adjunktusa és részlegvezető főorvosa, a Magyar Orvosi Kamara Fogorvosi Tagozatának alapítója és elnöke részére,
- dr. Gyökeres Tibor, a Magyar Honvédség Egészségügyi Központ Honvédkórház Gasztroenterológiai Osztályának részlegvezető főorvosa, a Magyar Gasztroenterológiai Társaság főtitkára részére,
- Haál Gábor, a Bábolna Nemzeti Ménesbirtok igazgatója, a Magyar Lovassport Szövetség elnökségi tagja részére,
- dr. Hangay György művészettörténész, rovartani kutató részére,
- dr. Hermann Péter, a Semmelweis Egyetem oktatási rektorhelyettese, a Fogorvostudományi Kar Fogpótlástani Klinikájának igazgatója, egyetemi tanár részére,
- Horst Westkämper, a Rajna-Ruhr-vidéki Magyar–Német Társaság alelnöke, Észak-Rajna–Vesztfália tartomány parlamentjének korábbi képviselője részére,
- dr. Hudák István idegsebész szakorvos, a Magyar Honvédség Egészségügyi Központja Idegsebészeti Osztályának főorvosa részére,
- dr. Imreh Domonkos Zsolt sebész, a Szent Margit Kórház Sebészeti Osztályának osztályvezető főorvosa részére,
- Janne Haaland Matlary, az Oslói Egyetem Politikatudományi Intézetének professzora részére,
- Jens Højsager Damgaard, a Vestfrost Zrt. Igazgatótanácsának elnöke részére,
- dr. Kanász Gábor Imre aneszteziológus és intenzív terápiás szakorvos, az esztergomi Vaszary Kolos Kórház főigazgató főorvosa részére,
- dr. Károlyi László, a Magyar Posta Zrt. biztonsági főigazgatója, a Wekerle Sándor Üzleti Főiskola Módszertani és Informatikai Tanszékének főiskolai tanára, nyugállományú tűzoltó dandártábornok részére,
- Katona Ádám Mihály irodalom- és művelődéstörténész, közíró, az Orbán Balázs Közművelődési Egyesület alapító elnöke részére,
- dr. Kereki Ferenc, a Radioaktív Hulladékokat Kezelő Közhasznú Nonprofit Kft. ügyvezető igazgatója részére,
- Kosztolánczy Gábor, a Müpa Budapest Nonprofit Kft. vezérigazgató-helyettese részére,
- Kovács Aladár Úz-völgyi veterán részére,
- dr. Kovács Imre közgazdász, a Rail Cargo Hungaria Zrt. igazgatóságának elnöke, a Rail Cargo Austria AG igazgatósági tagja és a Hungrail Magyar Vasúti Egyesület elnökségi tagja részére,
- Krzysztof Szczerski, a Lengyel Köztársasági Elnöki Hivatal Elnöki Kabinetjének vezetője részére,
- Kun Ferenc, a Rákóczi Szövetség alelnöke részére,
- dr. Lovassy Tamás jogász, a D.C. Magyarországi Alapítvány kuratóriumi tagja, főtitkára részére,
- Malek Zein, Magyarország lattakiai tiszteletbeli konzulja, a Zein Brothers & Co. igazgatója részére,
- Marcin Krupa, Katowice város főpolgármestere részére,
- Maren Schoening, a Német–Magyar Ifjúságért Egyesület elnöke részére,
- Máthé Lajos veterán honvéd részére,
- dr. Mátrai Zoltán Tamás, az Országos Onkológiai Intézet Emlő- és Lágyrészsebészeti Osztályának osztályvezető főorvosa részére,
- dr. Menyhei Gábor érsebész és általános sebész szakorvos, a Pécsi Tudományegyetem Általános Orvostudományi Kar Klinikai Központja Érsebészeti Klinikájának igazgatója, egyetemi tanár részére,
- Milan Štindl, Zlatá Koruna falu polgármestere részére,
- dr. Mocsári Endre, a Nemzeti Élelmiszerlánc-biztonsági Hivatal Állategészségügyi Diagnosztikai Igazgatóságának nyugalmazott igazgatója részére,
- dr. Molnár János református lelkész, történész, író, a Debreceni Református Hittudományi Egyetem nyugalmazott egyetemi docense részére,
- Monostori Imre irodalomtörténész részére,
- dr. Nagy Andrea csecsemő- és gyermekgyógyász, neonatológus, a Debreceni Egyetem Klinikai Központ Gyermekgyógyászati Klinikája Perinatológiai és Gyermek Idegsebészeti Osztályának vezetője, klinikai főorvosa részére,
- dr. Nagy Lucia Mária, a Norvég–Magyar Egyesület elnöke részére,
- dr. Nagy Sándor szülész-nőgyógyász szakorvos, klinikai genetikus, a győri Petz Aladár Megyei Oktató Kórház Szülészeti és Nőgyógyászati Osztályának osztályvezető főorvosa, a Széchenyi István Egyetem Egészség- és Sporttudományi Karának dékánja és tanszékvezető egyetemi docense részére,
- dr. Nátyi Róbert művészettörténész, a Szegedi Tudományegyetem Bartók Béla Művészeti Karának dékánja részére,
- dr. Németh Balázs, a Magyar Elöltöltő-Fegyveres Lövészek Szövetségének elnöke részére,
- Németh László, a Győri Egyházmegye általános püspöki helynöke részére,
- Olga Szviblova, a moszkvai Multimédia Art Múzeum alapítója és igazgatója részére,
- Ordódi György rendező, műsorszerkesztő, a Duna Televízió korábbi koordinációs igazgatója részére,
- Örvendi László József, a MAGOSZ alelnöke, a Hajdú-Bihar megyei Gazdakörök Szövetségének elnöke, a Nemzeti Agrárgazdasági Kamara Hajdú-Bihar megyei általános alelnöke, a Hajdúszoboszlói Gazdakör elnöke, volt országgyűlési képviselő részére,
- dr. P. Tóth Béla Lukácsné, a Szentendrei Református Gimnázium nyugalmazott igazgatója részére,
- dr. Pataki Gergely sebész, plasztikai sebész, a Cselekvés a Kiszolgáltatottakért Alapítvány alapítója, a Szent János Kórház és Észak-budai Egyesített Kórházak Gyermeksebészeti és Traumatológiai Osztály gyermekplasztikai sebészeti, égésplasztikai ambulanciájának vezetője, a Bangladesi Népi Köztársaság tiszteletbeli magyarországi konzulja részére,
- dr. Patrick Streiff, az Egyesült Metodista Egyház Közép- és Dél-Európai Centrálkonferenciájának püspöke részére,
- dr. Podráczky Judit, a Kaposvári Egyetem oktatási rektorhelyettese, az egyetem Pedagógiai Kara Neveléstudományi Intézetének intézetigazgatója, egyetemi docens részére,
- Ft. Msgr. Portik-Hegyi Kelemen pápai káplán, tiszteletbeli kanonok, a Gyergyói főesperesi kerület főesperese, a gyergyószentmiklósi Szent Miklós Plébánia plébánosa részére,
- Sághi Attila építőmérnök, a Városliget Zrt. műszaki vezérigazgató-helyettese, a Forster Gyula Nemzeti Örökségvédelmi és Vagyongazdálkodási Központ korábbi vezetője részére,
- dr. Schweiczer Gábor, a Társadalomtudományi Kutatóközpont Jogtudományi Intézete Piacgazdaság Magánjogi, Büntetőjogi és Közigazgatási Jogi Garanciái Kutatásának Osztálya tudományos főmunkatársa, a Nemzeti Közszolgálati Egyetem Államtudományi és Közigazgatási Kar Alkotmányjogi Intézete Alkotmányjogi és Összehasonlító Közjogi Tanszékének habilitált egyetemi docense részére,
- dr. Sirák Péter orgonaművész, a diósdi Szent Anna Szeretetotthon intézményvezetője részére,
- Somos János Csaba Liszt Ferenc-díjas karmester, a Liszt Ferenc Zeneművészeti Egyetem Karmester és Karvezető Tanszékének tanára, a Nemzeti Énekkar karigazgatója részére,
- Szabó Arthur Árpád Marko, Magyarország calgary-i tiszteletbeli konzulja részére,
- Szabó Zsolt László, a Babeș–Bolyai Tudományegyetem Politika-, Közigazgatás- és Kommunikációtudományi Kara újságírás szakának nyugalmazott egyetemi docense részére,
- Szabóné dr. Szitányi Judit, az Eötvös Loránd Tudományegyetem Tanító- és Óvóképző Kara Matematika Tanszékének tanszékvezető egyetemi docense részére,
- dr. Szász István Tas általános pszichiáter szakorvos, Leányfalu nyugalmazott háziorvosa, a FAKOOSZ Alapellátó Orvosok Országos Szövetségének örökös tiszteletbeli elnöke, a kolozsvári Hitel című folyóirat leányfalui emlékmúzeumának alapítója részére,
- dr. Szikora Veronika Tünde jogász, a Debreceni Egyetem Állam- és Jogtudományi Karának dékánja, egyetemi tanára részére,
- Tietze Jenő teológus, apostoli protonotárius, a Nagybecskereki Egyházmegye nyugalmazott plébánosa részére,
- dr. Tiszlavicz László, a Szegedi Tudományegyetem Általános Orvostudományi Kar Szent-Györgyi Albert Klinikai Központja Pathologiai Intézetének igazgatója, tanszékvezető egyetemi tanára, a Csongrád Megyei Egészségügyi Ellátó Központ makói részlegvezető főorvosa részére,
- Todor Antal veterán honvéd részére,
- dr. Tossenberger János, a Kaposvári Egyetem kutatásfejlesztési és innovációs rektorhelyettese, Agrár- és Környezettudományi Karának dékánja részére,
- dr. Tóth István, a Napfény Otthon Kiemelten Közhasznú Alapítvány kuratóriumi elnöke részére,
- dr. Tóth Lajos, az Energiatudományi Kutatóközpont Műszaki Fizikai és Anyagtudományi Intézete Vékonyréteg-fizikai Osztályának tudományos főmunkatársa részére,
- Tóth Páll Miklós színművész, rendező, az Ady Endre Társaság alapítója és elnöke részére,
- dr. Varga Imre P. Kapisztrán ferences szerzetes, teológus, a Temesvári Pelbárt Ferences Gimnázium és Kollégium lelki igazgatóhelyettese, a Sapientia Szerzetesi Hittudományi Főiskola főiskolai tanára részére,
- Varró Dániel költő, műfordító részére,
- dr. Vass László közgazdász, politológus, a Budapesti Metropolitan Egyetem főiskolai tanára, rector emeritusa részére,
- dr. Véber Gyula, az Utrechti Egyetem professor emeritusa részére,
- Wiedemann Bernadett Liszt Ferenc-díjas operaénekes részére,
- Wolfgang Antoine Marie Plagge zeneszerző, zongoraművész, a Norvég Zeneakadémia professzora részére

### 2019

#### 2019. március 15.[35][36]
- Ádám Gyula fotó- és grafikusművész részére,
- Akdrasev Ibragim Sijapovics, a Neftestroiservice Ltd vállalat tulajdonos-vezérigazgatója részére,
- András Sándor József Attila-díjas költő, író, irodalomtörténész, irodalomkritikus
- Axt László Jászai Mari-díjas artistaművész
- Bálint Péter József Attila-díjas író, a Debreceni Egyetem Gyermeknevelési és Gyógypedagógiai Karának dékánja, az Irodalmi, Kommunikációs, Kulturális Antropológiai Tanszék tanszékvezető egyetemi tanára
- Béres Attila rendező, a Miskolci Nemzeti Színház ügyvezető igazgatója
- Beatrix von Schönburg-Glauchau grófnő
- dr. Becsek-Garda Dezső Kálmán szociológus, történész, a Babeş-Bolyai Tudományegyetem egyetemi docense
- Bíró Attila, a kecskeméti székhelyű Knorr-Bremse Fékrendszerek Kft. vezérigazgatója
- Czeizel Barbara, a Budapesti Korai Fejlesztő Központ intézményigazgatója
- Czigler Ágoston László építőmérnök, a Hansa Kft. ügyvezető igazgatója
- prof. David Patrick Venter, a Mathias Corvinus Collegium vendégprofesszora, nemzetközi tanácsadó testületének tagja, pszichológus, a University of Cape Town, a University of Stellenbosch és a Trinity Collage Dublin professzora, a Vlerick Business School tiszteletbeli professzora
- Derczó István, a sárospataki Weinberg ’93 Építő Kft. alapítója és ügyvezető igazgatója
- Doncsev Toso író, műfordító
- Döme István, a Magyar Állami Operaház nyugalmazott főügyelője
- dr. Embey-Isztin Dezső, az Országos Onkológiai Intézet Fájdalom Ambulanciájának osztályvezető főorvosa, a Pécsi Tudományegyetem címzetes egyetemi docense
- Eötvös Tibor artistaművész, az Eötvös Cirkusz alapítója
- Ertl Péter, a Nemzeti Táncszínház ügyvezető igazgatója
- Farkas Boglárka újságíró, az ECHO TV volt vezérigazgatója
- Farkas Gábor Ybl Miklós-díjas építészmérnök, a Pécsi Tudományegyetem címzetes egyetemi tanára
- Görbe László, a kecskeméti Szentháromság Plébánia plébánosa, a budapesti Szent Margit Gimnázium nyugalmazott igazgatója
- Hajós Péter vegyészmérnök, a Pannon Egyetem Mérnöki Kar Kémia Intézete Analitikai Kémia Intézeti Tanszékének nyugalmazott egyetemi docense
- Ibragimov Ikram Ibragimovich, a Hamkorbank elnök-tulajdonosa
- Jámborné Benkei Ildikó, a Kossuth Rádió kiemelt szerkesztő-műsorvezetője, a Vasárnapi Iskola Alapítvány alapítója
- Járányi Zsuzsanna érsebész, a Semmelweis Egyetem Városmajori Szív- és Érgyógyászati Klinikája Érsebészeti Tanszékének nyugalmazott egyetemi docense,
- dr. Jarosław Szarek történész, a varsói Nemzeti Emlékezet Intézetének elnöke
- José Luis Orella Martínez, a CEU San Pablo Egyetem és a spanyolországi Nemzeti Távoktatási Egyetem egyetemi tanára
- Dr. Jung László EGERERDŐ Zrt. vezérigazgatója
- Kismartony Katalin, az Eötvös Loránd Tudományegyetem Tanító- és Óvóképző Kara Ének-zenei Tanszékének egyetemi docense, a Wéber István Női Kar kórusvezetője
- Kocziszky György, a Miskolci Egyetem Gazdaságtudományi Kar Világ- és Regionális Gazdaságtan Intézete Regionális Gazdaságtan Tanszékének egyetemi tanára
- dr. Kolláth Anna, a Maribori Egyetem Bölcsészettudományi Kara Magyar Nyelv és Irodalom Tanszékének egyetemi tanára
- Koncz Tibor zeneszerző, zongorista, dobos
- Koren Tamás táncművész, balettmester, a Magyar Táncművészeti Egyetem Táncművészképző Intézete Klasszikus Balett Tanszékének professor emeritusa
- Kovács István Liszt Ferenc-díjas operaénekes
- Kővári Edit, az Autisták Országos Szövetségének elnöke
- Kraitz Gusztáv szobrászművész
- dr. Lipthay Erzsébet nyugalmazott gyermekorvos, a Szilágyi Erzsébet Nőegylet, a Pro Arte et Natura Alapítvány és az Iparművészeti Múzeum Baráti Kör társalapítója
- Maczkó Mária népdalénekes, a turai Bartók Béla Művelődési Ház és Könyvtár művészeti vezetője
- Magay Tamás lexikográfus, a Károli Gáspár Református Egyetem nyugalmazott egyetemi tanára
- Magó Gábor Gyula nyugalmazott pedagógus, a Katolikus Diáksportért Alapítvány kuratóriumi elnöke, a Katolikus Iskolák Diák Sportszövetségének alapítója és tiszteletbeli elnöke
- Malcolm Gillies, az Australian National University professor emeritusa, a King’s College London tudományos főmunkatársa
- Menachem Margolin, az Európai Zsidó Szövetség alapító elnöke
- Mészárosné Darvay Sarolta, az Eötvös Loránd Tudományegyetem Tanító- és Óvóképző Kara Természettudományi Tanszékének tanszékvezető egyetemi docense
- Mikó Zsuzsanna, a Magyar Nemzeti Levéltár általános főigazgató-helyettese
- Molnár Tamás képzőművész, író, publicista, az Inconnu művészcsoport alapítója
- dr. Nagy Barnabás, a Magyar Tudományos Akadémia Agrártudományi Kutatóközpontja Növényvédelmi Intézetének nyugalmazott tudományos tanácsadója, a Magyar Természettudományi Múzeum munkatársa
- dr. Nemcsók János, a biológiai tudomány doktora, a Szegedi Tudományegyetem Természettudományi és Informatikai Kar Biológiai Intézete Biokémiai és Molekuláris Biológiai Tanszékének egyetemi tanára
- dr. Oláh Vilmos nyugalmazott sebész főorvos
- Pearman Katalin, Magyarország seattle-i tiszteletbeli konzulja, a Washingtoni Magyar Amerikai Szövetség korábbi alelnöke
- Péterffy Kund, az Ausztráliai Magyar Református Egyház – Új-Dél-Walesi és Australian Capital Territory-i Egyházkerületének lelkésze
- Phillip Aronoff, Magyarország volt houstoni tiszteletbeli főkonzulja és tiszteletbeli külgazdasági tanácsosa
- Politidu Márta, az Országgyűlés Hivatalának szakértője
- Rácz Lajos olimpiai ezüstérmes, világ- és kétszeres Európa-bajnok birkózó, mesteredző
- Ramón Pérez-Maura García, az ABC spanyol napilap igazgatóhelyettese
- Rostás László Ybl Miklós- és Pro Architectura díjas építész, Miskolc Megyei Jogú Város volt főépítésze
- Dr. Sajtos István, a Budapesti Műszaki és Gazdaságtudományi Egyetem Építészmérnöki Kara Szilárdságtani és Tartószerkezeti Tanszékének tanszékvezető egyetemi docense
- Schumacher István a VERGA Veszprémi Erdőgazdaság Zrt. nyugalmazott vezérigazgatója, a Zirci Erdészet volt igazgatója
- Szalay Tihamér Ybl Miklós-díjas építész, az MD Studio Építész Iroda vezető tervezője
- Székely Mózes fizikus-szociálpszichológus, a Magyar Egyetemi-Főiskolai Sportszövetség főtitkára, a Felsőoktatási Tervezési Testület korábbi elnöke, az Eötvös Loránd Tudományegyetem Pedagógiai és Pszichológiai Karának tudományos főmunkatársa, tízszeres ironman,
- Szarvas József Jászai Mari-díjas színművész, érdemes és kiváló művész, a Magyar Művészeti Akadémia rendes tagja
- Szólláth Tibor Zoltán, Hajdúnánás város polgármestere, a Nemzeti Agrárgazdasági Kamara Hajdú-Bihar megyei elnöke, volt országgyűlési képviselő
- Szűcs Antal Gábor zeneszerző, a Skorpió és a Dinamit együttes gitárosa, a Latin Duó tagja
- Szőnyi János birkózó mesteredző, egykori szövetségi kapitány, a Magyar Birkózó Szövetség Bajnokok és Mesteredzők Bizottságának elnöke,
- Takeucsi Kacuhiko, a Denso Corporation ügyvezető igazgatója
- dr. Tóth László István, Magyarország durbani tiszteletbeli konzulja
- Vácity József, az egri Markhot Ferenc Oktatókórház és Rendelőintézet főigazgatója,
- dr. Vágó Attila, Lukácsháza község alpolgármestere, a Vas Megyei Közgyűlés volt alelnöke
- Viktor Anatoljevics Rizsakov rendező, színészpedagógus, díszlet- és jelmeztervező
- Wácz Katalin, a Raoul Wallenberg Egyesület tiszteletbeli elnökségi tagja
- Zachar Péter Krisztián, a Nemzeti Közszolgálati Egyetem Nemzetközi és Európai Tanulmányok Kara Nemzetközi Kapcsolatok és Diplomácia Tanszékének tanszékvezető egyetemi docense, a Keresztény Értelmiségiek Szövetsége Budapest-belvárosi csoportjának elnöke
- Ziemowit Koźmiński, a Varsói Királyi Vár – Múzeum igazgatóhelyettese

### 2018

#### 2018. március 15.
- Ádók János, a Csongrád Megyei Közgyűlés alelnöke
- Antalné Dr. Szabó Ágnes, az Eötvös Loránd Tudományegyetem Bölcsészettudományi Kar Magyar Nyelvtudományi és Finnugor Intézete Mai Magyar Nyelvi Tanszéke egyetemi docense, az Eötvös Loránd Tudományegyetem Bölcsészettudományi Kara Szakmódszertani Központja vezetője
- Árkossy István festő- és grafikusművész, író
- Babos Tímea világbajnok és Grand Slam-győztes teniszező
- Dr. Baji Balázs világbajnoki bronzérmes és Európa-bajnoki ezüstérmes gátfutó
- Bak Julianna, az ÉSZAKERDŐ Erdőgazdasági Zrt. közgazdasági vezérigazgató-helyettese, az Országos Erdészeti Egyesület Ellenőrző Bizottságának elnöke,
- Dr. Barla-Szabó Gábor, a dél-afrikai United Seeds növénynemesítési, vetőmagkutatási és termelési igazgatója, a Fitorex Kft. társtulajdonosa, a Szent István Egyetem címzetes egyetemi tanára,
- Dr. Birkner Zoltán, a Pannon Egyetem Nagykanizsai Kampuszának igazgatója, egyetemi docens
- Dr. Bisztray György Dénes kertészmérnök, a Szent István Egyetem Kertészettudományi Kara Szőlészeti Tanszékének egyetemi tanára
- Borbély Lajos, a Bács-Tér Építésziroda Bt. ügyvezetője, vezető építész-tervezője, a Bács-Kiskun Megyei Építész Kamara volt elnöke
- Csermely György táncművész, táncpedagógus, producer, a Váci Jeszenszky® Balett alapító igazgatója
- Csermely Péter, a torontói Rákóczi Alapítvány kuratóriumának tagja, a Külföldi Magyar Cserkészszövetség torontói Árpád Vezér Cserkészcsapatának tagja
- Dévény Mária zenei szerkesztő, rendező, a Magyar Rádió nyugalmazott zenei munkatársa, a Magyar Rádió örökös tagja, a Magyar Katolikus Rádió Kulturális Szerkesztőségének alapító tagja
- Dr. Dézsiné Szentes Veronika, a győri Petz Aladár Megyei Oktató Kórház haemodinamikai laboratóriuma vezető asszisztense
- Domokos András Levente világ- és Európa-bajnok vitorlázó
- Fehér Anna, a Vakok Batthyány László Római Katolikus Gyermekotthona, Óvoda, Általános Iskola igazgatója
- Fidel László olimpiai ezüstérmes, ötszörös világbajnok kajakos
- Földesi József újságíró, szerkesztő, a Kalangya Kkt. tulajdonosa
- Fucsovics Márton Európa-bajnok teniszező
- Fűzy Gábor énekes-zongorista
- Dinnyés József zeneszerző, előadóművész
- Dr. Gerstner Károly, a Pázmány Péter Katolikus Egyetem Bölcsészet- és Társadalomtudományi Kar Magyar Nyelv- és Irodalomtudományi Intézete Magyar Nyelvészeti Tanszéke egyetemi docense, a Magyar Tudományos Akadémia Nyelvtudományi Intézete tudományos főmunkatársa
- Gordos Árpád közgazdász, diplomata, európai uniós szakértő
- Gulyás Márta Liszt Ferenc-díjas zongoraművész, a Liszt Ferenc Zeneművészeti Egyetem Kamarazene Tanszékének egyetemi docense, a madridi Szófia Királyné Zeneakadémia kamarazene-professzora
- Dr. Hahner Péter, a Pécsi Tudományegyetem Bölcsészettudományi Kar Történettudományi Intézete Újkortörténeti Tanszékének egyetemi docense, a Történelemoktatók Szakmai Egyesületének alelnöke
- Dr. Héjj Gábor István, az Országos Reumatológiai és Fizioterápiás Intézet nyugalmazott főigazgató-helyettese, a Módszertani és Minőségbiztosítási Osztály nyugalmazott osztályvezetője
- Dr. Heltainé Dr. Nagy Erzsébet, a Magyar Tudományos Akadémia Nyelvtudományi Intézetének tudományos főmunkatársa, a Károli Gáspár Református Egyetem Magyar Nyelvtudományi Tanszékének egyetemi docense
- Herman István Ervin, volt országgyűlési képviselő, a Grafotip Reklám és Kereskedelmi Kft. ügyvezető igazgatója, a Heves Megyei Kereskedelmi és Iparkamara kézműves alelnöke
- Dr. Hornyánszky Zoltán, az egykori Hotel Duna Intercontinental szálloda volt vezérigazgató-helyettese
- Horváth Imre, a Székesfehérvári Egyházmegye nyugalmazott plébánosa, címzetes apát, főesperes és kanonok
- Dr. Kiczenko Judit, a Pázmány Péter Katolikus Egyetem Bölcsészettudományi Kara Magyar Irodalomtudományi Intézetének nyugalmazott egyetemi docense
- Dr. Kocsi Emília, a Nemzeti Élelmiszerlánc-biztonsági Hivatal Borászati és Alkoholos Italok Igazgatóságának nyugalmazott igazgatóhelyettese,
- Korioth, Daniel – a Robert Bosch Kft. ügyvezető igazgatója, a magyarországi Bosch csoport vezetője
- Kormos Valéria újságíró
- Dr. Kosztolányi József, a Szegedi Tudományegyetem Természettudományi és Informatikai Kar Bolyai Intézete Analízis Tanszékének egyetemi docense
- Kovács Gergely okleveles posztulátor, a Magyarországi Mindszenty Alapítvány képviselője
- Kovácsné Schulteisz Margit, a Gemenci Erdő- és Vadgazdaság Zrt. vezérigazgató-helyettese,
- Kökényessy Ági színművész
- Dr. Krankovics István, a Kravtex-Kühne Csoport ügyvezető igazgatója
- Lengyel Zoltán, újságíró, a Kistermelők Lapja főszerkesztője,
- Magyar Anna, a Csongrád Megyei Közgyűlés alelnöke, az Európa Tanács Helyi és Regionális Önkormányzatok Kongresszusa alelnöke
- Majthényi Szabolcs világ- és Európa-bajnok vitorlázó
- Dr. Murányi László, az 1956-os Magyarok Világszövetségének alelnöke, a Magyar Televízió volt főszerkesztője
- Nagy Péter, a Budapest-Budafoki Református Egyházközség lelkipásztora
- Dr. Németh István, az Eötvös Loránd Tudományegyetem Savaria Egyetemi Központ szombathelyi koordinációs rektorhelyettese, az Eötvös Loránd Tudományegyetem Természettudományi Kar Fizikai Intézet Savaria Fizikai Tanszékének egyetemi docense
- Dr. Nováki Gyula muzeológus, a Magyar Mezőgazdasági Múzeum nyugalmazott főosztályvezető-helyettese
- Dr. Orosi Piroska, a Debreceni Egyetem Klinikai Központja Kórházhigiénés Osztályának osztályvezető higiénikus főorvosa, egyetemi docens
- Dr. Pataki Béla József, a Budapesti Műszaki és Gazdaságtudományi Egyetem Villamosmérnöki és Informatikai Kara Méréstechnika és Információs Rendszerek Tanszékének egyetemi docense
- Pánti Ildikó Anna, a Karcag Városi Önkormányzat Képviselő-testületének tagja, a karcagi Györffy István Katolikus Általános Iskola nyugalmazott igazgatója,
- Pétery István nyugalmazott építészmérnök, volt cserkész rajparancsnok
- Pinczinger József karvezető, zeneszerző, az Amor Sanctus énekegyüttes volt vezetője
- Pintér Lajos József Attila-díjas költő, a Forrás című irodalmi folyóirat szerkesztője
- Dr. Radics Éva karnagy, zenetörténész, a Gráci Zeneművészeti Egyetem tanára
- Rákay Philip kommunikációs és médiaszakember, televíziós műsorvezető, producer, a Magyar Televízió volt vezérigazgató-helyettese
- Richter Ilona Munkácsy Mihály-díjas grafikusművész, tudományos illusztrátor
- Dr. Sándor Tamás, a Semmelweis Egyetem II. sz. Sebészeti Klinikájának önkéntes segítője, egyetemi magántanár
- Stauder Mária bibliográfus, a Magyar Tudományos Akadémia Bölcsészettudományi Kutatóközpont Irodalomtudományi Intézete Bibliográfiai Osztálya vezetője, tudományos munkatársa
- Sebestyén Ilona könyvkiadó, a Nap Kiadó igazgatója
- Simon András grafikusművész
- Dr. Sólyomvári Károly gépészmérnök, a Budapesti Műszaki és Gazdaságtudományi Egyetem Gépjárműtechnológia Tanszékének nyugalmazott egyetemi adjunktusa, címzetes egyetemi docens
- Sütő Lászlóné, a Szivárvány Közös Igazgatású Óvoda és Bölcsőde, Egységes Óvoda-Bölcsőde és Óvoda Intézményének vezetője
- Szabó György gyógynövényszakértő, "a bükki füvesember"
- Száraz Miklós György József Attila-díjas író
- Dr. Szieberth István, a volt Budapest Fővárosi, majd a Pest Megyei Állategészségügyi és Élelmiszer-ellenőrző Állomás nyugalmazott igazgató-főállatorvosa, a Magyar Állatorvosok Világszervezetének elnöke,
- Szombathy Bálint költő, kritikus, képzőművész, művészeti író, multimediális művész
- Szőnyi Ferenc triatlonista, ultrafutó, ironman, összetett ultratriatlon-világbajnok
- Szűcs Gábor, néptáncművész, koreográfus, a Jászság Népi Együttes művészeti vezetője, a Csángó Fesztivál – Kisebbségek Folklór Fesztiválja igazgatója
- Tallai Gábor író, újságíró, a Terror Háza Múzeum programigazgatója, a Fiatal Írók Szövetségének alapító tagja
- Tarján Levente, a bajai Szent László Általános Művelődési Központ nyugalmazott igazgatója,
- Torda József Ferencné Dr. Petneházy Judit Zsuzsanna, a Magyar Polgári Együttműködés Egyesület alelnöke, alapító tagja
- Dr. Tóth Etelka, a Károli Gáspár Református Egyetem Tanítóképző Főiskolai Kara Pedagógiai Intézetének főiskolai docense, az Eötvös Loránd Tudományegyetem Bölcsészettudományi Kar Magyar Nyelvtudományi és Finnugor Intézete Mai Magyar Nyelvi Tanszékének főiskolai docense
- Varga Zoltán koreográfus, a Cédrus Táncegyüttes művészeti vezetője
- Dr. Veress Árpád, a Budapesti Műszaki és Gazdaságtudományi Egyetem Közlekedésmérnöki és Járműmérnöki Kara Vasúti Járművek, Repülőgépek és Hajók Tanszékének egyetemi docense
- Dr. Veszprémi Béla szülész-nőgyógyász szakorvos, klinikai genetika szakorvos, a Pécsi Tudományegyetem Klinikai Központja Szülészeti és Nőgyógyászati Klinikájának egyetemi docense, a Prenatális Diagnosztikai Központ vezetője
- Villányi László József Attila-díjas költő, a győri Műhely című folyóirat főszerkesztője
- Zelinka Tamás, a Parlando című zenepedagógiai folyóirat felelős szerkesztője
- Zimányi Árpád, az Eszterházy Károly Egyetem Bölcsészettudományi Kara Magyar Nyelvészeti Tanszéke főiskolai tanára

### 2017.
Polgári tagozat
- Amos J. Hochstein, az Amerikai Egyesült Államok Külügyminisztériumának energiaügyekért felelős különmegbízottja[41]

2017. március 15.
- dr. Bachmann Bálint, a Pécsi Tudományegyetem Műszaki és Informatikai Karának dékánja, egyetemi tanár
- Bakó Annamária, a Litea Könyvesbolt és Teázó vezetője
- Balázs Oszkár előadóművész, zeneszerző, zenetanár, hangszerkészítő, a Budapesti Ütőegyüttes alapítója és művészeti vezetője
- Bánfi Péter János, a Szombathelyi Evangélikus Egyházközség világi vezetője, felügyelője, a Dominó Trans Kft. alapítója és nyugalmazott ügyvezetője
- Barna Zoltán előadóművész, a Bojtorján együttes dobosa
- dr. Bartha Csilla nyelvész, a Magyar Tudományos Akadémia Nyelvtudományi Intézetének tudományos tanácsadója, az Eötvös Loránd Tudományegyetem Bölcsészettudományi Kar Magyar Nyelvtudományi és Finnugor Intézete Mai Magyar Nyelvi Tanszékének habilitált egyetemi docense
- dr. Battistig Gábor villamosmérnök, a Magyar Tudományos Akadémia Energiatudományi Kutatóközpontja Műszaki Fizikai és Anyagtudományi Intézetének tudományos főmunkatársa, az Intézet Mikrotechnológiai Osztályának vezetője
- Bércziné dr. Molnár Judit, a Fővárosi Főügyészség osztályvezető ügyésze, címzetes fellebbviteli főügyészségi ügyész
- dr. Biró Friderika, a szentendrei Szabadtéri Néprajzi Múzeum nyugalmazott főmuzeológusa és volt megbízott főigazgató-helyettese
- Borbás Mária televíziós szerkesztő-műsorvezető
- Buchwarth László előadóművész, a Bojtorján együttes gitárosa
- Budai Ferenc, a törökszentmiklósi Székács Elemér Mezőgazdasági és Élelmiszeripari Szakképző Iskola és Kollégium igazgatója
- dr. Cserba Lajos, a Borsod-Abaúj-Zemplén Megyei Ügyvédi Kamara elnöke, a Magyar Jogász Egylet elnökségének tagja
- Diósi András nyugalmazott vízépítő mérnök
- Dobos András, a Miskolci Görögkatolikus Egyházmegye papja, a Magyarországi Apostoli Nunciatúra volt másodtitkára
- dr. Dobos László, a VERITAS Történetkutató Intézet nyugalmazott főigazgató-helyettese, a Jászok Egyesületének ügyvivője
- Dobos Menyhért, a Duna Médiaszolgáltató Nonprofit Zrt. vezérigazgatója, az MTVA volt tartalom-előállítási vezérigazgató-helyettese
- Dráfi Kálmán Liszt Ferenc-díjas zongoraművész, a Liszt Ferenc Zeneművészeti Egyetem Billentyűs és Akkordikus Hangszerek Tanszékének tanszékvezető egyetemi tanára
- dr. Fischl Vilmos evangélikus lelkész, a Magyarországi Egyházak Ökumenikus Tanácsának főtitkára
- Fodor Artur kürtművész, a Magyar Rádió Szimfonikus Zenekarának volt tagja
- Gyaraki József, a REGIO Játékkereskedelmi Kft. alapító tulajdonosa és ügyvezetője
- Győri László József Attila-díjas költő, prózaíró, bibliográfus
- Hornung Judit Anna, a Legfőbb Ügyészség csoportvezetője
- dr. Horváth József, a Nemzeti Közszolgálati Egyetem főtitkára
- Jobbágy Valér Liszt Ferenc-díjas karnagy, a Liszt Ferenc Zeneművészeti Egyetem tanára, a Szekszárdi Madrigálkórus, a Schola Cantorum Sopianensis és a Pécsi Székesegyház Palestrina Kórusának vezetője
- dr. Juhász András, az Eötvös Loránd Tudományegyetem Természettudományi Kar Fizikai Intézete Anyagfizikai Tanszékének nyugalmazott egyetemi docense
- Juhász János, a csengeri Szamos Cipőipari Kft. ügyvezető igazgatója
- Kabay Sándor, a Közép-Duna-völgyi Vízügyi Igazgatóság nyugalmazott igazgatója
- dr. Kemecsi Lajos, a Néprajzi Múzeum főigazgatója, a Hungarikum Bizottság Kulturális Örökség Szakbizottságának elnöke
- Kemény Győző muzsikus, producer, a Bojtorján együttes alapítója
- dr. Kőrös András, a Kúria nyugalmazott tanácselnöke, az Eötvös Loránd Tudományegyetem Állam- és Jogtudományi Karának címzetes egyetemi docense, a Nemzetközi Családjogi Társaság tagja
- Létay Kiss Gabriella operaénekes
- Lovas Attila, a Közép-Tisza-vidéki Vízügyi Igazgatóság igazgatója, a Magyar Hidrológiai Társaság Szolnoki Területi Szervezetének vezetője
- dr. Lovász Emese régész, a Magyar Régész Szövetség alapító tagja
- Magyar Éva ötvösművész, restaurátor részére, a kárpátaljai magyarság megmaradása, anyanyelvének és kultúrájának megőrzése, valamint hitéletének gazdagítása érdekében végzett odaadó lelkészi szolgálata és közösségépítő tevékenysége elismeréseként
- Magyar Gergely ferences szerzetes, a Nagyszőlősi Ferences Rendház házfőnöke, nagyszőlősi plébános
- Magyar József, a HUNGERIT Baromfifeldolgozó és Élelmiszeripari Zrt. elnöke
- dr. Mangel László Csaba orvos, a Magyar Onkológusok Társaságának elnöke, a Pécsi Tudományegyetem Általános Orvosi Kara és Klinikai Központja Onkoterápiás Intézetének igazgatója, egyetemi docense
- Molitórisz Károly, az Univer-Product Zrt. vezérigazgatója
- Nagy Csaba tárogatóművész, a Rákóczi Tárogató Egyesület alapító elnöke
- Oláh Csaba, a Vadászati Kulturális Egyesület elnöke
- Papanek László, a Közép-Duna-völgyi Vízügyi Igazgatóság Árvízvédelmi és Folyógazdálkodási Osztályának vezetője
- Péter Imre, a Karácsony Sándor Művelődési Társaság elnöke, a Földesi Nagyközségi Népfőiskolai Egyesület egyik alapítója
- dr. Philipp Ernst Gudenus, a belvárosi Szent Anna Templom templomigazgatója, a Pázmány Péter Katolikus Egyetem Kánonjogi Posztgraduális Intézetének egyetemi docense
- Pomázi Zoltán zeneszerző, dalszövegíró, a Bojtorján együttes énekes-gitárosa
- Sági Lajos, a Kiskunmajsa-Kígyóspusztai Lelkészség nyugalmazott plébánosa, a Hit és Kultúra Alapítvány alapítója
- dr. Sándor István, az Eötvös Loránd Tudományegyetem Állam- és Jogtudományi Kara Római Jogi és Összehasonlító Jogtörténeti Tanszékének habilitált egyetemi docense
- dr. Simonyi Sándor, a TRIGON Electronica Fejlesztő és Szolgáltató Kft. ügyvezető igazgatója, a Miskolci Egyetem Gép- és Terméktervezési Intézetének címzetes docense
- dr. Szeredi Péter állami díjas matematikus, a Budapesti Műszaki és Gazdaságtudományi Egyetem Villamosmérnöki és Informatikai Kara Számítástudományi és Információelméleti Tanszékének címzetes egyetemi tanára
- Szőke László, a Honvédelmi Minisztérium Rehabilitációs Bizottságának volt elnöke
- Takács Zoltán, a mezőtúri TAKÖV Transz Hungária Kft. ügyvezető igazgatója
- Timár Judit földrajztudós, a Magyar Tudományos Akadémia Közgazdaság és Regionális Tudományi Kutatóközpontja Regionális Kutatások Intézetének tudományos főmunkatársa
- Tompa Mária, a Szentkuthy Miklós Alapítvány kuratóriumi elnöke
- dr. Tóth Ernő János nyugalmazott okleveles építőmérnök és szakmérnök, a Budapesti Műszaki Egyetem Út- és Vasútépítési Tanszékének volt óraadó tanára
- dr. Verebics János egyetemi docens, a Páneurópa Jogász Unió elnökhelyettese és Európai Magánjogi Szekciójának vezetője, a Magyar Jogász Egylet Civilisztikai Szakosztályának elnöke
- Vörös Andor előadóművész, zeneszerző, a Bojtorján együttes billentyűse
- Vörös Imre András, a Magyar Sarutlan Kármelita Rendtartomány tartományfőnöke

Katonai tagozat
- Börcsök András ezredes, a Katonai Nemzetbiztonsági Szolgálat igazgatója
- dr. Farkas László rendőr dandártábornok, a Nemzeti Védelmi Szolgálat Közigazgatási Szervek Védelmi Szolgálata Igazgatóságának igazgatója, rendőrségi főtanácsos
- dr. Fekecs Dénes nyugállományú rendőr ezredes, az Országos Polgárőr Szövetség gazdasági és pénzügyi elnökhelyettese, a Bács-Kiskun Megyei Polgárőr Szervezetek Szövetségének elnöke
- Huszár Tibor tűzoltó ezredes, a Csongrád Megyei Katasztrófavédelmi Igazgatóság igazgatóhelyettese, tűzoltósági főtanácsos
- Schmidt Zoltán dandártábornok, a Magyar Honvédség Összhaderőnemi Parancsnokság logisztikai erők főnöke, parancsnok-helyettes
- dr. Sticz László ezredes, a Honvéd Vezérkar Haderőtervezési Csoportfőnökségének csoportfőnök-helyettese
- Szívos István ezredes, a Magyar Honvédség Összhaderőnemi Parancsnokságának személyzeti főnöke
- Tóbis Gábor Béla tűzoltó ezredes, a Borsod-Abaúj-Zemplén Megyei Katasztrófavédelmi Igazgatóság gazdasági igazgatóhelyettese, tűzoltósági főtanácsos
- Vass Sándor dandártábornok, a Honvéd Vezérkar Híradó, Informatikai és Információvédelmi Csoportfőnökségének csoportfőnöke

#### 2017. augusztus 20.[42]
- Ajtós József László, címzetes prépost, esperes, Paloznak, Felsőörs plébánosa, a Veszprémi Főegyházmegye papja,
- Almási-Tóth András rendező, a Liszt Ferenc Zeneművészeti Egyetem Ének Tanszékének egyetemi docense, az Opera Program vezetője,
- Bálintné Füleky Jolán, az Országos Nyugdíjbiztosítási Főigazgatóság Nyugdíjfolyósító Igazgatóságának szaktanácsadója,
- Bársony Farkas üzletember,
- Becker György László, az ERFO Közhasznú Nonprofit Kft., a Kézmű Közhasznú Nonprofit Kft. és a FŐKEFE Közhasznú Nonprofit Kft. vezérigazgatója,
- Benedek István Gábor író, újságíró, a Remény folyóirat főszerkesztője,
- Berczelly István Liszt Ferenc-díjas operaénekes, érdemes és kiváló művész, a Magyar Állami Operaház örökös tagja,
- Beregszászi Olga színművész, zeneszerző, előadóművész,
- Berkesi Gábor, a Budapest-Pozsonyi úti Református Egyházközség lelkipásztora, a budapesti Baár-Madas Református Gimnázium, Általános Iskola és Kollégium iskolalelkésze,
- Csere István, a Máriaremete-Hidegkúti Ökumenikus Általános Iskola igazgatója,
- Csernák István nyugalmazott lelkész, a Magyarországi Metodista Egyház korábbi szuperintendense,
- Dr. Csóka Levente, professzor, Soproni Egyetem
- Csima László, a Balatonfüred Kézilabda Sportjáért Közhasznú Egyesület Alapítvány elnöke, a Balatonfüredi KSE volt elnöke,
- Dávid Gábor István, a Stony Brook University kutatóprofesszora, a Debreceni Egyetem vendégprofesszora, a Magyar Tudományos Akadémia Wigner Fizikai Kutatóközpont külső munkatársa,
- Dékány Árpád Sixtus, a Zirci Ciszterci Apátság kiérdemesült főapátja,
- Dobszay Marton Benedek, a Magyarok Nagyasszonya Ferences Rendtartomány tartományfőnöke,
- Dorozsmai Péter előadóművész, a Korál együttes dobosa, a Tom-Tom Stúdió vezetője, a Tom-Tom Kiadó ügyvezető igazgatója,
- Fekete Tibor előadóművész, a Korál együttes és a Budapesti Operettszínház basszusgitárosa,
- Fischer László Tamás előadóművész, a Korál együttes szólógitárosa,
- Egerszegi Edit, a Berzsenyi Dániel Irodalmi és Művészeti Társaság ügyvezető titkára, Kaposvár Megyei Jogú Város Polgármesteri Hivatala Oktatási, Kulturális és Sport Igazgatóságának volt vezető főtanácsosa, kulturális főmunkatársa,
- Ember Csaba, a balassagyarmati Rózsavölgyi Márk Alapfokú Művészeti Iskola igazgatója, a Balassagyarmati Dalegylet elnök-karnagya,
- Dr. Enghy Sándor református lelkipásztor, a Sárospataki Református Teológiai Akadémia egyetemi tanára,
- Dr. Farkas Elek onkológus főorvos, belgyógyász, az esztergomi Vaszary Kolos Kórház Hospice Ápolási Osztályának nyugalmazott vezetője,
- Dr. Gaál Sándor, a Debreceni Református Hittudományi Egyetem Teológiai Intézet Missziói és Felekezettudományi Tanszékének egyetemi docense, a Tiszántúli Református Egyházkerület Nyírségi Egyházmegyéjének esperese,
- Hartmann Jozsefné Nagy Rózsa Klára egykori Gulag-fogoly,
- Dr. Horváth H. Attila, az Eötvös Loránd Tudományegyetem Pedagógiai és Pszichológiai Kar Neveléstudományi Intézetének egyetemi docense,
- Jávor Zoltán Árpád, a Pázmány Péter Katolikus Egyetem Bölcsészet- és Társadalomtudományi Kar Vitéz János Tanárképző Központ nyugalmazott főiskolai tanára,
- Dr. Kálmán Peregrin ferences szerzetes és plébános, a Mátraverebély-Szentkúti Nemzeti Kegyhely volt igazgatója,
- Kántor Pál, a hamiltoni Kálvin János Magyar Református Egyház lelkésze, költő,
- Keresztes Ildikó előadóművész,
- Koltay Gergely zenész, zeneszerző, a Kormorán együttes alapító tagja,
- Kósa Géza, a Magyar Tudományos Akadémia Ökológiai Kutatóközpont osztályvezetője, a Nemzeti Botanikus Kert vezetője,
- Dr. Kucsera Tamás Gergely, a Magyar Művészeti Akadémia főtitkára,
- Lantosné Ducza Anikó olimpiai és világbajnoki bronzérmes tornász,
- Dr. Márkus Éva, az Eötvös Loránd Tudományegyetem Tanító- és Óvóképző Kar dékánhelyettese, egyetemi docens,
- Dr. Nagy Ferenc, a Szegedi Tudományegyetem Állam- és Jogtudományi Kar Bűnügyi Tudományok Intézetének egyetemi tanára,
- Nagy György, a Magyar Sportlövők Szövetségének elnöke,
- Nagyné Pintér Jolán, a GULÁG-okban Elpusztultak Emlékének Megörökítésére Alapítvány elnöke,
- Dr. Nyári István, a Szent János Kórház és Észak-budai Egyesített Kórházak Idegsebészeti Osztályának osztályvezető-helyettese, szakmai tanácsadója, a Semmelweis Egyetem Általános Orvostudományi Kar Idegsebészeti Tanszékének professzor emeritusa,
- Dr. Pák Gábor belgyógyász, gasztroenterológus, nefrológus, az esztergomi Vaszary Kolos Kórház volt orvosigazgatója, nyugalmazott osztályvezető főorvosa,
- Pálinkás Miklósné Dr., a Magyar Tudományos Akadémia Atommagkutató Intézetének volt gazdasági igazgatója,
- Dr. Perger Éva Ildikó, a Magyar Tudományos Akadémia Közgazdaság- és Regionális Tudományi Kutatóközpont Regionális Kutatások Intézetének tudományos főmunkatársa,
- Pozsgai Zsolt drámaíró, színházi és filmrendező, forgatókönyvíró, a Pátria Kiadó alapítója és vezetője,
- Rácz Árpád, a Rubicon Történelmi Magazin főszerkesztője,
- Radnai Jenő, a Magyar Katolikus Családegyesület alelnöke,
- Dr. Sátori Gabriella, a Magyar Tudományos Akadémia doktora, a Magyar Tudományos Akadémia Csillagászati és Földtudományi Kutatóközpontjának nyugalmazott tudományos tanácsadója,
- Dr. Stella Leontin kanonok, címzetes prépost, főesperes, a Máriabesnyői Nagyboldogasszony Bazilika plébánosa, a Mater Salvatoris Lelkigyakorlatos Ház igazgatója, a Váci Egyházmegye papja,
- Dr. Sütő Zoltán, a Kaposvári Egyetem Agrár- és Környezettudományi Kar Állattudományi Intézet Állattenyésztés-technológia és Menedzsment Tanszékének egyetemi tanára,
- Szalma László, a Magyar Atlétikai Szövetség alelnöke, a Testnevelési Egyetem Sportági Intézet Atlétika Tanszékének tanszékvezető egyetemi docense,
- Dr. Szentannai Pál, a Budapesti Műszaki és Gazdaságtudományi Egyetem Gépészmérnöki Kar Energetikai Gépek és Rendszerek Tanszékének tanszékvezető-helyettese, egyetemi docens,
- Dr. Szentváry-Lukács János Alfréd, a Magyar Cserkészszövetség volt ügyvezető elnöke és főtitkára, a Budapesti Műszaki és Gazdaságtudományi Egyetem nyugalmazott egyetemi adjunktusa,
- Török Ádám előadóművész, dal- és szövegíró, producer, a Mini zenekar vezetője,
- Dr. Ujváry Gábor történész-levéltáros, a Veritas Történetkutató Intézet tudományos főmunkatársa, intézet- és kutatócsoport-vezetője,
- Wettstein János, a Magyar Máltai Lovagok Szövetségének kancellárja.

### 2016

#### 2016. augusztus 20.
- Dr. Bajzik Gábor, neuroradiológus, a Kaposvári Egyetem Agrár- és Környezettudományi Kar, Diagnosztikai és Onkoradiológiai Intézetének igazgatója
- Dr. Baranyi Károly, fizikus, matematikus, a Semmelweis Orvostudományi Egyetem, a Pázmány Péter Katolikus Egyetem, valamint a szegedi Gál Ferenc Hittudományi Főiskola volt tanára, a Nemzeti Pedagógus Műhely elnöke
- Dr. Bars Ruth, a Budapesti Műszaki és Gazdaságtudományi Egyetem Automatizálási és Alkalmazott Informatikai Tanszékének címzetes egyetemi tanára
- Bayer Zsolt, író, újságíró, szerkesztő, a Magyar Hírlap munkatársa
- Dr. Csőke Barnabás, a Miskolci Egyetem Műszaki Földtudományi Kar, Nyersanyag-előkészítési és Környezeti Eljárástechnikai Intézetének professor emeritusa
- Deák Miklósné, a Jász-Nagykun-Szolnok Megyei Kormányhivatal Foglalkoztatási Főosztályának nyugalmazott vezetője[43]
- Deme Tamás PhD, költő, művelődéskutató, kultúraszervező, a Pázmány Péter Katolikus Egyetem Vitéz János Kar, Andragógia Tanszékének nyugalmazott egyetemi docense, a Károli Gáspár Református Egyetem óraadó tanára
- Dessewffy László, publicista, a Magyar Máltai Szeretetszolgálat alapító ügyvezető alelnöke, a Magyar Katolikus Újságírók Szövetségének örökös tagja
- Dr. Döbrössy János, az Eötvös Loránd Tudományegyetem Tanító- és Óvóképző Kar, Ének-zenei Tanszékének tanszékvezető egyetemi docense
- Dr. Gál Tibor, a Budapesti Műszaki és Gazdaságtudományi Egyetem Villamosmérnöki és Informatikai Kar, Automatizálási és Alkalmazott Informatikai Tanszékének címzetes egyetemi tanára
- Galbács Gábor, kémikus, az MTA doktora, a Szegedi Tudományegyetem Természettudományi és Informatikai Kar, Szervetlen és Analitikai Kémiai Tanszékének tanszékvezető egyetemi docense
- Gerencsér Etelka, a müncheni Széchenyi Kör vezetőségi tagja
- Gergely Lajos PhD a Debreceni Egyetem Általános Orvostudományi Kar, Belgyógyászati Intézet Haematológiai Nem Önálló Tanszékének egyetemi docense
- Gittai István, költő, író, újságíró
- Gyarmati György, történész, az MTA doktora, az Állambiztonsági Szolgálatok Történeti Levéltárának főigazgatója, a Pécsi Tudományegyetem Bölcsészettudományi Kar, Történettudományi Intézet Modern Történeti Tanszékének egyetemi tanára
- Dr. Győri Lajos, a Magyar Tudományos Akadémia Csillagászati és Földtudományi Kutatóközpont, Konkoly Thege Miklós Csillagászati Intézet Napfizikai Obszervatóriumának nyugalmazott tudományos főmunkatársa
- Dr. Györök György, villamosmérnök, az Óbudai Egyetem Alba Regia Műszaki Karának dékánja
- Hirth Ferenc, a pécsi KONTAKT-ELEKTRO Ipari, Kereskedelmi Kft. ügyvezetője[43]
- Dr. habil. Iványi Miklósné PhD, villamosmérnök, az MTA doktora, a Pécsi Tudományegyetem Műszaki és Informatika Karának professor emeritája, a Pollack Periodica című tudományos folyóirat társszerkesztője
- Dr. Kovács József Gábor, gépészmérnök, a Budapesti Műszaki és Gazdaságtudományi Egyetem Gépészmérnöki Kar, Polimertechnika Tanszékének tanszékvezető-helyettese, egyetemi docens, a Műanyagipari Mérnökök Egyesületének elnöke
- Dr. Kozma Gábor, geográfus, a Debreceni Egyetem Természettudományi és Technológiai Kar, Földtudományi Intézet Társadalomföldrajzi és Területfejlesztési Tanszékének tanszékvezető egyetemi docense
- Dr. Krasznai Zoltán, sejtbiológus, a Debreceni Egyetem Általános Orvostudományi Kar, Biofizikai és Sejtbiológiai Intézetének egyetemi docense
- Lakner Zoltán Lehel, a Szociálpolitikai Szemle főszerkesztője, a Pázmány Péter Katolikus Egyetem Bölcsészet- és Társadalomtudományi Kar, Szociológiai Intézetének nyugalmazott egyetemi adjunktusa
- Lilla Fourrier, a párizsi Alcyon – Külföldön Élő Magyarok Egyesülete alapítója és elnöke
- Ludmány András, a Magyar Tudományos Akadémia Csillagászati és Földtudományi Kutatóközpont nyugalmazott tudományos főmunkatársa
- Magyar Margit, szolfézs-zeneelmélet tanár, karvezető, a Budapest VI. kerületi Tóth Aladár Zeneiskola intézményvezetője és Ifjúsági Szimfonikus Zenekarának alapítója, a Liszt Ferenc Zeneművészeti Egyetem módszertan és gyakorlatvezető tanára
- Markos András, szociológus
- Dr. Meszéna György, matematikus, villamosmérnök, közgazdász, a Budapesti Corvinus Egyetem Közgazdaságtudományi Kar, Operációkutatás és Aktuáriustudományok Tanszékének professor emeritusa
- Modláné Görgényi Ildikó, a Nemzeti Munkaügyi Hivatal nyugalmazott főigazgató-helyettese, a Nemzeti Szakképzési és Felnőttképzési Intézet volt főigazgatója[43]
- Dr. Nagy Gergely, a Budapesti Műszaki és Gazdaságtudományi Egyetem Építészmérnöki Kar, Lakóépülettervezési Tanszékének címzetes egyetemi docense
- Papp Endre, címzetes kanonok, nyugalmazott plébános
- Pásztor Győző, olvasó-kanonok, címzetes prépost, a Váci Egyházmegye Dabas kerületi esperese, Dabas-Sári plébánosa és a Szent János Katolikus Általános Iskola spirituálisa
- Patkó Béla "Kiki", énekes, az Első Emelet zenekar frontembere
- Dr. Pethő László, szociológus, az Eötvös Loránd Tudományegyetem Pedagógiai és Pszichológiai Kar, Neveléstudományi Intézetének nyugalmazott egyetemi docense
- Dr. Rácz Pál, az Óbudai Egyetem Bánki Donát Gépész és Biztonságtechnikai Mérnöki Karának tudományos dékánhelyettese, az Anyag- és Gyártástudományi Intézet Anyagtechnológiai Intézeti Tanszékének egyetemi docense
- Dr. Röhlich Pál professor emeritus, az Anatómiai, Szövet- és Fejlődéstani Intézet nyugalmazott egyetemi tanára[44]
- Dr. Sári László, József Attila-díjas író, műfordító, tibetológus, a Kelet Könyvkiadó irodalmi vezetője
- Siklós László Sándor, az MTA doktora, a Magyar Tudományos Akadémia Szegedi Biológiai Kutatóközpont, Biofizikai Intézetének tudományos tanácsadója
- Szabadi Edit, Liszt Ferenc-díjas balettművész, Érdemes Művész, a Magyar Nemzeti Balett volt magántáncosa
- Dr. Szabados György, történész, az MTA–HIM–SZTE–MOL Magyar Medievisztikai Kutatócsoportjának tudományos főmunkatársa
- Szabó István Sándor, pedagógus, a kecskeméti Katona József Gimnázium igazgatója
- Szalai Zsuzsanna, az ipolytölgyesi Katolikus Szeretetszolgálat Szent Erzsébet Otthonának intézményvezetője
- Szász András, író, újságíró
- Dr. Szász Károly, a Csongrád Megyei Mellkasi Betegségek Szakkórháza, Kardiológia Rehabilitációs Osztályának főorvosa, a Magyar Kardiovaszkuláris Rehabilitációs Társaság volt elnöke
- Dr. Szelényi Zoltán, a Pécsi Tudományegyetem Általános Orvostudományi Kar, Transzlációs Medicina Intézetének professor emeritusa
- Szenthe Anna, a Kanadai Magyar Kulturális Tanács elnöke, a Kanadai Magyar Nők Országos Szövetségének alapítója és elnöke, a Diaszpóra Tanács kanadai társelnöke
- Szondy György, a nyíregyházi Arany János Gimnázium és Általános Iskola nyugalmazott címzetes igazgatója, a Nyíregyházi Vasutas Sport Club úszó szakosztályának volt vezetője, a Szabolcs Szatmár Bereg Megyei Úszó Szövetség volt elnöke, versenybíró
- Shane Tusup úszó, edző
- Vámos György, balettművész, koreográfus, a Budapesti Táncművészeti Főiskola tiszteletbeli professzora
- Winkler Barnabás, Ybl Miklós-díjas építész, a Budapesti Műszaki és Gazdaságtudományi Egyetem Építészmérnöki Karának címzetes egyetemi tanára

#### 2016. március 15.
Polgári tagozat
- Baráth Julianna, a Dunántúli Református Egyházkerület lelkipásztora, (külön határozat alapján: 85/2016. (III.17.) KE határozat kitüntetés adományozásáról),
- Bábiné Szottfried Gabriella, védőnői szolgálatért felelős volt miniszteri biztos, volt országgyűlési képviselő és polgármester,
- Dr. Bagoly Katalin, a pápai Gróf Esterházy Kórház és Rendelőintézeti Szakrendelő osztályvezető főorvosa,
- Bajári Levente, Harangozó Gyula-díjas balettművész, koreográfus, a Magyar Állami Operaház első magántáncosa,
- Dr. Balogh Zoltán, reumatológus főorvos, az egykori Állami Gyógyfürdőkórház nyugalmazott főigazgató főorvosa,
- Dr. Bánóczyné Dr. Paller Judit, az Állami Népegészségügyi és Tisztiorvosi Szolgálat Országos Tisztifőorvosi Hivatalának megbízott országos tisztifőorvosa,
- Bencsik András, újságíró, a Magyar Demokrata főszerkesztője,
- Dr. Bense Tamás, a Sanatio Art Gyermek, Háziorvosi, Egészségügyi, Kereskedelmi és Szolgáltató Kft. gyermekgyógyásza,
- Bonifert Katalin, Harangozó Gyula-díjas táncművész, a Duna Művészegyüttes táncos szólistája, női tánckari asszisztense,
- Boross Csilla, a Magyar Állami Operaház szerződéses operaénekese,
- Buda Attila, irodalomtörténész, bibliográfus, az Eötvös Loránd Tudományegyetem Bölcsészettudományi Kar, Magyar Irodalom és Kultúratudományi Intézet Toldy Ferenc Könyvtárának vezetője,
- Dr. Charaf Hassan, a Budapesti Műszaki és Gazdaságtudományi Egyetem Villamosmérnöki és Informatikai Kar, Automatizálási és Alkalmazott Informatikai Tanszékének tanszékvezető egyetemi docense,
- Dr. Cholnoky Győző Miklós, a Kisebbségkutatás című folyóirat alapító főszerkesztője, a Lucidus Kiadó ügyvezető igazgatója,
- Czebe Tünde, Harangozó Gyula-díjas táncművész, a Pécsi Balett balettmestere,
- Dr. Cs. Varga István, irodalomtörténész, író, szerkesztő, az Eötvös Loránd Tudományegyetem Bölcsészettudományi Kar, Magyar Irodalom- és Kultúratudományi Intézet Modern Magyar Irodalomtörténeti Tanszékének nyugalmazott egyetemi tanára,
- Dr. Cselik Zsolt, klinikai onkológus és sugárterápiás szakorvos, a Kaposvári Egyetem Egészségügyi Centrum, Diagnosztikai és Onkoradiológiai Intézetének főorvosa,
- Dr. Cseplák György, nyugalmazott bőrgyógyász főorvos,
- Cserta József, Harangozó Gyula-díjas táncművész, a Magyar Állami Operaház első magántáncosa,
- Csóka Péter, az ENSZ Élelmezésügyi és Mezőgazdasági Szervezete Erdészeti Részlegének osztályvezetője,
- Dégi András, a Magyar Politikai Foglyok Szövetsége Felügyelő Bizottságának elnöke,
- Dobosi Dániel borász, a szentantalfai Dobosi Pincészet tulajdonosa,
- Dr. Dubéczi Zoltán, a Magyar Nemzeti Bank Oktatási igazgatóságának vezetője, a Magyar Rektori konferencia főtitkára, a Szent István Egyetem Gazdaság- és Társadalomtudományi Karának címzetes egyetemi docense,
- Dr. Dúll Andrea Magdolna, az Eötvös Loránd Tudományegyetem Pedagógiai és Pszichológiai Kar, Pszichológiai Intézet Gazdaság- és Környezetpszichológia Tanszékének vezetője, egyetemi docens,
- Dunai Zoltán, a Stadler Trains Magyarország Kft. ügyvezető igazgatója,
- Endrédi Józsefné, a Budapesti Egyetemi Katolikus Gimnázium és Kollégium igazgatója,
- Dr. Erdős Zoltán, a Nemzeti Agrárkutatási és Innovációs Központ Gyümölcstermesztési Kutatóintézetének igazgatója, a Budapesti Corvinus Egyetem címzetes egyetemi docense,
- Farkas Zoltán "Batyu", Harangozó Gyula-díjas táncművész, koreográfus, érdemes művész, a Liszt Ferenc Zeneművészeti Egyetem Népzene Tanszékének oktatója, a Budapest Kortárs Táncfőiskola tanára,
- Dr. Feczné dr. Gál Edit, az Egri Járási és Nyomozó Ügyészség vezető ügyésze,
- Fekete Marianna, a Közép- és Kelet-európai Történelem és Társadalom Kutatásáért Közalapítvány gazdasági igazgatója,
- Fusz György, Ferenczy Noémi-díjas keramikusművész, szobrászművész, a Pécsi Tudományegyetem Művészeti Karának dékánhelyettese, egyetemi tanár,
- Fülöp Gergely római katolikus lelkipásztor,
- Dr. Gálla Zoltán, belgyógyász szakorvos, háziorvos,
- Dr. Gellérthegyi István, a Gellérthegyi Ügyvédi Iroda vezetője, a Nemzeti Közszolgálati Egyetem Közigazgatástudományi Doktori Iskolájának oktatója, egyetemi docens,
- Halmai László, a Magyarok Nagyasszonya Ferences Rendtartomány szerzetese, a Temesvári Pelbárt Ferences Gimnázium nyugalmazott tanára és kollégiumi nevelője,
- Dr. Hegedűs Ida, a Debreceni Egyetem Kardiológiai Intézet, Kardiológiai Klinika Ambulancia és Echokardiográfiás Laborának vezetője, egyetemi docens,
- Hoffman Pál, Tököl város polgármestere,
- Jamniczky Zsolt, az E.ON Hungária Zrt. igazgatósági tagja,
- Dr. Jánoska Ferenc, a Nyugat-magyarországi Egyetem Erdőmérnöki Karának oktatási dékánhelyettese, a Vadgazdálkodási és Gerinces Állattani Intézet egyetemi docense,
- Dr. Jordán Miklós, a Legfőbb Ügyészség Nemzetközi és Európai Ügyek Főosztályának nyugalmazott legfőbb ügyészségi ügyésze,
- Karger Kocsis László János, az Emberi Erőforrások Minisztériuma Sportért Felelős Államtitkári Kabinet sport-diplomáciai főtanácsadója,
- Kasza Lajos János, a Jász Plasztik Kft. ügyvezető igazgatója,
- Kékesi Mária, Liszt Ferenc-díjas táncművész, Kiváló és Érdemes művész,
- Láng Gusztáv, József Attila-díjas irodalomtörténész, kritikus,
- Dr. Lovászy László Gábor, az ENSZ Fogyatékossággal Élő Személyek Jogaival Foglalkozó Bizottság szakértője, az Európai Parlament akkreditált tanácsadója, (Semjén Zsolt adta át májusban[47])
- M. Román Béla, a Szolnoki Fiumei Úti Általános Iskola nyugalmazott igazgatója,
- Majoros Béla, a Csaba Metál Öntödei Zrt. tulajdonos vezérigazgatója,
- Menyhárt János, gitáros, dalszövegíró, zeneszerző,
- Dr. Mikó János, a Földművelésügyi Minisztérium Környezetügyért Felelős Helyettes Államtitkárságának nyugalmazott közigazgatási főtanácsadója,
- Nagy Feró, énekes, zeneszerző, dalszövegíró, a Beatrice és az Ős-Bikini frontembere,
- Nagy Gyula, a Szent István Egyetem Ybl Miklós Építéstudományi Kar, Építőmérnöki Intézetének főiskolai tanára, a Középiskolai Matematikai és Fizikai Lapok volt főszerkesztője,
- Nagy Miklós, a Nemzeti Információs Infrastruktúra Fejlesztési Intézet igazgatója,
- Dr. Nagy Károly, háziorvos,
- Nagy Róbert, a Nemzeti Infokommunikációs Szolgáltató Zrt. vezérigazgatói főtanácsadója,
- Dr. Németh Attila, a Nyírő Gyula Kórház Országos Pszichiátriai és Addiktológiai Intézet főigazgatója, a Magyar Pszichiátriai Társaság volt elnöke,
- Dr. Oborni Teréz, a Magyar Tudományos Akadémia Bölcsészettudományi Kutatóközpontja Történettudományi Intézetének tudományos főmunkatársa,
- Papp Gábor, Hévíz város polgármestere,
- Dr. Pesti Ferenc, gyógyszerész, volt országgyűlési képviselő,
- Pintér Katalin, a Gerbeaud cukrászda, az Onyx étterem és az Émile-Buda tulajdonos-ügyvezetője,
- Pongráczné dr. Csorba Éva, a Somogy Megyei Ügyvédi Kamara elnöke,
- Dr. Réthy László, a Gyermelyi Holding Zrt. igazgatósági tagja,
- Rományi László, iparművész, belsőépítész,
- Dr. Sánta Sándor, háziorvos, Makó város volt polgármestere,
- Serley Istvánné Pattantyús Anna Margit, Liszt Ferenc-díjas balettmester, a Budapesti Operettszínház koreográfus asszisztense,
- Dr. Szabó Csaba, az Eötvös Loránd Tudományegyetem Természettudományi Kara Kőzettani és Geokémiai Tanszékének egyetemi docense,
- Szabó Róza, az Oktatási Hivatal Szolnoki Pedagógiai Oktatási Központjának vezetője,
- Szabóné Csökmei Edit, a Törökszentmiklósi Református Egyházközség lelkésze, a Bethlen Gábor Református Általános Iskola vallástanára,
- Szalayné Farkas Julianna, a Jász-Nagykun-Szolnok Megyei Gyermekvédelmi Központ és Területi Gyermekvédelmi Szakszolgálat igazgatója,
- Téglásy Ferenc, filmrendező, szerkesztő,
- Dr. Temesi Mária, a Magyar Állami Operaház operanagykövete, Liszt Ferenc-díjas szerződéses operaénekese, a Szegedi Tudományegyetem Zeneművészeti Karának tanszékvezető professzora,
- Tóth Gy. László, politológus, publicista,
- Tóth János, a Magyar Olaj- és Gázipari Múzeum igazgatója,
- Tóth József Balázs Béla-díjas fotóművész, kiváló és érdemes művész, a Magyar Alkotóművészek Országos Egyesülete Fotóművészeti Tagozatának volt elnöke,
- Dr. Uhri László Imre, a Magyar Távhőszolgáltató Zrt. nyugalmazott vezérigazgatója, a Magyar Távhőszolgáltatók Szakmai Szövetségének nyugalmazott elnöke, az Európai Távhő Szövetség volt elnökségi tagja,
- Dr. Vajda Zsolt, a Kaposvári Egyetem címzetes egyetemi tanára, az Egyetem Egészségügyi Központjának igazgatóhelyettese, a Pécsi Tudományegyetem Általános Orvostudományi Kar, Idegsebészeti Klinikájának címzetes egyetemi docense,
- Váradi Zita, a Magyar Állami Operaház szerződéses operaénekese,
- Dr. Vörös Győző ókorkutató, egyiptológus, a Magyar Művészeti Akadémia tiszteletbeli tagja,
- Dr. Zalai Károly, gyógyszerész, a Magyar Gyógyszerészi Kamara főtitkára, a Richter Gedeon Gyógyszergyár Rt. PR és kommunikációs főmunkatársa.

Katonai tagozat
- Dr. Belső Lászlóné dr. Dombi Irén nyugállományú rendőrorvos ezredes, a Nemzeti Védelmi Szolgálat alapellátó főorvosa,
- Erdélyi István tűzoltó ezredes, a Komárom-Esztergom Megyei Katasztrófavédelmi Igazgatóság igazgatóhelyettese,
- Nagy József dandártábornok, a Katonai Nemzetbiztonsági Szolgálat főigazgató-helyettese,
- Dr. Pap Gyula ezredes, a Magyar Honvédség Összhaderőnemi Parancsnoksága Jogi Igazgatási és Repülésbiztonsági Osztályának vezetője,
- Piros Ottó ezredes, a Magyar Honvédség Rekreációs Kiképzési és Konferencia Központjának parancsnoka ,
- Rózsás József rendőr alezredes, a Veszprém Megyei Rendőr-főkapitányság Bűnügyi Igazgatósága Gazdaságvédelmi Osztályának osztályvezető-helyettese,
- Dr. Ruszin Romulusz ezredes, a Honvédelmi Minisztérium Honvéd Vezérkara Hadműveleti Csoportfőnökségének megbízott csoportfőnöke, a Szárazföldi Haderőnemi Osztály vezetője,
- Sándor Tamás ezredes, a Magyar Honvédség 2. Különleges Rendeltetésű Ezredének parancsnoka,
- Soltész András rendőr alezredes, a Borsod-Abaúj-Zemplén Megyei Rendőr-főkapitányság Edelényi Rendőrkapitányságának vezetője,
- Szabó András ezredes, a Magyar Honvédség Összhaderőnemi Parancsnoksága Parancsnoki Irodájának vezetője,
- Dr. Unger István Zoltán tűzoltó ezredes, a Vas Megyei Katasztrófavédelmi Igazgatóság gazdasági igazgatóhelyettese,
- Vörös Ferenc rendőr ezredes, a Fejér Megyei Rendőr-főkapitányság Rendészeti Igazgatóságának rendőrfőkapitány-helyettese.

### 2015

#### 2015. augusztus 20.
Polgári tagozat
- Ádám Károly gordonkaművész, a Debreceni Egyetem Zeneművészeti Karának nyugalmazott főiskolai tanára,
- Apáti-Nagy Andrásné, a Dunaújvárosi Kereskedelmi és Vendéglátóipari Szakközép- és Szakiskola egyik alapítója, magyar-történelem szakos tanára,
- Baricz Lajos pap, szentszéki tanácsos,
- Csudai Bertalan, a volt Zirci Gimnázium nyugalmazott alapító igazgatója,
- Debreczeni Tiborné Kósa Vilma, a fővárosi volt Kiscelli utcai Általános Iskola nyugalmazott igazgató-helyettese, drámapedagógus,
- Erdélyi Tibor, Erkel Ferenc-díjas táncművész, koreográfus, fafaragó művész, a Népművészet Mestere, a Magyar Állami Népi Együttes örökös tagja,
- Dr. Érsek Tibor, a mezőgazdasági tudomány doktora, a Nyugat-magyarországi Egyetem Mezőgazdaság- és Élelmiszertudományi Kar Növénytermesztési Intézet Növényvédelmi Intézeti Tanszékének professor emeritusa,
- Dr. Fazekas István, a Magyar Országos Levéltár Bécsi Magyar Levéltári Kirendeltségének volt főlevéltárosa, az Eötvös Loránd Tudományegyetem Bölcsészettudományi Kar Történeti Intézetének egyetemi docense,
- Fixl Renáta, a Hanns-Seidel Alapítvány irodavezetője,
- Hazsik Endre Tivadar, magyar bajnok kajakozó, kajak-kenu szakedző, testnevelő tanár, a Központi Sport- és Ifjúsági Egyesület ügyvezető elnöke,
- Dr. Hopp Béla, az MTA doktora, a Szegedi Tudományegyetem Természettudományi és Informatikai Kar Fizikus Tanszékcsoport Optikai és Kvantumelektronikai Tanszékének tanszékvezető egyetemi tanára,
- Dr. Horváth Lajos, a Fejér Megyei Szent György Egyetemi Oktató Kórház nyugalmazott szemész főorvosa, a Videoton Labdarúgó csapatának volt sportorvosa,
- Dr. Hős Csaba, a Budapesti Műszaki és Gazdaságtudományi Egyetem Hidrodinamikai Rendszerek Tanszékének egyetemi docense,
- Imre Károly, a Nemzeti Művelődési Intézet Bács-Kiskun Megyei Irodájának nyugalmazott területi koordinátora,
- Dr. Juhász Gábor, az MTA doktora, az Eötvös Loránd Tudományegyetem Természettudományi Kar Biológiai Intézet Proteomikai Csoportjának tudományos tanácsadója,
- Kertész István hegedűművész, a Liszt Ferenc Zeneművészeti Egyetem Vonós Tanszékének egyetemi tanára,
- Kiss Ferenc, Európa- és magyar bajnok birkózó, edző,
- Dr. Kovács Antal, a Kemenesaljai Egyesített Kórház Szülészet-nőgyógyászati Osztályának részlegvezető főorvosa,
- Dr. Kövesdy Pál, a Tolna Megyei Balassa János Kórház Krónikus Belgyógyászati Osztályának osztályvezető-helyettese és főorvosa, az Átalvető folyóirat főszerkesztője, az Erdélyi Körök Országos Szövetségének tiszteletbeli elnöke,
- Kulcsár Edit, az Erdély Művészetéért Alapítvány ügyvezetője, a Vármegye Galéria vezetője,
- Dr. Kullmann László, a Budapesti Műszaki és Gazdaságtudományi Egyetem Gépészmérnöki Kar Hidrodinamikai Rendszerek Tanszékének címzetes egyetemi tanára,
- Dr. Lengyel Imre, az MTA doktora, a Szegedi Tudományegyetem Gazdaságtudományi Kar Közgazdaságtani és Gazdaságfejlesztési Intézetének vezetője, egyetemi tanár,
- Dr. Molnár Katalin, a Nyugat-magyarországi Egyetem Benedek Elek Pedagógiai Kar Társadalom-, Szociális és Kommunikációtudományok Intézetének intézetigazgatója, a Szociálpedagógia Tanszék egyetemi docense,
- Dr. Molnár Lajos, az MTA doktora, a Debreceni Egyetem Természettudományi és Technológiai Kar Matematikai Intézet Analízis Tanszékének egyetemi tanára,
- Dr. N. Szabó József, a Nyíregyházi Főiskola Társadalom- és Kultúratudományi Intézet Nemzetközi Kapcsolatok Intézeti Tanszékének professor emeritusa,
- Nagy András grafikusművész, könyvtervező,
- Nagy János orgonaművész, karnagy, a Szentesi Lajtha László Alapfokú Művészeti Iskola címzetes igazgatója,
- Nemes László, a Magyar Zeneiskolák és Művészeti Iskolák Szövetségének alapítója és tiszteletbeli elnöke, a Budafok-Tétény Budapest XXII. Kerületi Nádasdy Kálmán Művészeti Iskola alapítója és címzetes igazgatója,
- Palotai Károly, olimpiai és magyar bajnok labdarúgó, nemzetközi labdarúgó-játékvezető, sportvezető,
- Dr. Reisinger Péter, a Nyugat-magyarországi Egyetem Mezőgazdaság- és Élelmiszertudományi Kar Növénytermesztési Intézet Növényvédelmi Intézeti Tanszékének egyetemi tanára,
- Rieger Tibor szobrászművész,
- Dr. Scholz László, az Eötvös Loránd Tudományegyetem Bölcsészettudományi Kar Spanyol Nyelvi és Irodalmi Tanszékének egyetemi tanára,
- Dr. Simon János, a Rendszerváltás Történetét Kutató Intézet és Archívum tudományos tanácsadója, a Kodolányi János Főiskola Nemzetközi Tanulmányok és Történelem Intézeti Tanszékének egyetemi tanára,
- Sudár Balázs, a Magyar Tudományos Akadémia – Bölcsészettudományi Kutatóközpont Történettudományi Intézetének tudományos főmunkatársa,
- Dr. Szabó András előadóművész,
- Dr. Szabolcs Éva, az Eötvös Loránd Tudományegyetem Pedagógiai és Pszichológiai Kar Neveléstudományi Intézetének egyetemi tanára,
- Szabóné Dr. Révész Piroska, az MTA doktora, a Szegedi Tudományegyetem Gyógyszerésztudományi Kar Gyógyszertechnológiai Intézetének vezetője, egyetemi tanár,
- Dr. Szalay Tibor, a Budapesti Műszaki és Gazdaságtudományi Egyetem Gépészmérnöki Kar Gyártástudomány és -technológia Tanszékének tanszékvezető egyetemi docense
- Szappanos István festőművész, a Kecskeméti Főiskola Tanítóképző Főiskolai Karának nyugalmazott főiskolai tanára,
- Szentmártoni Szabó Géza irodalomtörténész, az Eötvös Loránd Tudományegyetem Bölcsészettudományi Karának egyetemi oktatója,
- Dr. Szepessy Tibor, az Eötvös Loránd Tudományegyetem Bölcsészettudományi Karának nyugalmazott professzora,
- Dr. Szörényiné Dr. Kukorelli Irén, az MTA doktora, a Magyar Tudományos Akadémia Közgazdaság- és Regionális Tudományi Kutatóközpont Regionális Kutatások Intézetének tudományos tanácsadója, a Széchenyi István Egyetem egyetemi tanára,
- Dr. Tamás János, az MTA doktora, a Debreceni Egyetem Agrártudományi Központ Mezőgazdaság-, Élelmiszertudományi és Környezetgazdálkodási Kar Víz- és Környezetgazdálkodási Intézetének vezetője, egyetemi tanár,
- Dr. Tóth Gábor, a kémiai tudomány doktora, a Budapesti Műszaki és Gazdaságtudományi Egyetem nyugalmazott egyetemi tanára, a Semmelweis Egyetem és a Szegedi Tudományegyetem címzetes egyetemi tanára,
- Dr. Tóth Imre, az MTA doktora, a Debreceni Egyetem Természettudományi és Technológiai Kar Kémiai Intézet Szervetlen és Analitikai Kémiai Tanszékének egyetemi tanára,
- Dr. Tóthné Dr. Szita Klára, a Miskolci Egyetem egyetemi tanára,
- Tubaro Renato, a Közép-európai Kulturális Találkozók Egyesületének alapítója,
- Turai János, a Váci Zsidó Hitközség elnöke,
- Dr. Vámos Ágnes, az Eötvös Loránd Tudományegyetem Pedagógiai és Pszichológiai Kar Neveléstudományi Intézetének egyetemi tanára,
- Vásáry István, az MTA levelező tagja, az Eötvös Loránd Tudományegyetem Bölcsészettudományi Kar Orientalisztikai Intézet Török Filológiai Tanszékének professor emeritusa,
- Dr. Virágos Márta, a Debreceni Egyetem Egyetemi és Nemzeti Könyvtárának főigazgató-helyettese.

Katonai tagozat 
- dr. Béres János vezérőrnagy, a Katonai Nemzetbiztonsági Szolgálat főigazgató-helyettese,
- Farkas Ferenc József ezredes, a Magyar Honvédség Görgei Artúr Vegyivédelmi Információs Központjának parancsnoka,
- dr. Fülöp Zoltán rendőr alezredes, a Csongrád Megyei Rendőr-főkapitányság Rendészeti Igazgatósága
- Igazgatásrendészeti Osztályának vezetője,
- Géczi Béla tűzoltó ezredes, a Fővárosi Katasztrófavédelmi Igazgatóság Közép-pesti Katasztrófavédelmi Kirendeltségének vezetője,
- dr. Kovács Vilmos ezredes, a Honvédelmi Minisztérium Hadtörténeti Intézet és Múzeum parancsnoka,
- Lakatos Tibor rendőr ezredes, az Országos Rendőr-főkapitányság Rendészeti Főigazgatósága Közrendvédelmi Főosztályának vezetője,
- Rausz István rendőr alezredes, a Veszprém Megyei Rendőr-főkapitányság Tapolcai Rendőrkapitányságának vezetője.

Ugyancsak augusztus 20-a alkalmából kapták kézhez a kitüntetést:
- Alfred Theodorus Dubbeling, Magyarország volt winsumi tiszteletbeli konzulja,
- Arvo Valton író, költő, műfordító,
- Baraksó János, a Vancouveri Magyar Kulturális Egyesület volt elnöke,
- Baricz Lajos lelkész, szentszéki tanácsos,
- Bekir Bülent Özsoy, Magyarország antalyai tiszteletbeli konzulja,
- Benkő Pál nemzetközi sakknagymester, magyar és amerikai bajnok, az amerikai Hírességek Csarnokának tagja, a Vasas SC örökös tagja
- Bodolai Gyöngyi újságíró, szerkesztő,
- dr. Bognár Béla, az ohiói Wright State University Departments of Social Work professor emeritusa,
- Burus-Siklódi Botond, a Romániai Magyar Pedagógusok Szövetségének elnöke, Hargita megye Tanácsának megyei tanácsosa,
- Charles Krombach, a Landewyck Group Sarl nyugalmazott főigazgatója,
- Cornelis Hendrik Boer, Magyarország volt amszterdami tiszteletbeli konzulja,
- Dinesh Thampi, a Tata Consultancy Services Ltd. elnökhelyettese, Magyarországi Fiókjának vezérigazgatója,
- dr. Dirk Müller-Wieland, a hamburgi Asklepios Klinik St. Georg vezető belgyógyász professzora,
- Elshout Leo, a wassenaari Keresztelő Szent János Katolikus Általános Iskola nyugalmazott igazgatója,
- Erika Teoman-Brenner kereskedelmi tanácsos, az Osztrák Gazdasági Kamara Budapesti Külgazdasági Irodájának volt vezetője,
- Esterházy Antal, a Közép-Európai Club Pannonia Közhasznú Egyesület tiszteletbeli elnöke,
- dr. Gharbi Abdelaziz sebész szakorvos, a Tunéziai–Magyar Baráti Társaság és a Tunéziai–Magyar Üzleti Tanács alapító tagja,
- Hans-Joachim Falenski, a Bundestag CDU/CSU-frakciójának külpolitikai tanácsadója, a frakció kül-, biztonság- és védelempolitikai kérdésekért felelős helyettes vezetőjének irodavezetője,
- Harkó Gyöngyvér, a New Jersey-i Middlesex County College professzora, a New Brunswick-i Vers Hangja Irodalmi Kör alapítója
- Hattori Sadao, az Aichi Japán–Magyar Baráti Társaság alelnöke,
- Hutagt Chuluun Gantulga, Magyarország ulánbátori tiszteletbeli konzulja,
- Irsay György nyugállományú ezredes
- Ivar Sinimets irodalomtörténész, a Tallini Egyetem Észt Nyelv és Kultúra Intézete Finn Nyelv és Kultúra Tanszékének egyetemi oktatója,
- Johannes Andreas Maria Reijnen, Magyarország volt ’s-Hertogenboschi tiszteletbeli konzulja,
- dr. Kövesdy Pál, a Tolna Megyei Balassa János Kórház Krónikus Belgyógyászati Osztályának osztályvezető-helyettese és főorvosa, az Átalvető folyóirat főszerkesztője, az Erdélyi Körök Országos Szövetségének tiszteletbeli elnöke,
- Mahtab Hassan Mohiuddin, Magyarország lahorei tiszteletbeli konzulja,
- dr. Mukoyama Takeshi, a Kiotói Egyetem tiszteletbeli professzora, a Magyar Tudományos Akadémia Atommagkutató Intézetének vendégprofesszora, a Kanszai–Magyar Baráti Társaság elnöke, a Japán–Magyar Baráti Társaság vezetőségi tagja
- Sándor Anna, a nyitrai Konstantin Filozófus Egyetem Közép-európai Tanulmányok Kara Magyar Nyelv- és Irodalomtudományi Intézetének egyetemi docense,
- dr. Sorger Erzsébet, a müncheni Bajor–Magyar Fórum vezetőségi tagja és főtitkára,
- Teraoka Barbara, a KUMBIA Marketing & Communications elnöke,
- Tesfay Haile, Eritrea Állam budapesti tiszteletbeli konzulja,
- Tubaro Renato nyugalmazott bankigazgató, a Közép-európai Kulturális Találkozók Egyesülete egyik alapítója,
- Wolfgang Röhrs, Magyarország klagenfurti tiszteletbeli konzulja

#### 2015. március 15.
Polgári tagozat
- Agárdi László előadóművész
- Alföldy Jenő József Attila-díjas irodalomtörténész, kritikus, szerkesztő
- Dr. Balla József belgyógyász, az MTA doktora, a Debreceni Egyetem Klinikai Központ Általános Orvostudományi Kar Belgyógyászati Intézet Nephrológiai Nem Önálló Tanszék vezetője
- Bánffy Miklós a Johannita Rend Magyar Tagozatának volt vezérlő kommendátora
- Bárdi Nándor történész
- Dr. Barótfi István, gépészmérnök, a Szent István Egyetem Gépészmérnöki Kar Környezetipari Rendszerek Intézet tanszékvezető egyetemi tanára
- Dr. Bartha László a Bánffy-kör elnöke
- Dr. Bartucz Sándor kormányhivatalnok
- Dr. Becker Gábor építészmérnök, a Budapesti Műszaki és Gazdaságtudományi Egyetem Építészmérnöki Kar Épületszerkezettani Tanszék tanszékvezető egyetemi tanára
- Dr. Bereczki Ibolya a Szentendrei Szabadtéri Néprajzi Múzeum főigazgató-helyettese
- Buji Ferenc filozófiai író, műfordító, szerkesztő
- Cseke Ákos a Pázmány Péter Katolikus Egyetem Bölcsészet- és Társadalomtudományi Kar Művészettudományi Intézet Esztétika Tanszékének egyetemi docense
- Debreczeni Tibor drámapedagógus, szakíró, a Magyar Drámapedagógiai Társaság örökös tiszteletbeli elnöke, a Károli Gáspár Református Egyetem Tanítóképző Főiskolai Kar címzetes főiskola tanára
- Dücső Csaba vegyész
- Dr. Fehér Károly a Magyar Lovassport Szövetség kommunikációs igazgatója, a Szent István Egyetem címzetes egyetemi tanára
- Dr. Ferencz Győző az ELTE BTK Angol-Amerikai Intézet Anglisztika Tanszék egyetemi tanára
- Ferencz Mária a Hagyományok Háza-Magyar Állami Népi Együttes menedzserigazgatója
- Dr. Fischerné Dr. Dárdai Ágnes a Pécsi Tudományegyetem Egyetemi Könyvtár és Tudásközpont főigazgatója
- Dr. Gera István Imre a Semmelweis Egyetem Fogorvostudományi Kar Parodontológiai Klinika egyetemi tanára
- Dr. Gerner Zsuzsanna a Pécsi Tudományegyetem Bölcsészettudományi Kar, Germanisztika Intézet intézetigazgatója, a Német Nyelvészeti Tanszék docense
- Gőz László harsonaművész, zenetanár, a Budapest Music Center alapítója és vezetője
- Dr. Gróf Gyula István gépészmérnök
- Gúth Ferenc, a Szolnoki Műszaki Szakközép- és Szakiskola címzetes igazgatója, a Kecskeméti Főiskola és a Szolnoki Főiskola címzetes docense
- Dr. Hajnal Ferenc egyetemi tanár, az SzT ÁOK Családorvosi Intézet és Rendelő intézetvezetője
- Dr. Halmai Péter Tamás közgazdász
- Harazdy Miklós zongoraművész, a Magyar Állami Operaház korrepetitora, a Liszt Ferenc Zeneművészeti Egyetem egyetemi adjunktusa
- Dr. Harmatta János az Országos Orvosi Rehabilitációs Intézet Tündérhegyi Pszichoszomatikus és Pszichoterápiás Rehabilitációs Osztály osztályvezető főorvosa
- Káldy Mária a Szentendrei Szabadtéri Néprajzi Múzeum Múzeumi Oktatási és Képzési Központ igazgatója
- Alpaslan Kaya török üzletember, Magyarország tiszteletbeli konzulja[53]
- Kemény Gyula grafikus, a Petőfi Irodalmi Múzeum kiállításrendezője
- Dr. Kiss Tamás József a kémia tudomány doktora, az SZTE Természettudományi és Informatikai Kar Szervetlen és Analitikai Kémiai Tanszékének tanára
- Kocsis István József Attila-díjas író, drámaíró
- Kovács Gyula a kecskeméti Katona József Színház színművésze
- Laklóth Aladár színművész, a Soproni Petőfi Színház örökös tagja
- Dr. Liebmann Lajos a Károly Róbert Főiskola Gazdaság- és Társadalomtudományi Karának volt dékánja, egyetemi docense
- Lőrincz Vitus festőművész
- Mátyus Alice író, szociológus, szerkesztő
- Dr. Mázi Béla Imre történész
- Molnár Pál újságíró, a Kossuth Rádió volt vezető szerkesztője
- Id. Nagy Zoltán Liszt Ferenc-díjas balettmester, érdemes művész
- Dr. Nemes Péter a Szent István Egyetem Állatorvos-tudományi Kar Kémiai Tanszékének tanszékvezető tanára
- Sárkány Győző Ferenczy Noémi-díjas grafikusművész, érdemes művész
- Sterbinszky László Liszt Ferenc-díjas balettmester
- Dr. Sutarski Konrad a Magyarországi Lengyelség Múzeuma és Levéltára nyugalmazott múzeumigazgatója, költő, író, műfordító
- Dr. Szabó Csaba Attila a műszaki tudomány doktora, a Budapesti Műszaki és Gazdaságtudományi Egyetem Villamosmérnöki és Informatikai Karának egyetemi tanára
- Szabó József rendező, a nagyváradi Szigligeti Színház örökös tagja
- Szalay Tamás Attila táncpedagógus, koreográfus, a Magyar Táncművészek Szövetségének ügyvezető titkára
- Szentmártoni Szabó Géza irodalomtörténész
- Szigeti Ferenc előadóművész, a Karthago Együttes alapító tagja
- Tarnai Kiss László előadóművész, tanár, a Dankó Rádió vezetőszerkesztő-műsorvezetője
- Dr. Tick József az Óbudai Egyetem informatikai rektorhelyettese, egyetemi docense
- Dr. Tóth Ákos Tamás a Magyar Úszó Szövetség alelnöke, Testnevelési Egyetem Úszás, Vízi- és Küzdősportok Tanszék – nyugalmazott tanszékvezetője, egyetemi docense
- Tóth Ferenc Liszt Ferenc-díjas karnagy
- Urbán József a budapesti Piarista Gimnázium igazgatója
- Vadász Ágnes a Magyar Kórusok és Zenekarok Szövetségének főtitkára
- Varasdy Ernőné Bérczes Mária Harangozó Gyula-díjas balettmester, a Magyar Táncművészeti Főiskola egyetemi docense
- Dr. Varga József író, nyelvész
- Vashegyi György Liszt Ferenc-díjas karmester, az MMA levelező tagja, a Liszt Ferenc Zeneművészeti Egyetem docense, a Purcell Kórus és Orfeo Zenekar művészeti vezetője,
- id. Dr. Virágh Gábor művelődés- és helytörténész
- Vitkayné Kovács Vera magánénekes, zenepedagógus
- Zsilák György Jászai Mari-díjas artistaművész

### 2014

#### Egyéb alkalom
Polgári tagozat
- Marghescu Tamás, a (CIC) Nemzetközi Vadászati és Vadvédelmi Tanács vezérigazgatója[54]
- Toni Vrščaj, a Nemzetközi Vadvédelmi Tanács Közép- és Délkelet-európai Koordinációs Fórumának elnöke[54]
- Jordi Xuclà i Costa, a spanyol képviselőház parlamenti képviselője[55]

#### 2014.március 15.
Polgári tagozat
- Bagyinka Csaba, az MTA doktora, az MTA Szegedi Biológiai Kutatóközpont tudományos tanácsadója részére,
- Bakó Levente az Ewald Rézfúvós Együttes vezetője részére,
- Dr. Beke Albert nyugalmazott egyetemi tanár, irodalomtörténész részére,
- Bohn Krisztina Emőke építészmérnök
- Dr. Botos József közgazdász, egyetemi tanár részére,
- Dr. Csernoch László József, a Debreceni Egyetem Orvos- és Egészségtudományi Centrum Általános Orvostudományi Kar Élettani intézet igazgatója, egyetemi tanár részére,
- Dr. Csillag Gusztáv Gábor, a Magyar Katolikus Rádió Felügyelőbizottsági tagja, ügyvéd, a Keresztény Értelmiségiek Szövetsége kaposvári csoportjának vezetője részére,
- Dr. Csima Péter, a Budapesti Corvinus Egyetem Tájépítészeti Kar tanszékvezető egyetemi tanára részére,
- Deme László Kálmán a LISYS Fényrendszer Zrt. műszaki igazgatója
- Déri András Béla karmester, orgonaművész
- Dományné Szebellédi Valéria Zsuzsanna, zenetanár részére,
- Dr. Erdőhelyi András, az MTA doktora, a Szegedi Tudományegyetem TTIK, Fizikai Kémiai és Anyagtudományi Tanszék egyetemi tanára részére,
- Faludi Sándor hangmérnök [58]
- Fazekas László Károly, nyugalmazott rendőr ezredes, az Iparművészeti Múzeum Biztonsági Osztályának nyugdíjazott vezetője részére,
- Fehér Béla Zoltán, esszéíró, prózaíró, újságíró részére,
- Dr. Fehér János a Nutripharma Hungaria Táp- és Gyógyszer Előállító Kft. kutatás-fejlesztési igazgatója, a Sapienza Tudományegyetem (Róma) professor emeritusa
- Fekete Győr István, a Bartók Béla Zeneművészeti Szakközépiskola művésztanára részére,
- Fekete Péter rendező, a Békéscsabai Jókai Színház igazgatója részére,
- Dr. Fodor László, a Szent István Egyetem Állatorvos-tudományi Kar tanszékvezető egyetemi tanára részére
- Dr. Gilányi Tibor György, az MTA doktora, az ELTE Természettudományi Kar egyetemi tanára részére,
- Gudenus János József genealógus részére,
- Győri-Dani Lajos Magyar Máltai Szeretetszolgálat ügyvezető alelnöke részére,
- Hegyi Sándor, nyugalmazott református lelkipásztor részére
- Dr. Herczeg Béla, a Jász-Nagykun-Szolnok Megyei Hetényi Géza Kórház-Rendelőintézet osztályvezető főorvosa részére,
- Dr. Hübner Mátyás, a Pécsi Tudományegyetem Pollack Mihály Műszaki és Informatikai Kar professor emeritusa részére
- Dr. Jancsó Gábor, a Szegedi Tudományegyetem ÁOK Élettani Intézetének tszv. egyetemi tanára részére,
- Jantyik Zsolt István, a Debreceni Művelődési Központ igazgatója részére,
- ifj. Kállai Kiss Ernő, előadóművész, a Danubius Grand Hotel Margitsziget zenekarvezető prímása részére,
- Keönch Boldizsár, a Liszt Ferenc Zeneművészeti Egyetem nyugalmazott egyetemi oktatója részére,
- Dr. Kiss J. László, a Budapesti Corvinus Egyetem Társadalomtudományi Karának egyetemi tanára részére,
- Dr. Kordos László (geológus), az MTA doktora, a Nyugat-magyarországi Egyetem Természettudományi Kar egyetemi tanára részére,
- Köntös László, a Dunántúli Református Egyházkerület főjegyzője, a Dunántúli Református Egyházkerület Tudományos Gyűjteményeinek igazgatója részére,
- Littvay Imre, a 100 Folk Celsius zenésze részére,
- feLugossy László festő, színész, rendező, író, énekes részére,
- Dr. Lukács Béla, az MTA doktora, az MTA Wigner Fizikai Kutatóközpont Részecske- és Magfizikai Intézet nyugalmazott tudományos tanácsadója,
- Dr. Lukács Ferenc, a Naturmed Hotel Carbona] (Hévíz) nyugalmazott vezetője
- Dr. Mészáros Kálmán, a Magyarországi Baptista Egyház országos elnöke, a Budapesti Baptista Teológiai Akadémia és a Word of Life – Élet Szava Nemzetközi Bibliaintézet tanára, a Magyar Baptista Világszövetség társelnöke részére,
- Michelisz Norbert autóversenyző részére,
- Mózessy Gergely, a Székesfehérvári Egyházmegyei Gyűjtemény igazgatója, püspöki levéltáros részére,
- Nagy István, az Országos Magyar Vadászkamara Fővárosi és Pest Megyei Területi Szervezetének kamarai titkára részére,
- Nagy Margit, a Vajdasági Magyar Pedagógusok Egyesületének elnöke, az Apáczai diákotthon igazgatója részére,
- Dr. Pál Ferenc, az ELTE BTK Romanisztikai Intézet Portugál Tanszékének tanszékvezető egyetemi tanára, dékánhelyettes részére,
- Pálfy Margit színművész részére
- Pálinkó Gyula Józsefné, pedagógus, Kiskőrös Járás Tankerületének igazgatója részére,
- Peller József Kálmán, postagalambász részére,
- Peták István újságíró, televíziós szerkesztő [58]
- Petres Pál technikus [58]
- Péterfai Attila gyártásvezető [58]
- Pézsa Tibor, a Pézsa Tibor Vívóakadémia vívóedzője részére,
- Romhányi Török Gábor, műfordító részére,
- Sáfrány József az MTVA rendezője [58]
- Sarusi Mihály György író, költő részére,
- Dr. Siklósi Gyula, régész, történész részére,
- Stenszky Gyula operatőr [58]
- Szabados Tamás nyugalmazott operatőr [58]
- Szabó György labdarúgó részére
- Szalay László Pál, a Magyarországi Református Egyház lelkipásztora részére,
- Dr. Székács Béla, belgyógyász, egyetemi tanár, a Magyar Gerontológiai és Geriátriai Társaság elnöke, a Szent Imre Egyetemi Oktatókórház Geriátriai Tanszéki csoportjának szerződéses megbízottja részére,
- Szentmártoni Imre /ST. MARTIN/, zeneszerző, előadóművész, szaxofon és pánsíp művész részére,
- Dr. Szűcs István, a Szent István Egyetem Gazdaság- és Társadalomtudományi Kar egyetemi tanára részére,
- Takács Balázs az Epcos Kft. ügyvezető igazgatója
- Dr. Takács János Gábor, a Budapesti Műszaki és Gazdaságtudományi Egyetem, Közlekedésmérnöki és Járműmérnöki Kar egyetemi tanára részére
- Tárnok Mária, a Kisebbségekért – Pro Minoritate Alapítvány kuratóriumi elnöke részére,
- Dr. Váradi Károly, az MTA doktora, a Budapesti Műszaki és Gazdaságtudományi Egyetem Gépészmérnöki Kar, Gép- és Terméktervezés Tanszék tanszékvezető egyetemi tanára részére,
- Varga László, az Eötvös József Gimnázium nyugalmazott testnevelő tanára részére,
- Dr. Vörös Ferenc, a BME Építészmérnöki Kar, Épületszerkezettani Tanszék tanszékvezető egyetemi tanára részére,
- Záboji Péter Balázs a European Entrepreneurship Foundation (EEF) alapító elnöke
- Zsuráfszkyné Vincze Zsuzsanna, a Honvéd Együttes Művészeti Nonprofit Kft. művészeti főmunkatársa részére

#### 2014.augusztus 20.
- Arday András, a Népjóléti és Szociális Alapszolgáltatási Központ intézményvezető főorvosa
- Baky Péter, festőművész, grafikus
- Baldauf Csaba, a Kolping Hotel Spa & Family Resort ügyvezető igazgatója
- Bognár Jenő Norbert, Bátaszék polgármestere[59]
- Dr. Czalbert-Halasi János, Acsa-Csővár háziorvosa
- Déri Balázs, az Eötvös Loránd Tudományegyetem Bölcsészettudományi Kar Ókortudományi Intézet Latin Tanszékének tanszékvezető egyetemi tanára
- Dobos József, Sopron jegyzője
- Donáth Tibor, a Semmelweis Egyetem Általános Orvostudományi Kar Anatómiai, Szövet- és Fejlődéstani Intézetének professor emeritusa
- Dr. Feldné Dr. Knapp Ilona, nyelvész, az Eötvös Loránd Tudományegyetem Bölcsészettudományi Kar Germanisztikai Intézet Német Nyelvoktató és Szakdidaktikai Tanszékének tanszékvezető egyetemi docense
- Gaál Jenő, verbita szerzetes
- Gyenis Gyula, biológus, antropológus, az Eötvös Loránd Tudományegyetem Természettudományi Kar Biológiai Doktori Iskolájának nyugalmazott egyetemi tanára
- Gyüdi Sándor, a Szegedi Nemzeti Színház főigazgatója, a Szegedi Szimfonikus Zenekar vezető karmestere, művészeti vezetője
- Hári Lenke, Balatonfüred alpolgármestere
- Juhász Mária, a Nemzetgazdasági Minisztérium Közigazgatási és Fejlesztési Koordinációs Osztályának vezetője[60]
- Kelecsényi Ágnes, az MTA Könyvtár és Információs Központ Keleti Gyűjteményének osztályvezetője
- Kovács Katalin, az MTA Regionális Kutatások Központ Közép- és Észak-magyarországi Tudományos Intézetének osztályvezetője
- Kováts Dániel, a Comenius Tanítóképző Főiskola nyugalmazott főiskolai tanára, a Kazinczy Ferenc Társaság alapító elnöke
- Dr. Légrádi József, az Országos Sportegészségügyi Intézet szakorvosa
- Lukács Ferenc, jogász, könyvvizsgáló, a Rákóczi Szövetség pénzügyi titkára
- Dr. Maródi László, az orvostudomány doktora, a Debreceni Egyetem Orvos- és Egészségtudományi Centrum Általános Orvostudományi Kar Infektológiai és Gyermekimmunológiai Tanszékének tanszékvezető egyetemi tanára
- Mélykúti Gábor, a Nyugat-magyarországi Egyetem Geoinformatikai Karának egyetemi docense
- Dr. Mohos Nagy Éva, operaénekes, a Debreceni Egyetem Zeneművészeti Karának tanszékvezető főiskolai tanára
- Monori Csaba Bálint, az Épkar Zrt. főépítésvezetője
- Nagy Ervin, korábbi országos főépítész
- Nagy Károly, kapornaki címzetes apát, székesegyházi kanonok, a veszprémi Szent Mihály Főangyal Plébánia plébánosa
- Orendi Mihály, a Debreceni Sportcentrum Közhasznú Nonprofit Kft. ügyvezető igazgatója
- Orgoványi László, Galgaguta polgármestere
- Osztovits Ágnes, újságíró, a Heti Válasz főmunkatársa, a Pázmány Péter Katolikus Egyetem tanára
- Poprády Géza, az Országos Széchényi Könyvtár nyugalmazott főosztályvezetője
- Péter H. Mária gyógyszerész, gyógyszertörténész
- Peter Raviol, a Ludwigsburgi Közigazgatási Főiskola docense
- Rácz Margit, az MTA Közgazdaság- és Regionális Tudományi Kutatóközpont Világgazdasági Intézetének tudományos főmunkatársa
- Romwalter Béla, fővilágosító, a Sparks Camera&Lightning Ltd. ügyvezetője
- Salamon Ildikó, az Állami Számvevőszék számvevő tanácsosa
- Schanda János, a műszaki tudomány doktora, a Pannon Egyetem Műszaki Informatikai kar Villamosmérnöki és Információs Rendszerek tanszékének professzor emeritusa
- Simon György, a Semmelweis Egyetem Általános Orvostudományi Kar Kórélettani Intézet nyugalmazott egyetemi tanára
- Sipos János, az MMA levelező tagja, az MTA Zenetudományi Intézetének főmunkatársa, a Liszt Ferenc Zeneművészeti Egyetem Népzene Tanszékének tanára
- Dr. Szabó Csaba Attila, a műszaki tudomány doktora, a Budapesti Műszaki és Gazdaságtudományi Egyetem Villamosmérnöki és Informatikai Karának egyetemi tanára
- Szabó Szilárd, a Miskolci Egyetem Áramlás és Hőtechnikai Gépek Tanszékének tanszékvezető egyetemi tanára
- Szepesi László, a Semmelweis Egyetem Testnevelési és Sporttudományi Karának tanára, a Kárpáti Rudolf Vívó Klub mesteredzője
- Takaró Mihály, irodalomtörténész, tanár
- Tárkányi Ferenc Tibor, a fizikai tudomány kandidátusa, az MTA Atommagkutató Intézetének nyugalmazott külső munkatársa
- Dr. Turmezei Péter, villamosmérnök, számítógépes elektronikai tervező és gyártó szakmérnök, címzetes egyetemi tanár, az Óbudai Egyetem Kandó Kálmán Villamosmérnöki Karának volt dékánja
- Váradi Péter Pál, fotográfus, a PéterPál Könyvkiadó ügyvezetője
- Vargáné Kleeberg – Strohmayer Róza, a Magyar Államkincstár gazdasági vezetője
- Vereczkey Zoltán, a Magyar Kereskedelmi és Iparkamara alelnöke, a Magyar Közúti Fuvarozók Egyesületének vezetője, a Közlekedéstudományi Intézet Nonprofit Kft. ügyvezető igazgatója
- Dr. Vincze Pál, a Budapesti Műszaki és Gazdaságtudományi Egyetem Testnevelő Központjának igazgatója
- Wittinger Zoltán, a Magyar Nemzeti Múzeum Nemzeti Örökségvédelmi Központ Műemléki Tervezési Osztály vezetője
- Zsoldos Ferenc, a Magyar Nemzeti Tanács alelnöke

Katonai tagozat
- Jákob János dandártábornok, a HM Tábori Lelkészi Szolgálat Protestáns Tábori Püspökség tábori püspöke[61]
- Korom Ferenc dandártábornok, a Honvéd Vezérkar hadműveleti csoportfőnökség csoportfőnöke[61]
- Kovács Ferenc ezredes, a MH 12. Arrabona Légvédelmi Rakétaezred parancsnoka[61]
- Szücs József ezredes, a MH Légi Vezetési és Irányítási Központ parancsnoka[61]

### 2013
Polgári tagozat
- Bedő György könyvkiadó
- Serfőző Levente a Nagyszebeni Magyar Kulturális Központ igazgatója[66]
- Dr. Ábrahám László PhD, üzletember
- Antók Zoltán üzletember
- Arató László közgazdász, könyv- és lapkiadó
- Bernaś Arkadiusz, a stockholmi Lengyel Intézet igazgatója[67]
- Dr. Bach István, a mezőgazdasági tudomány kandidátusa, nyugalmazott osztályvezető, óraadó egyetemi tanár
- Bakos Rafael Attila tartományfőnök
- Dr. Bakos Tóth Márta gyermek szakpszichológus
- Balogh László Munkácsy Mihály-díjas festőművész
- Dr. Bányász Csilla, a műszaki tudomány kandidátusa, tudományos főmunkatársa
- Bárdy Péter igazgató
- Dr. Bartha László a kémiai tudomány kandidátusa, egyetemi tanár
- Dr. Báthory Katalin vegyészmérnök
- Dr. Békés Csaba PhD, főmunkatárs
- Benczúr László felügyelő, ügyvezető, vezető tervező
- Berkes Kálmán Liszt Ferenc-díjas klarinétművész, karmester
- Dr. Bíró György Balázs az állam- és jogtudomány kandidátusa, igazgató, tanszékvezető egyetemi tanár
- Bizóné dr. Sárdi Katalin PhD, a mezőgazdasági tudomány kandidátusa, tanszékvezető egyetemi tanár
- Blaskó János szobrászművész, nyugalmazott főiskolai tanár
- Bodó Sándor festőművész
- Peter Bogner művészettörténész, építész, kulturális menedzser, a bécsi Künstlerhaus volt igazgatója[68]
- Bokros Zsigmond mezőgazdasági üzemgazdász, agrármérnök, címzetes egyetemi docens
- Buffo Rigó Sándor prímás, művészeti vezető
- Riccardo Certi operaénekes[69]
- Dr. Czakó Erzsébet PhD. egyetemi docens, igazgató
- Csepeli László építészmérnök, a Liszt Ferenc Zeneművészeti Egyetem projektvezetője[70]
- Cseri József térképész
- Csermely Péter újságíró, főszerkesztő-helyettes
- Csonka Ernő festőművész
- Dr. Dancs Károlyné dr. Rozsnyay Zsuzsanna, a mezőgazdasági tudomány kandidátusa, tudományos tanácsadó
- Dr. Dános Béla gyógyszerész, a biológiai tudomány kandidátusa, egyetemi docens
- Deseő Csaba hegedű- és brácsaművész
- Dolla Eszter Ráhel, igazgató
- Ryoko Tajika Drei zongoraművész[69]
- Dr. Dunkel Zoltán Árpád, elnök, címzetes egyetemi docens
- Dr. Elek Sándor, a szociológiai tudomány kandidátusa, agrár-közgazdász, egyetemi docens, címzetes egyetemi tanár
- Fazakas Zoltán Márton, prelátus, kormányzó perjel
- Dr. Fedorcsák Imre Árpád idegsebész, főorvos, egyetemi docens
- Frankó Tamás, polgármester
- Dr. Friedrich Judit tanszékvezető egyetemi docens
- Fülöp Zoltánné Dvorszky Erzsébet balettművész, professor emerita
- Füri András, nemzeti park igazgató
- Gajdics Ottó újságíró, ügyvezető, főszerkesztő
- Garami József szakmai igazgató
- Gém Erzsébet, közgazdász
- Gerstl Péter, a Red Bull magyarországi és kelet-európai tanácsadója[68]
- Dr. Gesztelyi Jenő[71]
- Dr. Goda Gyula ügyvéd, fegyelmi megbízott
- Haszmann Pál Péter nyugalmazott muzeológus
- Havasi József tartományfőnök
- Havasi Péter, külső munkatárs, könyvkiadó alapító
- Dr. Hegedűs András, igazgató
- Dr. Hencz Péter nyugalmazott főorvos, intenzívterápiás, csecsemő- és gyermekgyógyászati szakorvos
- Dr. Herczegh Margit ügyvéd
- Dr. Hetesi Erzsébet intézetvezető egyetemi docens
- Dr. Hidán Csaba régész, történész, egyetemi adjunktus
- Dr. Holics Klára elnök, főorvos
- Dr. Horváth Iván PhD. ny. egyetemi docens
- Dr. Horváth Margit, felügyeletvezető
- Dr. Horváth Zoltán PhD, dékán, tanszékvezető egyetemi tanár, vendégprofesszor
- Prof. dr. Ilyés István az orvostudomány kandidátusa, egyetemi tanár
- Jámborné Balog Tünde író, grafikusművész
- Dr. Jánosa András PhD, tanszékvezető főiskolai tanár
- Jékely Zsolt nyugalmazott főosztályvezető
- Juhász István vízkészlet-gazdálkodási szakmérnök, főtanácsadó
- Dr. Káldi Zoltán, bányakapitány, főosztályvezető
- Kátó Sándor színművész, rendező, színházalapító, művészeti vezető
- Kelemen Béla, igazgató
- Keresztessy Sándor Lajos nyugalmazott televíziós szerkesztő-rendező, a Magyar Néprajzi Társaság tagja[67]
- Binod Khemka, Magyarország mumbai tiszteletbeli főkonzulja[72]
- Dr. Kis Pintér Imre József Attila-díjas irodalomtörténész, kritikus, az irodalomtudomány kandidátusa, főszerkesztő
- Kovács Árpád tájépítészmérnök
- Dr. Kovács Barnabás stratégiai igazgató
- Kovács Gergelyné, kultúrtörténész[73]
- Dr. Kovács József, a mezőgazdasági tudomány kandidátusa, professor emeritus
- Dr. Vlastimil Kozoň, a Bécsi Általános Kórház (AKH) Orvostudományi Egyetemi Kampuszának egyetemi docense[68]
- Kövessy Angéla Harangozó Gyula-díjas balettművész, balettmester
- Dr. Kőszeghy Péter PhD. irodalom- és művelődéstörténész, könyvkiadó-igazgató, tudományos munkatárs
- Kukoda Nándor, elnök-igazgató
- Dr. Kurucz Mihály, egyetemi docens
- Dr. Laczkó András irodalomtörténész, társelnök
- Lakatos Gergely villamosmérnök, a Liszt Ferenc Zeneművészeti Egyetem műszaki menedzsere, főmérnök[70]
- Dr. Láng Csaba ügyvéd, a freiburgi Jehle-Láng-Meier-Rudolph-Köberle Ügyvédi Iroda egyik vezetője, a Német-Magyar Jogász Egyesület elnöke, a Magyar-Német Társaság Elnökségének tagja.[74]
- Lebó Ferenc érem- és szobrászművész
- Dr. Lelkes Lajos a könyvkiadó-igazgató
- Lendvai György hegedűművész, ügyvezető igazgató
- Makó Lajos, a Bécsi Főegyházmegye nyugalmazott plébánosa[68]
- Dr. Markovics Tibor, nemzeti park igazgató, címzetes egyetemi docens
- Dr. Mészáros Miklós körzeti és üzemorvos
- Monori Lili Jászai Mari-díjas színművész
- Dr. Mosonyi Attila PhD, főorvos
- Nadabánné Benyik Éva ügyvezető titkár
- Nagy Katalin újságíró, szerkesztő-műsorvezető
- Dr. Nagymihályi Géza görögkatolikus lelkész, művészettörténész
- Németh Alajos előadóművész, zeneszerző
- Dr. Németh Erzsébet PhD, osztályvezető
- Nyulászi András nyugalmazott testnevelő tanár, öttusaedző
- Orth István grafikusművész, lelkész[75]
- Ökrös Oszkár cimbalomművész, szólista
- Papp László, plébános, lelki vezető
- Pataky Albert elnök, elnökhelyettes
- Pongrácz Éva Márta, számvevő
- Popovits Zoltán ékszertervező, szobrász, formatervező
- Poznán Béla, püspök-lelkipásztor
- Dr. Romváry Ferenc művészettörténész
- Tiffany Rufini operaénekes[69]
- Sághy Ildikó ügyvezető elnök, folyóirat-főszerkesztő
- Dr. Sárdi Katalin PhD, a mezőgazdasági tudomány kandidátusa, egyetemi tanár
- Sárkány Árpád erdőmérnök
- Dr. Simor Ferenc, nyugalmazott főosztályvezető, ny. országos főállatorvos
- Dr. Sirkka Aulikki Saarinen, egyetemi tanár
- Snell György plébános
- Sodró László Géza, a Falconbridge-Trelleborg Európai Igazgatóságának európai kereskedelmi és marketing igazgatója[74]
- Solymosi Tari Emőke zeneirodalom tanár
- Somlai Tibor belsőépítész, bútortervező, design-történész
- Dr. Somogyi Tivadar, alpolgármester
- Soós László ny. református lelkész, országgyűlési szakfőtanácsos
- Dr. Stirling János PhD, egyetemi tanár
- Dr. Szabó András PhD. a egyetemi docens
- Dr. Szabó Géza főigazgató főorvos
- Dr. Szabó Gyula PhD. egyetemi tanár
- Dr. Szakács Ferenc PhD, pszichológus, rector emeritus, professor emeritus
- Szelekovszky Ernő, volt főosztályvezető, elnök
- Szerető Szabolcs újságíró, főszerkesztő-helyettes
- Szikora Róbert zeneszerző, előadóművész
- Szilágyi Imre Csokonai Vitéz Mihály-díjas grafikusművész
- Szövényi Zsolt ny. főosztályvezető
- Szűcs Imre fazekasmester
- Szvétek László operaénekes, magánénekes
- Dr. Tajthy József, ügyvezető igazgató
- Tar Károly író, szerkesztő
- Dr. Téglási Ágnes, főigazgató-helyettes
- Dr. Tóth Gábor Sándor magánorvos
- Tóth Lajosné dr. Tuzson Ágnes PhD, dékán-helyettes, egyetemi docens
- Dr. Tölgyesi József, főiskolai docens, elnökségi tag
- Dr. Török Ferenc, elnök, titkár
- Vancsura József elnök
- Varga Sándor újságíró, vezetőszerkesztő-műsorvezető
- Vati Tamás Harangozó Gyula-díjas táncművész
- Dr. Véha Antal PhD. a mezőgazdasági tudomány kandidátusa, dékán, egyetemi tanár
- Dr. Weiszburg Tamás Gábor PhD mineralógus, egyetemi docens
- Alfonso S. Yuchengco III, tiszteletbeli főkonzul
- Dr. Zay Andrea, igazgató
- Dr. Záborszky László, egyetemi tanár, agykutató, laborvezető
- Zelei Miklós író, újságíró, szerkesztő
- Zombori Ottó csillagász, ny. igazgató
- Dr. Zonda Tamás PhD. ideggyógyász, pszichiáter, író

Katonai tagozat
- Csepely Zsigmond József tűzoltó ezredes
- Dr. Gyurosovics József László rendőr dandártábornok
- Horváth Csaba rendőr ezredes
- Nagy Zoltán nyugállományú ezredes
- Nyers József ezredes
- Dr. Pozsgai Zsolt rendőr ezredes
- Szatmári Imre tűzoltó ezredes
- Dr. Töreki Sándor rendőr dandártábornok

### 2012
Polgári tagozat
- Abaffy Zsigmond nyugdíjas ENSz Project Manager[78]
- Albert Zsuzsa író, rádiószerkesztő
- Dr. Augusto de Albuquerque de Athayde[79]
- Bakos Klára könyvtárigazgató
- Banner Zoltán művészeti író, művészettörténész, előadóművész
- Barsi Balázs ferences házfőnök, tanár
- Bálint Márta színművésznő
- Dr. Benoist György nyugalmazott főigazgató-helyettes, főorvos
- Bernád József, a Lendvai Plébánia püspöki tanácsosa, nyugalmazott lelkipásztor[80]
- Böröczky Gáborné nyugalmazott magyar nyelv, irodalom és történelem szakos tanár
- Wojciech Michał Brzeziński régész, muzeológus, a varsói Állami Archeológiai Múzeum igazgatója[80]
- Cséve Magdolna nyugalmazott archívum igazgató
- Csoma Gergely fotóművész, szobrász, író
- Deák Bill Gyula zenész legenda
- Dezső János, az MTVA/TEA kiemelt szerkesztője, az MR1 Kossuth Rádió Határok nélkül c. műsora rovatvezetője
- Dobesch Gyula, a Budafoki labdarúgó Klub elnökhelyettese[81]
- Dobozi Eszter író, költő
- dr. Dörflinger Károly, a Budafoki Kosárlabda Klub volt elnöke[81]
- Elek Dóra rendező, művészeti vezető
- Eötvös Péter, a Hortobágyi Kényszermunkatáborokba Elhurcoltak Egyesülete elnöke
- Erkel Tibor zenei rendező, egyetemi tanár
- Érdi Tamás zongoraművész
- Farkas István a Földmérési és Távérzékelési Intézet ny. főigazgató-helyettese[78]
- Dr. Fekete László, a Somogy Megyei Ügyvédi Kamara elnöke
- Ferenczi István belgyógyász szakorvos, nyugalmazott kórházi főigazgató
- Forgács János, a Magyar Politikai Foglyok Szövetsége elnökhelyettese
- Gadóné Kézdy Edit iskolaigazgató
- Gergely László rendező, művészeti igazgató
- Dr. Gráfik Imre néprajzkutató[78]
- Gránitz Miklós fotóművész
- Hajdu Zsolt szülész-nőgyógyász szakorvos, főorvos
- Dr. Harmath Károly, az Újvidéki Ferences Rendtartomány házfőnöke
- Hermann István könyvtárigazgató
- Dr. Horváth László az Országos Meteorológiai Szolgálat levegőkörnyezeti szakértője[78]
- Dr. Illésné Dr. Kovács Mária dékán, egyetemi docens
- Ilosvai Péter, az IT Services Hungary ügyvezető igazgatója, az igazgatóság elnöke
- Karsay Ferenc, Budafok-Tétény, Budapest XXII. kerület Önkormányzata Polgármesteri Hivatalának alpolgármestere[81]
- Kézdi Imola színésznő
- Kiss Irén író, költő, irodalomtörténész
- Kligl Sándor szobrász
- Kozma István János festő- és iparművész
- Dr. Körösényi András egyetemi tanár
- Kujbusné Dr. Mecsei Éva levéltár igazgató
- Lakatos Antal, a Kinizsi Bank Zrt. elnök-vezérigazgatója
- Lelbach Gyula, a Groupama-Garancia Biztosító Zrt. nyugalmazott mezőgazdasági üzletkötője
- Dr. Löffler Erzsébet intézményigazgató
- Dr. M. Csizmadia Béla egyetemi tanár
- Madarász Katalin előadóművész
- Máté János a Sióvölgye Mezőgazdasági Kft. ny. ügyvezető igazgatója[78]
- Dr. Máté Zsolt a műszaki tudomány kandidátusa, építészmérnök. A történeti táj vizsgálatát, a települési értékvédelem tárgykörét és a világörökségi dokumentációk összeállítását felölelő műemlékvédő kutatási tevékenységéért, a Gödöllői Királyi Kastély helyreállítása érdekében végzett több évtizedes munkájáért.
- Mátyás Ferenc rektorhelyettes, tanszékvezető főiskolai tanár
- Dr. Mihály Szabolcs a Vidékfejlesztési Minisztérium szakmai főtanácsadója[78]
- Dr. Nagy Mihály, középiskolai tanár; kutatótanár; egyetemi doktor; mineralógus; meteoritkutató
- Németh Ildikó a Sajnovics János Általános Iskola és Alapfokú Művészetoktatási Intézmény igazgatóhelyettesének, a Művészeti Iskola vezetője[78]
- Nyerges Attila előadóművész, szövegíró, énekes
- Ocskay Gábor szakosztály-igazgató
- Dr. Orosz Ferenc, biokémikus
- Pataky Attila előadóművész, szövegíró, énekes
- Perjés Klára újságíró, vezető szerkesztő
- Právetz Antal a Vértesi Erdészeti és Faipari Zrt. Csákvári Erdészet igazgatója[78]
- Dr. Probstner Ilona, a Budapesti Ügyvédi Kamara fegyelmi főmegbízottja
- Dr. Radácsi László, a Hungarian Business Leaders Forum igazgatósági tagja
- Dr. Révay Valéria tanszékvezető egyetemi docens
- Erika Schneider, Berlin Kormányzó Polgármesteri Hivatal Nemzetközi Osztályának nyugalmazott közép-és kelet-európai referense[82]
- Simányi Frigyes a Népi Műemlékért Alapítvány elnöke[78]
- Szarka Istvánné, az Asszonyok a Nemzeti Egységért Mozgalom elnöke
- R. Törley Mária szobrászművész
- Samu László kürtművész
- Simonné Dr. Pallós Piroska dékánhelyettes, egyetemi docens
- Jan Skiba, Zwierzyniec város polgármestere[80]
- Dr. Sohár Pálné dr. Bándi Judit az Országos Élelmezés- és Táplálkozástudományi Intézet nyugalmazott főosztályvezetője[78]
- dr. Soós János, a Budafoki Munkás Testedző Egyesület elnöke, a Hungarovin volt vezérigazgató-helyettese, címzetes egyetemi docens[81]
- Szabó Győző János mellkassebész, traumatológus, nyugalmazott főorvos
- Szabó István piarista rendházfőnök
- Dr. Szalóki Gyula az Országgyűlés Hivatala Főtitkársága főtanácsadója[78]
- Szigethy Gábor irodalom- és színháztörténész, rendező. író
- Dr. Székely István az Országos Magyar Vadászati védegylet jogi képviselője[78]
- Szijártó István
- Szomráki Béla ny. újságíró, tolmács-fordító
- Dr. Szöllősy Vágó László, a Vajdasági Magyar Művelődési Szövetség főtitkára
- Dr. Tóth Tamás rektor
- Török Jolán ügyvezető igazgató
- Várhelyi György szobrász- és éremművész
- Vizi Sándor, a Budafoki Munkás Testedző Egyesület ügyvezető elnöke[81]
- Zakar Péter főiskolai tanár, dékán

Katonai tagozat
- Kedves Gyula hadtörténeti muzeológus, fegyvertörténész

### 2011
Polgári tagozata
- Ébert Tibor író, költő, kritikus
- Dr. Soós Kálmán kárpátaljai magyar történész, a beregszászi II. Rákóczi Ferenc Kárpátaljai Magyar Főiskola rektora[83]
- Dr. Horváth Lóránt Ödön Prépost, prelátus, a Csornai Premontrei Prépostság apátja
- Ertunç Baykal,[84] az isztambuli Arel Egyetem egyetemi tanára
- Dr. Grúber Károly nagykövet, a Magyar Köztársaság Európai Unió brüsszeli Állandó Képviselete Kül- és Biztonságpolitikai Hivatala vezetője[85]
- Dr. Kátai Anikó, a Külügyminisztérium Belső Piaci és Jogi Főosztálya vezetője[85]
- Dr. Stauber Péter, a Belügyminisztérium Európai Együttműködési Főosztálya vezetője[85]
- Dr. Taubner Zoltán nagykövet, a külügyminiszter volt kabinetfőnöke[85]
- Antal L. Szalay üzletember, a Provertha Electronic Components tulajdonosa[86]
- Nyers István, a Zürichi Magyar Egyesület választmányi tagja[87]
- Bene Ferenc, az ausztráliai Független Magyar Szabadságharcos Szövetség elnöke[88]
- Márffy Attila, az ausztráliai Magyar Élet című hetilap tulajdonosa[88]
- Ányok Károly, a Recski Szövetség elnökségi tagja[89]
- Klébl Márton, a Recski Szövetség elnökségi tagja[89]
- Kornis Ferenc, a Recski Szövetség aktivistája[89]
- Bérczesi Mihályné, a Politikai Foglyok Országos Szövetsége Nógrád Megyei Szervezete elnöke[89]
- Fehérváry Zoltán, a Történelmi Igazságtétel Bizottság alelnöke, a Történelmi Igazságtétel Bizottság Győr-Moson-Sopron Megyei Tagozata elnöke[89]
- Gábor Józsefné, az 56-os Szövetség Mosonmagyaróvár városi elnöke[89]
- Stefka István újságíró, főszerkesztő[89]
- Palla László, a Politikai Foglyok Országos Szövetsége Számvizsgáló Bizottság elnöke[89]
- Rácz József Sándor, a Politikai Foglyok Országos Szövetsége 56-os Tagozat és Pest Megyei elnöke[89]
- Fülöp János[90]
- Kolcsár Géza, a Romániai Volt Politikai Foglyok Szövetsége tagja, a gyergyószárhegyi Székely Nemzeti Tanács elnöke[90]
- Molnár Mihály, a Romániai Volt Politikai Foglyok Szövetsége tagja[90]
- Rendes Lajos, a Maros Megyei Politikai Foglyok Szövetsége tagja[90]
- Zakariás Dezső István, a Romániai Volt Politikai Foglyok Szövetsége Hargita Megyei Szervezete tagja[90]
- Alan Henry George Walker, a MacMaster University professor emeritusa, tanszékvezető[91]
- Krémer Sándor, a Chicagói Magyar Klub elnöke[92]
- Dr. Gazsi Lajosné Laki Krisztina operaénekes, a brémai Hochschule für Künste tiszteletbeli professzora[93]
- Bíró János Antal ferences atya[94]
- Reisz Péter Pál, a szombathelyi assisi Szent Ferenc Kollégium igazgatója[95]
- Tokár Imre, az esztergomi Temesvári Pelbárt Ferences Gimnázium és Kollégium gimnáziumi igazgatója[95]
- Ádám Zita, a Szlovákiai Magyar Pedagógusok Szövetsége alelnöke[96]
- Balázs-Bécsi Gyöngyvér pszichopedagógus, a Kallós Zoltán Alapítvány elnöke, a válaszúti Mezőségi Szórványkollégium igazgatója[96]
- Bíró Gábor festőművész, restaurátor[96]
- Dukai Zoltán, a Ferences Rendház (Eszék) elöljárója[96]
- Ďurčo Zoltán, Érsekújvár esperes-plébánosa, püspöki helynök[96]
- Gazda József irodalom- és műkritikus, esszéíró, tanár[96]
- Gergely Istvánné Tőkés Erzsébet nyugalmazott tanár, a Házsongárdi Alapítvány alapító igazgatója
- Heim András képző és grafikusművész[96]
- Dr. Herman M. János, a Királyhágómelléki Egyházkerület lelkipásztora[96]
- Dr. Jakab Irén, az American Society of Psychopathology of Expression elnöke[96]
- Jakabffy Zsolt Attila, a San Fernando Völgyi Magyar Református Egyház lelkipásztora[96]
- Dr. Juhász Tamás, a teológiai tudomány doktora, a Kolozsvári Protestáns Teológiai Intézet volt rektora[96]
- Király László költő, műfordító, író, a Helikon irodalmi folyóirat szerkesztője[96]
- Király László nyugalmazott tanár[96]
- Kiss György Barnabás, a Szent Kereszt Magyar Egyházközség (Detroit) plébánosa[96]
- Kristófi János festő- és képzőművész[96]
- Damian MacPherson sportpszichológus, golfjátékos, edző, a tatai Old Lake Golf Klub igazgatója[96]
- Dr. Németh László Imre pápai prelátus, a Pápai Magyar Intézet rektora[96]
- Pallai Béla Miklós József, a Szatmárnémeti Parókia görögkatolikus parókusa, címzetes esperes[96]
- Papp Ferenc, az Újvidéki Nagy Sándor Műemlékvédő és Hagyományápoló Egyesület elnöke[96]
- Dr. Pusztai Árpád János biokémikus, nyugalmazott tudományos főkutató[96]
- Valovits László festőművész, a Romániai Képzőművészek Szövetsége tagja[96]
- Dr. Kapila Vatsyayan nyugalmazott kulturális államtitkár, az Indiai Parlament Felsőháza parlamenti képviselője[96]
- Balsay Miklós erdőmérnök, a Magyar Vadgazdálkodók Egyesülete elnöke[97]
- Barlay Tamás, a Médiaszolgáltatást Támogató és Vagyonkezelő Alap vallási főszerkesztője
- Dr. Belgya Tamás, a fizikai tudomány kandidátusa, a Magyar Tudományos Akadémia Izotópkutató Intézet tudományos osztályvezetője
- Dr. Bérces László, a Pázmány Péter Katolikus Egyetem Jog- és Államtudományi Kar Polgári Eljárásjogi Tanszék egyetemi mestertanára, ügyvéd
- Dr. Berényi Pál, az orvostudomány kandidátusa, a Fővárosi Szent István Kórház főorvosa, kutatóorvos
- Dr. Biernacki Karol, a Csongrád Megyei Levéltár igazgatója
- Dr. Bogár Péter László, címzetes fellebbviteli főügyészségi ügyész, a Fővárosi Főügyészség osztályvezető ügyésze
- Bozorády Zoltán Kornél, a Magyarországi Evangélikus Egyház nyugalmazott lelkésze
- Dr. Börzsönyi József István, a Zempléni Református Egyházmegye esperese, a Magyarországi Református Egyház Zsinat – Teológiai Bizottság tagja
- Chemez Edit, az Állami Számvevőszék főcsoportfőnök-helyettese
- Molnár Gyula Mihály, az Állami Számvevőszék osztályvezetője
- Cseffalvay Mária, a Közlekedéstudományi Intézet tudományos munkatársa
- Dr. Csenger-Zalán Attila diplomata, jogász
- Csenkey Éva, az Iparművészeti Múzeum Kerámia Osztály főmuzeológusa
- Dr. Csörgő Tamás, a Magyar Tudományos Akadémia doktora, a Magyar Tudományos Akadémia Központi Fizikai Kutató Intézet Részecske- és Magfizikai Kutatóintézet tudományos tanácsadója
- Érdiné dr. Szekeres Rozália, a Vidékfejlesztési Minisztérium Természetmegőrzési Főosztálya főosztályvezetője
- Farkas István, a mosonmagyaróvári Piarista Általános Iskola és Középiskola igazgatója
- Dr. Fekete György, a Székesfehérvári Munkaügyi Bíróság nyugalmazott elnöke
- Fokasz Nikosz, az Eötvös Loránd Tudományegyetem Társadalomtudományi Kar egyetemi tanára, a Magyarországi Görögök Kutatóintézete igazgatója[98]
- Dr. Fuchs Erik György, a Magyar Tudományos Akadémia doktora, a Miskolci Egyetem nyugalmazott címzetes egyetemi tanára
- Dr. Füleky György, a mezőgazdasági tudomány kandidátusa, a Szent István Egyetem egyetemi tanára
- Fülöp Ferenc András, az Alba Geotrade Fővállalkozó Tervező és Földmérő Zrt. vezérigazgatója
- Dr. Fülöp Rudolf, a Törökbálinti Tüdőgyógyintézet főigazgatója
- Dr. Ghiczy Tibor volt önkormányzati képviselő
- Gombár Judit Jászai Mari-díjas díszlet- és jelmeztervező, a Magyar Táncművészeti Főiskola főiskolai magántanára
- Dr. Gyarmati Károly, a HungaroControl Zrt. főosztályvezetője
- Dr. Hainitsch-Bayer Katalin, a Pest Megyei Bíróság bírája
- Dr. Kámán Évá, a Zalaegerszegi Munkaügyi Bíróság elnöke
- Dr. Tápai Piroska, a Bács-Kiskun Megyei Bíróság bírája
- Hábel György erdőmérnök, nyugalmazott MÁV mérnök-főtanácsos, közíró
- Harsányiné Vladár Ágnes Ybl-Miklós-díjas építészmérnök, műemlékvédelmi szakmérnök
- Hegedűs Endre zongoraművész, a Liszt Ferenc Zeneművészeti Egyetem Budapesti Tanárképző Intézete zongora professzora
- Heisler András, a Magyarországi Zsidó Hitközségek Szövetsége volt elnöke
- Horváthné dr. Jaczkó Vilma, a Kisvárdai Városi Bíróság elnöke
- Dr. Illés Béla, a Miskolci Egyetem Gépészmérnöki és Informatikai Kar dékánja, egyetemi tanár
- Jánosa Domokos Budapest Felsővíziváros – Szent Anna Plébánia plébánosa, pápai káplán
- Jávor Mátyás, a Székesfehérvári Zsidó Hitközség elnöke
- Kádár Iván, a Szent Szergej orosz ortodox templom parókusa
- Dr. Kallai Árpád Norbert, a hódmezővásárhelyi Erzsébet Kórház és Rendelőintézet főigazgatója
- Kalota József, a Konstantinápolyi Egyetemes Patriarchátus Magyarországi Orthodox Exarchátus presbitere, érseki vikárius
- Dr. Kaulics László, a Miskolci Exarchátus és a Zempléni Helynökség helynöke, parókus
- Dr. Kiss Róbert Gábor, az orvostudomány kandidátusa, a Honvédkórház – Állami Egészségügyi Központ Fekvőbeteg Osztályok Kardiológiai Osztály osztályvezető főorvosa
- Kisteleki Péter erdőmérnök, a Vadex Mezőföldi Erdő- és Vadgazdálkodási Zrt. vezérigazgatója
- Dr. Kovács János, a Magyar Tudományos Akadémia doktora, az Eötvös Loránd Tudományegyetem Természettudományi Kar Biológiai Intézet professor emeritusa
- Dr. Lantos Béla, a Magyar Tudományos Akadémia doktora, a Budapesti Műszaki és Gazdaságtudományi Egyetem Irányítástechnika és Informatika Tanszék egyetemi tanára
- László Miklós, a Budapesti Zsidó Hitközség elöljárósága tagja, a Magyarországi Zsidó Hitközségek Szövetsége vezetősége tagja
- Dr. Maczonkai Mihály, a Pécsi Tudományegyetem Állam- és Jogtudományi Kar dékán-helyettese, egyetemi docens
- Dr. Maróth Miklósné dr. Jeremiás Éva, a nyelvtudomány kandidátusa, az Eötvös Loránd Tudományegyetem Bölcsészettudományi Kar Orientalisztikai Intézet egyetemi tanára
- Dr. Menich Péter, a Nemzeti Közlekedési Hatóság főosztályvezetője
- Meskóné dr. Turcsányi Erika Júlia címzetes főügyészségi ügyésznek, a Budapest I. és XII. kerületi Ügyészsége vezető ügyésze
- Mónus Ferenc, a Nemzeti Közlekedési Hatóság Légügyi Hivatal nyugalmazott főosztályvezetője
- Nagy György, a Köztisztasági Egyesülés igazgatója
- Dr. Nagyhaju Béla Sándor, a Közigazgatási és Igazságügyi Minisztérium főosztályvezetője
- Dr. Nemes György, az orvostudomány kandidátusa, a szentendrei Traumatológiai Szakrendelő főorvosa, a Semmelweis Egyetem címzetes egyetemi tanára
- Ötvös Csilla, a Magyar Állami Operaház nyugalmazott magánénekese, a budapesti Weiner Leó Zeneiskola és Szakközépiskola magánének-tanára
- Dr. Pálóczi Horváth András, a történelemtudomány kandidátusa, a Károli Gáspár Református Egyetem tanszékvezető egyetemi docense
- Papp István, a Fővárosi Szabó Ervin Könyvtár nyugalmazott főigazgató-helyettese
- Rudas Ferenc volt válogatott labdarúgó
- Rusz Milán, a Magyarországi Szerb Színház ügyvezető igazgatója, színművész, rendező
- Dr. Schubert András, a Magyar Tudományos Akadémia Kutatásszervezési Intézet ügyvivő szakértője
- Stelczer Péter, a Legfőbb Ügyészség Gazdasági Főigazgatósága osztályvezetője
- Süllei László, Esztergom–Budapesti Főegyházmegye plébánosa
- Szabó Iván, a Dr. Szabó Iván Ügyvédi Iroda vezetője
- Szabó Lászlóné dr. Borsos Olga botanikus, a biológiai tudomány kandidátusa, címzetes egyetemi docens
- Szabóné dr. Kormos Edit, a Heves Megyei Bíróság csoportvezető bírája
- Szakolczay Varga Lajos József Attila-díjas író, művészetkritikus
- Szalai László, a Fehérgyarmati Református Egyházközség lelkipásztora
- Szamos István László, a Magyar Közút Nonprofit Zrt. Szabolcs-Szatmár-Bereg Megyei Igazgatóság megyei igazgatója
- Dr. Szent-Imrey Tamás pszichológus, címzetes főiskolai tanár, a Humán Faktor Kanadai-Magyar Menedzserképző és Vezetési Tanácsadó Kft. igazgatója
- Szentes László, a Honvédelmi Minisztérium Védelmi Hivatal szakreferense
- Dr. Szentiványi Péter, a mezőgazdasági tudomány doktora, nemesítő, kertészmérnök, az Állami Gyümölcs- és Dísznövénytermesztési Kutató-Fejlesztő Közhasznú Nonprofit Kft. tudományos főtanácsosa
- Dr. Széles Klára, az irodalomtudomány doktora, József Attila-díjas irodalomtörténész
- Dr. Thurzó László, az orvostudomány kandidátusa, a Szegedi Tudományegyetem Általános Orvostudományi Kar Onkoterápiás Klinika tanszékvezető egyetemi tanára
- Dr. Toldi József, a Magyar Tudományos Akadémia doktora, a Szegedi Tudományegyetem Természettudományi és Informatikai Kar tanszékvezető egyetemi tanára
- Tóthné dr. Andreánszky Judit, a Pesti Központi Kerületi Bíróság csoportvezető-helyettes bírája, címzetes megyei bírósági bíró
- Dr. Udvarhelyi Nándor vasdiplomás nyugalmazott ügyvéd
- Dr. Urbán László István, közgazdász, a Magyar Suzuki vezérigazgató-helyettese – Köztársasági Elnöki Hivatal: VIII-1/06273/97/2011.
- Dr. Végh Zsuzsanna Judit, a Bevándorlási és Állampolgársági Hivatal főigazgatója
- Maciej Ludwik Wasilewski, a Telmex-Nowy Styl Zrt. elnök-vezérigazgatója, a Máltai Lovagrend tagja
- Wisnovszky Károly, a Mezőgazdasági Szakigazgatási Hivatal Erdészeti Igazgatóság igazgatója
- Dr. Zámbori Tibor, a Békés Megyei Bíróság elnök-helyettese
- Zelenka Pál, a Közlekedési Műszergyártó Zrt. vezérigazgatója
- Barbara Maria Wiechno, a Lengyel Tájékoztató és Kulturális Központ volt igazgatója[99]

Katonai tagozat
- Biczó László büntetés-végrehajtási dandártábornok, a Márianosztrai Fegyház és Börtön intézetparancsnoka
- Dr. Bocsy Imre ezredes, a Győri Katonai Ügyészség ügyészségvezetője
- Dombi Lőrinc nyugállományú ezredes
- Fróna Imre rendőr alezredes, az Országos Rendőr-főkapitányság Köztársasági Őrezred Objektumvédelmi Főosztály Parlamenti Biztonsági Osztály Dísz- és Koronaőrző Őrségi Alosztály vezetője
- Kampel Oszkár János nyugalmazott tűzoltó ezredes, a Vas Megyei Katasztrófavédelmi Igazgatóság igazgatója
- Dr. Miklós Irén Erzsébet nyugalmazott rendőr ezredes, a Rendőrtiszti Főiskola Büntetőjogi és Kriminológiai Tanszék főiskolai adjunktusa, szakcsoportvezető
- Dr. Nagy László orvos ezredes, a Honvédkórház – Állami Egészségügyi Központ Fekvőbeteg Osztályok, Központi Aneszteziológiai és Intenzív Terápiás Osztály osztályvezető főorvosa
- Dr. Vajda Adrienne orvos ezredes, a Honvédkórház – Állami Egészségügyi Központ Fekvőbeteg Osztályok, Bőrgyógyászati Osztály osztályvezető főorvosa
- Oláh József ezredes, a Magyar Honvédség Összhaderőnemi Parancsnokság Törzs-elemző-értékelő főnökség főnöke
- Dr. Padányi József mérnök ezredes, a Magyar Tudományos Akadémia doktora, a Zrínyi Miklós Nemzetvédelmi Egyetem stratégiai és intézményfejlesztési rektor-helyettese
- Dr. Rusz József mérnök ezredes, a Honvédelmi Minisztérium Fegyverzeti és Hadbiztosi Hivatal Hadfelszerelési Igazgatóság, Haditechnikai Intézet intézetvezetője

_____
A jegyzetszám nélküli forrást lásd itt:

### 2011. március 15.
- Dr. Antos László, a Magyar Innovációs Szövetség ügyvezető igazgatója
- Dr. Berey Attila, a Fejér Megyei Mezőgazdasági Szakigazgatási Hivatal nyugalmazott főigazgatója[101]
- Dr. Csonki István, a Közép-dunántúli Környezetvédelmi és Vízügyi Igazgatóság igazgatója[101]
- Dr. Dombi András, a Szegedi Tudományegyetem egyetemi tanára
- Dr. Dulovics Dezső, a Magyar Szennyvíztechnikai Szövetség ügyvezető igazgatója[101]
- Dr. Fehér Erzsébet, a Semmelweis Egyetem egyetemi tanára
- Dr. Fehér Miklós, a kisbéri Batthyány Kázmér Szakkórház és Rendelőintézet Rehabilitációs Osztály osztályvezető főorvosa
- Dr. Grofcsik András, a Budapesti Műszaki és Gazdaságtudományi Egyetem egyetemi tanára
- Grünberger Tamás csillárkészítő kézműves mester
- Dr. György István, a Budapesti Corvinus Egyetem rektorhelyettes
- Dr. Hajtós István, az állatorvos-tudomány kandidátusa, Borsod-Abaúj-Zemplén Megyei Kormányhivatal Élelmiszer-biztonsági és Állategészségügyi Igazgatósága hatósági főállatorvosa[101]
- Hilke Höhn, a Türingiai Mezőgazdasági, Erdészeti, Természetvédelmi és Környezeti Minisztérium osztályvezetője[101]
- Horváth Attila, dalszövegíró
- Dr. Kardos Gábor, az Eötvös Loránd Tudományegyetem tanszékvezető egyetemi tanára
- Kiss-B. Atilla Liszt Ferenc-díjas operaénekes
- Dr. Kiss Gy. Csaba József Attila-díjas irodalomtörténész, az Eötvös Loránd Tudományegyetem nyugalmazott egyetemi docense
- Dr. Májer János, a Pannon Egyetem Agrártudományi Centrum Szőlészeti és Borászati Kutatóintézet igazgatója
- Dr. Nagy Zoltán, a Pannon Egyetem egyetemi tanára
- Prof. dr. Papp György, az orvostudomány kandidátusa, a Honvédkórház – Állami Egészségügyi Központ Urológiai Osztály osztályvezető főorvosa[102]
- Dr. Németh József, a Gottsegen György Országos Kardiológiai Intézet osztályvezető-helyettes főorvosa
- Dr. Rajnavölgyi Éva, a Debreceni Egyetem Orvos- és Egészségtudományi Centrum, Immunológiai Intézet igazgatója, egyetemi tanár
- ifjabb Sapszon Ferenc Liszt Ferenc-díjas karnagy, a Kodály Zoltán Magyar Kórusiskola művészeti vezetője
- Sipos László erdélyi festőművész, grafikus
- Som László, az Állami Erdészeti Szolgálat Zalaegerszegi Igazgatósága nyugalmazott osztályvezetője[101]
- Dr. Svébis Mihály, a Bács-Kiskun Megyei Kórház főigazgatója
- Szabó Helga zenepedagógus, főiskolai tanár
- Dr. Szabó László, a Semmelweis Egyetem professor emeritusa
- Dr. Vajdovich István, a Csongrád Megyei Kórház Szájsebészeti Osztály nyugalmazott osztályvezető főorvosa, címzetes egyetemi tanár
- Varga Miklós előadóművész
- Dr. Vári Fábián László költő, etnográfus, az Együtt című folyóirat Szerkesztő Bizottsága elnöke, a Kárpátaljai Magyar Főiskola tanára

## Magyar Köztársasági Érdemrend lovagkeresztje

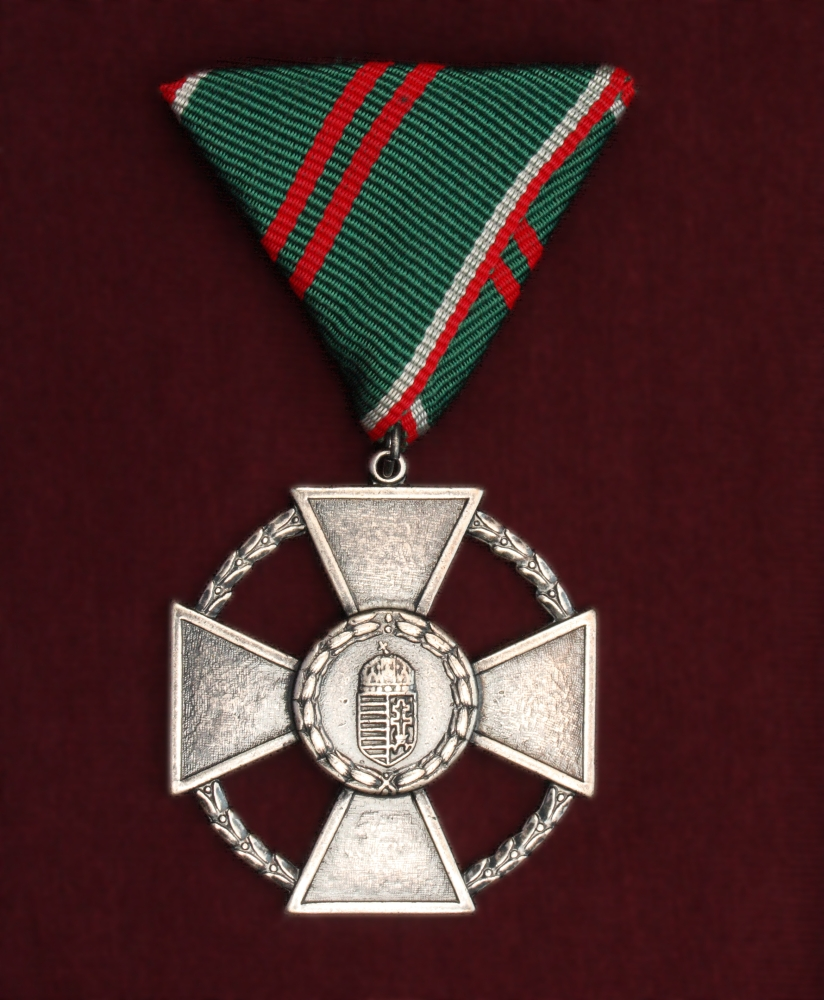
A Magyar Köztársasági Érdemrend kiskeresztje egy állami kitüntetés volt 1991 és 2000 között, majd 2011-ig a Magyar Köztársasági Érdemrend lovagkeresztje volt a neve

A Magyar Köztársasági Érdemrend és Érdemkereszt adományozása díjmentesen történik, kérelmezése nem engedhető meg. A lovagkeresztnek az Érdemrend két tagozatának, a polgárinak és katonainak, megfelelően kétféle alakja van; a kereszt átmérője mindkét esetben 42 mm.

„A polgári tagozat lovagkeresztjének a háromszög alakban összehajtott 40 mm széles szalagján a 34 mm széles sötét smaragdzöld sávot jobbról-balról 1,5 mm széles fehér és 1,5 mm széles piros sáv szegélyezi.”

– 1. számú melléklet az 1991. évi XXXI. törvényhez.

„A katonai tagozat lovagkeresztjének háromszög alakban összehajtott 40 mm széles szalagján a 34 mm széles piros sávot jobbról-balról 1,5 mm széles fehér és 1,5 mm széles zöld sáv szegélyezi.”

– 1. számú melléklet az 1991. évi XXXI. törvényhez

## Díjazottak

### 2010. október 23.
- Babella László edző
- Beszprémy Katalin népművész
- Csákváry Ferenc, a HM Hadtörténeti Intézet és Múzeum Hadtörténelmi Közlemények Szerkesztősége főszerkesztője
- Dr. Dinya Zoltán, a Nyíregyházi Főiskola egyetemi tanára
- Dobra János, a Budapest Tomkins Énekegyüttes művészeti vezetője, karmester
- Dr. Faust Dezső, a Szent István Egyetem professor emeritusa
- Dr. Fischer Ferenc, a Pécsi Tudományegyetem egyetemi tanára
- Frank Mária gordonkaművész
- Hajdu Ráfis János, a mezőkövesdi Mezőgazdasági Gépmúzeum alapítója
- Dr. Honfi László, az Eszterházy Károly Főiskola tanszékvezető főiskolai tanára, a Testnevelési és Sporttudományi Intézet igazgatója
- Dr. Kocsis László, a Pannon Egyetem egyetemi tanára
- Dr. Koncz Gábor, a Magyar Kultúra Alapítvány igazgatója
- Dr. Körmendi Sándor, a Kaposvári Egyetem docense
- Lengyel Pál, a Harlekin Bábszínház igazgató-főrendezője
- Dr. Padisák Judit, a Pannon Egyetem egyetemi tanára
- Páter Kiss Ulrich jezsuita atya, a Szent Ignác Jezsuita Szakkollégium rektora
- Dr. Ringler András, a Szegedi Tudományegyetem docense
- Dr. Rohály Gábor borászati publicista, nyugalmazott orvos
- Strausz Kálmán, a Honvéd Férfikar vezető karnagya, művészeti vezető
- Dr. Szarka László, az MTA Geodéziai és Geofizikai Kutatóintézet volt igazgatóhelyettese
- Szenti Tibor néprajzkutató[105][106]
- Szőke János szerzetes pap
- Dr. Tóth József, a Heim Pál Gyermekkórház gyermekurológusa, főorvos
- Dr. Varga Ferenc, a Nyugat-magyarországi Egyetem professor emeritusa
- Dr. Vígh László mesteredző, a Magyar Testnevelési Egyetem nyugalmazott tanára

### 2010. március 15.
- Dr. Augusztinovicz Fülöp, a Budapesti Műszaki és Gazdaságtudományi Egyetem tanszékvezető-helyettes egyetemi docense
- Bálint Imre, Ybl Miklós-díjas építésznek, a Budapesti Építész Kamara elnökének, a Bálint és Társa Építészek Irodája ügyvezetője
- Dr. Bárdos Jenő, a Pannon Egyetem intézetigazgató egyetemi tanára
- Borbiczki Ferenc, a Vígszínház Jászai Mari-díjas színművésze
- Bódis Kriszta, író, dokumentumfilmes, pszichológus
- Dr. Cseh Sándor, a Nyugat-magyarországi Egyetem dékánja, főiskolai tanár
- Csonka András, a Müpa vezérigazgató-helyettese[107]
- Dr. Dénes György, a Magyar Barlangi Mentőszolgálat elnöke
- Erdődyné Csorba Csilla, a Petőfi Irodalmi Múzeum főigazgatója
- Dr. Faigl Ferenc, a Budapesti Műszaki és Gazdaságtudományi Egyetem dékán-helyettese, egyetemi tanár
- Dr. Farkas Katalin, az Oktatáskutató és Fejlesztő Intézet főigazgatója
- Fónagy Zoltán a bécsi Collegium Hungaricum volt igazgatója
- Gaál Lajos, a Szlovákiai Barlangok Igazgatósága barlangkezelési osztályvezetője
- Gáspárik Attila, színész, médiaszakember
- Hárs József, Bóly város polgármestere
- Hodosán Róza, szociológus, a Szociálpolitikai és Munkaügyi Intézet kutatója
- Dr. Horváth Elek, az Óbudai Egyetem általános és oktatási rektorhelyettese, főiskolai tanár
- Horváth Tamás, a Duna Televízió Zrt. rendező-operatőre
- Horváth Zoltán, Erkel Ferenc-díjas opera-rendező, Érdemes Művész
- Hosszú Katinka világ- és Európa-bajnok magyar gyors- és vegyesúszó, olimpikon
- Dr. Járai Antal, az ELTE egyetemi tanára,
- Jávorszky Béla, József Attila-díjas műfordító
- Kiss Tibor, zenész, képzőművész, a Quimby együttes tagja
- Dr. Koncz Katalin Éva, a Budapesti Nyílt Társadalom Intézet Alapítvány ügyvezető igazgatója
- Kovács György, Balázs Béla-díjas hangmérnök
- Krasznai Tamás, a Győri Nemzeti Színház örökös tagja
- Dr. Lauter Éva, a Balassi Intézet főigazgatója
- Dr. Majó Zoltán, a Szegedi Tudományegyetem József Attila Tanulmányi és Információs Központjának fejlesztési igazgatója, egyetemi docens
- Makány Márta, divattervező
- Manninger Miklós, koreográfus, néptáncpedagógus
- Dr. Mihalovics Árpád László, a Pannon Egyetem rektorhelyettese, tanszékvezető egyetemi tanár
- Monostori László villamosmérnök, egyetemi tanár
- Dr. Penke Botondné Dr. Jancski Olga, a Szegedi Tudományegyetem egyetemi tanára
- Petőcz András, József Attila- és Márai Sándor-díjas író, költő
- Dr. Praznovszky Mihály, a Veszprém Megyei Könyvtár nyugalmazott igazgatója
- Dr. Prehlik Lajos, jegyző
- Dr. Richter Péter, a Budapesti Műszaki és Gazdaságtudományi Egyetem tanszékvezető egyetemi tanára
- Riskó Géza, a Duna Televízió Zrt. főszerkesztője
- Selmeczi György, Erkel Ferenc-díjas zeneszerző
- Dr. Skaliczki Judit, az Oktatási és Kulturális Minisztérium nyugalmazott főosztályvezető-helyettese
- Szakály Ágnes, Liszt Ferenc- és Németh László-díjas cimbalomművész, a VI. kerületi Tóth Aladár Zeneiskola tanára
- Dr. Szalay Zoltán, a Heves Megyei Hírlap vezető szerkesztője
- Dr. Szántó Zoltán Oszkár, a Budapesti Corvinus Egyetem intézetigazgató egyetemi tanára
- Szetey András, újságíró, a Délmagyarország főszerkesztője
- Tariska Szabolcs, szövegíró-előadóművész
- Török Tamás, a Déryné Vándorszíntársulat vezetője, rendező
- Vidákovics Antal, táncművész, koreográfus, a Pécsi Horvát Színház és a Pécsi Szabadtéri Játékok igazgatója
- Dr. Voigt Vilmos, az ELTE egyetemi tanára.

### 2009
- Adamkó Péter barlangkutató, Magyar Barlangi Mentőszolgálat
- Árok Antal, a Pedagógusok Lapja főszerkesztője
- Babarczy Eszter szerkesztő, kritikus, publicista, esszéista, műfordító
- Barkóczi István, okleveles erdőmérnök, SEFAG Erdészeti ZRt. vezérigazgatója
- Dr. Barócsi Zoltán, az MVM Trade ZRt. igazgatója
- Dr. Bartholy Judit, az ELTE Meteorológiai Tanszékének tanszékvezető egyetemi tanára
- Bartl József Munkácsy Mihály-díjas festőművész
- Bencze Ilona magyar színművésznő, rendező
- Bencze Péter Barnabásné, a Pénzügyminisztérium Önkormányzati, Területfejlesztési és Agrárgazdálkodási Főosztályának szakmai főtanácsadója
- Pat Cortina, a Magyar jégkorong-válogatott szövetségi kapitánya
- Dr. Csapó Benő, a Szegedi Tudományegyetem tanszékvezető egyetemi tanára
- Csávossy György, romániai magyar költő, színműíró, mezőgazdasági szakíró
- Dr. Csiba László, a Debreceni Egyetem egyetemi tanára, a Neurológiai Klinika igazgatója
- Csizmadia Tibor Jászai Mari-díjas színművész, az egri Gárdonyi Géza Színház igazgatója
- Dávid Ferenc művészettörténész, az MTA Művészettörténeti Kutatóintézet tudományos főmunkatársa[108]
- Déry Attila Ybl Miklós-díjas építészmérnök
- Détár Enikő, a Madách Színház Déryné-díjas színművésze
- Dohos László Liszt Ferenc-díjas karnagy, nyugalmazott főkarmester, a Magyar Fúvószenei és Mazsorett Szövetség elnöke, egyetemi tanár
- Fábián György Újságíró, szerkesztő, a Kisalföld és a Délmagyarország közös mellékleteinek vezető szerkesztője
- Dr. Finszter Géza az Országos Kriminológiai Intézet osztályvezetője, tudományos főmunkatárs
- Friedrich Károly dzsesszmuzsikus, zeneszerző, a Liszt Ferenc Zeneművészeti Egyetem Dzsessz Tanszékének egyetemi docense
- Galgóczy Árpád József Attila-díjas költő, műfordító
- Garaczi László József Attila-díjas író
- Győri István, a Pannon Egyetem tanszékvezető egyetemi tanára
- Dr. Grósz György, főorvos
- Dr. Hajós László, a Szent István Egyetem dékánhelyettes egyetemi tanára, intézetigazgató
- Dr. Havas László, a Debreceni Egyetem egyetemi tanára
- Horgas Eszter fuvolaművész, a Weiner Leó Zeneművészeti Szakközépiskola Fafúvós Tanszak vezetője
- Dr. Horváth Attila, a College International főigazgatója
- Dr. Kertesi Gábor, a Magyar Tudományos Akadémia Közgazdaságtudományi Intézetének tudományos főmunkatársa
- Dr. Klukovits Lajos, a Szegedi Tudományegyetem Doktori Intézete igazgatója
- Dr. Koncsos Ferenc, az Eszterházy Károly Főiskola főtitkára, főiskolai docens
- Dr. Kozma László, az ELTE Informatikai Kar dékánja, egyetemi docens
- Dr. Kukai Tibor, a Pécsi Tudományegyetem főiskolai docense
- Dr. Lannert Judit, a TÁRKI-TUDOK Tudásmenedzsment és Oktatáskutató Központ Zrt. vezérigazgatója
- Lászlóffy Csaba József Attila-díjas erdélyi magyar költő író, műfordító, esszéista
- Dr. Leél-Őssy Szabolcs geológus, az Eötvös Loránd Tudományegyetem TTK Földrajz- és Földtudományi Intézet docense
- Dr. Lippényi Tivadar, mérnök, a Nemzeti Kutatási és Technológiai Hivatal elnökhelyettese
- Dr. Lövétei István, alkotmányjogász, a Corvinus egyetem és az ELTE docense
- Márkus Béla, a Nyugat-magyarországi Egyetem intézetigazgató egyetemi tanára
- Dr. Mártonffy Béla, a Fruit Veb, Magyar Zöldség-Gyümölcs Szakmaközi Szervezet és Terméktanács ügyvezető igazgatója
- Dr. Módis László, a Debreceni Egyetem egyetemi tanára
- Dr. Mózes Mihály, az Eszterházy Károly Főiskola dékánja, tanszékvezető egyetemi tanára
- Dr. Nagy József, a Szegedi Tudományegyetem professor emeritusa
- Nyertes Zsuzsa, a Centrál Színpad színművésze
- Dr. Ormos Jenő a Szegedi Tudományegyetem professor emeritusa
- Péter Mihály Heinrich orvos, mikrobiológus
- Dr. Petercsák Tivadar, a Heves Megyei Múzeumi Szervezet nyugalmazott igazgatója, az Eszterházy Károly Főiskola címzetes főiskolai tanára
- Péteri Zoltán az MTA Jogtudományi Intézet tudományos tanácsadója[108]
- Dr. Radics László, a Budapesti Corvinus Egyetem tanszékvezető egyetemi tanára
- Sebestény Katalin, a Magyar Táncművészeti Főiskola főiskolai tanára, Liszt Ferenc-díjas balettművész, érdemes művész
- Sipos Jenő, a VPOP szóvivője
- Dr. Speier Gábor, a Pannon Egyetem egyetemi tanára
- Dr. Stukovszky Zsolt, a Budapesti Műszaki és Gazdaságtudományi Egyetem tudományos munkatársa
- Dr. Sükösd Csaba, a Budapesti és Gazdaságtudományi Egyetem tanszékvezető egyetemi docense
- Dr. Szabó Katalin, a Budapesti Corvinus Egyetem egyetemi tanára
- Dr. Szabó László, a Jász-Nagykun-Szolnok Megyei Múzeumok Igazgatósága nyugalmazott osztályvezetője, nyugalmazott egyetemi tanár
- Szabó Zsoltné, a Szent István Egyetem Állatorvos-tudományi Kar Könyvtárának főigazgatója
- Szakály György, a Magyar Állami Operaház Kossuth-díjas balettművésze, a Magyar Táncművészeti Főiskola intézetigazgatója, kiváló művész
- Sz. Bíró Zoltán, az MTA Történettudományi Intézet tudományos főmunkatársa
- Dr. Szilágyi András művészettörténész, az Iparművészeti Múzeum főtanácsosa
- Dr. Takács Péter, az ELTE egyetemi tanára
- Dr. Tarján Tamás József Attila-díjas irodalomtörténész, az ELTE egyetemi docense
- Tóth Bálint matematikus[109]
- Dr. Trencsényi László, a Magyar Pedagógiai Társaság ügyvezető elnöke, az ELTE tanszékvezető egyetemi docense
- Vajda Márta, a Magyar Színházi Társaság ügyvezető titkára
- Varga Júlia, a Budapesti Corvinus Egyetem egyetemi docense
- Dr. Veress Márton, a Nyugat-magyarországi Egyetem dékánja, intézetigazgató egyetemi tanár

Az oktatási és kulturális miniszter adta át:
- Andai Györgyi, a Budapesti Kamaraszínház Kht. Jászai Mari-díjas színművészének
- Dénes László, a Liszt Ferenc Zeneművészeti Egyetem nyugalmazott tanszékvezető főiskolai docensének, a Bartók Konzervatórium tanárának,
- Dobos Kálmán Erkel Ferenc-díjas zeneszerzőnek,
- Fábián György újságírónak, a Kisalföld című napilap Központi Mellékletszerkesztőség vezetőjének,
- Fráter László csellóművésznek, a Mexikói Állami Konzervatórium főigazgatójának,
- Hemző Károly Balázs Béla és Táncsics Mihály-díjas fotóriporternek, Érdemes és Kiváló Művésznek,
- Kovács Sándor Erkel Ferenc-díjas zenetörténésznek, a Liszt Ferenc Zeneművészeti Egyetem tanszékvezető egyetemi tanárának,
- Lajos Mari gasztronómiai szakírónak, újságírónak, dramaturgnak, műfordítónak,
- Dr. Lövétei István, a Budapesti Corvinus Egyetem főiskolai docensének,
- Dr. Nábrádi András, a Debreceni Egyetem dékánjának, tanszékvezető egyetemi tanárnak,
- Nagy Anna, a Fővárosi Szabó Ervin Könyvtár Központi Könyvtára igazgatójának,
- Páll Lajos, a komlói Városi Művelődési Központ nyugalmazott igazgatójának,
- Dr. Pénzes Béla, a Budapesti Corvinus Egyetem tanszékvezető egyetemi docensének,
- Dr. Rechnitzer János, a Széchenyi István Egyetem általános és tudományos rektor-helyettesének, egyetemi tanárnak,
- Dr. Sarbu Aladár, az ELTE egyetemi tanárának,
- Szenthelyi Judit zongoraművésznek, a Liszt Ferenc Zeneművészeti Egyetem egyetemi docensének,
- Dr. Szörényi József, a Szegedi Tudományegyetem magister emeritusának, (aki augusztus 10-én töltötte be 100. életévét),
- Dr. Sz. Jónás Ilona, az ELTE professor emeritusának
- Dr. Tóth Bálint, a Budapesti Műszaki és Gazdaságtudományi Egyetem intézet-igazgatójának, tanszékvezető egyetemi tanárnak,
- Tövisházi Ambrus zeneszerzőnek, előadóművésznek,
- Dr. Valter Ilona régésznek,
- V. Kulcsár Ildikó, a Nők Lapja munkatársának.

### 2008
Polgári tagozat
- dr. Angelus Iván, a Budapest Kortárstánc Főiskola, Szakközépiskola és Alapfokú Művészeti Iskola igazgatója
- dr. Ágostházi László építészmérnök
- Bahget Iskander fotóművész
- Baross Gábor, a Győri Filharmonikus Zenekar igazgatója
- Berényi Sándorné dr., az Országos Nyugdíjbiztosítási Főigazgatóság főigazgató-helyettese
- Besenyei Péter műrepülő
- Bogdán Zsolt romániai magyar színész
- Boór János filozófus, újságíró
- B. Turán Róbert, a Zsidó Múzeum és Levéltár igazgatója
- dr. Csákány György Mátyás, az orvostudomány kandidátusa, a Jahn Ferenc Dél-pesti Kórház osztályvezető főorvosa
- Csepeli Lajos, a COOP-Szolnok Zrt. vezérigazgatója
- Csiky András, romániai magyar színész
- dr. Csíkos Zoltán, az Észak-alföldi Regionális Közigazgatási Hivatal Jász-Nagykun-Szolnok megyei kirendeltség vezetője
- dr. Dank Magdolna, a Semmelweis Egyetem Radiológiai és Onkoterápiás Klinika egyetemi docense
- Debreczeniné Mezey Alice művészettörténész, tudományos kutató
- Dietrich Tamás Dénes, a Bookline.hu Internetes Kereskedelmi Rt. vezérigazgatója
- Dr. Fehér György, a Budapesti Műszaki Főiskola Automatika Intézet igazgatója, főiskolai docens
- Dr. Furka István, a Debrecen Egyetem egyetemi tanára
- Dr. Gautier Barna, a Vas Megyei Markusovszky Lajos Általános, Rehabilitációs és Gyógyfürdő Kórház főorvosa, főtanácsos
- Gerendás Péter Liszt-díjas előadóművész
- Gupcsó Gyöngyvér, a Magyar Állami Operaház Gyermekkarvezetője, a budapesti VII. kerületi Erkel Ferenc Általános Iskola tanára
- Hadik Gyula szobrászművész
- Hága Mária újságíró, nyugalmazott igazgatóhelyettes, a XI. kerületi Cigány Kisebbségi Önkormányzat és az Országos Cigány Kisebbségi Önkormányzat képviselője
- Heinrich Péter, a Közép-dunántúli Regionális Fejlesztési Ügynökség Kht. ügyvezető igazgatója
- Hetey Katalin festő-és szobrászművész
- Holl Imre régész, az MTA Régészeti Intézet nyugalmazott tudományos főmunkatársa
- Dr. Horváth Gyula, a Kaposvári Egyetem Állattudományi Kar tanszékvezető egyetemi docense
- Jamrik Péter, a Novofer Távközlési Innovációs Zrt. vezérigazgatója
- Dr. Jermendy György, az orvostudomány doktora, a Fővárosi Önkormányzat Bajcsy-Zsilinszky Kórháza osztályvezető főorvosa
- Dr. Jobbágy Ákos, a Budapesti Műszaki és Gazdaságtudományi Egyetem Oktatási Igazgatósága igazgatója, egyetemi tanár
- Dr. Kajtár István, a Pécsi Tudományegyetem egyetemi tanára
- Kecskés Gábor, a Debreceni Orvos- és Egészségtudományi Centrum gazdasági igazgatója
- Kelemen László, a Hagyományok Háza főigazgatója
- Dr. Keszi-Kovács László etnográfus
- Keszthelyi Ferencné Osskó Katalin, a Magyar Művelődési Intézet és Képzőművészeti Lektorátus nyugalmazott igazgatója
- Dr. Kiscelli László, a Széchenyi István Egyetem nyugalmazott egyetemi tanára
- Dr. Kiss Jenő, az ELTE intézetigazgató egyetemi tanára
- Kiss Sándor, a Szegedi Fonalfeldolgozó Rt. vezérigazgatója
- Koncz Zsuzsa (fotóriporter)
- Dr. Kovács Attila helyettes országos tiszti főorvos
- Kovács István, a Győr-Moson-Sopron Megyei Sportigazgatóság vezetője
- Dr. Kovács Zoltán, a Budapesti Corvinus Egyetem intézetigazgatója
- Küllői Péter András, a Bátor Tábor Alapítvány kuratóriumi elnöke
- Kozák Danuta kajakozó
- Lattmann Béla basszusgitárművész, a Liszt Ferenc Zeneművészeti Egyetem basszusgitár tanszékvezető tanára
- Laux József előadóművész, a JLX Kiadó ügyvezető igazgatója
- Lőcsei Jenő magántáncos, a Budapesti Operettszínház balettegyüttese vezetője
- Mädl Pál, a Libro-Trade Kft. igazgatója
- Dr. Molnár Sándor, Nyugat-magyarországi Egyetem professzora
- Nagy Attila, az Állami Autópálya Kezelő Zrt. vezérigazgatója
- Németh János Munkácsy-díjas keramikusművész
- Németh Péter, a Népszava főszerkesztője
- Novák István építész, Makó, Szeged és Szarvas város főépítésze
- Dr. Ormay László nyugalmazott mesteredző, a Magyar Edzők Társasága elnöke
- Papp Oszkár festőművész, grafikusművész
- Dr. Paulin Ferenc, a Semmelweis Egyetem egyetemi tanára
- Pánczél Éva, a Magyar Állami Operaház magánénekese
- Dr. Peja Márta, a Miskolci Egyetem dékánja, tanszékvezető főiskolai tanára
- Dibusz Éva bemondó, tanár
- Péterfy Bori magyar énekesnő, színésznő
- Pozsár István, a Mefesz (Magyar Egyetemisták és Főiskolások Szövetsége) volt vezetője
- Rajhona Ádám, a Vígszínház Jászai Mari-díjas színművésze
- Rózsa Péter újságíró
- Sauli Maurizio, az Ansaldo Sistemi Indistriali S.P.A. regionális igazgatója
- Dr. Selényi Endre, a Budapesti Műszaki és Gazdaságtudományi Egyetem egyetemi tanára
- Dr. Sipos Attila, a Nemzetközi Polgári Repülési Szervezet volt alelnöke
- Szabó András, a GYSEV Zrt. Igazgatóságának elnöke
- Szalay-Berzeviczy Attila, a Budapesti Értéktőzsde Rt. volt elnöke, az Öngondoskodás Kuratóriuma tagja
- Szántó András, a Magyar Távirati Iroda általános, szakmai alelnöke
- Szegvári Katalin újságíró
- Szirmai László, az Országos Szórakoztatózenei Központ igazgatója
- Dr. Szlávik Lajos, az Eötvös József Főiskola Műszaki Fakultása tanszékvezető főiskolai tanára
- Szunyoghy András grafikusművész, festőművész
- Dr. Tomácsi István, az orvostudomány doktora, az Állami Egészségügyi Központ osztályvezető főorvosa
- Vagyóczky Tibor filmoperatőr
- Ft. Vas László plébános, Passaici Szent István római katolikus magyar templom, New Jersey, Amerikai Egyesült Államok
- Verebély Iván, a Vidám Színpad színművésze
- Zala Péterné, a Budapesti Gazdasági Főiskola Külkereskedelmi Főiskolai Kar Könyvtára vezetője
- Zimmermann József, a Közép-dunántúli Regionális Munkaügyi Központ (Székesfehérvár) főigazgatója

A környezetvédelmi és vízügyi miniszter által augusztus 20. alkalmából átadott kitüntetések:
- Dr. Anda Angéla Rita, a Pannon Egyetem Georgikon Mezőgazdaságtudományi Kar tanszékvezető egyetemi tanára,
- Bánsági György környezetvédelmi szakember, az ÓZON Fejlesztı és Szolgáltató Kft. nyugalmazott ügyvezető igazgatója,
- Dr. Holly László, a Mezőgazdasági Szakigazgatási Hivatal Agrobotanikai Központja vezetője,
- Dr. Molnár Béla, a Szegedi Tudományegyetem nyugalmazott egyetemi tanára,
- Sigmond István, a Veszprémi Kittenberger Kálmán Növény- és Vadaspark Kht. nyugalmazott igazgatója,
- Dr. Wolfgang Stalzer okleveles mérnök, egyetemi tanár, az Osztrák Szövetségi Mezőgazdasági és Erdészeti Minisztérium IV „Vízgazdálkodási és Vízépítési” Szekció volt vezetője.

### 2007
Polgári tagozat
- Dr. Angyalosi Gergely, az irodalomtudomány kandidátusa, irodalomtörténész, kritikus
- Dr. Ballér Endre, a Budapesti Corvinus Egyetem professzor emeritusa
- Báron György Balázs Béla-díjas filmesztéta, a Magyar Rádió vezető szerkesztője
- Csáki Judit újságíró, kritikus
- Dévényi Tibor műsorvezető, lemezlovas
- Dr. Domokos Gábor, a Budapesti Műszaki és Gazdaságtudományi Egyetem Építészmérnöki Kar tanszékvezető egyetemi tanára (külföldi útja miatt később vette át),
- Ella István orgonaművész, karmester,
- Erdős Gábor, a Magyar Televízió Kultúrház főszerkesztő-műsorvezetője
- Fáy Miklós zenekritikus, újságíró (külföldi tartózkodása miatt később vette át)
- Dr. Filó Erika, a Pécsi Tudományegyetem Állam- és Jogtudományi Kar egyetemi docense, az állam- és jogtudomány kandidátusa
- Gálfalvi György író, szerkesztő
- Gyabronka József, a Krétakör Színház Jászai Mari-díjas színművésze
- Gyurkó Henrik, a Budapest Bábszínház Jászai Mari-díjas színművésze, bábművésze, Érdemes Művésze
- Dr. Hajdú Istvánné, a Budapesti Corvinus Egyetem Élelmiszertudományi Kar tanszékvezető egyetemi tanára, a közgazdaságtudomány kandidátusa
- Kepets András, az Ulpius-ház Könyvkiadó vezetője
- Dr. Keszthelyi Tamás, a Budapesti Műszaki és Gazdaságtudományi Egyetem Természettudományi Kar Fizikai Intézet egyetemi docense, a fizikai tudomány kandidátusa
- Koltai Tamás Jászai Mari-díjas színikritikus, a Színház c. folyóirat főszerkesztője
- Dr. Kopper László, a Semmelweis Egyetem I. sz. Patológiai és Kísérleti Rákkutató Intézet egyetemi tanára, az orvostudomány doktora
- Kukely Júlia, a Magyar Operaház Liszt Ferenc-díjas magánénekese
- Kunczéné Fellegi Katalin, a szigetszentmiklósi Csonka János Műszaki Szakközépiskola és Szakiskola tanára
- Lévai Balázs, a Magyar Televízió szerkesztő-rendezője
- Mága Zoltán előadóművész, a Moulin Rouge művészeti igazgatója
- Molnár Éva Németh Lajos-díjas művészettörténész, a Fészek Művészklub galéria alapító tagja
- Mucsi Zoltán, a Krétakör Színház Jászai Mari-díjas színművésze
- Náray Tamás divattervező
- Palya Bea előadóművész
- Péter Vladimir Érdemes Művész, Munkácsy Mihály-díjas szobrászművész, ötvösművész, a Moholy Nagy László Iparművészeti Egyetem egyetemi tanára
- Pintér Béla Jászai Mari-díjas színművész, rendező
- Polgár Ernő író, dramaturg
- Port Ferenc, a Budapest Film Zrt. vezérigazgatója
- Schell Judit, a Nemzeti Színház Jászai Mari-díjas színművésze
- Scherer Péter, a Krétakör Színház színművésze
- S. Hegyi Lucia divattervező, iparművész
- Dr. Sipos Lajos, az Eötvös Loránd Tudományegyetem Bölcsészettudományi Kar egyetemi tanára, az irodalomtudomány kandidátusa
- Dr. Szűts István, a Budapesti Műszaki Főiskola dékánja, főiskolai tanár, a Keleti Károly Gazdasági Kar, Vállalkozásmenedzsment Intézet igazgatója, a közgazdaság-tudomány kandidátusa
- Tabányi Mihály harmonikaművész, a Tabányi Harmonika Iskola alapító vezetője
- Töreky Dezső Ybl-díjas építészmérnök
- Dr. Urbán Aladár, az Eötvös Loránd Tudományegyetem, Bölcsészettudományi Kar professzor emeritusa, a történelemtudomány doktora
- Varga László, a Dunamelléki Református Egyházkerület püspökhelyettese
- Dr. Várkonyi Péter László, a Budapesti Műszaki és Gazdaságtudományi Egyetem Építészmérnöki Kar egyetemi adjunktusa (külföldi útja miatt később vette át)
- Wahorn András Munkácsy Mihály-díjas képzőművész
- Wollák Katalin, a Kulturális Örökségvédelmi Hivatal régészeti és műtárgy-főfelügyelője
- Zoób Katalin divattervező
- Zsoldos Béla ütőhangszeres művész, a Liszt Ferenc Zeneművészeti Egyetem Jazz Tanszék egyetemi docense

Polgári tagozat, (Vizi E. Szilveszter által átadva)
- Felföldi László, a Zenetudományi Intézet tudományos igazgatóhelyettese
- Keresztesi Zoltán, a Földrajztudományi Kutatóintézet kartográfusa
- Ovádi Judit Magdolna tudományos tanácsadó (Szegedi Biológiai Központ Enzimonológiai Intézet)
- Strausz Tamás, volt telephely-igazgató (KFKI Telephelykezelő)
- Tolnai Márton, a Kutatásszervezési Intézet igazgatója
- Udvardy Andor, a Szegedi Biológiai Központ Biokémiai Intézet tudományos tanácsadója
- Hubai László, a történettudomány kandidátusa, történész, a Politikatörténeti Intézet tudományos munkatársa

További díjazottak, amelyeket a két fenti forrás nem támaszt alá:
- Becze Lajos, Tar község nyugalmazott polgármestere, a Magyar Faluszövetség nyugalmazott elnöke
- Erdély Dániel grafikus tervezőművész, feltaláló, a Spidron Bt. művészeti vezetője és az Option.hu ügyvezetője
- Galavics Géza, magyar művészettörténész, történész
- Geiger Ferenc, Budapest Főváros XXIII. kerület, Soroksár Önkormányzatának polgármestere
- Gulyás Balázs, a World Science Forum alapító-főszervezője
- Imréné Horovitz Krisztina, az Országgyűlés Hivatala Közszolgálati és Igazgatási Főosztályának vezetője
- Inzelt György, Az Eötvös Loránd Tudományegyetem Természettudományi Karának kutatója
- Jánosházy György, költő, műfordító
- Joka Daróczi János, szerkesztő, rovatvezető, szociálpolitikus
- Korda János, a Magyar Mérnöki Kamara alelnöke
- Nagy Béla Széchenyi-díjas magyar állatorvos, mikrobiológus, a Magyar Tudományos Akadémia rendes tagja
- Nyomárkay István magyar nyelvész, szlavista, filológus, egyetemi tanár, a Magyar Tudományos Akadémia rendes tagja[114]
- Polónyi István oktatáskutató
- Sinka László, a Magyar Kézilabda Szövetség főtitkára
- Talmácsi Gábor, motorversenyző
- Tóth Béla ny. színművész, a Csiky Gergely Színház alapító tagja
- Tóth Enikő, magyar színésznő, szinkronszínész
- Varga István, a Kaposvári Egyetem Művészeti Kar Kommunikációs Tanszék mb. tanszékvezetője, főiskolai adjunktus, a Somogy Média Kft. ügyvezető igazgatója, a Somogy c. folyóirat főszerkesztője
- Verebes József, az Újbuda Lágymányosi Torna Club szakmai igazgatója

Katonai tagozat
- Gáti Zoltán dr., tűzoltó ezredes, a Békés Megyei Katasztrófavédelmi Igazgatóság vezetője[115]
- dr. Ambrus Vencel rendőr ezredes, rendőrségi főtanácsos, rendőrfőkapitány-helyettes Hajdú-Bihar Megyei Rendőr-főkapitányság bűnügyi szervek;
- Dakos József határőr dandártábornok, igazgató Pécsi Határőr Igazgatóság;
- Dávid Gyula rendőr ezredes, rendőrségi főtanácsos, főkapitány-helyettes, bűnügyi igazgató Nógrád Megyei Rendőr-főkapitányság;
- Dr. Farkas István rendőr alezredes, igazgatóhelyettes IRM Nemzetközi Oktatási Központ;
- Frank Tibor büntetés-végrehajtási dandártábornok, parancsnok Budapesti Fegyház és Börtön;
- Dr. Kozári László PV. ezredes, az Országos Katasztrófavédelmi Főigazgatóság hivatalvezetője;
- Orosz Zoltán dandártábornok;
- Dr. Soós László hadbíró alezredes, főosztályvezető IRM büntetőjogi és rendészeti kodifikációs főosztály;
- Tamás György Lajos rendőr ezredes, közbiztonsági igazgató, főkapitány-helyettes Szabolcs-Szatmár-Bereg Megyei Rendőr-főkapitányság, közbiztonsági szervek.

### 2006
Polgári tagozat
- Bartis Attila, József Attila- és Márai Sándor-díjas író
- Ifj. Benedek Jenőné Jánosi Katalin képzőművész
- Bereczk Gyula, Balatonszárszó volt polgármestere
- Békés Pál, író, drámaíró, műfordító
- Bérczes László, a Bárka Színház rendezője, dramaturg, főszerkesztő
- Bornai Tibor, zenész (énekes-billentyűs), zeneszerző, szövegíró
- Both Előd, fizikus, csillagász, ismeretterjesztő, a Magyar Űrkutatási Iroda igazgatója
- Böröczky József, humorista
- Csernus Sándor történész
- Csorba László történész
- Daróczi Ágnes, a Magyar Művelődési Intézet tudományos főmunkatársa
- dr. Ferenczi István, a Bács-Kiskun Megyei Közgyűlés Hivatalának főjegyzője
- Frank Tamás, az Ostermann Forma 1. Kft. ügyvezető igazgatója, a Hungaroring Zrt. alelnöke
- dr. Gergely Jenő, az ELTE tanszékvezető egyetemi tanára, a történelemtudomány doktora
- Hadas Miklós szociológus, egyetemi tanár,
- Hajas László mesterfodrász
- dr. Hajdu Géza a szegedi Somogyi- könyvtár nyugalmazott igazgatója
- Hajdufy Miklós, televíziós filmrendező, forgatókönyvíró
- Jankovics István, orvos, virológus – Országos Epidemiológiai Központ
- Kelemen Barnabás Liszt-díjas hegedűművész
- Kukorelly Endre József Attila-díjas magyar író, költő, újságíró, kritikus
- Marozsán Erika, színművésznő
- Márkus Ferenc, a WWF Magyarország igazgatója
- Márton László magyar író, drámaíró, műfordító, esszéista, tanár
- Mosonyi Aliz meseíró
- Nagy Boldizsár, nemzetközi jogász
- Pálfi György filmrendező
- Rózsa György tv-műsorvezető-szerkesztő
- Rózsa Gyula művészettörténész, műkritikus
- dr. Szabó Sándor, a Közép-Duna-völgyi Környezetvédelmi, Természetvédelmi és Vízügyi Felügyelőség igazgatója
- Térey János, magyar író, költő, drámaíró, műfordító
- Török Ádám, magyar közgazdász, egyetemi tanár, a Magyar Tudományos Akadémia rendes tagja
- ef Zámbó István, magyar festő, grafikus, szobrász, zenész
- Zimborás Károlyné,[117] volt isztambuli főkonzul[118]

Katonai tagozat
- Benesóczky Imre ezredesnek
- Bihari György ezredesnek
- dr. Csók István ezredesnek
- Fekete István ezredesnek
- Kulcsár István ezredesnek
- Pásztor Béla ezredesnek

### 2005
Polgári tagozat
- Antal Mátyás, fuvolaművész, karmester
- Adámy István, sportoktató, a hazai karate-élet egyik alapítója
- Bánky József, zongoraművész, a Pécsi Tudományegyetem ny. főiskolai tanára[120]
- Békés Imre, az ELTE és a Pázmány Péter Katolikus Egyetem ny. egyetemi tanára
- Bogyay Katalin, a Londoni Magyar Kulturális Központ igazgatója
- Bokor Péter filmrendező, író
- ifj. Boros Mátyás, az Ifjúsági, Családügyi, Szociális és Esélyegyenlőségi Minisztérium tanácsadója
- Brydl Endre Dr., tanszékvezető egyetemi tanár, Szent István Egyetem
- Bugovics Elemér, a Petz Aladár Megyei Oktató Kórház főigazgató-főorvosa
- Csányi Sándor színművész
- Csermely Péter biokémikus
- Erdélyi Ágnes, az ELTE Filozófiai Intézete docense
- Éles András, Hajdúnánás polgármestere
- Fodor Péter könyvtáros, a Fővárosi Szabó Ervin Könyvtár főigazgatója
- Fórián István, a Magyar Suzuki Zrt. vezérigazgató-helyettese
- Füsti Molnár Andrásné, a Miniszterelnöki Hivatal Társadalom- és Humánpolitikai Helyettes Államtitkársága irodavezetője
- Füzesi Kristóf, a Szegedi Tudományegyetem Általános Orvostudományi Kar Gyermekgyógyászati Klinika egyetemi tanára
- Geszti Péter szövegíró, forgatókönyvíró, riporter, műsorvezető
- Góg János költő[121]
- Gyulai Iván Dr., intézeti vezető, kuratóriumi elnök, a Miskolci Ökológiai Intézet vezetője, A Fenntartható Fejlődésért Alapítvány Kuratóriuma
- Hanti Vilmos, a Magyarországi Gyermekbarátok Mozgalma és az Éhező Gyermekekért Alapítvány elnöke
- Hanusz Árpád, a Nyíregyházi Főiskola Földrajz Tanszéke tszv. tanára
- Havas Péter, KÖRLÁNC Országos Egyesület a környezeti nevelésért elnöke, pedagógiai szakpszichológus, környezeti nevelő
- Hegyi Barbara színművész
- Jankovits György, a Nyugdíjasok Országos Tanácsa elnöke
- Kállay György erdész, földmérő szakmérnök, egyesületi elnök, Nemzeti Földalap Kezelő Szervezet, Magyar Madártani Egyesület
- Kamocsay Ákos borász
- Kovács Nimród, a UPC Közép-európai Csoportja elnöke
- Kóthay László igazgató, Tiszántúli Környezetvédelmi és Vízügyi Igazgatóság
- Kovács Gábor bankár, műgyűjtő, filantróp
- Kulcsár Imre, a szombathelyi Markusovszky Kórház belgyógyász főorvosa
- Kuti Éva, az Általános Vállalkozási Főiskola nonprofit kutatója
- Lerch István zeneszerző, előadóművész
- Lévai Ferenc elnök-vezérigazgató, Aranyponty Halászati Rt.
- Madarász Iván, zeneszerző
- Mandur Ferencné a Magyar Országos Levéltár gazdasági igazgatója[122]
- Megyik János, magyar szobrászművész, a neoavantgárd képzőművészet jeles képviselője
- Mezey Barna, magyar jogtörténész, egyetemi tanár, a Magyar Tudományos Akadémia közgyűlési képviselője
- Miklósi Jenő Ferencné dr. Pest Megyei Bíróság bírája
- dr. Mlinarics József, ügyvezető elnök, Magyar Tartalomipari Szövetség
- Molnár Györgyné, az Országos Foglalkoztatási Alapítvány kuratóriumának elnöke
- Nagy Árpád, a Budapesti Corvinus Egyetem tanára
- Palugyai István tudományos újságíró, a Népszabadság szerkesztője
- Pesty László filmrendező, producer
- Pető Béla művészeti titkár, a Magyar Színház ügyvezetője[123]
- Petrik Jánosné, az Állambiztonsági Szolgálatok Történeti Levéltára főosztályvezetője
- Reszler Ákos, a ScanSoft-Recognita Szoftverfejlesztő Rt. vezérigazgatója
- Rózsa András, a TEVA Magyarország Rt. vezérigazgatója
- Solti János könnyűzenész
- Somos András, a Budapesti Ügyvédi Kamara főtitkára
- Szabó Gábor újságíró, Heti Világgazdaság Kiadó
- Szilágyi Miklós néprajzkutató, muzeológus
- Szita Szabolcs, a Nyugat-magyarországi Egyetem Holokauszt Emlékközpont vezető tudományos munkatársa
- Szoboszlai György ügyvéd, politológus, a politikatudomány kandidátusa
- Vahl Tamás magyar üzletember, számítástechnikai szakember
- Varasdy Frigyes trombitaművész, a Liszt Ferenc Zeneművészeti Egyetem egyetemi tanára
- Vágvölgyi Erna, a kaposvári Kaposi Mór Oktató Kórház orvos-igazgatója
- dr. Várhegyi Éva, közgazdász, a Pénzügykutató Rt. egyik alapítója[124]
- Viszló Levente természetvédelmi őrkerület vezető, Duna-Ipoly Nemzeti Park Igazgatóság
- Vitai Attila, a Vodafone Magyarország Rt. vezérigazgatója
- Zalán Tibor, a Kolibri Színház dramaturgja, író[125]

Katonai tagozat
- Orgován György, az MH Központi Honvédkórház osztályvezető főorvosa
- Váradi Gyula, a Győri Katonai Ügyészség ügyészségvezetője

### 2004
Március 15-én
Polgári tagozat
- Albert Gábor, József Attila-díjas író, költő
- dr. Bekényi József, a BM Önkormányzati Hivatal Önkormányzati Főosztály vezetője
- Beregi Péter, a Mikroszkóp Színpad színművésze
- dr. Bíró László, Szerencs Város Önkormányzata címzetes főjegyzője
- Botka Valéria, Liszt Ferenc-díjas nyugalmazott karvezető
- dr. Csányi László, Liszt Ferenc-díjas nyugalmazott karvezető
- Csenterics Ágnes, rendező
- Csiki László, József Attila-díjas író, költő
- Csíkos Sándor, a debreceni Csokonai Színház Jászai Mari-díjas színművésze, érdemes művész
- Czakóné Kónya Éva, a Miniszterelnöki Hivatal irodavezetője
- dr. Dinya László, a mezőgazdasági tudomány kandidátusa, a Károly Róbert Főiskola tanszékvezető egyetemi tanára, főigazgató-helyettes
- Dobai Péter, a Magyar Köztársaság Babérkoszorúja díjas írója
- dr. Fejérdy Pál, az orvostudomány kandidátusa, a Semmelweis Egyetem Fogorvos-tudományi Kar Fogpótlástani Klinika igazgatója, rektorhelyettes, Apáczai Csere János-díjas egyetemi tanár
- dr. Fejérdy Tamás, a Kulturális Örökségvédelmi Hivatal felügyeleti igazgatója
- Fenyő Miklós, zeneszerző, szövegíró, előadóművész, zenekarvezető
- Gyurta Dániel úszó
- Huszár László, a Pesti Magyar Színház színművésze
- dr. Karagics Mihály, az Országos Horvát Önkormányzat elnöke
- Kiss András, Liszt Ferenc-díjas hegedűművész, a Liszt Ferenc Zeneművészeti Egyetem tanszékvezető egyetemi tanára
- dr. Komlós Katalin, Erkel Ferenc-díjas zenetörténész, a zenetudomány doktora, a Liszt Ferenc Zeneművészeti Egyetem tanszékvezető egyetemi tanára
- Kovács Gábor, a Nyírerdő Rt. vezérigazgatója
- Krajnyák Zsuzsanna tőr- és párbajtőrvívó
- Kürthy Odönné dr. Hauer Irén, textilművész, nyugalmazott tanszékvezető egyetemi tanár
- Lévai Zoltán, a Foglalkoztatáspolitikai és Munkaügyi Minisztérium főosztályvezetője, személyügyi igazgató
- Matuz István, Liszt Ferenc-díjas fuvolaművész, zeneszerző, a Liszt Ferenc Zeneművészeti Egyetem egyetemi tanára, érdemes művész
- Máté Ottilia, dalénekesnő
- dr. Mészáros József, a Pest Megyei Közigazgatási Hivatal Igazgatási Főosztálya nyugalmazott osztályvezetője
- Nemes Lívia, a Fővárosi Gyermekpszichológiai Szakrendelés nyugalmazott pszichológusa
- Radnainé dr. Fogarasi Katalin, a Nemzeti Kegyeleti Bizottság titkára
- Rubold Ödön, Jászai Mari-díjas színművész[129]
- Sebestyén Júlia, műkorcsolyázó
- Serfőző Sándor, a Magyar Állami Népi Együttes nyugalmazott igazgatója
- Szentendrei Klára, dalénekes
- dr. Szentmiklósi Péter, ügyvéd
- Tevelyné Kulcsár Andrea, az Atlanti Kutató és Kiadó Közalapítvány titkárságvezetője
- Tordon Ákos Miklós, József Attila-díjas író, meseíró
- dr. Tverdota György, irodalomtörténész, az irodalomtudomány doktora, az Eötvös Loránd Tudományegyetem Bölcsészettudományi Kar egyetemi tanára
- Urbán György, képzőművész
- Zimányi Zsófia, a Budapesti Fesztiválközpont vezetője
- dr. Zubovics László, a Schöpf-Merei Ágost Kórház és Anyavédelmi Központ orvos-igazgatója
- Zsoldos Vera, grafikusművész.

Katonai tagozat
- dr. Dsupin Ottó, határőr ezredes, a BM Védelmi Hivatala vezetője
- dr. Fodor Attila határőr ezredes, a Határőrség Országos Parancsnoksága főosztályvezető-helyettese
- Kloczka Mihály, polgári védelmi ezredes, a BM Országos Katasztrófavédelmi Főigazgatóság főosztályvezetője
- dr. Szilágyi Tivadar ezredes, a Zrínyi Miklós Nemzetvédelmi Egyetem egyetemi tanára

Június 1-én
Katonai tagozat
- Sramkó Mátyás alezredes MH 5. Bocskai István Gépesített Lövészdandár logisztikai főnöke

Augusztus 20-án
Polgári tagozat
- Abos Bruno, a GKM EU és nemzetközi koordinációs főosztály főosztályvezető-helyettese
- Ádám Jenő, a Határokon Túli Magyarságért Alapítvány kuratóriuma tagja
- Baczoni Gábor Miklós, az Állambiztonsági Szolgálatok Történeti Levéltára titkárságvezetője
- dr. Baksai István, a Jász-Nagykun-Szolnok Megyei Hetényi Géza Kórház Rendelőintézete főigazgató-főorvosa
- Balázs Andrásné, az Állami Számvevőszék főcsoportfőnök-helyettese
- Bangó Margit, Kossuth-díjas előadóművész
- Bednai Nándor, a Magyar Televízió nyugalmazott rendezője
- dr. Békési István, a Közlekedési Főfelügyelet főigazgatója
- dr. Bényei József, újságíró
- dr. Birinyi Sándor, a Budapesti IV. és XV. Kerületi Bíróság elnöke
- dr. Bodnár László, a Szegedi Tudományegyetem tanszékvezető egyetemi tanára, az állam- és jogtudomány kandidátusa
- dr. Bodó Imre, a mezőgazdasági tudomány doktora
- dr. Bokor József, a Nyugat-dunántúli Környezetvédelmi és Vízügyi Igazgatóság igazgatóhelyettese
- dr. Bora Gyula, a Budapesti Közgazdaságtudományi és Államigazgatási Egyetem professor emeritusa
- dr. Buda Béla, pszichiáter
- dr. Buday József, az ELTE tanszékvezető főiskolai tanára, a biológiai tudomány kandidátusa
- dr. Csevár Antal, az Országos Környezet- és Vízügyi Főfelügyelőség főosztályvezető-helyettese
- Dániel Pál, a Magyar Terület- és Regionális Fejlesztési Hivatal területfejlesztési főosztálya főosztályvezető-helyettese
- dr. Dimény Judit, a Szent István Egyetem tanszékvezető egyetemi tanára, dékán, a mezőgazdasági tudomány kandidátusa
- Einviller Józsefné, a Miniszterelnöki Hivatal pénzügyi és számviteli főosztálya bérügyi irodavezetője
- dr. Erdősi Ferenc, a földrajztudomány doktora
- Esztergályos Jenő, a celldömölki Apáczai Kiadó ügyvezető igazgatója
- Farkas Margit, a Környezetvédelmi és Vízügyi Minisztérium Miniszteri Titkársága főmunkatársa
- dr. Farsang György az ELTE TTK egyetemi tanára
- dr. Fazekas Marianna az ELTE ÁJTK tanszékvezető egyetemi docense
- Fátyol Tivadar, zeneszerző, koreográfus, előadóművész
- dr. Fecser Péterné, a Földművelésügyi és Vidékfejlesztési Minisztérium humánpolitikai főosztálya vezető főtanácsosa
- dr. Fischer Miklós, a Bálint Zsidó Közösségi Ház igazgatója
- Fodor Anikó, az Ipartestületek Országos Szövetségének gazdasági igazgatója
- Földes Imre, Erkel Ferenc-díjas zenetörténész, a Liszt Ferenc Zeneművészeti Egyetem egyetemi tanára
- Gérnyi Gábor, a GKM vállalkozások integrációs felzárkóztatását koordináló főosztály főosztályvezetője
- dr. Gschwindt András, a Budapesti Műszaki és Gazdaságtudományi Egyetem adjunktusa
- dr. Gyenge András, a Pécsi Munkaügyi Bíróság elnöke
- Gyökössy Zsolt, a Magyar Televízió rendezője
- Harkányi Endre, a Vígszínház Jászai Mari-díjas színművésze
- Hanzséros Andrea, a GKM EU és nemzetközi koordinációs főosztály főosztályvezető-helyettese
- dr. Háfra István, a Közép-Tisza-vidéki Környezetvédelmi Felügyelőség igazgatója
- dr. Hevesi Imre, a Szegedi Tudományegyetem professor emeritusa
- Horváth J. Ferenc, a Magyar Energia Hivatal elnöke
- dr. Horváth Jenő, ügyvéd
- Horváth Kornél, ütőhangszeres előadóművész, a Magyar Jazz Szövetség alelnöke
- dr. Kanyár Béla, a Veszprémi Egyetem egyetemi tanára, a biológiai tudomány kandidátusa
- prof. dr. Katona Ferenc, az orvostudomány doktora
- dr. Kálmán Zsófia, a DejuRe Alapítvány kuratóriumi elnöke
- dr. Kárpáti László, a Fertő-Hanság Nemzeti Park Igazgatóság igazgatója
- dr. Keszthelyi Béla, az orvostudomány kandidátusa, a Harkányi Gyógyfürdőkórház igazgatója
- dr. Kiss Sándor, az Államigazgatási Főiskola nyugalmazott tanszékvezető főiskolai docense
- Kling István, a Közép-dunántúli Környezetvédelmi Felügyelőség igazgatója
- Komlóssy József, az Európai Népek Federális Uniója alelnöke
- Kotulics Tamás, a Központi Statisztikai Hivatal főosztályvezetője
- Kovács Zsolt, az UVATERV Út- és Vasúttervező Rt. szakági igazgatója
- dr. Krasznai András, ügyvéd
- Lakatos „Peczek” Géza előadóművész, dzsesszdobos
- Lazarovits Ernő, a Magyarországi Zsidó Hitközségek Szövetsége külügyi vezetője
- dr. Láng Ferenc, az ELTE egyetemi tanára, a biológiai tudomány doktora, dékán
- Lányiné dr. Engelmayer Ágnes, az ELTE Bárczi Gusztáv Gyógypedagógiai Főiskolai Kar nyugalmazott főiskolai tanára
- dr. Lévay Béla az ELTE TTK egyetemi tanára
- Ligeti György, szociológus, a Kurt Lewin Alapítvány képviselője, a Háló című folyóirat felelős szerkesztője
- Makkai Mária, az Állami Számvevőszék főcsoportfőnök-helyettese
- Makrai Mihály, a Tisza menti Vízművek Rt. nyugalmazott vezérigazgatója
- Marton Tamás, a GKM hajózási főosztályának főosztályvezető-helyettese
- Mizser Attila, a Magyar Csillagászati Egyesület főtitkára
- dr. Mohácsy János, ügyvéd, a Vasas Szakszervezeti Szövetség munkatársa
- dr. Molnár Gyula, természetfotós
- Molnár József, a Nemzeti Kulturális Örökség Minisztériuma főosztályvezető-helyettese
- dr. Müller Róbert, kandidátus, a keszthelyi Balatoni Múzeum igazgatója
- dr. Németh János, Állami Díjas növénynemesítő
- Novák Péter, előadóművész, zenész
- Nyírő András, a Nyírő Consulting ügyvezetője
- Paksy Gábor, a Váti Magyar Regionális Fejlesztési és Urbanisztikai Közhasznú Társaság volt vezérigazgatója
- dr. Patay Pál, régész, a Magyar Nemzeti Múzeum tudományos tanácsadója
- dr. Pálfai Imre, az Alsó-Tisza-vidéki Környezetvédelmi és Vízügyi Igazgatóság nyugalmazott szakmai tanácsadója
- Polyák Katalin, a Belügyminisztérium személyügyi főosztálya elismeréskoordinációs osztálya vezetője
- dr. Pomázi Lajos, a Budapesti Műszaki Főiskola főiskolai tanára, a műszaki tudomány kandidátusa
- Rabi Ferenc, a Bánya- és Energiaipari Dolgozók Szakszervezetének elnöke
- Rados Ferenc, zongoraművész
- Ruttkay Kálmán, nyugalmazott egyetemi docens
- dr. Salacz György, az orvostudomány kandidátusa, egyetemi tanár
- dr. Sámsondi Kiss György, a Szent István Egyetem főiskolai tanára
- Schindler János, Kecel polgármestere
- Snétberger Ferenc, gitárművész, zeneszerző
- dr. Somfai Attila, a Miskolci Egyetem egyetemi tanára, a földtudomány kandidátusa
- Somló Tamás, előadóművész, zeneszerző
- dr. Soós János, a Hortobágyi Halgazdaság Rt. igazgatósági elnöke
- Szabados Gábor Tamás, a Magyar Bányászati Hivatal elnökhelyettese
- Szabados György, zeneszerző, zongoraművész
- dr. Szaghmeiszter Mária, a Heves Megyei Bíróság bírája
- dr. Szentmiklósi Péter, ügyvéd
- Székely András zenetörténész, újságíró
- Sziklay Erika, énekművész, a Liszt Ferenc Zeneművészeti Egyetem egyetemi tanára
- dr. Szili Ferenc, a történettudomány doktora, a Somogy Megyei Levéltár nyugalmazott igazgatója
- Szunyogh Szabolcs, a Köznevelés című oktatási hírmagazin főszerkesztője
- dr. Tallósy Imre, a Budai MÁV Kórház főigazgatója
- Tóth Imre, a Budapesti Kereskedelmi és Iparkamara tiszteletbeli elnöke
- dr. Turczi István, író, a Parnasszus c. folyóirat alapító főszerkesztője
- dr. Ujfaludi László, a Tessedik Sámuel Főiskola főigazgató-helyettese, főiskolai docens
- Varjasi László, a Magyar Cirkusz és Varieté Kht. ügyvezető igazgatója
- Vass Károly, kézilabdázó, edző, a Magyar Olimpiai Bizottság alelnöke
- Vercseg Ilona, népművelő, a Közösségfejlesztők Egyesülete elnöke
- Vidovszky László, Erkel Ferenc-díjas és érdemes művész zenetörténész, a Liszt Ferenc Zeneművészeti Egyetem egyetemi tanára
- dr. Visy Csaba, egyetemi tanár, Szegedi Tudományegyetem, Természettudományi Kar, Fizikai Kémiai Tanszék
- Wittinghoff Tamás, Budaörs polgármestere
- Zalai Ernő, közgazdász, egyetemi tanár, a Magyar Tudományos Akadémia tagja

Katonai tagozat
- Bódi István rendőr alezredes, a vásárosnaményi rendőrkapitányság vezetője
- Csere László, a Büntetés-végrehajtás Országos Parancsnoksága dandártábornoka
- Hajdú Sándor ezredes, a Magyar Honvédség Légierő Parancsnokság Felderítő Főnökség főnöke
- Kristóf István tűzoltó ezredes, a Belügyminisztérium Országos Katasztrófavédelmi Főigazgatóság főosztályvezetője
- Létai Attila ezredes, a Magyar Honvédség Kinizsi Pál Tiszthelyettes Szakképző Iskola parancsnokhelyettese
- Retkes Illés tűzoltó alezredes, Kiskunfélegyháza város tűzoltósága parancsnoka
- Scharek Ferenc ezredes, a Honvédelmi Minisztérium Honvéd Vezérkar Személyügyi Csoportfőnökség csoportfőnök-helyettese
- Szebeni Zoltán, a Történelmi Igazságtétel Bizottság Katonai Szervezete titkára.
- Vinkovics János tűzoltó alezredes, Kapuvár Város Hivatásos Önkormányzati Tűzoltósága parancsnoka

### 2003
Polgári tagozat
- Aczél Anna, az Egészségügyi, Szociális és Családügyi Minisztérium Rákospalotai Javítóintézete igazgatója
- Dr. Alberth Béla, a Debreceni Egyetem Orvos- és Egészségtudományi Centrum Általános Orvosi Kar Szemklinika ny. egyetemi tanára
- Dr. Ambrus Zoltán, a Békés Megyei Könyvtár igazgatója
- Dr. Aradi Csaba ökológus, a Hortobányi Nemzeti Park igazgatója
- Aradszky László előadóművész
- Dr. Bácskai Vera, a történelemtudomány doktora, egyetemi tanár
- Baranyai Kálmán, az IPOSZ Nógrád megyei Területi Szövetség ügyvezető igazgatója
- Bárdos Judit, a Belügyi és Rendvédelmi Dolgozók Szakszervezete főtitkára
- Dr. Barkóczy Tamás, a Pest Megyei Közigazgatási Hivatal Igazgatási Főosztály vezetője
- Bart István író, műfordító
- Benke László újságíró, író, költő
- Bernáth István irodalomtörténész, műfordító
- Dr. Bicsérdy Gyula, az állatorvostudományok kandidátusa
- Dr. Bihari Lajos háziorvos
- Bíró András költő, újságíró, író, műfordító
- Bodrogi Györgyné, Nagykáta polgármestere
- Dr. Borbély György, a Debreceni Egyetem dékánja, tanszékvezető egyetemi tanár
- Dr. Bottyán Ferenc főorvos
- Bozóky Éva magyar író, újságíró, tanár, könyvtáros
- Czövek Lajos karnagy
- Dr. Csépe Valéria, az MTA Pszichológiai Intézete tudományos főmunkatársa
- Cséri Lajos szobrászművész
- Csiszár Imre színházi rendező
- Dr. Daku Magdolna, a Magyar Országgyűlés Hivatala Főtitkárság Bizottsági Főosztály vezetője
- Dániel Anna író, műfordító, irodalomtörténész
- De Châtel Rudolf, az orvostudományok doktora
- Demeter Gáborné, az orvostudományok kandidátusa
- Dr. Domé Györgyné, az Eötvös Loránd Tudományegyetem egyetemi tanára
- Droppa Judit textiltervező iparművész
- Erdei Grünwald Mihály filmrendező, szerkesztőriporter
- Ezüst György festőművész
- Dr. F. Dózsa Katalin, a Budapesti Történeti Múzeum főigazgató-helyettese
- Dr. Farkas György tanszékvezető egyetemi tanár, dékán
- Dr. Ficsor Mihály, id., a Szerzői Jogi Szakértő Testület elnöke
- Dr. Friedler Ferenc, a Veszprémi Egyetem intézetigazgató tanszékvezető egyetemi tanára, a kémiai tudomány doktora
- Gáspár Károly, a Foglalkoztatáspolitikai és Munkaügyi Minisztérium hivatalvezetője
- Dr. Gáspár Rezső, a biológiai tudomány doktora, a Debreceni Egyetem Orvos- és Egészségtudományi Centrum Biofizikai Intézete igazgatója
- Dr. Gegesy Ferenc matematikus, közgazdász, politikus
- Dr. Gelencsér Katalin főiskolai docens
- Gerendási István, a Rajkó zenekar és a Talentum Kulturális Fórum igazgatója
- Dr. Gomba Szabolcs, a Debreceni Egyetem egyetemi tanára, az orvostudomány doktora
- Dr. Guth László, a Szent István Egyetem főtitka, egyetemi docens, a közgazdaságtudomány kandidátusa
- Gyöngyösi Pálné, az Országos Igazságszolgáltatási Tanács Hivatala főosztályvezető-helyettese
- Dr. Györgyi Lajos, a Jász-Nagykun-Szolnok Megyei Önkormányzati Hivatal Művelődési és Népjóléti Irodája vezetője
- Dr. Hadházy Tibor, a Nyíregyházi Főiskola rektorhelyettese, főiskolai tanár
- Dr. Harcsár István, a Magyar Sport Háza Rt. Elnöke
- Hargita Árpád, a Külügyminisztérium Biztonságpolitikai Főosztálya főosztályvezető-helyettese
- Hável László színművész
- Hegyi Imre, a Nagy Imre Társaság Országos Elnöksége tiszteletbeli tagja
- Hodics János, a MÁV Rt. Szombathelyi Területi Forgalmi Osztálya vezetője
- Hollán Zsuzsanna akadémikus, Állami-díjas orvos
- Horváth István régész, az esztergomi Balassa Bálint Múzeum igazgatója
- Dr. Horváth László, a Magyar Iparművészeti Egyetem adjunktusa
- Hudik Zoltán, az Állami Számvevőszék igazgatóhelyettese
- Dr. Huszay Gábor, a Fogyasztóvédelmi Főfelügyelőség főigazgatója
- Jaczó Győző, a Somogy Megyei Állami Közútkezelő Kht. Igazgatója
- dr. Jakabné Zórándi Mária táncművész, a Magyar Táncművészeti Főiskola tanszékvezető főiskolai tanára
- Ifj. Járóka Sándor hegedűművész, zeneszerző
- Jávori Ferenc zongoraművész, a Budapest Klezmer Band vezetője
- Jávorka Lajos római katolikus plébános
- Jüptner Vilmosné táncművész, a Magyar Táncművészeti Főiskola főiskolai tanára
- Dr. Kaló Ferenc, az Eszterházy Károly Főiskola rektorhelyettese, tanszékvezető főiskolai tanár
- Dr. Kamuti Jenő vívó, orvos, sportvezető
- Kassai Béla, Mezőhegyes volt polgármestere
- dr. Kaufmanné Szirmai Katalin, a Gazdasági és Közlekedési Minisztérium főosztályvezetője
- Dr. Kerekes János Károly ciszterci szerzetes, zirci apát
- Kirschner Péter újságíró
- Kovalik Balázs rendező, a Liszt Ferenc Zeneművészeti Egyetem egyetemi tanára
- Körtvélyessy Klára műfordító, szerkesztő, a Nagyvilág c. folyóirat rovatvezetője
- Kövesdy Pál műgyűjtő, galériavezető
- Lakatos Mihály előadóművész, prímás
- Lehoczky László, a Duna Televízió szerkesztő-rendezője
- Lengyel Lajos, a Magyar Speciális Olimpia Szövetség elnöke
- Varga Ferenc, a Magyar Speciális Olimpia Szövetség társelnöke
- Lorán Lenke színművész
- Dr. Madarász Tiborné nyugalmazott tanszékvezető egyetemi docens
- Dr. Makai Ferenc, az orvostudomány doktora, a pozsonyi Comenius Orvosi Egyetem Ortopédiai Klinika igazgatója
- Malatinszky Istvánné, az Állami Számvevőszék osztályvezető főtanácsosa
- Mandel Róbert tekerőlantművész, hangszerrestaurátor
- Margócsy István irodalomtörténész, kritikus
- Dr. Máthé Gábor kandidátus a Budapesti Közgazdaságtudományi és Államigazgatási Egyetem tanszékvezető főiskolai tanára
- Mécs Ernő, a Belügyminisztérium Építésügyi Hivatala vezető-főtanácsosa
- Megyeri László, a Thália Színház igazgatója
- Meszter László, a Magyarországi Ifjúsági Szállások Szövetsége elnöke
- Dr. Mizsey Ágota, Budapest Csepel Önkormányzat Családsegítő Szolgálata ny. vezetője
- Molnár Géza (író)
- Dr. Molnár László, Püspökladány polgármestere
- Dr. Müllner Jenőné, az Egészségügyi, Szociális és Családügyi Minisztérium kabinetfőnöke
- Dr. Nagy Attila, a Belügyminisztérium Személyügyi Főosztálya főosztályvezető-helyettese
- Dr. Németh Péter, a Szabolcs-Szatmár-Bereg Megyei Múzeumok Igazgatósága igazgatója
- Némethy Mária, az Egymást Segítő Egyesület elnöke
- Novák Katalin, az Egészségügyi, Szociális és Családügyi Minisztérium Nemzetközi és Európai Integrációs Koordinációs Főosztály vezetője
- Dr. Obádovics J. Gyula matematikus
- P. Szűcs Julianna, a Mozgó Világ c. folyóirat főszerkesztője, művészettörténész, egyetemi tanár
- Dr. Pálinszki Antal, Budapest XV. kerülete alpolgármestere
- Paulikovics Iván szobrászművész
- Dr. Perédi József, a Szent István Egyetem egyetemi docense
- Pilt Zoltánné, a győri Petz Aladár Megyei Oktató Kórház ápolási igazgatója
- Prokop Péter ny. római katolikus lelkész, festőművész
- Dr. Rékási József, a természettudomány doktora, a Pannonhalmi Bencés Gimnázium ny. gimnáziumi tanára
- Rózsa István, a Rózsa Records ügyvezető igazgatója
- Dr. Salamon Ferenc, a budapesti Szent János Kórház főorvosa
- Sas István népművelő, a jászberényi Déryné Művelődési Központ igazgatója,
- Schütz István újságíró, nyelvész, műfordító
- Dr. Laslo Joseph Simon, a Kanadai Magyar Kutató Intézet igazgatója
- Dr. Simon Tibor, a biológiai tudomány doktora, nyugalmazott egyetemi tanár
- Skonda Ödön, a Gazdasági és Közlekedési Minisztérium főosztályvezető-helyettese
- Dr. Soltész Anikó, a Seed Kisvállalkozásfejlesztési Alapítvány ügyvezető igazgatója
- Dr. Somogyi Károly, Komló címzetes főjegyzője
- Sulyok József, Tiszavasvári polgármestere
- Dr. Sütő László, Marcali polgármestere
- Dr. Szabó József, Bihartorda polgármestere
- Szajki Mihály, az Országos Nyugdíjbiztosítási Főigazgatóság pénzügyi-gazdasági főigazgató-helyettese
- Dr. Szalai Júlia, a szociológiai tudomány kandidátusa, a Magyar Tudományos Akadémia Szociológiai Kutatóintézete főmunkatársa
- Szatmári Sándor, Létavértes volt polgármestere
- Dr. Szeberényi Andor, a Békés Megyei Közlekedési Felügyelet igazgatója
- Szelényi Károly fotóművész, a Magyar Képek Kiadó Kft. művészeti vezetője
- Dr. Szeles Veronika ügyvéd, az Egészségesebb Óvodák Nemzeti Hálózata vezetőségi tagja
- Széll Péter, Baja polgármestere
- Dr. Szíj Rezső művészettörténész, közíró, ny. református lelkész
- Dr. Szintay István, a Miskolci Egyetem dékánja, egyetemi tanár
- Szlavitsek Gizella hosszú távú úszónő
- Dr. Szőnyi Eszter, a Győr-Moson-Sopron Megyei Múzeum igazgatója
- Dr. Sztanó Imre, a Budapesti Gazdasági Főiskola rektorhelyettese, tanszékvezető főiskolai docens
- Dr. Szunyi Gábor, az Egri Városi Bíróság elnöke
- Szűcs Ildikó színművész
- Dr. Tarnay Katalin, a Veszprémi Egyetem egyetemi tanára, a műszaki tudomány doktora
- Dr. Tima Lajos, a Pécsi Tudományegyetem Általános Orvostudományi Kar Anatómiai Intézete egyetemi tanára
- Dr. Tóth Béla nyugalmazott főiskolai tanár
- Totik Vilmos akadémikus, a Szegedi Tudományegyetem Bolyai Intézete tanszékvezető egyetemi tanára
- Török András művelődéstörténész, író, kulturális menedzser
- Török Gusztáv Andor, Kalocsa polgármestere
- Török István, a Zala Megyei Bíróság gazdasági hivatala vezetője
- Ungár Anikó bűvész
- Dr. Vámosi-Nagy Szabolcs, az Adó- és Pénzügyi Ellenőrzési Hivatal elnökhelyettese
- Várady Szabolcs költő, író, műfordító
- Varga István, a Monostori Erőd Hadkultúra Központ Kht. építészmérnöke, műemlékvédelmi szakértő
- Dr. Vas Attila, a mezőgazdasági tudomány kandidátusa, a Szent István Egyetem tanszékvezető egyetemi tanára
- Vásárhelyi Miklós, a Baranya Megyei Területi Államháztartási Hivatal irodavezetője, igazgatóhelyettes
- Végh Lajos, a Kormányzati Ellenőrzési Hivatal főosztályvezetője
- Víg Mihály zeneszerző, szövegíró
- Dr. Virág Miklós kandidátus, a Budapesti Közgazdaságtudományi és Államigazgatási Egyetem megbízott tanszékvezető egyetemi docense
- Wirth Judit, a Nők a Nőkért Együtt az Erőszak Ellen Egyesület elnöke
- Zalabai Péterné, a MOTIVÁCIÓ Mozgássérülteket Segítő Alapítvány ügyvezetője
- Zentai Péter László, a Magyar Könyvkiadók és Könyvterjesztők Egyesülete igazgatója
- Dr. Zilahy Péter kandidátus, az MTA Titkársága főosztályvezetője
- Katonai tagozat
- Tukovics János tűzoltó alezredes Mosonmagyaróvár Város Hivatásos Önkormányzati Tűzoltósága parancsnoka

Március 15-e alkalmából
- Golub Iván orvos;
- Makai Ödönné József Etelka, a József Attila-hagyaték gondozója;
- Kaán Miklós orvos;
- Tordai Péter, a Magyarországi Zsidó Hitközségek Szövetsége elnöke;
- Tóth Mihály polgármester;
- Záborszky József művészeti vezető

Március 15-e alkalmából a magyar sakkválogatott tagjainak a XXXV. sakkolimpián nyújtott teljesítményükért
- - Almási Zoltán, nemzetközi nagymester
  - Ács Péter, nemzetközi nagymester
  - Gyimesi Zoltán, nemzetközi nagymester
  - Polgár Judit, nemzetközi nagymester
  - Ruck Róbert, nemzetközi nagymester
  - Kállai Gábor, a Magyar Sakkválogatott kapitánya, nemzetközi nagymester

### 2002
Polgári tagozat
- Almási Tamás, Kossuth-díjas filmrendező, érdemes művész, a Színház- és Filmművészeti Egyetem docense
- Árva Péter, a Magyar Országgyűlés Hivatala Gazdasági Főigazgatósága műszaki igazgatója
- Bakonyi László, a Fővárosi Önkormányzat Idősek Otthona intézményvezetője
- Dr. Blumenfeldné Dr. Mikola Júlia, a Nevelőotthonok Nemzetközi Szövetsége Magyarországi Egyesülete elnöke
- Bozsik Péter, magyar labdarúgó, edző
- Búza Barna éremművész, szobrász
- Csegzi Sándor erdélyi magyar politikus
- Fekete László erősportoló
- Gerendai Károly, magyar üzletember, kultúraszervező, a Sziget Fesztivál alapítója
- Gergely Mihály József Attila-díjas magyar író, újságíró
- Hollerung Gábor karmester
- Horváth László Árpád, a Tudományos Ismeretterjesztő Társulat Somogy Megyei Egyesülete igazgatója
- Kedves Tamás gordonkaművész, a Liszt Ferenc Zeneművészeti Egyetem tanára
- Keleti Éva fotográfus
- Kollár Kálmán, a veszprémi Csermák Antal Zeneiskola nyugalmazott zenetanára
- Dr. Kovács Tibor, a Magyar Nemzeti Múzeum főigazgatója
- Kováts Lajos, a MEO Kortárs Művészeti Gyűjtemény ügyvezető igazgatója
- Kun Miklós történész
- Dr. Kurta János, a Nagykanizsai Városi Bíróság városi bírósági elnöke, címzetes megyei bírósági bíró
- Lehel László, a Petőfi Csarnok Ifjúsági Szabadidő Központ címzetes igazgatója
- Lékó Péter magyar sakkozó, nemzetközi nagymester
- Lestár Éva, a Magyar Országgyűlés Hivatala Főtitkársága Gyorsíró iroda vezető főtanácsosa
- Mátyás Irén, a Zsámbéki Szombatok Nyári Színház és Művelődési Ház igazgatója
- Mészáros Tamás Jászai Mari-díjas újságíró, színikritikus
- Dr. Pajkossy Gábor, a történettudomány kandidátusa, az Eötvös Loránd Tudományegyetem Bölcsészettudományi Kar Esztétika Tanszék egyetemi tanára
- Pongrácz Péter, Liszt Ferenc-díjas oboaművész-tanár, Kiváló Művész, a Liszt Ferenc Zeneművészeti Egyetem rektorhelyettese
- Szabó János szociológus, szociálpolitikus
- Dr. Szigeti Ernő, a földrajztudomány kandidátusa, a Magyar Közigazgatási Intézet kutatásvezetője
- Talyigás Katalin, a Joint Alapítvány igazgatója
- Tóth Ferenc, muzeológus, helytörténész
- Tóth Ilona, a vizsolyi Kiss és Szabó Egészségügyi Szolgáltató Bt. körzeti ápolónője
- Winkler Márton, a MEO Kortárs Művészeti Gyűjtemény alapítója
- Dr. Zsakó László, az Eötvös Loránd Tudományegyetem Természettudományi Kar Általános Számítástudományi Tanszék egyetemi docense, a 8. Közép-európai Informatikai Diákolimpia Nemzeti Bizottsága elnöke

Katonai tagozat
- Mikita János mérnök dandártábornok

### 2001
- Balázs Fecó, Liszt Ferenc-díjas rockzenész
- Béres János, furulyaművész, zenepedagógus
- Birkás Lilian, magyar opera-énekesnő
- Csűrös Karola, színésznő
- Fenyvessy Éva, színésznő
- Kathy-Horváth Lajos, hegedűművész, a Napház igazgatója
- Kállai Kiss Ernő, Liszt Ferenc-díjas klarinét- és tárogatóművész
- Máté Ferenc (1935-2007) gyalus, marós, technikus, (Lovagkereszt) 56-os felkelő, nemzetőr, 56-os Szövetség elnökségi tag
- Nagy János szobrász és éremművész
- Péter László, magyar irodalomtörténész, egyetemi tanár, várostörténész, nyelvész, folklorista
- Rózsás János, író

### 2000
(ebben a szakaszban keveredés van, hogy ki volt kiskeresztes és ki volt lovagkeresztes)
- Angyal János humorista, újságíró
- Boross Lajos, ny. prímás, a 100 tagú Cigányzenekar tiszteletbeli elnöke
- Ferjáncz Attila, magyar raliversenyző, örökös magyar bajnok, sportvezető
- Hollai Kálmán, színművész
- Kökény Beatrix, visszavonult, olimpiai ezüst- és bronzérmes kézilabdázó
- Márta István zeneszerző
- Méhes György író, újságíró, műfordító
- Mikó József operatőr
- Mustos István, a Passaici Szent István Magyar Templom római katolikus plébánosa
- Pege Aladár, nagybőgőművész, a Liszt Ferenc Zeneművészeti Egyetem tanára, Liszt Ferenc-díjas, érdemes művész
- Kovács Katalin olimpiai és világbajnok kajakozó
- Schäffer Erzsébet újságíró
- Vathy Zsuzsa író
- Varga Gusztáv, a Kalyi Jag Együttes művészeti igazgatója
- Wernerné Szabó Andrea, edző

## Díjazottak

### 1999
- Choli Daróczi József költő, műfordító
- Farkas Attila művészettörténész, Pázmány Péter Katolikus Egyetem Hittudományi Kar
- Kollányi László növénynemesítő, címzetes egyetemi tanár, kandidátus
- Pécsi Gábor, a Magyar Öttusa Szövetség technikai igazgatója
- Raduly József, a 100 Tagú Cigányzenekar művészeti vezetője
- Id. Sánta Ferenc előadóművész, ny. zenekarvezető, cigányprímás
- Mihálka György karnagy
- Bartalus Ilona zenepedagógus, szerkesztő
- Kovács Imre fuvolaművész
- Molnár Dánielné kozmetikus
- Végvári Lajos művészettörténész

### 1998
- Bényi Árpád festőművész
- Charlie énekes
- Cserháti Zsuzsa, énekesnő
- Csetri Lajos, irodalomtörténész
- Csikós Attila építész
- Dilinkó Gábor, az 1956-os forradalom és szabadságharcban tanúsított helytállásáért
- Gál Péter színész, rendező
- Görög Ibolya protokollszakértő
- Ittzés Mihály zenepedagógus
- Kerekes Sándor közgazdász
- Kézdi-Kovács Zsolt filmrendező, forgatókönyvíró
- Kis-Tóh Lajos nyugalmazott intézményvezető
- Korda György énekes
- Kovács L. Gábor orvos, neuroendokrinológus
- Lanczendorfer Erzsébet orvos, politikus
- Miklósa Erika, Liszt Ferenc-díjas magyar szoprán opera-énekesnő
- Molnár Zoltán edző, sportvezető
- P. Denrenti Piroska bemondó, előadóművész
- Sárközi Gyula balettművész
- Sárközi Mátyás író, kritikus, műfordító
- Szervét Tibor, Vígszínház Jászai Mari-díjas színművésze
- Szokolay Ottó színművész
- Szögi Csaba, táncművész, táncpedagógus, koreográfus
- Tyll Attila Jászai Mari-díjas és Aase-díjas  színművész, érdemes művész
- Varga György műfordító, diplomata
- Vukán György, zongoraművész, zeneszerző
- Bozsó János, festőművész

### 1997
- Ángyán József
- Bajor Imre színművész
- Bálint Ágnes író
- Baranyi Ferenc költő
- Bergendy István zeneszerző, énekes
- Bertalan László szociológus
- Bogsch Erik vegyészmérnök
- Böhm György színházi rendező
- Császár Angela színművész
- Csomó István pénzügyi és számviteli szakember[140]
- Eötvös György artista
- Faragó Vera Jászai Mari-díjas színművésznő
- Fodor István régész
- Győrössy Ferenc altábornagy
- Hámori Ildikó színművésznő
- Hatvani Dániel író, költő
- Józsa Imre színművész
- Katkics Ilona filmrendező
- Kishonti Ildikó színművésznő
- Kiss János balettművész
- Luzsicza Lajos festőművész, grafikus
- Marsay Magda opera-énekesnő
- Mészáros Tamás közgazdász
- Parancs János költő, műfordító
- Perlaki István Jászai Mari-díjas színművész
- Pinczehelyi Sándor grafikus, festőművész
- Rónay László író, irodalomtörténész
- Sebők Éva költő
- Sólymos Gyula '56-os forradalmár
- Székács Vera műfordító
- Szikora János rendező, színművész
- Tornai József költő, író, műfordító
- Vári Attila író, költő
- Zsivótzky Gyula olimpiai bajnok kalapácsvető

### 1996
- Csík Miklós ének-zenetanár, karnagy[141]
- Dobsa Sándor zongorista, zeneszerző
- Durst György producer
- Ébert Tibor író, költő, kritikus
- Engel Tevan István grafikusművész
- Engelhardt Katalin paralimpiai bajnok úszó
- Esztergályos Cecília színművész
- Gál Mátyás tervező grafikus
- Farkas Imre kenus
- Gálffi László színművész
- Gera Mihály újságíró
- Gerenday Endre zenepedagógus, karnagy
- György István filmrendező
- Hegyi Béla újságíró
- Hegedűs D. Géza színművész
- Herczeg Klára szobrászművész
- Hollósi Frigyes színművész
- Hopp-Halász Károly képzőművész
- Járomi Mónika paralimpiai bajnok úszó
- Kovács Tamás vívó
- Kristó Nagy István irodalomtörténész
- Kun Vilmos színművész
- Kútvölgyi Erzsébet színszínész
- Láng József színművész
- Lányi András író, fílmrendező
- Lukács Sándor színművész
- Lukin László zenetanár, karnagy, műfordító, zenei ismeretterjesztő
- Másik János zeneszerző, előadóművész
- Menyhárt Jenő előadóművész
- Mezei Ottó művészettörténész
- Müller Péter Sziámi költő, filmrendező, előadóművész
- Nemcsics Antal festőművész
- Pathó István színművész
- Radnóti Zsuzsa dramaturg
- Pataki Ferenc fejszámolóművész
- Pándy Lajos színművész
- Perényi Eszter hegedűművész
- Prőhle Henrik fuvolaművész
- Rásonyi Leila hegedűművész és -tanár
- S. Nagy István dalszövegíró
- Sasváriné Paulik Ilona paralimpiai bajnok asztaliteniszező
- Szántó Imre ökölvívóedző
- Szegedi Erika színművész
- Székely Magda költő, műfordító
- Szilágyi György statisztikus
- Szöllősy Irén bábművész
- Tarlós István mélyépítő mérnök, politikus
- Tátrai Tibor előadóművész
- Tőzsér Árpád író, költő, műfordító
- Ujréti László színművész
- Ungváry Rudolf író
- Zámbó Diána paralimpiai bajnok úszó

### 1995
/Polgári tagozat/
- Andrásfalvy András, a Gödöllői Mezőgazdasági Biotechnológiai Kutatóközpont tudományos főmunkatársa
- Bagics Lajos, a Munkaügyi Minisztérium főosztályvezető-helyettese
- Erhard von der Bank, a Németországi Konrad Adenauer Stiftung Budapesti Képviseletének vezetője
- Baross Jolán énekművész
- Benkő László zenész
- Bertók László író, költő
- Biró Gábor, a Budapesti Műszaki Egyetem Fizikai Intézete egyetemi tanára
- Cenner Mihály művészettörténész
- Csúcs Ferenc szobrász- és éremművész
- De Sorgo Tibor, a Kapos Volán Rt. vezérigazgatója
- G. Dénes György költő, zeneszerző
- Durkó Mátyás, a neveléstudomány kandidátusa, a debreceni Kossuth Lajos Tudományegyetem nyugalmazott egyetemi tanára
- Ferdinánd Dezső, a mezőgazdasági tudomány kandidátusa, a Pannon Agrártudományi Egyetem nyugalmazott egyetemi docense
- Földes László bluesénekes, dalszerző
- Gerencsér Ferenc, az ORFI Fül-orr-gégészeti Osztály nyugalmazott osztályvezető főorvosa
- Grigássy Éva költő, műfordító, újságíró
- Gyimesi Kálmán operaénekes
- Hacser Józsa színésznő
- Haller József grafikus- és festőművész[142]
- Heller Tamás színész, zeneszerző
- Jászai László, a veszprémi Petőfi Színház Jászai Mari-díjas színművésze, érdemes művész
- Jeszenszky Endre táncos, koreográfus
- Kanti Imre, nyugalmazott minisztériumi főosztályvezető-helyettes
- Kassai Tibor, az állatorvos-tudomány doktora, az Állatorvostudományi Egyetem egyetemi tanára
- Katona Klári EMeRTon-díjas előadóművész
- Király Árpád, a Magyar Elektronikai Múzeum nyugalmazott igazgatója
- Kóbor János énekes, az Omega együttes frontembere
- Kolber István jogász, politikus
- Koós János előadóművész, humorista, színész
- Kóti Árpád, a debreceni Csokonai Színház Jászai Mari-díjas színművésze, érdemes művész
- Krajczár Gyula jogász, várospolitikus
- Kricskovics Antal, a Fáklya Horvát Folklór Centrum Erkel Ferenc-díjas művészeti vezetője, érdemes művész
- Magyar István katonadiplomata
- Maróti Andor, a filozófiatudomány kandidátusa, az Eötvös Loránd Tudományegyetem egyetemi docense
- Miklósy György, a Radnóti Miklós Színház Jászai Mari-díjas színművésze, érdemes művész
- Mikus Gyula festőművész
- Molnár Éva művészettörténész
- Molnár György gitáros, zeneszerző
- Németh Marika, a Fővárosi Operett Színház Jászai Mari-díjas színművésze, kiváló művész
- Omega rockegyüttes
- Pukli Péter statisztikus, közgazdász
- Ifj. Sánta Ferenc hegedűművész
- Stelczer Károly, a Vízgazdálkodási Tudományos Kutató Rt. nyugalmazott igazgatója
- Szabó Ottó a Magyar Országgyűlés Hivatala Főtitkársága Jegyzői Iroda főosztályvezetője
- Szalay Zoltán fotóriporter
- Székhelyi József, a soproni Petőfi Színház Jászai Mari-díjas színművésze
- Szombathy Gyula színész, szinkronszínész
- Takács Marika, a Magyar Televízió főbemondója
- Tarján Jenő grafikusművész
- Tóth Endre költő, író
- Tóth Eszter költő, író, műfordító
- Tóth Margit zenetudós, a Néprajzi Múzeum nyugalmazott osztályvezetője
- Turay Ida színművész
- Varga János, a Kisosz Országos Szervezete elnöke
- Várhegyi Tivadar, az MTA Izotópkutató Intézete osztályvezető-helyettese
- Veress Pál festőművész
- Voith Ági színművész
- Weltner János dr., orvos
- Zsolnai József nyelvész

/Katonai tagozat/
- Keller Mihály ezredes
- Magyar István ezredes
- Radics Sándor ezredes
- Vágási László ezredes

### 1994
- Antal László műfordító
- Bakó Márta színésznő
- Bánfalvi Kálmán az 1989-es romániai forradalom idején a humanitárius segélyek önként vállalt szállítása során tanúsított helytállásáért
- Bánszky Pál művészettörténész
- Bárány Frigyes színész
- Bényei József újságíró, költő
- Bokor Péter filmrendező, író
- Csongrádi Mária színházi rendező, színművész
- Demeter Ervin politikus
- Éri István történész, régész
- Fallenbüchl Zoltán történész, irodalomtörténész, könyvtáros
- Faragó Laura énekművész
- Fónay Márta színésznő
- Földi Teri stínésznő
- Frigyesi András rendező, színházigazgató
- Gaál Gabriella magyarnóta-énekesnő
- Gyapay Gábor történész
- Gyémánt László festőművész
- Gyulai Gaál János zeneszerző
- Havas Ferenc táncművész
- Hildebrand István filmrendező
- Horváth Teri Kossuth-díjas színművész[143]
- Iglódi István Kossuth-díjas színművész
- Jánosy István író, költő, műfordító
- Jánoskúti Márta Kossuth-díjas jelmeztervező
- Jánosy István költő, műfordító
- Kabos László (színművész, 1923–2004) színművész
- Kaló Flórián színművész
- Karig Sára műfordító
- Kelemen László mérnök alezredes, Győr, Rába Légvédelmi rakétaezred / MKE VI-3/3 1994 EH /
- Kibédi Ervin színművész
- Kóka Rozália mesemondó, népdal- és népmesegyűjtő
- Komlós Juci Jászai Mari-díjas színművész, A Nemzet Színésze
- Kovács Kati Kossuth-díjas énekes-előadóművész, színművész, dalszövegíró
- Kovács Apollónia előadóművész, népdalénekes
- Kovács Mária színművész
- Maár Gyula filmrendező
- Major Ottó író
- Mándy Stefánia költő, műfordító
- Marsall László költő
- Miklai Mária gyártásvezető
- Mikó István színművész
- Mohayné Katanics Mária karnagy, zenepedagógus
- Muray Róbert grafikus és festőművész
- Nagy Miklós irodalomtörténész
- Nyáry Éva festőművész
- Olsavszky Éva színésznő
- Pákolitz István író, költő
- Polónyi István oktatáskutató
- Révész Sándor énekes
- Rostás-Farkas György költő, műfordító
- Somfai László Széchenyi-díjas magyar zenetörténész, egyetemi tanár, a Magyar Tudományos Akadémia rendes tagja
- Szalay Károly, író, irodalomtörténész
- Szebenyi János fuvolaművész
- Székely László díszlettervező
- Szoboszlai Sándor színművész
- Takács Jenő zeneszerző, zongoraművész
- Temesi Ferenc író, műfordító
- Tolcsvay Béla gitáros, énekes, zeneszerző, szövegíró
- Vámosi János énekes
- Vizkelety László közgazdász, túravezető, tájfutó
- Záray Márta énekes

### 1993
- Baska József festő és szobrászművész
- Botár Endre színész
- Budai Ilona népdalénekes
- Dévai Nagy Kamilla énekes, előadóművész
- Györgyey Klára író, műfordító, kritikus
- Jámbor Zoltán a POFOSZ makói alapítója
- Mészöly Dezső író, költő, műfordító
- Nyirkos István nyelvész
- Olofsson Placid tanár, egyházi író
- Tóth Sándor költő, író, politikus
- Vadász György építész, szobrász

### 1992
- Antal György
- Balás-Piri László forradalmár
- Bereczky Erzsébet dramaturg
- Czigány Kinga kajakozó
- Dankó Imre etnogfáfus, történész
- Dónusz Éva olimpiai bajnok kajakozó
- Farkas Péter olimpiai bajnok birkózó (a kitüntetést „a kitüntetésre érdemtelenné válás miatt” Sólyom László államfő 2010-ben visszavonta.)[144]
- Gyulay Zsolt kajakozó
- Juhász Béla Pál kritikus, irodalomtörténész
- Kunszabó Zoltán Gyula Az 1956-os forradalom és szabadságharcban tanúsított kiemelkedő helytállása elismeréseként
- Inke László színművész
- Kovács Antal olimpiai és világbajnok cselgáncsozó
- Mészáros Erika olimpiai bajnok kajakos
- Mikes Lilla színművész
- Ónodi Henrietta olimpiai bajnok tornász
- Rátonyi Róbert színművész
- Tarbay Ede dramaturg, író, költő, műfordító
- Vujicsics D. Sztoján magyarországi szerb író, költő

## Visszaadott állami kitüntetések

### Bayer Zsolt 2016-os állami kitüntetése elleni tiltakozás
Bayer Zsolt újságíró, publicista kitüntetése komoly politikai vihart keltett, amelynek során számos korábbi állami kitüntetett (ezen kitüntetésen kívül a Magyar Érdemrend tisztikeresztje, a Magyar Érdemrend középkeresztje, illetve a Magyar Ezüst Érdemkereszt kitüntetéssel rendelkezők közül) jelezte, hogy visszaadja a kitüntetését, okként megjelölve és visszautasítva az ugyanezzel a kitüntetéssel elismert Bayer Zsolt publicista – sokak szerint szélsőséges – szellemiségét, munkásságát. A magyar állami jelképekkel díszített kitüntetésről jogilag nem lehet lemondani (azt bizonyos eseteket leszámítva vissza sem lehet vonni), ezért ez a cselekedet elsődlegesen gesztusjellegű, demonstratív tett. 2016 novemberében egy magánszemély a Köztársasági Elnöki Hivatalhoz (KEH) fordult közérdekű adatkéréssel a kitüntetésüket visszaadókról, ezt azonban a KEH nem tartotta közérdekű információnak és megtagadta az adatközlést. A kérelmet benyújtó magánszemély a bírósághoz fordult, amely elsőfokon, majd a KEH fellebbezése után másodfokon is a kérelmező javára döntött és kötelezte a Hivatalt a közérdekű adatok kiadására.
1. Báron György filmesztéta[150]
2. Bernáth Gábor szociológus, a Roma Sajtóközpont egyik alapítója és volt igazgatója[151]
3. Bíró András emberi jogi aktivista[152]
4. Bolla Mária Európa-bajnoki ezüstérmes vitorlázórepülő[146]
5. Böröcz József szociológus[151]
6. Bruszt László szociológusprofesszor[153]
7. Daróczi Ágnes kisebbségkutató, Az Európai Roma/Traveller Fórum alelnöke[151]
8. Darvas Ágnes egyetemi docens, ELTE Társadalomtudományi Kar[151]
9. Darvas Éva, a Művészetek Palotája Kft. rendezvényszervezője[154]
10. Dés László előadóművész, dzsesszzenész, zeneszerző[151]
11. Dióssy László, Veszprém volt polgármestere (a tisztikeresztjét)[151]
12. Elbert Márta filmrendező, tanár[151]
13. Erdélyi Ágnes filozófus[155]
14. Erős Ferenc szociálpszichológus professzor, a bécsi Simon Wiesenthal Intézet senior ösztöndíjasa[151]
15. Falus András immonológus, az MTA tagja[151]
16. Farkas István közgazdász[151]
17. Catherine Feidt, Magyarország korábbi tiszteletbeli konzulja[151]
18. Felcsuti Péter, a Magyar Bankszövetség elnöke (a tisztikeresztjét)[150]
19. Fischer Ádám Kossuth-díjas karmester[151]
20. Fliegauf Benedek, filmrendező[151]
21. Fodor Tamás színész, rendező[151]
22. Fokasz Nikosz egyetemi tanár, ELTE Társadalomtudományi Kar[151]
23. Földes Imre zenetörténész, nyugalmazott egyetemi tanár[151]
24. Galkó Balázs színművész (a tisztikeresztet)[151]
25. Garaczi László író[151]
26. Gál Péter közgazdász, egyetemi tanár[151]
27. György Péter esztéta, egyetemi tanár[151]
28. Hanti Vilmos, a MEASZ elnöke[150]
29. Haraszti Miklós író, újságíró, politikus[151]
30. Hegyesi Gábor professor emeritus, ELTE Társadalomtudományi Kar[151]
31. Heindl Péter jogász[151]
32. Heisler András, a Magyarországi Zsidó Hitközségek Szövetsége elnöke[156]
33. Hodosán Róza tanár, politikus, szociológus[151]
34. Horn Miklós, a Budapesti Gazdasági Főiskola ny. főigazgatója, főiskolai tanár[151]
35. Hunčík Péter pszichiáter[151]
36. Huseby-Darvas Éva Veronika kultúrantropológus[151]
37. Inotai András, az MTA Világgazdasági Kutatóintézetének kutatóprofesszora[150]
38. Iványi Gábor lelkész, volt parlamenti képviselő[151]
39. Jávor István dokumentumfilmes, fotográfus, a Fekete Doboz egyik alapítója[151]
40. Juhász R. József költő[151]
41. Kabdebó György filmrendező (a tisztikeresztet)[151]
42. Kaltenbach Jenő jogtudós[157]
43. Kardos Péter főrabbi, az Új Élet folyóirat főszerkesztője[158]
44. Karsai László történész, egyetemi tanár[150]
45. Kálmán Zsófia, a De Iure Alapítvány elnöke[151]
46. Kende János operatőr[150]
47. Kenyeres István biotudós, Biopolus és Organica alapítója[159]
48. Kerekes András rádióriporter[150]
49. Kertesi Gábor közgazdász, az MTA doktora[160]
50. Kicsiny Balázs képzőművész[151]
51. Koncz E. Katalin ügyvezető igazgató, Budapesti Nyílt Társadalom Intézet Alapítvány[151]
52. Kovács János Mátyás közgazdász[150]
53. Köllő János közgazdász az MTA doktora[160]
54. Krausz Péter politikai elemző[150]
55. Krausz Tamás történész (a tisztikeresztet)[151]
56. Kukorelly Endre író, költő[151]
57. Kuti Éva, az Általános Vállalkozási Főiskola nonprofit kutatója[151]
58. L. Ritók Nóra igazgató, Igazgyöngy alapítvány[151]
59. Ladányi János szociológus[151]
60. Katrina Lantos Swett, Tom Lantos magyar származású amerikai politikus lánya[151]
61. Lennert László, a UPC Magyarország Kft. regionális igazgatója[151]
62. Ligeti György szociológus[151]
63. Lőcsei Jenő táncos, koreográfus, érdemes művész[151]
64. Macskássy Izolda grafikus, festőművész[151]
65. Márton László író[151]
66. Megyik János szobrász[151]
67. Mosonyi Aliz írónő, újságíró, dramaturg[161]
68. Nagy Anna nyugalmazott könyvtárigazgató[151]
69. Nahalka István oktatáskutató, az ELTE docense[151]
70. Neményi Mária szociológus[151]
71. Németh Péter, a Népszava főszerkesztője[154]
72. Niedermüller Péter, a Demokratikus Koalíció alelnöke[151]
73. Novák József baptista lelkipásztor[151]
74. Ónodi György szerkesztő[151]
75. P. Szűcs Julianna művészettörténész, egyetemi tanár, a Mozgó Világ főszerkesztője[162]
76. Pásztory Dóra kétszeres paralimpiai bajnok úszó[151][163]
77. Péter Vladimir ötvös- és szobrászművész[164]
78. Péterfi Ferenc közösségfejlesztő[151]
79. Polgár András üzletember[165]
80. Polónyi István egyetemi tanár, Debreceni Egyetem Bölcsészettudományi Kar[151]
81. Rajk László építész (a középkeresztet)[151]
82. Ripp Zoltán történész[154]
83. Rózsa Péter újságíró[165]
84. Snétberger Ferenc, gitárművész[151]
85. Soltész Anikó, a Seed Kisvállalkozásfejlesztési Alapítvány ügyvezető igazgatója[150]
86. Somlai Péter, az MTA doktora, a szociológiai tudomány kandidátusa, az ELTE Társadalomtudományi karának oktatója, professor emeritusa[146]
87. Steiger Kornél filozófus, az ELTE professzor emeritusa (a nagykeresztet)[146]
88. Szalai Erzsébet szociológus, az MTA doktora, egyetemi tanár (a tisztikeresztről)[151]
89. Székely Anna, a Környezetvédelmi Szolgáltatók és Gyártók Szövetségének volt igazgatója[151]
90. Székelyi Mária professor emeritus, ELTE Társadalomtudományi Kar[151]
91. Székelyné Németh Mária volt isztambuli főkonzul[151]
92. Szilágyi Sándor fotóművészeti író[151]
93. Szomor Éva gyógypedagógus, Berlin Brandenburg International School[151]
94. Szuhay Péter muzeológus[150]
95. Takács Imre művészettörténész (a tisztikeresztjét)[151]
96. Talyigás Katalin szociológus, szociálpolitikus, egyetemi tanár (a tisztikeresztjét)[151]
97. Tamás Gáspár Miklós filozófus[151]
98. Tausz Katalin egyetemi tanár, ELTE Társadalomtudományi Kar[151]
99. Tóth Bálint matematikus[165]
100. Tóth Mihály, Csepel volt polgármestere[151]
101. Trencsényi László professzor, ELTE[151]
102. Valcsicsák Imre, a Rendőrtiszti Főiskola tanszékvezetője, főiskolai tanár[151]
103. Varga Júlia közgazdász[160]
104. Varga Kálmán muzeológus (a tisztikeresztjét)[151]
105. Vágvölgyi B. András újságíró[151]
106. Wittinghoff Tamás, Budaörs polgármestere[151]
107. Zilahy Péter, az MTA elnöki titkárságának vezetője[151]
108. Znamenák István színész, rendező[151]

#### Elhunyt kitüntetettek hozzátartozói
1. Kertész Iván zenekritikus özvegye[151]
2. Koltai Tamás színikritikus családja[150]
3. Ranschburg Jenő pszichológus családja[151]
4. Tardos Márton közgazdász, országgyűlési képviselő özvegye[151]

A tiltakozók közül tizenhatan elárverezték a kitüntetésüket, 66-an visszaküldték a Köztársasági Elnöki Hivatalba, egy személy pedig az oklevelet postázta vissza.